# Frédéric Chopin

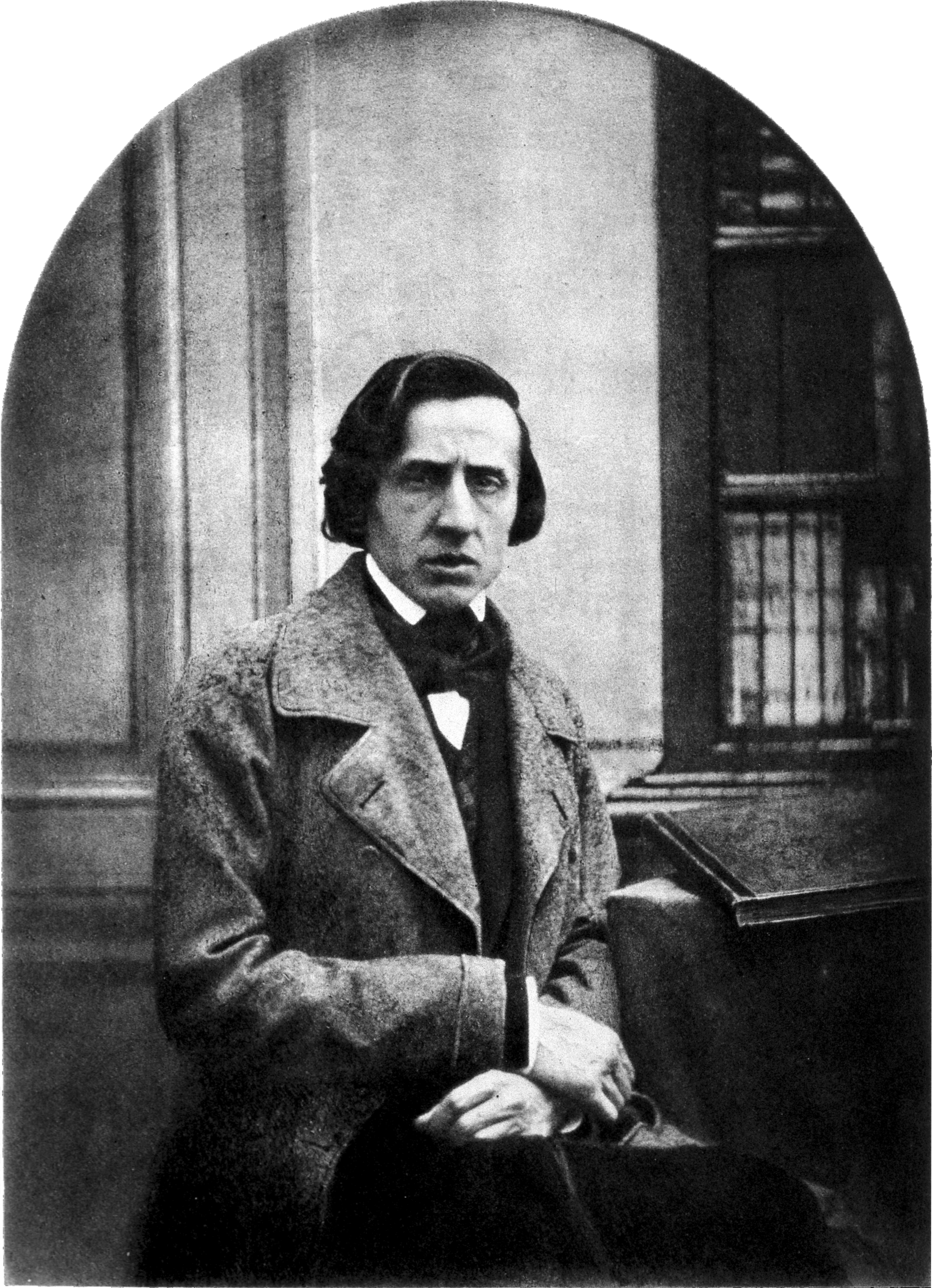
Frédéric Chopin, Fotoporträt von Louis-Auguste Bisson um 1849. Original seit 1939 in Warschau verschollen, Fotokopie in der Chopingesellschaft Warschau. Gilt als letztes fotografisches Portrait Chopins.

Fryderyk Franciszek Chopin (Frédéric François Chopin, auch Fryderyk Franciszek Szopen; * 22. Februar oder 1. März 1810 in Żelazowa Wola, Herzogtum Warschau; † 17. Oktober 1849 in Paris, Zweite Französische Republik) war ein polnischer Komponist, Pianist und Klavierpädagoge.
| Zeittafel                                                 | Zeittafel |
| --------------------------------------------------------- | --- |
| Zur Entstehungszeit der Werke Chopins siehe unten: Werke. | |
| 6. April 1807                                             | Geburt von Ludowika, Chopins älterer Schwester.                                                                                                  |
| 22. Februar oder 1. März 1810                             | Geburt Fryderyk Chopins in Żelazowa Wola gegen 18 Uhr.                                                                                           |
| 23. April 1810                                            | Taufe Fryderyks in der Kirche Świętego Rocha i Jana Chrzciciela in Brochów.                                                                      |
| September/Oktober 1810                                    | Umzug der Familie Chopin nach Warschau. |
| 9. Juli 1811                                              | Geburt der Schwester Izabela. |
| 20. November 1812                                         | Geburt der Schwester Emilia. |
| 1813                                                      | Chopins erste Klavierspielversuche. |
| 1814                                                      | Tod des Großvaters François Chopin. |
| 1816                                                      | Erster Klavierunterricht bei der Schwester Ludowika.                                                                                             |
| 1817                                                      | Erster Klavierunterricht bei Wojciech Żywny. Erstes gedrucktes Werk – Polonaise g-moll (B. 1, KK IIa/1, Cho 161).                                |
| 24. Februar 1818                                          | Erster öffentlicher Auftritt auf einem Wohltätigkeitskonzert im Radziwiłł-Palais. Chopin spielt das Klavierkonzert e-Moll von Adalbert Gyrowetz. |
| 26. Februar 1818                                          | Chopin schenkt der Mutter des russischen Zaren bei einem Besuch im Warschauer Lyzeum zwei Kompositionen (die Polonaisen g-Moll und B-Dur).       |
| 1822                                                      | Erster Kompositionsunterricht; zur Vorbereitung auf das Studium übernimmt Józef Elsner den Unterricht.                                           |
| 1823                                                      | Aufnahme in das Warschauer Lyzeums. |
| 1825                                                      | Auftritt Chopins vor Zar Alexander I., der ihm einen Brillantring schenkt.                                                                       |
| Juli 1826                                                 | Chopin verlässt das Warschauer Lyzeums ein Jahr früher ohne Reifeprüfung.                                                                        |
| 28. Juli – 11. September 1826                             | Reise nach dem Heilbad Bad Reinertz (heute Duszniki-Zdrój) als Begleiter der Schwester Emilia und der Mutter. Benefizkonzert für Waisenkinder.   |
| Ende September 1826 – April 1829                          | Musikstudium an der Hochschule für Musik |
| 10. April 1827                                            | Tod von Emilia, der 14-jährigen, jüngsten Schwester Chopins.                                                                                     |
| 31. Juli – 19. August 1829                                | Reise nach Wien, Prag, Dresden. |
| 11. August 1829                                           | 1. Konzert in Wien. |
| 18. August 1829                                           | 2. Konzert in Wien. |
| 21. – 24. August 1829                                     | Besuch Prags nach der Abreise aus Wien. |
| 26. August – 2. September 1829                            | Besuch Dresdens nach der Abreise aus Prag. |
| 1829/1830                                                 | Begegnung mit den romantischen Dichtern Stefan Witwicki, Bohdan Zaleski, Seweryn Goszczyński u. a.                                               |
| 17. März 1830                                             | Erstes Konzert im Teatr Wielki in Warschau. |
| 11. Oktober 1830                                          | Abschiedskonzert im Teatr Wielki in Warschau. |
| 2. November 1830                                          | Abreise aus Warschau Richtung Kalisz. |
| 5. November 1830                                          | Abreise aus Kalisz, er verlässt Polen. |
| 6. November 1830                                          | Ankunft in Breslau und Auftritt am 8. November (Rondo aus dem e-Moll Klavierkonzert).                                                            |
| 23. November 1830                                         | Nach 8 Tagen Aufenthalt in Dresden und kurzem Aufenthalt in Prag Ankunft in Wien. Beginn des Novemberaufstands in Warschau.                      |
| 23. November 1830 bis 20. Juli 1831                       | 2. Aufenthalt in Wien. |
| 11. Juni 1831                                             | Auftritt Chopins in Wien (Konzert von D. Mattis).                                                                                                |
| 20. Juli 1831                                             | Chopin verlässt Wien und reist über Salzburg, München (Auftritt am 28. August 1831), Stuttgart und Straßburg nach Paris.                         |
| 8. September 1831                                         | Kapitulation Warschaus, während Chopins Aufenthalt in Stuttgart.                                                                                 |
| 5. Oktober 1831                                           | Ankunft in Paris. |
| 7. Dezember 1831                                          | Robert Schumann veröffentlicht in der „Allgemeinen Musikzeitung“ einen Artikel über Chopin.                                                      |
| 25. Februar 1832                                          | Erstes Konzert in Paris in den Salons Pleyel, 9 rue Cadet.                                                                                       |
| Januar 1833                                               | Fryderyk wird Mitglied der Polnischen Literarischen Gesellschaft in Paris. Beginn der Freundschaft Chopins mit Bellini und Berlioz.              |
| 16. Mai 1834                                              | Reise nach Aachen zum Niederrheinischen Musikfest. Besuch in Köln, Koblenz und Düsseldorf –Begegnung mit Felix Mendelssohn Bartholdy.            |
| Sommer 1835                                               | Reise nach Karlsbad, hier trifft er seine Eltern. Reise nach Dresden und Kennenlernen von Maria Wodzińska.                                       |
| 1. August 1835                                            | Chopin erhält einen französischen Pass. |
| 1836                                                      | Heimliche Verlobung Fryderyks mit Maria Wodzińska. Rückreise über Leipzig. Treffen mit Robert Schumann.                                          |
| Ende Oktober 1836                                         | Erste Begegnung mit George Sand in Paris bei einem Empfang im Hôtel de France.                                                                   |
| 1837                                                      | Fryderyk lehnt den Titel eines Hofpianisten des russischen Zaren ab. Lösen der Verlobung mit Maria Wodzińska.                                    |
| 7. Juli 1837                                              | Chopin als Begleiter von Camille Pleyel für zwei Wochen in London. Treffen mit dem Klavierbauer Broadwood.                                       |
| 12. März 1838                                             | Konzert in Rouen. Chopin spielt sein Klavierkonzert Nr. 1 in e-Moll op. 11.                                                                      |
| April 1838                                                | Beginn der Liebesbeziehung mit George Sand. |
| 18. Oktober 1838                                          | Abreise George Sands mit ihren Kindern nach Mallorca (Chopin folgt am 27. Oktober).                                                              |
| 15. Dezember 1838                                         | Umzug in die Kartause Valldemossa auf Mallorca.                                                                                                  |
| 13. Februar 1839                                          | Abreise aus Mallorca. |
| 24. Februar – 22. Mai 1839                                | Aufenthalt in Marseille. |
| 1. Juni–10. Oktober 1839                                  | Chopins 1. Aufenthalt in Nohant. |
| 1839, 1841–1846                                           | Chopin verbringt sieben Sommer in Nohant |
| 26. April 1841                                            | Öffentliches Konzert Chopins in Paris nach sechsjähriger Pause. Konzertkritik von Franz Liszt in der „Gazette Musicale“.                         |
| 3. Mai 1844                                               | Tod des Vaters Mikołaj Chopin. |
| Ende Mai 1846 bis 11. November 1846                       | Chopins letzter Aufenthalt in Nohant. |
| 28. Juli 1847                                             | Letzter Brief George Sands an Chopin. Ende der Beziehung.                                                                                        |
| 16. Februar 1848                                          | Letztes Konzert in Paris im Konzertsaal der Salons Pleyel, 22 rue Rocheouart.                                                                    |
| 22. Februar 1848                                          | Ausbruch der Februarrevolution in Paris. |
| 4. März 1848                                              | Letzte, zufällige Begegnung von George Sand und Chopin in Paris.                                                                                 |
| 19. April 1848                                            | Reise mit Jane Stirling nach England und Schottland.                                                                                             |
| 23. November 1848                                         | Rückkehr nach Paris. |
| 9. September 1849                                         | Der sterbenskranke Chopin bezieht die Wohnung in Paris, Place Vendôme 12.                                                                        |
| 17. Oktober 1849                                          | Tod Fryderyk Chopins gegen zwei Uhr morgens in Paris, Place Vendôme 12.                                                                          |
| 30. Oktober 1849                                          | Trauergottesdienst in der Kirche La Madeleine in Paris und Begräbnis auf dem Friedhof Père-Lachaise.                                             |
| 17. Oktober 1850                                          | Auf dem Friedhof Père-Lachaise enthüllt Jean-Baptiste Auguste Clésinger das von ihm gestaltete Grabmal mit dem Medaillon Fryderyk Chopins.       |
| 1. März 1879                                              | Bestattung von Chopins Herz in der Heilig-Kreuz-Kirche (Kościół Świętego Krzyża) in Warschau.                                                    |
| 1927                                                      | Gründung des Internationalen Chopin-Wettbewerbs in Warschau.                                                                                     |
| 1949                                                      | Chopinjahr aus Anlass seines 100. Todestages. |
| 1960                                                      | Chopinjahr aus Anlass seines 150. Geburtstags.                                                                                                   |
| 3. Februar 2001                                           | Inkrafttreten des Gesetzes zum Schutz des Erbes von Chopin.                                                                                      |
| 2010                                                      | Chopinjahr aus Anlass seines 200. Geburtstags.                                                                                                   |

Chopins Vater war Franzose, seine Mutter Polin. Er besaß daher die polnische und französische Staatsbürgerschaft. Er wuchs in liebevoller, anregender häuslicher Atmosphäre auf. Seine lebenslange enge Bindung an Familie und Heimat war bestimmend für seine Persönlichkeit. Der als Wunderkind geltende Chopin erhielt seine musikalische Ausbildung in Warschau, wo er auch seine ersten Stücke komponierte. Die ersten zwanzig Jahre seines Lebens verbrachte er in Polen, das er am 2. November 1830 aus beruflichen und politischen Gründen verließ. Ab Oktober 1831 bis zu seinem Tod (1849) lebte Chopin überwiegend in Frankreich. Sein Leben war geprägt von Krankheit. Zuletzt war er mittellos und auf die Hilfe von Freunden angewiesen. Er starb im Alter von 39 Jahren, höchstwahrscheinlich an einer Perikarditis (Herzbeutelentzündung) als Folge einer Tuberkulose.
Chopin ist wie Robert Schumann, Franz Liszt, Felix Mendelssohn Bartholdy u. a. ein Repräsentant der Romantik, die in seiner Wahlheimat Frankreich ihre Blütezeit zwischen 1815 und 1848 hatte. Als Komponist schuf er fast nur Werke für Klavier. Chopins Kompositionsstil ist beeinflusst von der polnischen Volksmusik, der klassischen Tradition Bachs, Mozarts, Webers, Hummels und Schuberts, besonders aber vom Stil des Belcanto der zeitgenössischen italienischen Oper und ihrem Vertreter Vincenzo Bellini. Von prägendem Einfluss war die Atmosphäre der Pariser Salons, in denen Chopin häufig verkehrte. Hier entfaltete er seine Fähigkeiten in freien Improvisationen am Klavier, die oft zur Grundlage seiner Kompositionen wurden. Seine Neuerungen in allen Elementen der Komposition (Melodik, Rhythmik, Harmonik und Formen) und das Einbeziehen der polnischen Musiktradition mit ihrer Betonung des nationalen Charakters waren für die Entwicklung der europäischen Musik wichtig.
Schon zu Lebzeiten galt Chopin als einer der führenden Musiker seiner Zeit. Sein Klavierspiel und sein Wirken als Lehrer wurden wegen der Erweiterung und Ausnutzung der technischen und klanglichen Möglichkeiten des Instrumentes, der Sensibilität des Anschlages, der Neuerungen im Gebrauch der Pedale und im Fingersatz als außergewöhnlich angesehen. Seine Ideen über das Unterrichten und das Klavierspiel (facilité – „Leichtigkeit“, Ablehnung des perkussiven „klopfenden“ Anschlages, Vorbild des Gesanges, des sogenannten Belcanto in Agogik und Artikulation, Ablehnung des mechanischen Übens ohne musikalisches Engagement, Einsatz und Ausbildung der Finger nach ihren natürlichen physiologischen Gegebenheiten anstatt gleichmacherischem Fingerdrill) gelten bis heute in der Klavierpädagogik als grundlegend, beziehungsweise werden in ihrer Bedeutung erst heute richtig erkannt (zum Beispiel in der Prävention von Spielschäden).

## Leben

### Familie

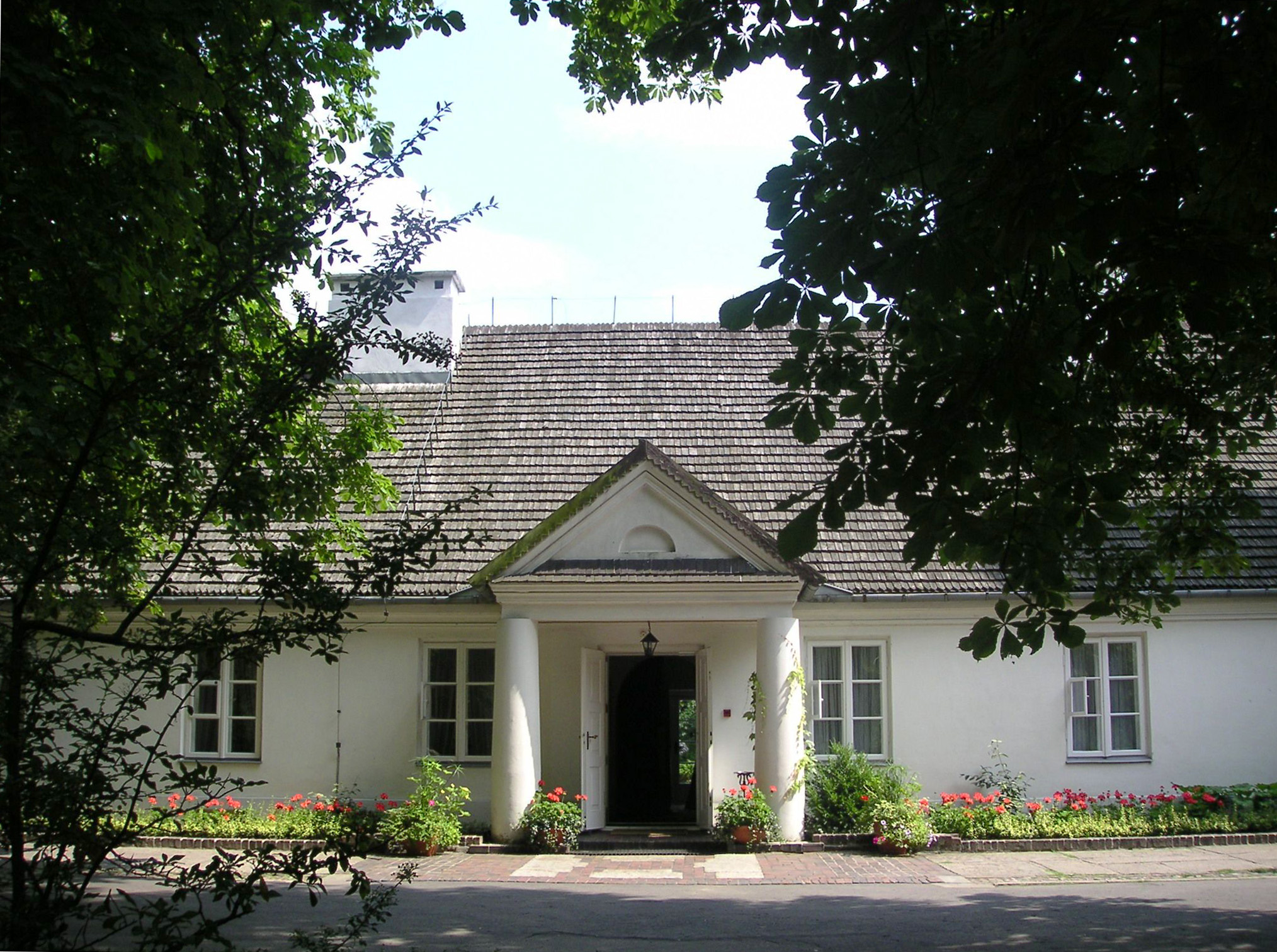
Chopins Geburtshaus in Żelazowa Wola, eine Abteilung des Frédéric-Chopin-Museum Warschau

Frédéric Chopins Eltern waren der aus Lothringen stammende Sprachlehrer Nicolas Chopin und die Polin Tekla Justyna Chopin, geborene Krzyżanowska. Zur Zeit von Chopins Großeltern wurde Lothringen von König Stanisław Bogusław Leszczyński regiert, der das Herzogtum 1737 als Entschädigung für den Verlust des polnischen Thrones erhalten hatte. Viele seiner polnischen Anhänger hatten in Lothringen eine neue Heimat gefunden. In Marainville, wo Nicolas Chopin, Chopins Vater, seine Jugend verbrachte, gab es eine größere Gruppe von polnischen Emigranten mit starken Bindungen nach Polen. Im Jahr 1787 verließ Nicolas Chopin mit einer polnischen Familie, die zurück in die Heimat wollte und sich um den Jungen gekümmert hatte, Frankreich. Nicolas nahm später in Polen die polnische Staatsbürgerschaft an und benutzte als Vornamen die polnische Form „Mikołaj“. Er arbeitete als Bürokraft und Hilfsarbeiter. Nach dem Untergang des Königreiches Polen 1795 verdiente er seinen Unterhalt als Hauslehrer für Französisch beim polnischen Adel. Später war er Französischlehrer am Liceum Warszawskie, zunächst als Collaborator und ab 1814 bis zur Schließung der Schule 1833 als Gymnasialprofessor.
Die Eltern Chopins verband die Leidenschaft zur Musik: der Vater spielte Geige und Flöte, die Mutter spielte Klavier und sang. Die Eheschließung fand am 2. April 1804 statt. Sie hatten vier Kinder: Ludwika Maryanna (1807–1855), Fryderyk Franciszek (1810–1849), Justyna Izabella (1811–1881) und Emilia (1812–1827).

#### Geburt und Taufe

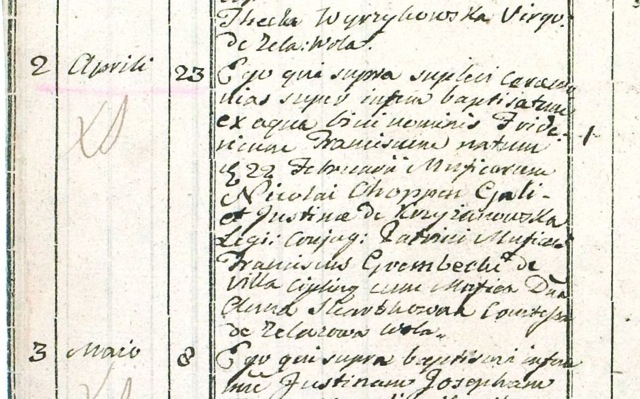
Lateinischer Eintrag Fridericus Franciscus Choppen im Kirchenbuch über die Taufe Chopins am 23. April 1810

Chopin wurde in Żelazowa Wola geboren, einem Dorf in der Gemeinde Brochów, Departement Warschau, im damaligen Herzogtum Warschau. Er wurde am 23. April 1810 (an einem Ostermontag) in der Kirche Świętego Rocha i Jana Chrzciciela (polnisch „des Heiligen Rochus und Johannes des Täufers“) von Brochów auf die Namen Fryderyk Franciszek getauft.
Die beiden Urkunden verzeichnen als Geburtsdatum den 22. Februar 1810, aber sowohl Chopin als auch seine Mutter gaben als Geburtstag den 1. März 1810 an. In der Familie wurde Chopins Geburtstag immer am 1. März gefeiert. Da beide Daten auf einen Donnerstag fielen, wird heute angenommen, dass der Vater, als er bei der Meldung der Geburt zurückrechnete, eine Woche zu viel zählte und fälschlicherweise den 22. Februar als Geburtstag seines Sohnes eintragen ließ.

### Chopin in Polen (1810–1830)

#### Kindheit, Jugend und erste Erfolge

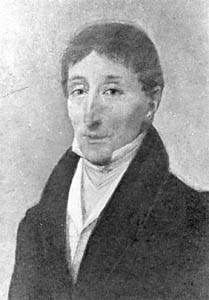
Wojciech Żywny, Chopins Klavierlehrer. Ölgemälde von Ambroży Mieroszewski.

Im Herbst 1810 zog die Familie nach Warschau, wo sie ab Sommer 1812 im Sächsischen Palais (Pałac Saski) wohnte. Hier befand sich auch das Warschauer Lyceum, an dem Fryderyk Chopins Vater Mikołaj als Französischlehrer arbeitete. Um sein dürftiges Gehalt aufzubessern, richtete er in Räumen, die neben seiner Wohnung lagen, ein Pensionat mit Kost und Logis ein. Es konnten bis zu zehn Knaben aufgenommen werden, die aus höherstehenden Familien stammten.
Im Sommer 1827, nach dem Tod von Chopins jüngster Schwester Emilia, die am 10. April 1827 der Tuberkulose erlag, zog die Familie Chopin in den Czapski-Palast (Pałac Czapskich) um und der Vater führte das Pensionat nicht mehr weiter.
Häusliche Unterweisung
Fryderyk und seine Schwestern erhielten eine gründliche Erziehung, die von Herzlichkeit und Toleranz geprägt war. Auf Wunsch seines Vaters erhielt Chopin bis zu seinem 13. Lebensjahr Hausunterricht. Im Alter von vier Jahren kamen Fryderyk und seine ältere Schwester Ludwika durch die musizierenden Eltern in Kontakt mit dem Klavier. Unter der Anleitung seiner Mutter machte der Junge schnell Fortschritte im Klavierspiel und zeigte eine große manuelle und musikalische Begabung.
Privatunterricht (1816–1822)
Die Eltern übergaben 1816 dem tschechischen Privatmusiklehrer Vojtěch Živný (polnisch Wojciech Żywny, 1756–1842), der auch Schüler des Internats unterrichtete, Fryderyk zur weiteren Ausbildung. Żywny, von Haus aus Geiger, blieb der einzige Klavierlehrer Chopins. Er war selbst kein großer Instrumentalist, legte aber als Verehrer Johann Sebastian Bachs die Grundlage für Chopins lebenslange Liebe zur Musik des Thomaskantors. Żywny, der bei den Chopins den Status eines Familienmitgliedes genoss, gab seinen Schülern eine solide Grundausbildung und ermutigte den jungen Chopin zum Improvisieren am Klavier und Komponieren. Unter Żywnys Anleitung entstanden die ersten Kompositionen, die Polonaisen g-Moll und B-Dur aus dem Jahr 1817. Die Presse machte auf die Veröffentlichung des Erstlingswerkes und das außergewöhnliche Talent des Kindes aufmerksam.
Am 24. Februar 1818 hatte Fryderyk seinen ersten öffentlichen Auftritt in einem Konzert auf der Theaterbühne des Radziwiłł-Palastes (Pałac Radziwiłłów) mit dem Klavierkonzert e-Moll von Adalbert Gyrowetz. Das berühmt gewordene Kind, das die Presse als „polnischen Mozart“ bezeichnete, wurde bald in die Salons des Adels in Warschau eingeladen und wegen seines Spiels und seiner Fähigkeit zu improvisieren, als Attraktion herumgereicht.

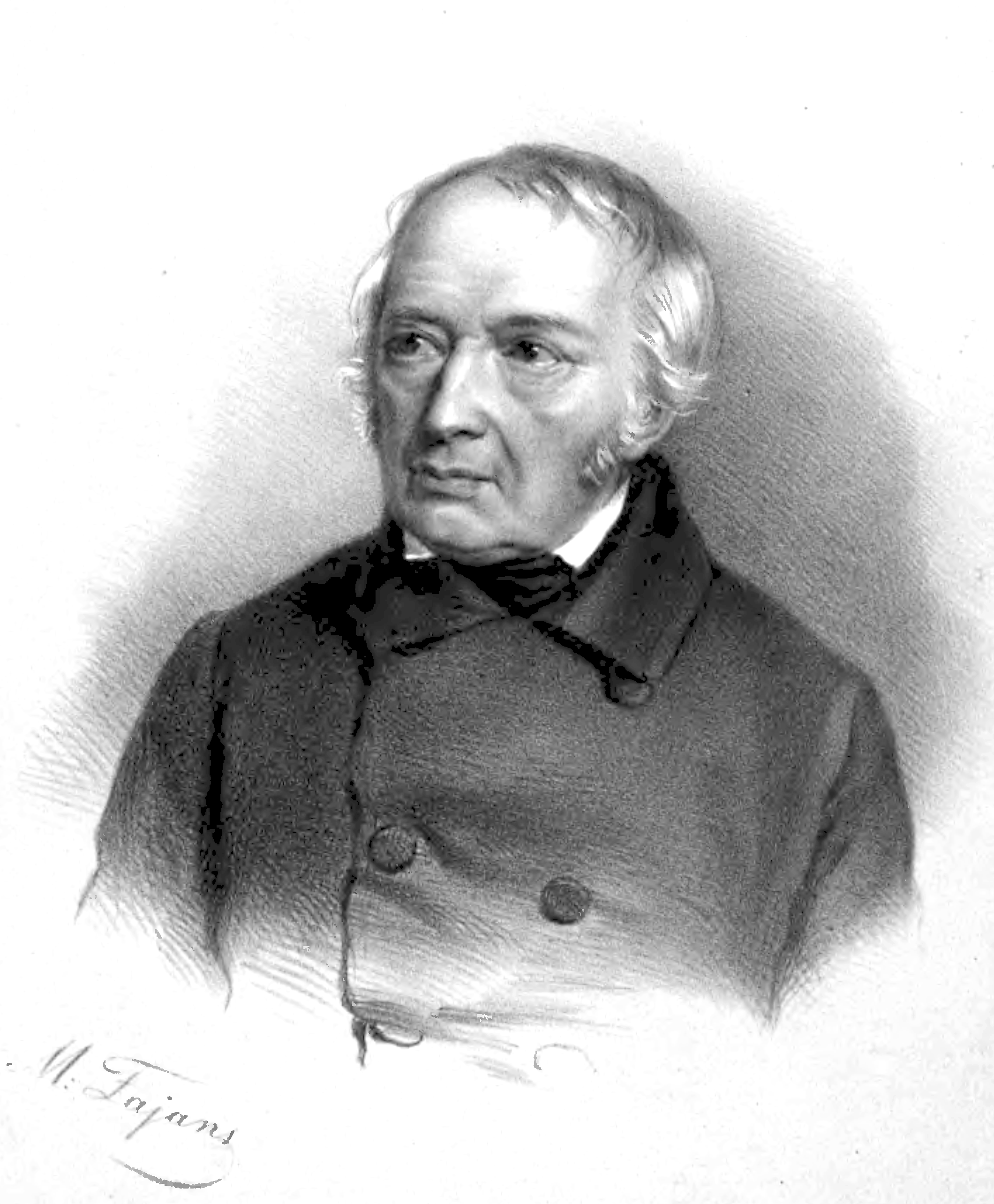
Józef Elsner um 1850, Lithographie von Maksymilian Fajans (Universitätsbibliothek der Kazimierz-Wielki-Universität Bydgoszcz.)

1822, nach sechs Jahren, beendete Żywny den Klavierunterricht und ließ den zwölfjährigen Chopin seinen eigenen Weg gehen, den dieser autodidaktisch, also ohne Anleitung eines Lehrers, mit dem Instinkt des Hochbegabten bis zur Virtuosität beschritt. Er studierte die Werke von Johann Nepomuk Hummel, Ludwig van Beethoven, Carl Maria von Weber, Carl Czerny, Ignaz Moscheles, John Field und Ferdinand Ries, die sein virtuoses Spiel und den eigenen Kompositionsstil formten. Ab 1822 nahm Chopin Privatunterricht in Musiktheorie und Komposition bei dem aus Schlesien stammenden Deutschen Joseph Elsner (polnisch: Józef Elsner)
Am 24. Februar 1823 trat Chopin im Rahmen einer Konzertreihe für wohltätige Zwecke mit einem Klavierkonzert von Ferdinand Ries auf und bereits am 3. März 1823 ein weiteres Mal mit dem Klavierkonzert Nr. 5 C-Dur von John Field. Die Rezensionen beider Konzerte würdigten die guten pianistischen und musikalischen Fähigkeiten des jungen Virtuosen.

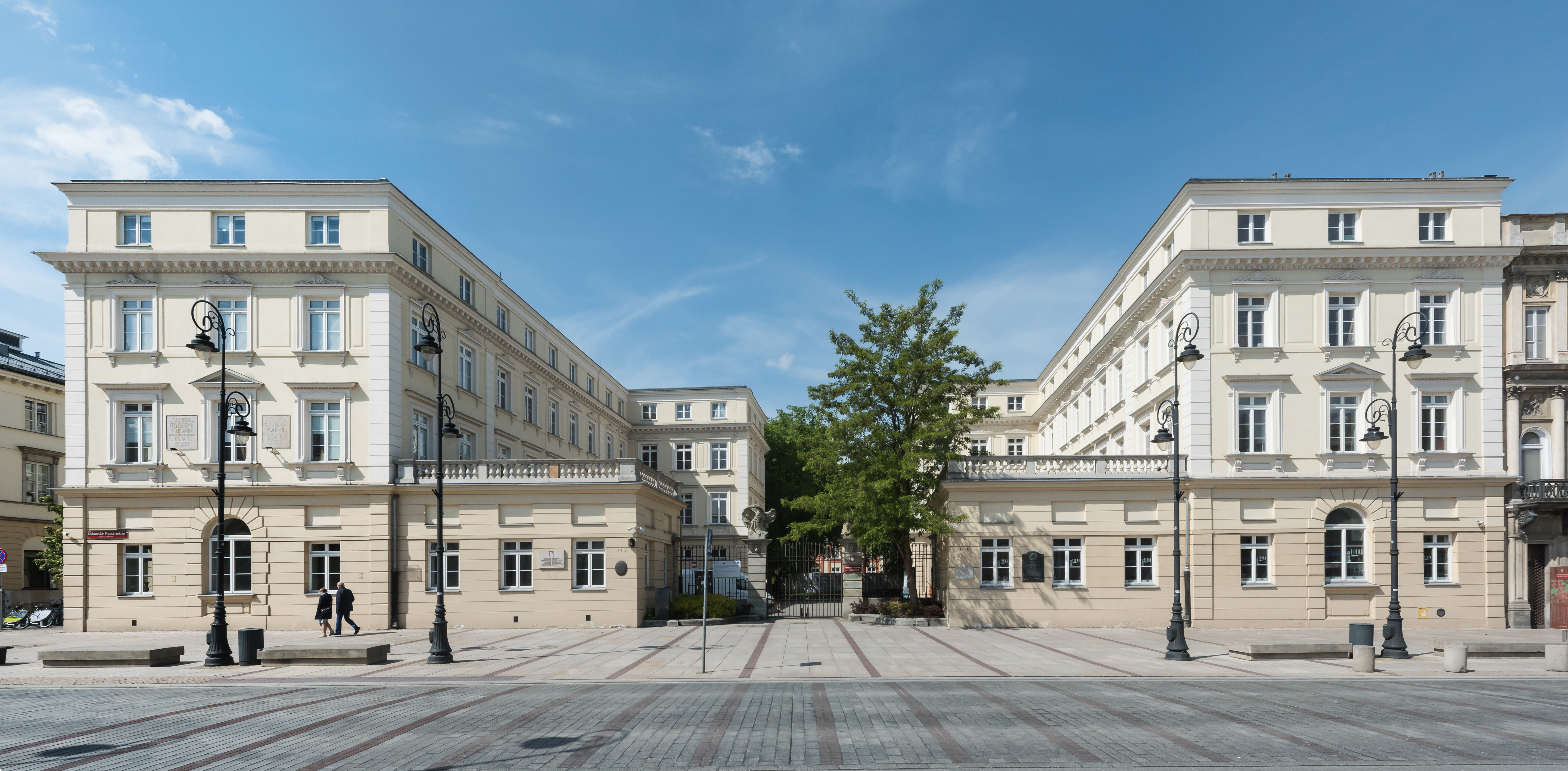
Pałac Czapskich, Warschau. Im linken Gebäude lebte ab 1827 im dritten Stock die Familie Chopin.

#### Studium an der Musikhochschule (September 1826 – Juli 1829)
Chopin besuchte drei Jahre lang bis zum 27. Juli 1826 das Warschauer Lyzäum (Lyceum Warszawskie). Er machte aber nicht das für ein Universitätsstudium notwendige Zusatzjahr, sondern begann im September 1826 sein Studium an der von Józef Elsner geleiteten Szkoła Główna Muzyki (deutsch: Musikhauptschule) in Warschau. Sie trägt heute als Uniwersytet Muzyczny Fryderyka Chopina seinen Namen. Chopin wurde von Elsner in Kontrapunkt, Generalbass und Komposition unterrichtet. Er komponierte eifrig und legte Elsner die Ergebnisse vor, der dazu feststellte, dass Chopin mit seinem ungewöhnlichen Talent die ausgetretenen Pfade und gewöhnlichen Methoden meide. Chopin hatte während seines Studiums keinen Klavierunterricht mehr. Er arbeitete autodidaktisch weiter und entwickelte seine eigene Art des Klavierspiels, die bis zur höchsten Virtuosität führte. Seine sonstigen Interessen waren weit gefächert.
Im Juli 1829 beendete Chopin sein Studium. In Elsners Beurteilung heißt es: „Szopen Friderik. Besondere Begabung, musikalisches Genie“ (polnisch „Szopen Friderik. Szczególna zdolność, geniusz muzyczny“).
Während der Studienzeit bei Józef Elsner entstanden von 1826 bis zum Abschluss im Juli 1829 folgende Werke:
- Variationen für Klavier in E-Dur über ein deutsches Volkslied („Steh‘ auf, steh‘ auf, o du Schweizer Bub“) (1826).
- Rondo à la Mazur in F-Dur op. 5 (1826)
- Variationen über das Duett „Là ci darem la mano“ aus Wolfgang Amadeus Mozarts Oper Don Giovanni für Klavier und Orchester op. 2
- Nocturne in e-Moll op. 72/1 (1827)
- Zahlreiche Einzelstücke wie Walzer, Mazurken und Polonaisen, die erst nach Chopins Tod (1849) veröffentlicht wurden.
- Rondo in C-Dur für zwei Klaviere op. 73 (1828)
- Große Fantasie über polnische Melodien für Klavier und Orchester in A-Dur op. 13 (1828)
- Rondo à la Krakowiak für Klavier und Orchester in F-Dur op. 14 (1828)
- Sonate Nr.1 für Klavier in C-Dur op. 4 (op. posth.) (1828)
- Klaviertrio in g-Moll op.8 (1828–1829)
- Einige der Polnischen Lieder nach Texten von Stefan Witwicki (1829).
- Konzert Nr. 2 in f-Moll für Klavier und Orchester op. 21 (1829, erst nach dem Abgang von der Musikschule vollendet).
- Konzert Nr. 1 in e-Moll für Klavier und Orchester op. 11 (erst 1830, nach dem f-Moll Konzert und nach dem Abgang von der Musikschule vollendet).

Während seiner Studienzeit spielte Chopin regelmäßig die Orgel in der Visitantinnen-Kirche (Kościół Wizytek).
In der Zeit von Frédérics erstem Studienjahr kam über die Familie ein Unglück, von dem sich weder die Eltern noch die Kinder jemals wieder erholen sollten: Am 27. April 1827 starb nach einer langen Leidenszeit die jüngste Tochter Emilia mit 14 Jahren an Tuberkulose.

#### Jugendfreundschaften

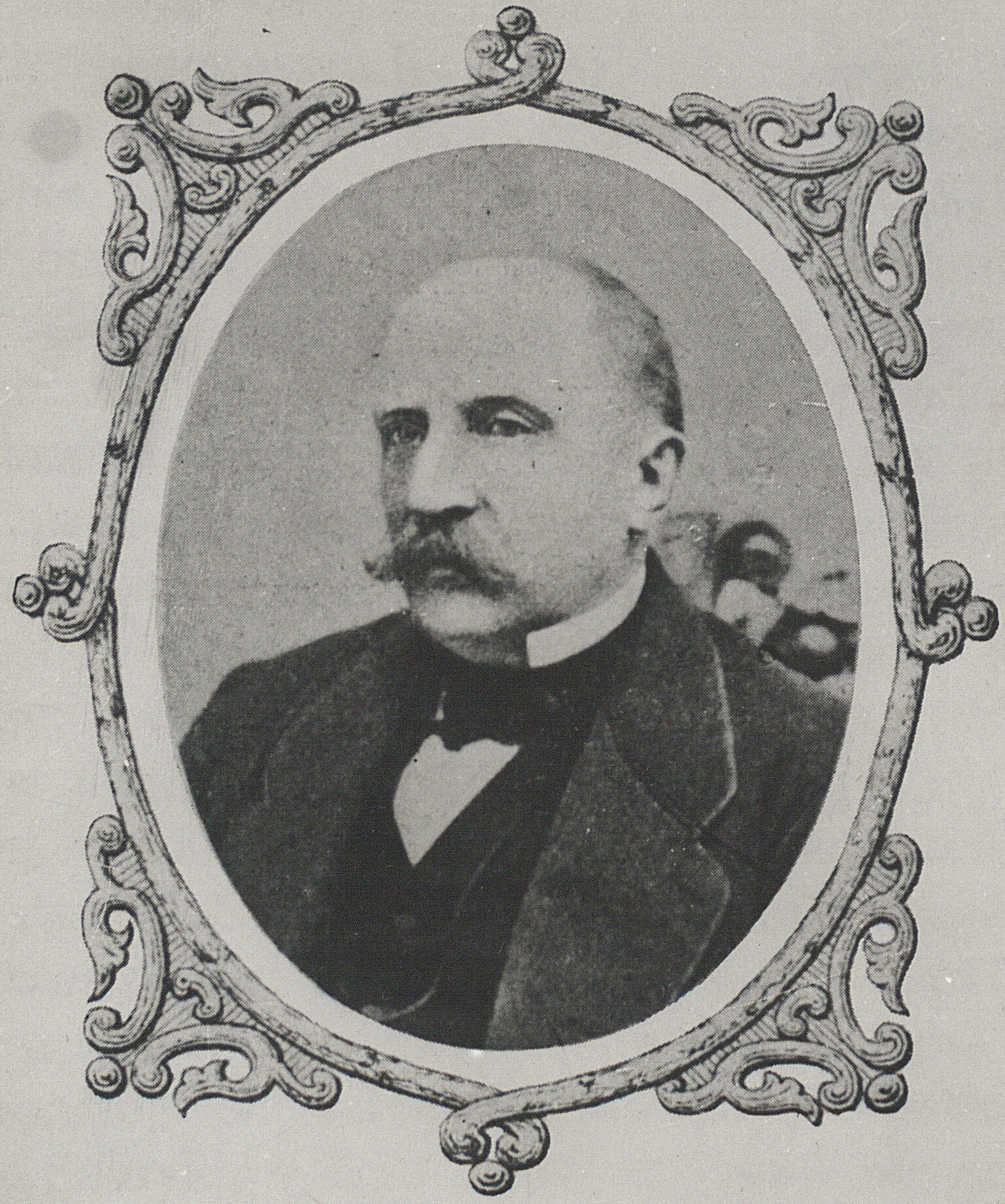
Tytus Woyciechowski (1808–1879), intimer Jugendfreund Frédéric Chopins.

Zu Chopins engsten Jugendfreunden oder vielleicht auch Geliebten, zählte Tytus Woyciechowski (1808–1879). Er war Studienkollege Chopins am Warschauer Lyceum und häufiger Gast der Familie Chopin. Jugendfreunde, wie Tytus Woyciechowski, Jan Białobłocki, Jan Matuszyński, Dominik Dziewanowski und Julian Fontana blieben ihm lebenslang verbunden. Tytus Woyciechowski, den Chopin in seinen Briefen mehrfach mit „Mein liebstes Leben“ ansprach, hatte wie Chopin bei Vojtěch Živný Klavierunterricht und studierte dann Jura an der Universität Warschau. Chopin widmete ihm die Variationen B-Dur op. 2 über das Duett Là ci darem la mano (deutsch „Reich mir die Hand, mein Leben“) aus Mozarts Oper Don Giovanni. Die Frage, ob zwischen Titus und Fryderyk eine homosexuelle Beziehung bestand, wie es die überschwängliche, erotische Sprache von Chopins Briefen nahelegt, ist schwer zu beurteilen, weil keine Briefe von Titus erhalten sind. Titus Woyciechowski scheint, darauf weist Zieliński aufgrund von Stellen in Chopins Briefen hin, von Chopins Verhalten irritiert gewesen zu sein.

„Wie stets, so trage ich auch jetzt Deine Briefe bei mir. Wie glücklich werde ich sein, wenn ich im Mai vor den Mauern der Stadt wandle, in Gedanken an meine nahende Abreise Deinen Brief hervorhole und mich vergewissere, dass Du mich aufrichtig liebst, – oder zumindest auf die Hand und die Schrift dessen schaue, den nur ich zu lieben verstehe!“

Tytus Woyciechowski soll der Vertraute während Chopins angeblicher Beziehung zu der Sängerin Konstancja Gładkowska (1810–1889) gewesen sein. Es gibt dafür allerdings keine stichhaltigen Belege. Als Chopin am 2. November 1830 Warschau verließ, wirkte sie auf seine Bitte zusammen mit der Sängerin Anna Wołków in seinem Abschiedskonzert am 11. Oktober 1830 im Nationaltheater in Warschau mit.

#### Frühe Reisen
Schon in seiner Jugend war Chopin viel gereist. Reisen waren bis an sein Lebensende Bestandteil seines Lebens. Seine Interessen waren breit gestreut. Er besuchte Museen, Ausstellungen, Konzerte und Opern, Bibliotheken, Universitäten und bewunderte Bauwerke und deren Architektur.
Zu Chopins Zuhörern und Förderern gehörten die reichsten polnischen Familien, wie Radziwiłł, Komar, Potocki, Lubomirski, Plater, Czartoryski u. a., die teils auch später als Emigranten in Paris und als Förderer seiner Kunst eine große Rolle in Chopins Laufbahn spielen sollten.
Reise nach Berlin (9.– 28. September 1828)
Chopin, begierig das Musikleben anderer Städte und namhafte Künstler kennenzulernen, hatte im September 1828 die Gelegenheit, den Zoologieprofessor an der Universität Warschau, Felix Jarocki, einen Freund der Familie Chopin, zu einem Kongress nach Berlin zu begleiten, den Alexander von Humboldt organisierte. Sein Wunsch, mit den Größen des Berliner Musiklebens wie zum Beispiel Carl Friedrich Zelter, Gasparo Spontini oder Felix Mendelssohn Bartholdy in Kontakt zu treten, erfüllte sich nicht, teils weil er zu unsicher war, auf die berühmten Musiker zuzugehen. Zahlreiche Besuche von Konzerten und Opernaufführungen (Carl Maria von Webers Freischütz), wobei ihn die Aufführung von Georg Friedrich Händels Caecilienode in der Sing-Akademie zu Berlin unter der Leitung von Carl Zelter am stärksten beeindruckte, gestalteten die zweiwöchige Berlinreise zu einem für die künstlerische Entwicklung Chopins wichtigen Ereignis.
Ohne selbst zum hohen Adel zu zählen, hatte Chopin seit seiner Kindheit aufgrund seines musikalischen Talentes Umgang mit Adelsfamilien. Dies hatte neben seiner familiären Sozialisation einen wichtigen Einfluss auf seine Persönlichkeitsentwicklung. Zeit seines Lebens war ihm wichtig, sich in hohen Kreisen angemessen bewegen zu können, angesehen und geachtet zu sein.
Nach Abschluss des Hochschulstudiums im April 1829 stellte Chopins Vater ein Gesuch beim zuständigen Minister um Unterstützung bei der Finanzierung einer längeren Auslandsreise zur Weiterbildung des jungen Künstlers. Weil es abgelehnt wurde, entschied die Familie, Frédéric für einige Zeit nach Wien reisen zu lassen.
Erster Aufenthalt in Wien (31. Juli – 19. August 1829)
Die Reise begann im Juli 1829 in Begleitung von vier Bekannten. Stationen waren Krakau, Bielsko (deutsch Bielitz), Teschen (polnisch Cieszyn) und Mähren. Nach der Ankunft in Wien am 31. Juli 1829 besuchte Chopin polnische Freunde und den Verleger Tobias Haslinger. Dieser versprach, Chopins 1827/28 entstandenes Opus 2, Variationen über das Duett „Là ci darem la mano“ aus Mozarts Oper Don Giovanni für Klavier und Orchester, herauszubringen unter der Bedingung, dass Chopin es vorher in einem Konzert spielte und positive Kritiken den Verkauf förderten. Das Konzert fand am 11. August 1829 im Wiener Kärntnertortheater statt. Chopin spielte neben der Uraufführung der Mozart-Variationen op. 2 noch eine „Freie Fantasie“, eine Improvisation über ein Thema aus der Oper La dame blanche (deutsch Die weiße Dame) von François-Adrien Boieldieu sowie ein polnisches Volkslied. Das Konzert wurde von Zuhörern und Presse als Erfolg gefeiert, führte zu Begegnungen Chopins mit Vertretern der Wiener Musikszene und zu einem zweiten, noch erfolgreicheren Konzert am 18. August 1829, in dem Chopin neben seinen Mozartvariationen auch den Krakowiak, Grand Rondeau de Concert F-Dur op. 14 spielte. Die Kritiken zu beiden Konzerten hoben das nuancenreiche, virtuose Spiel Chopins hervor und lobten die Zartheit seines Anschlages. Man fand aber, dass er zu leise spielte, ein Vorwurf, den Chopin im Verlauf seiner späteren Karriere noch öfter hören sollte. Die Kompositionen wurden dabei in der Neuartigkeit ihrer Klangsprache nicht immer verstanden.
Über die im Wiener Verlag Tobias Haslinger erschienene Notenausgabe brachte die Allgemeine musikalische Zeitung vom 7. Dezember 1831 unter dem Titel Ein Opus II eine Rezension von Robert Schumann, die mit dem Ausruf „Hut ab, Ihr Herren, ein Genie“ eingeleitet wurde. Weiter hieß es: „Chopin kann nichts schreiben, wo nicht spätestens nach dem siebten, achten Takt ausgerufen werden muss: Das ist Chopin!“ An anderer Stelle: „Chopins Werke sind wie unter Blumen verborgene Kanonen“. Chopin verließ Wien mit seiner Begleitung am 19. August 1829. Nach einem dreitägigen Aufenthalt in Prag, einer ausgiebigen Besichtigung der Baudenkmäler und Gemäldegalerie Dresdens sowie dem Besuch einer Aufführung von Goethes Faust erfolgte die Abreise aus der sächsischen Hauptstadt am 29. August 1829. Der Rückweg nach Warschau, das am 10. September 1829 erreicht wurde, ging über Breslau und Kalisz.

#### In Warschau bis zur Ausreise (10. September 1829 – 2. November 1830)
Nach der Rückkehr aus Wien widmete sich Chopin intensiv dem Musikleben Warschaus und dem eigenen Schaffen. Wichtige Werke aus dieser Zeit sind das Klavierkonzert f-Moll op. 21, einige der Etüden op. 10, die Polonaise f-Moll op. 71 Nr. 3 und die Walzer op. 70 Nr. 1–3.
Die Uraufführung des Klavierkonzertes f-Moll (1836 als 2. Klavierkonzert op. 21 veröffentlicht) fand in kleinem, privatem Rahmen vor geladenen Gästen am 7. Februar 1830 statt. Die öffentliche Aufführung erfolgte am 17. März 1830 im Nationaltheater am Krasiński-Platz in Warschau. Die Rezensionen des Konzertes, in dem Chopin auch seine Grande Fantaisie sur des airs nationaux polonais A-Dur op. 13 spielte, waren sehr positiv. Am 22. März 1830 trat Chopin erneut im gleichen Theater auf. Dieses Mal spielte er neben dem f-Moll Klavierkonzert den Krakowiak, Grand Rondeau de concert F-Dur op. 14 und Improvisationen über Themen aus polnischen Opern (Jan Stefani: Krakowiacy i górale „Die Krakauer und die Bergbewohner“; Karol Kurpiński: Novi Krakowiacy „Die neuen Krakauer“). Auch dieses Konzert war sehr erfolgreich. Noch vor der endgültigen Abreise Chopins entstanden u. a. die Nocturnes op. 9 und das Klavierkonzert e-Moll (1833 als 1. Klavierkonzert op. 11 veröffentlicht).
Am 8. Juli 1830 spielte Chopin in einem Benefizkonzert im Nationaltheater Warschau seine gerade im Druck erschienenen Variationen op. 2 über „Là ci darem la mano“ aus Mozarts Don Giovanni. Zwei Tage später, am 10. Juli, reiste Chopin für zwei Wochen zu Tytus Woyciechowski auf dessen Hof im 300 km entfernten Poturzyn.
In einem Brief vom 21. August 1830 aus Warschau an Titus drückt Chopin seine Gefühle der Freude und Sehnsucht aus, die der Besuch in ihm ausgelöst hat.
Sein letztes Konzert in Polen gab Chopin am 11. Oktober 1830 im Nationaltheater Warschau (Teatr Narodowy) mit der Wiedergabe seines Klavierkonzertes e-Moll (op. 11) und der Grande Fantaisie sur des Airs Nationaux Polonais pour le Pianoforte avec accompagnement d’Orchestre („Große Fantasie über polnische Weisen für das Pianoforte mit Orchesterbegleitung“ A-Dur op. 13) unter der Leitung von Carlo Evasio Soliva.

### Chopin im Ausland (1830–1849)
Chopin wusste, dass die wirklich großen Musiker nicht in Warschau und auch nicht mehr in Wien, sondern in Paris, der Hochburg für Künstler aus aller Welt im 19. Jahrhundert, zu finden waren. Es war ihm klar, dass Warschau zu seiner künstlerischen Entwicklung nichts mehr beitragen konnte. Die Größe eines Pianisten wurde damals am Erfolg in der Pianistenmetropole Paris gemessen.

#### Chopin verlässt Polen (4. November 1830)
Chopin verließ Warschau am 2. November 1830 im Alter von 20 Jahren – auch auf Drängen seines Vaters vor der drohenden Revolte – und reiste zusammen mit seinem Jugendfreund Tytus Woyciechowski. Am Stadtrand von Warschau, wo Chopin auf die Kutsche wartete, bereitete ihm Elsner eine Überraschung. Er sang mit einem kleinen Chor des Konservatoriums ein Abschiedslied, das folgenden Refrain enthielt:
| • Abschiedslied (polnisch) |
| Zrodzony w polskiej krainie, niech Twój talent wszędzie słynie, a gdy będziesz nad Dunajem, Spreją, Tybrem lub Sekwaną, niechaj polskim obyczajem ogłaszanymi zostaną Przez twe zajmujące tony, Co umila nasze strony: Mazur i Krakowiak luby, stąd szukaj zachwytu, chluby, nagrody, talentu, trudów, Że głosząc pieśń naszych ludów, jako ich współziomek prawy, przydasz wieniec do ich sławy. Chór: Choć opuszczasz nacze kraje, Lecz serce Twoje wpośród nas zostaje; pamięć Twojego talentu istnieć u nas będzie … Życzym Ci serdecznie pomyślności wszędzie. |

„Refrain:

Obwohl du unsere Lande verlässt,

bleibt dennoch dein Herz mitten unter uns;

die Erinnerung an dein Talent wird bei uns fortbestehen …

Wir wünschen dir von Herzen überall Erfolg.“

#### Zweiter Aufenthalt in Wien (23. November 1830 – 20. Juli 1831)
Chopin kam nach einem viertägigen Aufenthalt in Breslau (mit einem Konzert am 8. November 1830) und einer Woche in Dresden mit seinem Freund Tytus Woyciechowski am 23. November 1830 in Wien an. Chopin versuchte vergeblich, den Musikverleger Carl Haslinger, der ihn freundlich empfing, zu bewegen, seine Kompositionen (Sonate, Variationen) herauszugeben. Der Wiener Musikgeschmack hatte sich geändert, sodass er während seines achtmonatigen Aufenthalts – im Gegensatz zu seinem ersten Aufenthalt in Wien – nur ein öffentliches Konzert am 11. Juni 1831 gab. Es fand im Kärntnertortheater im Rahmen der sogenannten Akademien statt. Chopin spielte in diesem Benefizkonzert ohne Honorar sein Klavierkonzert Nr. 1 e-Moll op. 11. Die Presse lobte zwar sein Klavierspiel, aber nicht die Komposition.
Chopin verkehrte in dieser Zeit häufig bei dem Arzt Johann Malfatti, der Beethoven behandelt hatte und jetzt Chopin in seinen Phasen der seelischen Niedergeschlagenheit und Unsicherheit betreute.

#### Folgen des Novemberaufstands (29. November 1830) in Polen
Anfang Dezember 1830 erreichte Chopin in Wien die Nachricht, dass am Abend des 29. November 1830 der Novemberaufstand gegen die russische Herrschaft in Warschau ausgebrochen war. Woyciechowski verließ Wien, um am Aufstand teilzunehmen, und hinterließ einen einsamen, von Heimweh geplagten Chopin. Nach einem Aufenthalt von über sieben Monaten, den Chopin als enttäuschend empfand, weil er zwar als Pianist Anerkennung fand, nicht jedoch als Komponist, und weil er von Sorge über das ungewisse Schicksal Polens geprägt war, verließ Chopin am 20. Juli 1831 Wien.
Die komplizierten Ausreiseformalitäten – Chopin war Pole und damit Untertan des russischen Zaren – brachten es mit sich, dass Chopin, trotz seines erstrebten Reisezieles Paris, auf Anraten eines Freundes einen Antrag auf einen Pass nach England stellte, weil er für die Einreise nach Paris weder von den österreichischen noch von den russischen Behörden Unterstützung erhoffen konnte. Sein Gesuch wurde von der russischen Botschaft in Wien abgelehnt. Es gelang ihm aber, ein Visum nach Frankreich zu erhalten. Sein Reisepass trug den Vermerk „passant par Paris à Londres“. Chopin sagte später in Paris öfter scherzhaft, er halte sich hier nur „en passant“ (auf der Durchreise) auf. Chopin hatte jedoch die Absicht, wenigstens drei Jahre in Paris zu bleiben. Er fuhr über Salzburg nach München, wo er am 28. August 1831 in der Philharmonie das Klavierkonzert Nr. 1 e-Moll op. 11 und die Grande Fantaisie sur des airs polonais A-Dur op. 13 spielte. In Stuttgart, das er Anfang September 1831 erreichte, erfuhr er von der Niederschlagung des polnischen Aufstandes und der am 8. September 1831 erfolgten Kapitulation Warschaus. Er setzte die Reise über Straßburg nach Paris fort. Die 650 Kilometer wurden einschließlich der Ruhepausen in etwa zehn Tagen zurückgelegt.

### Chopin in Paris (1831–1849)

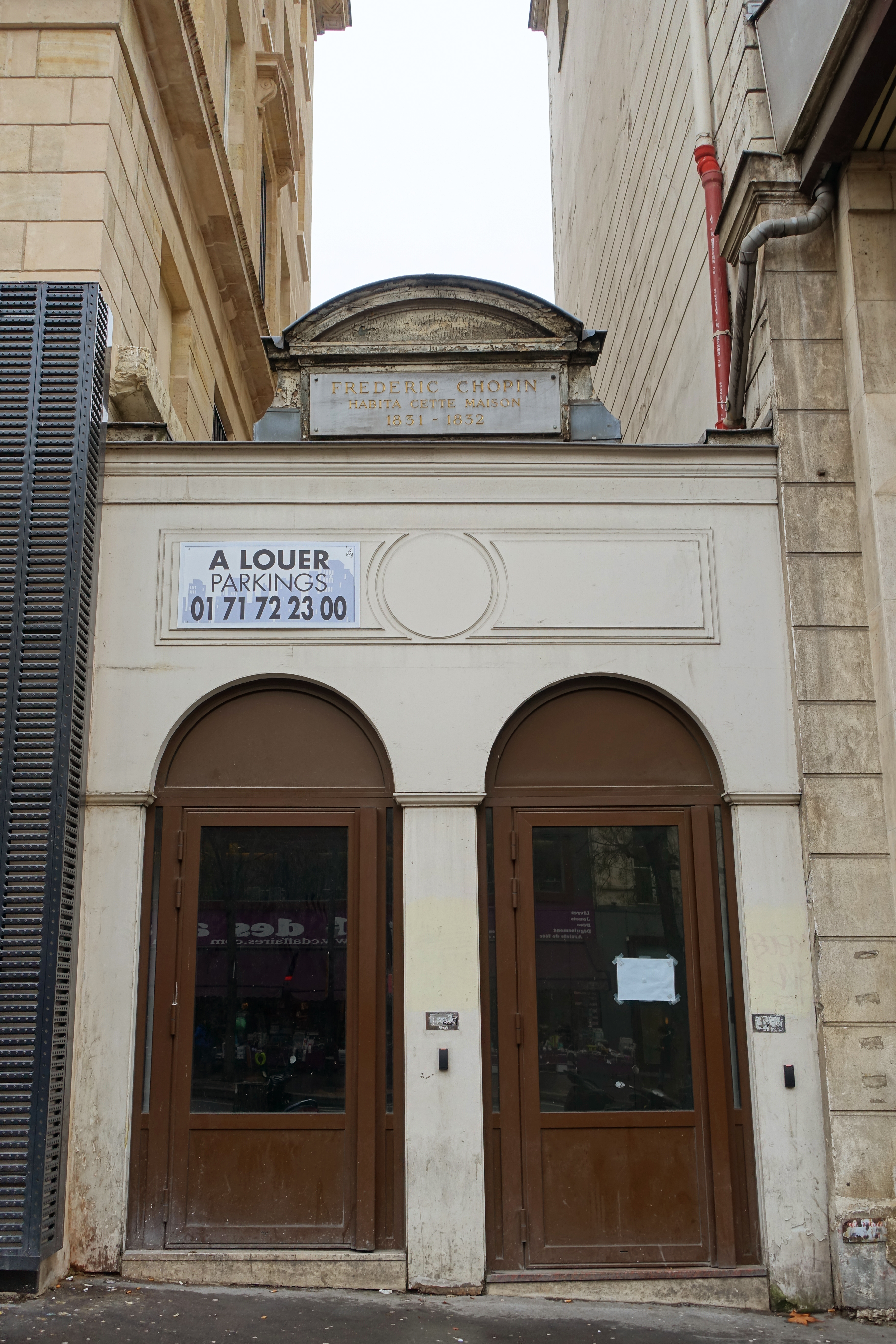
Paris, 27 boulevard Poissonnière: Chopins erste Wohnung in Paris 1831–1832.

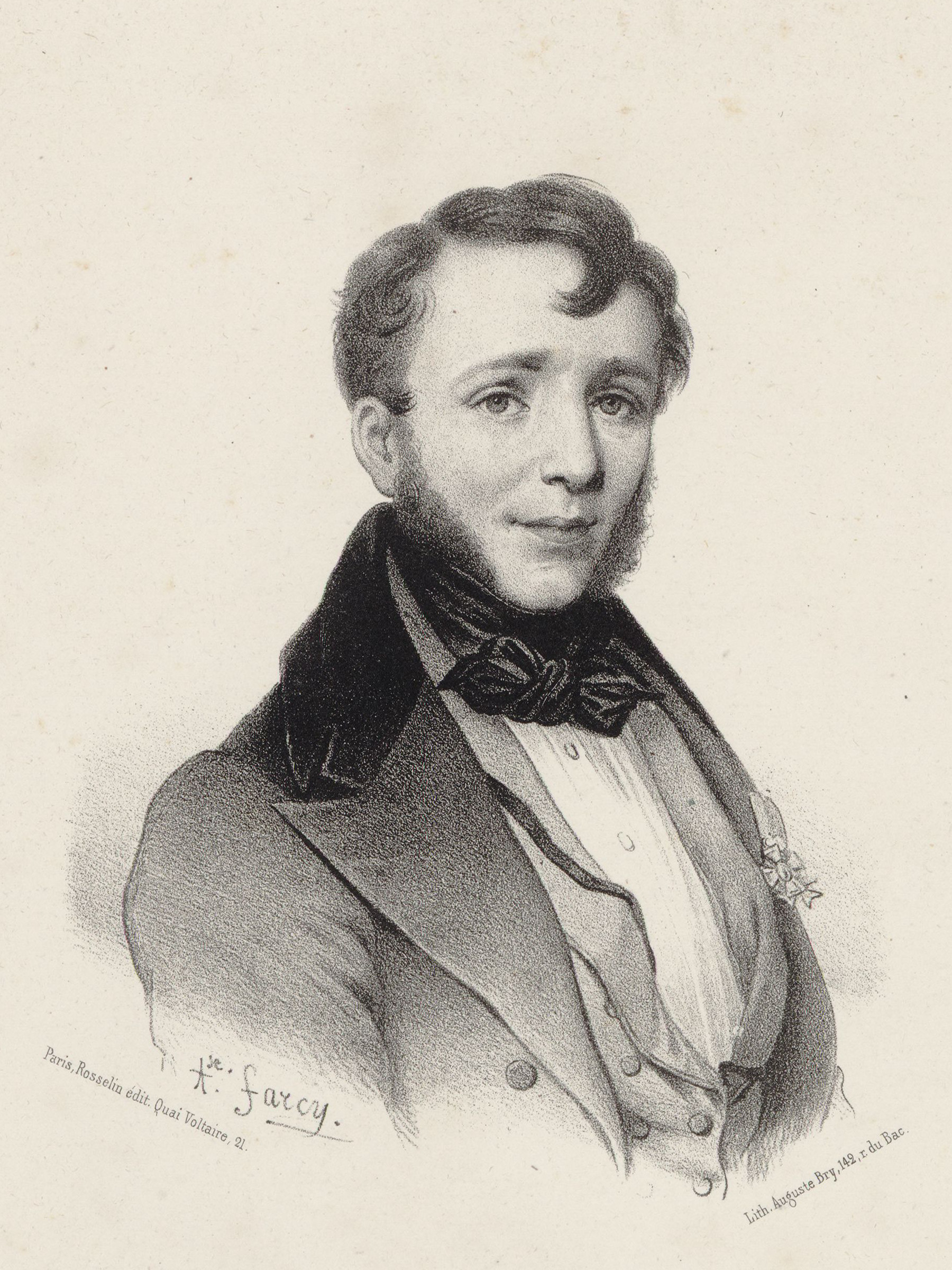
Porträt des Pianisten, Pädagogen und Unternehmers Friedrich Kalkbrenner, Stich von Auguste Marc Edmé Bry nach einer Zeichnung von Alphonse Farcy

Chopin kam am frühen Abend des 5. Oktober 1831 als ein völlig Unbekannter in Paris an. Er hatte lediglich zwei Empfehlungsschreiben bei sich: eines von seinem Lehrer Józef Elsner für den Komponisten und Kompositionslehrer Jean-François Lesueur, das andere von dem Mediziner Johann Malfatti für den Komponisten Ferdinando Paër, der für eventuelle Kontakte zu Gioachino Rossini, Luigi Cherubini und Friedrich Kalkbrenner wichtig war.
Der italienische Komponist und Hofkapellmeister Ferdinando Paër setzte sich bei den Behörden für Chopin ein, um eine Aufenthaltsgenehmigung zu erlangen. Chopin war von Paris fasziniert. Hier lernte er Friedrich Kalkbrenner kennen, den er als Pianisten schätzte und der das Angebot machte, ihn drei Jahre lang zu unterrichten. Damit hätte sich Chopin auch verpflichtet, für diesen Zeitraum auf Auftritte zu verzichten. Kalkbrenner hatte das außergewöhnliche Talent Chopins erkannt und wollte im Musikbetrieb womöglich Konkurrenz vermeiden. Chopin lehnte den Vorschlag ab, in der Sorge, seine persönliche Art des Klavierspiels zu verlieren.

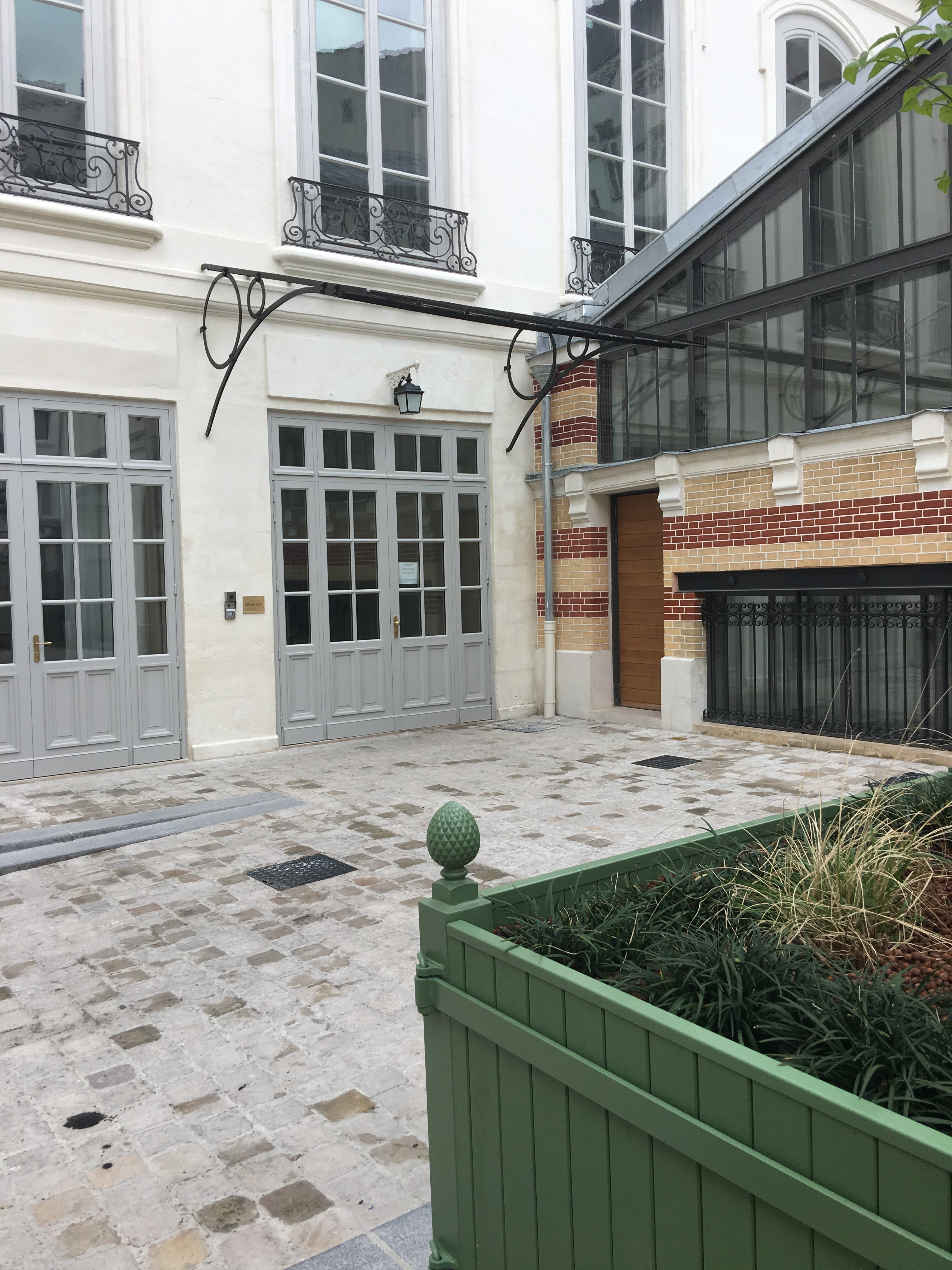
L’Hôtel Cromot du Bourg (Hofseite), Paris, 9 rue Cadet. Hier, in den Salons der Firma Pleyel (erste Etage), gab Chopin am 25. Februar 1832 sein erstes Konzert in Paris. Die Räume sind erhalten geblieben und werden gewerblich genutzt

Bei Chopins Ankunft in Paris am 5. Oktober 1831 herrschte eine Zeit der wirtschaftlichen Krise, die immer wieder zu Demonstrationen führte. Unruhe, Not und Verbitterung kennzeichneten die Stimmung der Arbeiterklasse. Chopin war in einer schlechten körperlichen und seelischen Verfassung. In einem Brief an Tytus Woyciechowski vom 25. Dezember 1831 beschrieb er seine Lage.

In Paris hatte Chopin nach seiner Ankunft am 5. Oktober 1831 erste Kontakte mit polnischen Emigranten, die im Zuge der sogenannten Großen Emigration (polnisch: Wielka Emigracja) aus Polen gekommen waren. Bald war Chopin Gast in den wichtigsten einflussreichen Pariser Salons. Von besonderer Bedeutung für Chopin sollten die „Salons“ genannten Räume des Gebäudes der Klaviermanufaktur von Camille Pleyel in der Rue Cadet Nr. 9 werden. Hier fand am 25. Februar 1832 durch Vermittlung des Pianisten Friedrich Kalkbrenner, der auch Teilhaber der Firma Pleyel war, das erste Konzert Chopins in Paris statt. Es war ein großer Erfolg und legte den Grundstein für die erfolgreiche Karriere Chopins als Komponist, Pianist und vor allem als gesuchter Klavierlehrer von Angehörigen der Aristokratie. Das gedruckte Programm dieses Grand Concert Vocal et Instrumental, donné par M. Frédéric Chopin, de Varsovie ist erhalten. Chopin spielte sein Klavierkonzert in e-Moll op. 11 (nicht das in f-Moll op. 21, wie man lange Zeit glaubte), seine Grandes Variations brillantes sur un thème de Mozart op. 2 und gemeinsam mit Friedrich Kalkbrenner, Camille Stamaty (anstatt des ursprünglich vorgesehenen Felix Mendelssohn Bartholdy), Ferdinand Hiller, George Osborne und Wojciech Sowiński die Grande Polonaise précédée d’une Introduction et d’une Marche op. 92 von Kalkbrenner in einer Bearbeitung für sechs Klaviere.

Paris, Square d’Orléans (Panoramabild). Rechts im Eingangsbereich (Nr. 9) Chopins Wohnung, links hinter den Bäumen (Nr. 5) die Wohnung von George Sand.

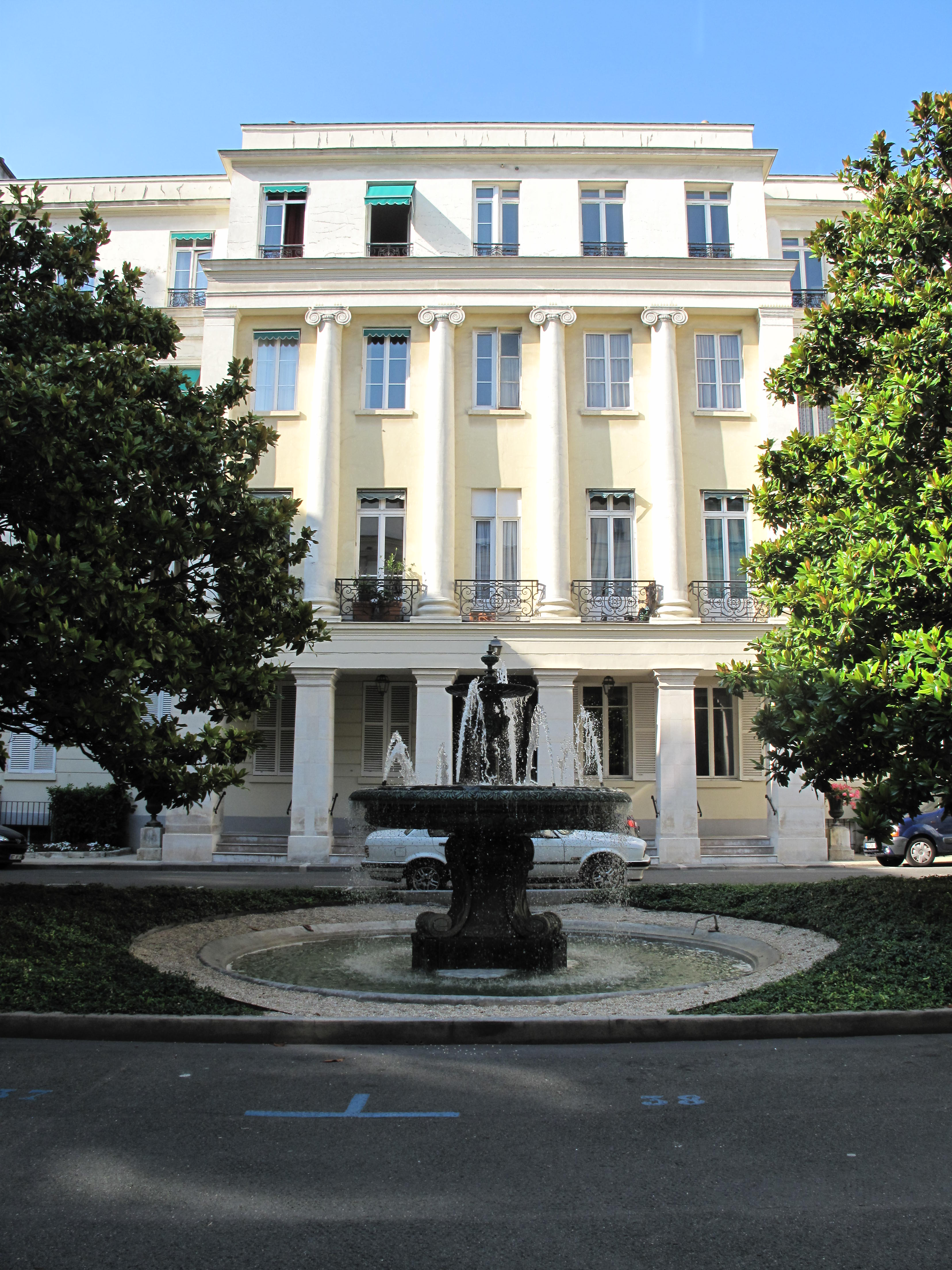
Paris, 5 square d’Orléans. George Sands Wohnung 1842–1847.
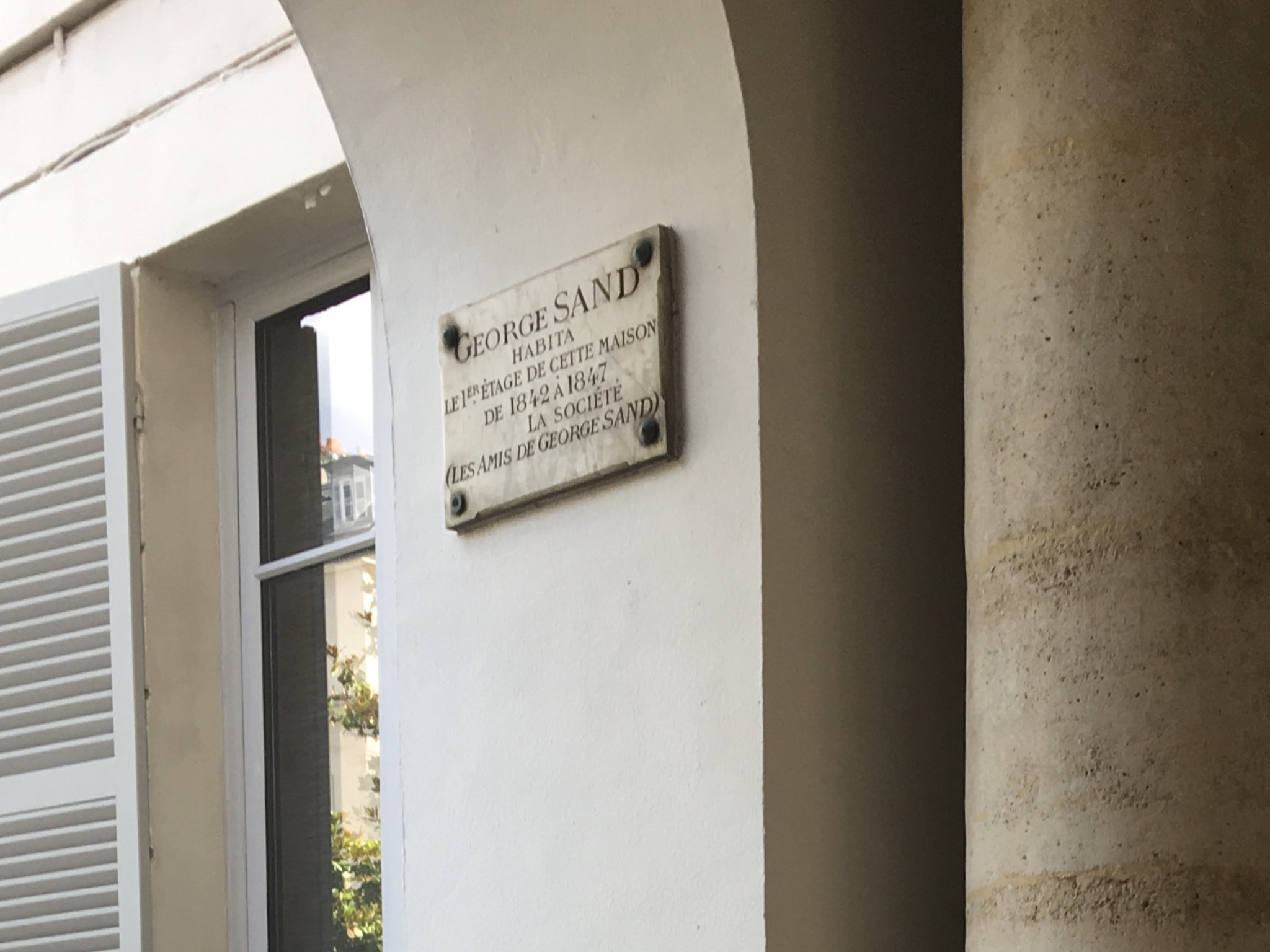
Gedenktafel an George Sands Wohnung am Square d’Orléans: „George Sand bewohnte die 1. Etage dieses Hauses von 1842 bis 1847. Die Gesellschaft (Die Freunde George Sands).“
Paris, 9 square d’Orléans. Chopins Wohnung (1842–1849) rechts im Bild.

In den 18 Jahren, die Chopin von 1831 bis zu seinem Tode im Jahr 1849 im Wesentlichen in Paris verbrachte, wohnte er in neun verschiedenen Wohnungen.
| Pariser Wohnungen Frédéric Chopins                            | Zeitraum |
| ------------------------------------------------------------- | --- |
| 27 boulevard Poissonnière                                     | Anfang Oktober 1831 – Juni 1832                                                                                    |
| 4 cité Bergère                                                | Herbst 1832 – Mitte Juni 1833                                                                                      |
| 5 rue de la Chaussée d’Antin                                  | Juni 1833 – September 1836. Ab 1834 zusammen mit Jan Matuszyński.                                                  |
| 38 rue de la Chaussée d’Antin                                 | 2. Hälfte September 1836 – September 1839. Zusammen mit Julian Fontana.                                            |
| 5 rue Tronchet                                                | Oktober 1839 – Anfang November 1841                                                                                |
| 16 rue Pigalle (seit 1. April 1997 rue Jean-Baptiste-Pigalle) | Anfang November 1841 – September 1842 in einem separaten Pavillon neben demjenigen, in welchem George Sand wohnte. |
| 9 square d’Orléans                                            | 5. August 1842 – Ende Mai 1849 (Von April bis November 1848 hielt sich Chopin in England und Schottland auf.)      |
| 74 rue de Chaillot                                            | Ende Mai 1849 – 8. September 1849                                                                                  |
| 12 place Vendôme                                              | 9. September 1849 bis zum Tod am 17. Oktober 1849                                                                  |

#### Wirtschaftliche Situation
Chopin bestritt seinen Lebensunterhalt in erster Linie mit Klavierunterricht. Zu Chopins Zeit war das Klavier ein im Bürgertum weitverbreitetes Instrument, das vorwiegend von Frauen erlernt wurde. Durch seinen frühzeitigen Verkehr in den Pariser Salons der Aristokratie und auch der Welt der Politik und Finanzen, die Protektion der polnischen adeligen Emigranten und nicht zuletzt aufgrund des durchschlagenden Erfolges seines ersten Konzertes in Paris (25. Februar 1832) war Chopin bald ein gesuchter, gut bezahlter Klavierlehrer, dessen Schülerinnen und Schüler vorwiegend aus den Kreisen des Adels und den einflussreichen Milieus von Politik und Finanzen stammten.

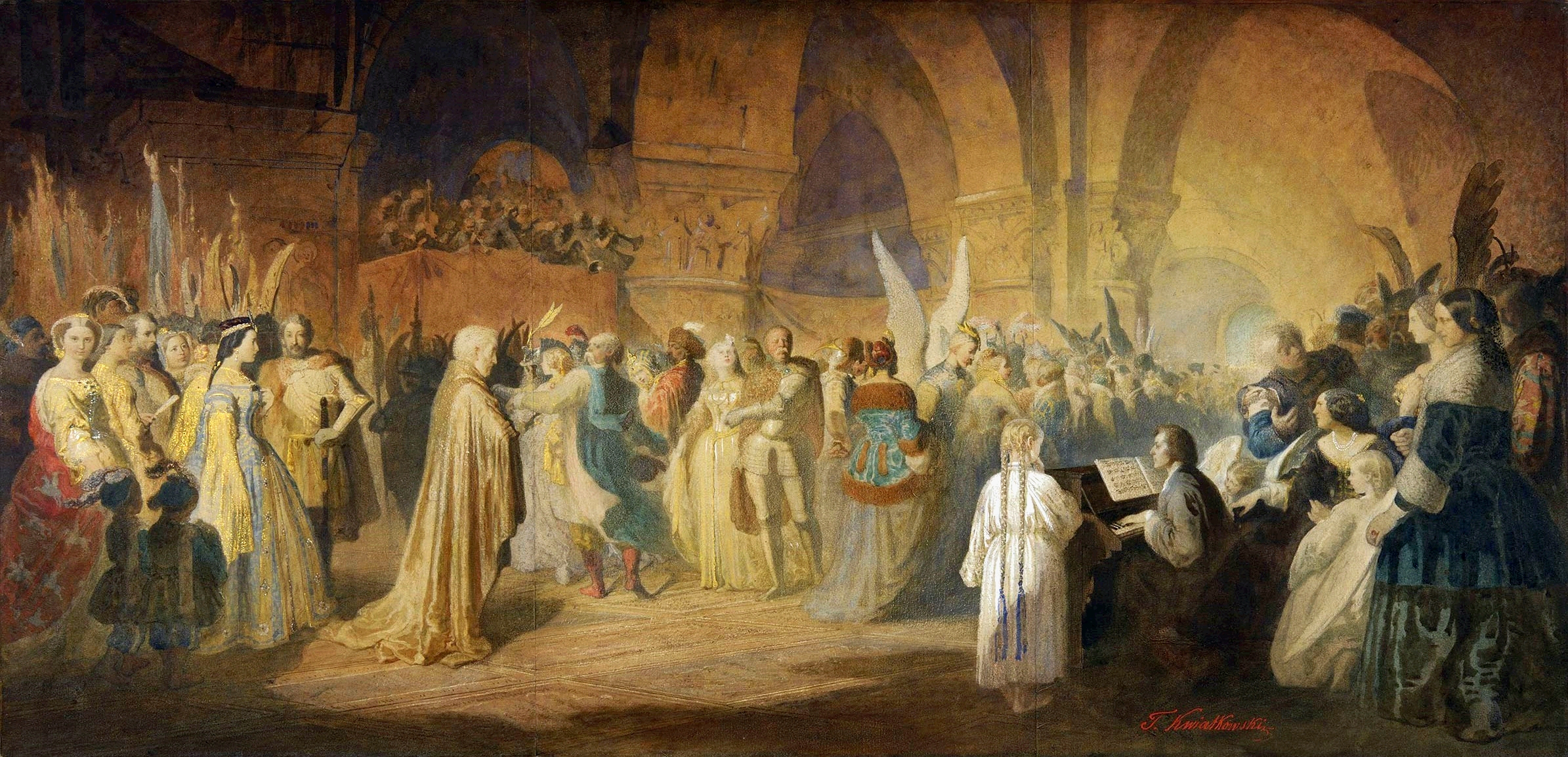
Chopin spielt eine Polonaise bei einem Ball im Hôtel Lambert in Paris, Gouache von Teofil Kwiatkowski

Chopin hatte ab 1833 ein geregeltes Einkommen, das er durch Honorare für Konzerte und Kompositionen, die er manchmal gleichzeitig, wie damals üblich, Verlegern in Frankreich, England und Deutschland anbot, zusätzlich aufstocken konnte.
Wie aus Briefen an seine Freunde hervorgeht, war Chopin von der Entlohnung und dem Umgang mit seinen Kompositionen manchmal enttäuscht. Er hatte dann keine Scheu, beleidigende und – vom heutigen Standpunkt aus gesehen – teils auch antisemitische Äußerungen zu verwenden.
Chopin hatte in Paris einen aufwendigen Lebensstil. Er leistete sich eine private Kutsche, hatte Bedienstete und legte Wert auf teure Kleidung. Er unterrichtete täglich etwa fünf Stunden. Das Unterrichtshonorar betrug 20 Francs. (Zur Kaufkraft: Eine Kutschenfahrt durch Paris kostete 1 Franc). Bei Hausbesuchen verlangte er 30 Francs pro Stunde, was einem heutigen Wert von etwa 200 € entspricht. Eine Unterrichtsstunde dauerte 45 Minuten, die er jedoch bei seinen begabten Schülern verlängerte. Der Unterricht bei Chopin wurde zu einem Statussymbol. Er hatte in seiner Pariser Zeit insgesamt etwa 150 Schüler.
| Die öffentlichen Konzerte Frédéric Chopins | Zeitpunkt                                | Ort                                                                    | Programm |
| ------------------------------------------ | ---------------------------------------- | ---------------------------------------------------------------------- | --- |
|                                            |                                          |                                                                        | Bei den meisten Konzerten wirkten mehrere Solisten mit. Es werden hier nur die Beiträge Chopins verzeichnet. |
| Warschau                                   | 24. 2. 1818                              | Pałac Radziwiłłów (Radziwiłł-Palast)                                   | – Adalbert Gyrowetz: Klavierkonzert g-Moll |
| Warschau                                   | 24. 2. 1823                              | Gmach Towarzystwa Dobroczynności (Haus der Wohltätigkeitsgesellschaft) | – Ferdinand Ries: Klavierkonzert |
| Warschau                                   | 3. 3. 1823                               | Gmach Towarzystwa Dobroczynności (Haus der Wohltätigkeitsgesellschaft) | – John Field: Klavierkonzert Nr. 5 C-Dur |
| Bad Reinerz                                | 11. 8. 1826                              | Aula des Bades                                                         | Programm nicht bekannt |
| Bad Reinerz                                | 16. 8. 1826                              | Aula des Bades                                                         | Programm nicht bekannt |
| Wien                                       | 11. 8. 1829                              | Kärntnertortheater                                                     | – Variationen über „Là ci darem la mano“ aus Mozarts Don Giovanni B-Dur op. 2 – Improvisationen über ein gegebenes Thema aus der Oper La dame blanche (Die weiße Dame) von François-Adrien Boieldieu und das polnische Volkslied „Oj chmielu, chmielu“ („0 Hopfen, Hopfen“)                                                          |
| Wien                                       | 18. 8. 1829                              | Kärntnertortheater                                                     | – Krakowiak. Grand Rondeau de concert F-Dur op. 14 |
| Warschau                                   | 19. 12. 1829                             | Dawna Resursa (Alte Ressource)                                         | – Klavierbegleitung und Improvisation über Themen aus Joseph Drechslers und Józef Damses Der Millionen-Bauer oder das Mädchen aus der verzauberten Welt. |
| Warschau                                   | 17. 3. 1830                              | Teatr Narodowy (Nationaltheater)                                       | – Klavierkonzert f-Moll op. 21 (1836 als Nr. 2 veröffentlicht) – Grande Fantaisie sur des airs nationaux polonais A-Dur op. 13 |
| Warschau                                   | 22. 3. 1830                              | Teatr Narodowy (Nationaltheater)                                       | – Klavierkonzert f-Moll op. 21 (1836 als Nr. 2 veröffentlicht) – Krakowiak. Grand Rondeau de concert F-Dur op. 14 – Improvisation über Themen aus polnischen Opern von Jan Stefani und Karol Kurpiński |
| Warschau                                   | 11. 10. 1830                             | Abschiedskonzert im Teatr Narodowy                                     | – Klavierkonzert e-Moll op. 11 (1833 als Konzert Nr. 1 veröffentlicht) – Grande Fantaisie sur des airs nationaux polonais A-Dur op. 13 |
| Breslau                                    | 8. 11. 1830                              | Ressource                                                              | – Rondo aus dem Klavierkonzert Nr. 1 e-Moll op. 11 – Improvisation über ein Thema aus Die Stumme von Portici von Daniel-François-Esprit Auber |
| Wien                                       | 11. 6. 1831                              | Kärntnertortheater                                                     | – Klavierkonzert Nr. 1 e-Moll op. 11. |
| München                                    | 28. 8. 1831                              | Saal des philharmonischen Vereins                                      | – Klavierkonzert Nr. 1 e-Moll op. 11. – Grande Fantaisie sur des airs nationaux polonais A-Dur op. 13. |
| Paris                                      | Erstes Konzert in Paris 25. Februar 1832 | Salons Pleyel (9 rue Cadet)                                            | – Klavierkonzert Nr. 1 e-Moll op. 11 – Friedrich Kalkbrenner: Grande Polonaise précédée d’une Introduction et d’une Marche op. 92 (Version für sechs Klaviere, zusammen mit Kalkbrenner, Stamaty, Hiller, Osborne, Sowiński) – Variationen über „Là ci darem la mano“ aus Mozarts Don Giovanni B-Dur op. 2                           |
| Paris                                      | 20. 5. 1832                              | Salle du Conservatoire (2 rue Bergère; Benefizkonzert)                 | – Klavierkonzert Nr. 1 e-Moll op. 11 (1. Satz) |
| Paris                                      | 23. 3. 1833                              | Salle du Wauxhall (ehemalige rue Samson)                               | – Johann Sebastian Bach: Allegro aus dem Konzert für drei Klaviere a-Moll BWV 1063 (zusammen mit Franz Liszt und Ferdinand Hiller) |
| Paris                                      | 3. 4. 1833                               | Salle du Wauxhall                                                      | – Henri Herz: Grand morceau pour deux pianos à huit mains sur le choeur du Crociato de Meyerbeer (zusammen mit Franz Liszt, Jacques und Henri Herz) |
| Paris                                      | 2. 4. 1833                               | Théâtre-Italien (Benefizkonzert)                                       | – George Onslow: Sonate f-Moll für Klavier zu vier Händen op. 22 (zusammen mit Franz Liszt) |
| Paris                                      | 25. 4. 1833                              | Hôtel de Ville                                                         | – Klavierkonzert Nr. 1 e-Moll op. 11 (2. und 3. Satz) |
| Paris                                      | 15. 12. 1833                             | Salle du Conservatoire                                                 | – Johann Sebastian Bach: Allegro aus dem Konzert für drei Klaviere a-Moll BWV 1063 (zusammen mit Franz Liszt und Ferdinand Hiller) |
| Paris                                      | 14. 12. 1834                             | Salle du Conservatoire (Benefizkonzert)                                | – Klavierkonzert Nr. 1 e-Moll op. 11 (2. Satz) |
| Paris                                      | 25. 12. 1834                             | Salon de Stoepel (6 rue de Monsigny)                                   | – Ignaz Moscheles: Grande Sonate pour piano à quatre mains op. 47 – Franz Liszt: Grand Duo sur des Lieder ohne Worte de Mendelssohn (zusammen mit Franz Liszt) |
| Paris                                      | 22. 2. 1835                              | Salons d'Érard (13 rue du Mail)                                        | – Ferdinand Hiller: Grand Duo pour deux pianos op. 135 (zusammen mit Ferdinand Hiller) |
| Paris                                      | 15. 3. 1835                              | Salons de Pleyel                                                       | – Programm unbekannt (zusammen mit Kalkbrenner, Herz, Hiller und Osborne) |
| Paris                                      | 5. 4. 1835                               | Théâtre-Italien (Benefizkonzert für die polnischen Flüchtlinge)        | – Klavierkonzert Nr. 1 e-Moll oder Nr. 2 f-Moll |
| Paris                                      | 26. 4. 1835                              | Salle du Conservatoire (Benefizkonzert)                                | – Grande Polonaise brillante précédée d’un Andante spianato op. 22 |
| Rouen                                      | 12. 3. 1838                              | Hôtel de Ville (Rathaus)                                               | – Klavierkonzert Nr. 1 e-Moll op. 11 |
| Paris                                      | 3. 3. 1838                               | Salons de Pape (10 rue de Valois)                                      | – Beethoven-Alkan: Allegretto und Finale der 7. Symphonie für zwei Klavier zu acht Händen arrangiert (zusammen mit Zimmermann, Alkan und Gutmann) |
| Paris                                      | 26. 4. 1841                              | Salons Pleyel (Salle de concert, 22 rue Rochechouart)                  | – Préludes aus op. 28 – Ballade Nr. 2 F-Dur op. 38 – Scherzo Nr. 3 cis-Moll op. 39 – Mazurken – Nocturnes – Auswahl von Etüden |
| Paris                                      | 16. 2. 1848 Letztes Konzert in Paris     | Salons Pleyel (Salle de concert, 22 rue Rochechouart)                  | – Wolfgang Amadeus Mozart: Klaviertrio G-Dur KV 564 – Sonate g-Moll für Klavier und Violoncello op. 65 (ohne den 1. Satz, zusammen mit Franchomme) – ein Nocturne – Barcarolle Fis-Dur op. 60 – Auswahl von Etüden – Berceuse Des-Dur op. 57 – Préludes aus op. 28 – Mazurken – Walzer, zum Konzertabschluss Walzer Des-Dur op. 64/1 |
| London                                     | 23. 6. 1848                              | Salon der Sängerin Adelaide Sartoris-Kemble, Eaton Place 99            | – Berceuse Des-Dur op. 57 – Nocturnes – Mazurken – Walzer |
| London                                     | 7. 7. 1848                               | Lord Falmouth, St. James Square 2                                      | – Berceuse Des-Dur op. 57 – kleinere Einzelstücke – Scherzo Nr. 1 h-Moll op. 20 – eine Ballade – drei Etüden aus op. 25 (Nr. 1 As-Dur, Nr. 2 f-Moll, Nr. 7 cis-Moll) – Préludes aus op. 28 |
| London                                     | 16. 11. 1848                             | Rathaus, Guild Hall                                                    | – Etüden op. 25 Nr. 1 und 2 – keine weiteren Angaben vorhanden |
| Manchester                                 | 28. 8. 1848                              | Concert Hall                                                           | – eine Ballade – Berceuse Des-Dur op. 57 – kleinere Stücke |
| Glasgow                                    | 27. 9. 1848                              | Merchant's Hall                                                        | – eine Ballade – Berceuse Des-Dur op. 57 – Andante spianato aus op. 22 – Impromptu Nr. 2 Fis-Dur op. 36 – Auswahl von Etüden – Préludes aus op. 28 – Nocturnes cis-Moll, Des-Dur op. 27 Nr. 1/2. – Nocturnes f-Moll, Es-Dur op. 55 Nr. 1/2 – Mazurken op. 7 – Walzer op. 64                                                          |
| Edinburgh                                  | 4. 10. 1848                              | Hopetowns Rooms                                                        | – ähnliches Programm wie in Glasgow – Largo (es handelt sich entweder um das Largo Es-Dur (KK IVb/2), genannt Modlitwa Polaków „Gebet der Polen“, oder um den 3. Satz der Sonate Nr. 3 h-Moll op. 58) |

Insgesamt trat Chopin in etwa 40 öffentlichen Konzerten auf: in Warschau, Bad Reinerz, Breslau, Wien, München, London, Rouen, Manchester, Glasgow, Edinburgh und in Paris. Wie damals üblich, wirkten bei den recht vielseitigen Programmen mehrere Solisten mit, wobei Chopin nicht immer der Hauptsolist war. Manchmal handelte es sich um Benefizkonzerte oder Konzerte anderer Musiker, zu deren Erfolg die berühmten Kollegen durch ihre Teilnahme beitrugen. Chopin zog – im Gegensatz zu Liszt – die intime Atmosphäre der Salons den großen Konzertsälen, in denen sein zartes Spiel nicht zum Tragen kam, vor.

#### Gesellschaftliches Leben in Paris und Freundeskreis
Chopin wurde 1832 eines der ersten Mitglieder der am 29. April 1832 in Paris von polnischen Emigranten gegründeten Société littéraire polonaise (französisch „Polnische literarische Gesellschaft“, polnisch Towarzystwo Literackie w Paryżu). Erster Präsident war Fürst Adam Jerzy Czartoryski, Vizepräsident Ludwik Plater.
Zu Chopins Zeit wurden in Paris etwa 850 Salons geführt, halb private, in großen Häusern übliche Zusammenkünfte von Freunden und Kunstsinnigen, die sich mit gewisser Regelmäßigkeit, wöchentlich oder monatlich, zum Abendessen, Gesprächen und Musik trafen. Wer in diesen Zirkeln der Pariser Großbürger verkehrte, der hatte es zu gesellschaftlicher Reputation gebracht. Am wohlsten dürfte sich Chopin in den Künstlersalons gefühlt haben, wo er unter seinesgleichen verkehrte und Musizieren und Gedankenaustausch intellektuelles Niveau sicherten.
Ein Zeichen für die gesellschaftliche Anerkennung, die Chopin in Paris genoss, ist die Einladung der königlichen Familie, im Palast in den Tuilerien zu spielen. Er erhielt jedes Mal ein Geschenk mit der eingravierten Inschrift: Louis-Philippe, Roi des Français, à Frédéric Chopin („Louis Philippe, König der Franzosen, an Frédéric Chopin“).
Zu Chopins Freundeskreis zählten die Dichter Alfred de Musset, Honoré de Balzac, Heinrich Heine und Adam Mickiewicz, der Maler Eugène Delacroix, die Musiker Franz Liszt, Ferdinand von Hiller, und der Cellist Auguste-Joseph Franchomme. Chopin war auch mehrmals Gast beim Marquis Astolphe de Custine, einem seiner glühendsten Verehrer, in dessen Château in Saint-Gratien. Unter anderem spielte er in Custines Salon, etwa die Etüden op. 25,1–2 sowie die damals noch unvollendete Ballade F-Dur op. 38.

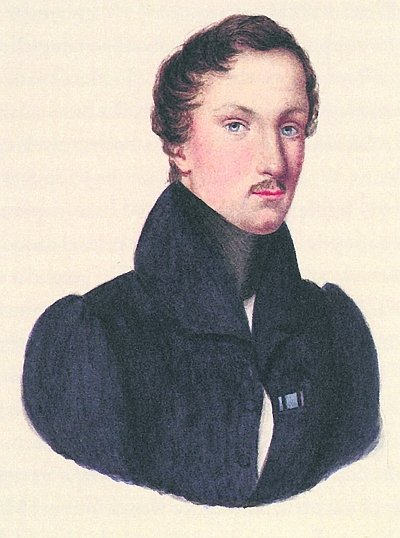
Jan Matuszyński (1808–1842)

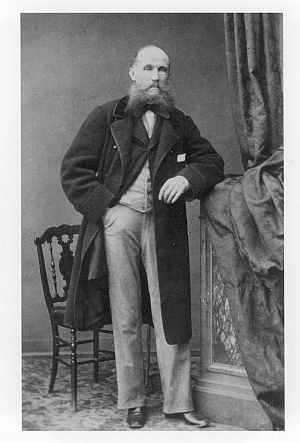
Julian Fontana, Freund und Famulus Chopins, um 1860. Er gab 1855, entgegen dem Willen Chopins, nicht zur Veröffentlichung bestimmte Werke heraus.

Von besonderer Bedeutung für Chopin war der gleichaltrige Julian Fontana, mit dem ihn seit der Kindheit eine lebenslange Freundschaft verband. Bis zu seiner Emigration in die Vereinigten Staaten (1841) war er für Chopin unentbehrlich als Kopist, Arrangeur, Sekretär und Impresario, der auch mit den Verlegern verhandelte und sich um die Alltagsgeschäfte seines Freundes kümmerte. Nach Chopins Tod veröffentlichte er – gegen den ausdrücklichen Willen des Komponisten, aber mit Zustimmung der Familie – einige nachgelassene Werke mit den Opuszahlen 66–73 (erschienen 1855) und opus 74 (erschienen 1859).
Der Pianist, Musikverleger und Klavierfabrikant Camille Pleyel gehörte von Anfang an zu den wichtigsten Personen in Chopins Pariser Zeit. Es war eine von Freundschaft und gegenseitigem Respekt geprägte berufliche Zusammenarbeit, die beiden zugutekam. Chopin schätzte die Klaviere und Flügel, die Pleyel ihm kostenlos zur Verfügung stellte, als Höhepunkt des Klavierbaus; für Pleyel war Chopin ein geschätzter Werbeträger, wie aus den Verkaufsstatistiken der Firma hervorgeht.

#### Reisen und Verlobung: Aachen und Karlsbad (1834), Leipzig (1835)

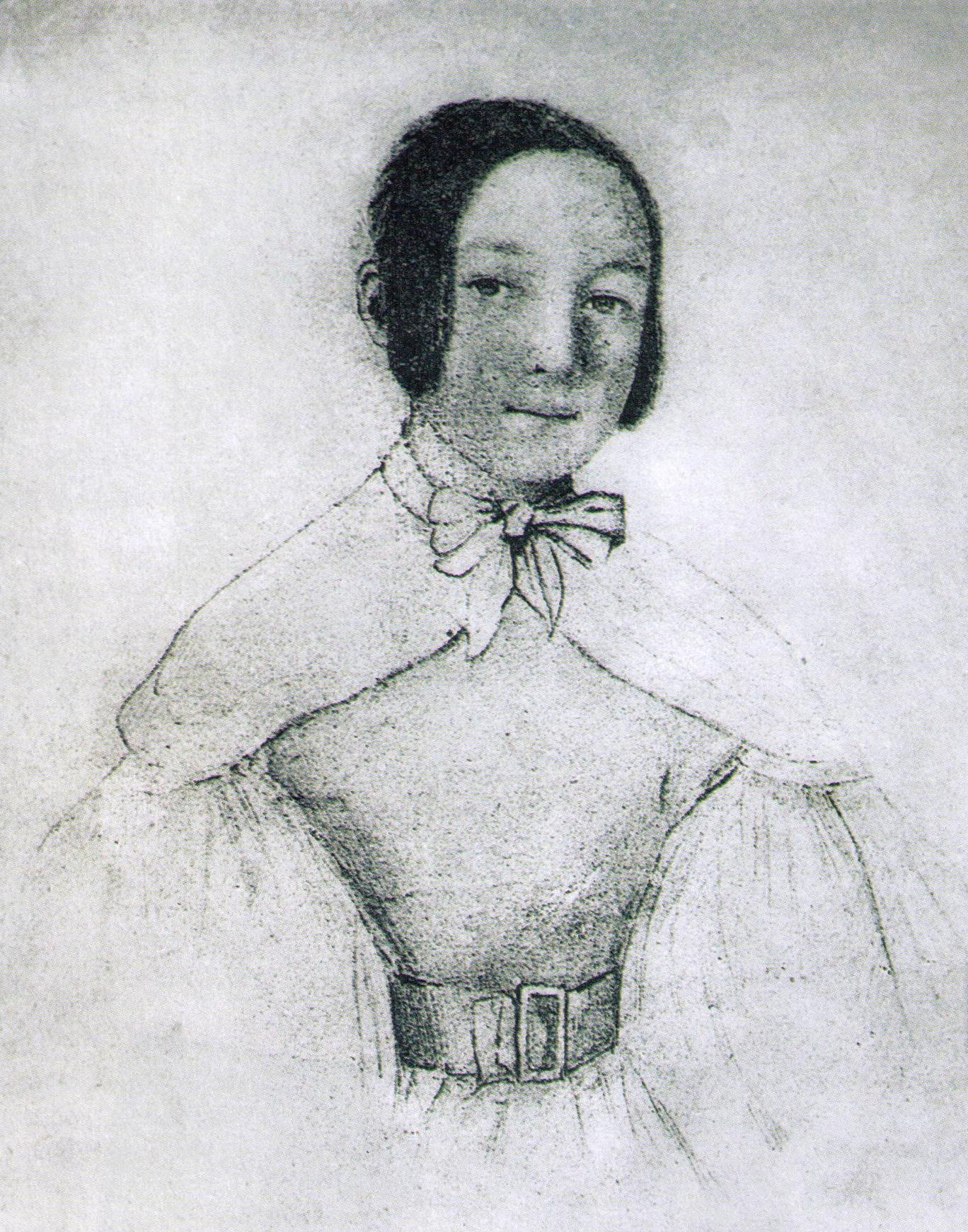
Selbstporträt Maria Wodzińskas, der Verlobten Chopins, im Alter von 17 Jahren, Radierung um 1835, Biblioteka Narodowa, Warschau, seit 1939 verschollen,

Im Jahr 1834 zog der Arzt und enge Jugendfreund Jan Matuszyński zu ihm in die Wohnung in der Chaussée-d'Antin Nr. 5 und lebte bis 1836 dort mit ihm zusammen. Im Mai 1834 reiste Chopin nach Aachen zum Niederrheinischen Musikfest. Er besuchte Köln, Koblenz und Düsseldorf, wo er Felix Mendelssohn Bartholdy traf, den er bereits aus Paris kannte. Im Sommer reiste er nach Karlsbad, wo er seine Eltern traf. Nach seiner Weiterreise nach Dresden traf er Familie Wodziński 1836 in Marienbad wieder, wo sie zur Kur weilten und es – trotz des Protestes ihres Onkels – angeblich zur Verlobung von Chopin und Maria Wodzińska kam. Marias Mutter bestand aber angeblich darauf, dass diese bis zum Sommer des darauffolgenden Jahres geheimgehalten werde. Auch dafür gibt es keine stichhaltigen Belege.
1835 machte Chopin in Leipzig, vermittelt durch Felix Mendelssohn Bartholdy, Bekanntschaft mit Clara und Robert Schumann sowie 1836 mit Adolph von Henselt in Karlsbad. Nur ein Jahr später wurde die angebliche Verlobung mit Maria Wodzińska – wohl auf Drängen ihrer Eltern wegen des angeschlagenen Gesundheitszustands Chopins – angeblich wieder aufgelöst.
1836 zog als Nachfolger von Jan Matuszyński der Pianist, Komponist und enge Jugendfreund Julian Fontana bei Chopin in der Chaussée-d'Antin ein.

#### Polnischer Patriot
Trotz seiner Erfolge und starken Verwurzelung im kulturellen Leben von Paris sowie eines großen Freundeskreises polnischer Emigranten sehnte sich Chopin nach Polen und seiner Familie; er litt, wie aus seinen Briefen und Aussagen hervorgeht, unter ständigem Heimweh. Zeitlebens bestand Chopin auf der polnischen Aussprache seines französischen Nachnamens: [ˈʃɔpɛn]. Sein Heimatgefühl und seinen Nationalstolz drückte er besonders in seinen Mazurken und Polonaisen aus. Der Ausdruck der Sehnsucht, Nostalgie und Schwermut (polnisch żal) wurde neben der Betonung des Polentums (polnisch „polskość“) zu einem Merkmal seiner Musik. Als glühender polnischer Patriot stand er ganz auf der Seite des Widerstands gegen das zaristische Russland, das das sogenannte Kongresspolen besetzt hielt. Wenn vor Weihnachten ein polnischer Wohltätigkeitsbasar stattfand, half Chopin bei dessen Organisation.
Sein Patriotismus und seine Sehnsucht nach Polen blieben eine Inspirationsquelle für viele seiner Kompositionen. Inspiriert durch den Aufstand entstand seine Revolutionsetüde (Opus 10 Nr. 12).
1837 erhielt Chopin über Graf Carlo Andrea Pozzo di Borgo das Angebot, Hofkomponist und -pianist des Zaren Nikolaus I. zu werden. Hintergrund war ein Konzert, das Chopin im Mai 1825 auf einem Aeolomelodicum (einer Orgelvariante) vor seinem Vorgänger, Zar Alexander I. noch in Warschau in der evangelischen Dreifaltigkeitskirche (Kościół Świętej Trójcy w Warszawie) gegeben hatte. Chopin lehnte das Angebot des Zaren ab.

### Chopin und George Sand
Chopin sah die erfolgreiche Schriftstellerin Amandine Aurore Lucile Dupin de Francueil, alias George Sand, zum ersten Mal im Herbst 1836 bei einem Empfang im Hôtel de France in Paris, wo Franz Liszt und seine Geliebte Marie d’Agoult, aus der Schweiz kommend, abgestiegen waren. Seine erste Reaktion auf diese in Männerkleidung auftretende, Zigarren rauchende Frau war Ablehnung. Der 27-jährige Chopin war wegen einer unglücklichen Liebe zu der damals 18-jährigen Maria Wodzińska in eine Lebenskrise geraten. Maria Wodzińska und George Sand waren jedoch grundverschieden. Im Gegensatz zu Wodzińska war George Sand eine selbstbewusste, provozierende und widersprüchliche Persönlichkeit. Die Initiative für die Beziehung mit Chopin ging von ihr aus. Ihr neunjähriges Verhältnis (bis 1847) mit Chopin, eine Liebesbeziehung, geprägt anfangs von Vertrauen, gegenseitiger Wertschätzung, Zärtlichkeit, aber später auch von Eifersucht, Hass und Misstrauen, lässt manche Fragen offen.
George Sand war eine leidenschaftliche Frau, die eine Reihe zumeist jüngerer Liebhaber hatte. Das Verhältnis der damals 32-Jährigen zu dem sechs Jahre jüngeren Chopin war von Anfang an von sehr unterschiedlichen emotionalen und sexuellen Bedürfnissen geprägt. George Sand hat zahlreiche an sie gerichtete und auch ihre an Chopin geschriebenen Briefe vernichtet, was die Beurteilung der Beziehung erschwert. Deutliche Hinweise gibt jedoch ein zweiunddreißig Seiten langer Brief George Sands an Chopins Freund Wojciech Grzymała (1793–1871) von Ende Mai 1838, in dem sie ihn um Rat bat. Sie befand sich in einem Zwiespalt, weil sie noch eine Beziehung zu dem Schriftsteller Félicien Mallefille unterhielt, andererseits aber eine Zuneigung zu Chopin gefasst hatte, über dessen Gefühle zu ihr sie im Unklaren war. Es muss aber auf jeden Fall zu einer näheren Begegnung der beiden gekommen sein.
| • Brief George Sands an Albert Grzymala (französisch) |
| « Et puisque je vous dis tout, je veux vous dire qu’une seule chose en lui m’a déplu, [c’est qu’il avait eu lui-même de mauvaises raisons pour s’abstenir. Jusque là, je trouvais beau qu’il s’abstînt par respect pour moi, par timidité, même par fidélité pour une autre. Tout cela était du sacrifice et par conséquent de la force et de la chasteté bien entendues. C’était là ce qui me charmait et me séduisait le plus en lui. Mais chez vous, au moment de nous quitter, et comme il voulait surmonter une dernière tentation, il m’a dit deux ou trois paroles qui n’ont pas répondu à mes idées.] Il semble faire fi, à la manière des dévots, des grossièretés humaines et rougir des tentations qu’il avait eues, et craindre de souiller notre amour par un transport de plus. Cette manière d’envisager le dernier embrassement de l’amour m’a toujours répugné. Si ce dernier embrassement n’est pas une chose aussi sainte, aussi pure, aussi dévouée que le reste, il n’y a pas de vertu à s’en abstenir. [Ce mot d’amour physique dont on se sert pour exprimer ce qui n’a de nom que dans le ciel, me déplaît et me choque, comme une impiété et comme une idée fausse en même temps. Est-ce qu’il peut y avoir, pour les natures élevées, un amour purement physique et, pour des natures sincères, un amour purement intellectuel?] Est-ce qu’il y a jamais d’amour sans un seul baiser et un baiser d’amour sans volupté ? » – George Sand à Albert Grzymala, fin mai 1838 (ungekürzter Ausschnitt) |

„Und da ich Ihnen alles sage, will ich Ihnen auch sagen, dass mir eine einzige Sache an ihm missfallen hat. […] Er schien, nach Art der Frömmler, die groben menschlichen Begierden zu verachten und zu erröten über seine Versuchungen, und er schien zu fürchten, unsere Liebe durch eine stärkere Erregung zu beschmutzen. Diese Art der Betrachtung der äußersten Liebesvereinigung hat mich immer abgestoßen. Wenn diese letzte Umarmung nicht eine ebenso heilige und reine Sache ist wie alles andere, so liegt keinerlei Tugend darin, sich ihrer zu enthalten […] Kann es denn jemals Liebe geben ohne einen einzigen Kuss und einen Kuss der Liebe ohne Wollust?“

In der Zeit der neun Jahre dauernden Beziehung hielt sich das Paar abwechselnd in Paris und auf George Sands Landsitz, der heutigen Maison de George Sand, in Nohant-Vic, auf.

#### Aufenthalt auf Mallorca (9. November 1838 – 13. Februar 1839)
Am 18. Oktober 1838 begann George Sand auf ärztlichen Rat mit ihren Kindern Maurice und Solange eine Reise nach Mallorca. Man erhoffte eine Verbesserung des Gesundheitszustandes von Maurice, der an Rheumatismus erkrankt war. Da Chopin an Tuberkulose litt und sich eine Besserung durch ein milderes Klima erhoffte, reiste er am 27. Oktober 1838 der Familie nach, die ihn in Perpignan erwartete. Nach einer Schiffsfahrt nach Barcelona und einem fünftägigen Aufenthalt begann am 7. November 1838 die Überfahrt nach Mallorca mit dem Ziel Palma, das am 9. November 1838 erreicht wurde. Nach verschiedenen Schwierigkeiten verließ die Gruppe Palma und mietete ab dem 15. November eine schön gelegene Villa in der Nähe, bevor sie aus Gründen der Hygiene — Chopins Lungenkrankheit hatte die Ärzte und Behörden alarmiert – den Ort verlassen mussten und sich schließlich in dem verlassenen Kartäuserkloster in Valldemossa einmieteten, wo sie vom 15. Dezember 1838 bis zum 11. Februar 1839 blieben. Während Maurice sich erholte, stand für Chopin der Aufenthalt in der Kartause von Valldemossa unter keinem guten Stern. Die Räumlichkeiten waren kalt und feucht, das Wetter sehr schlecht. Hinzu kam die ablehnende Haltung der Mallorquiner gegenüber dem nicht verheirateten Paar, und auch der Verdacht, dass das Husten Chopins auf eine ansteckende Krankheit deute.
Schon bald zeigten sich bei Chopin alle Anzeichen einer Lungenentzündung, wie George Sand später schriftlich beklagte. Am 13. Februar 1839, nach dreieinhalb Monaten, verließen sie und Chopin die Insel. Trotz der relativen Kürze hatte der Aufenthalt auf Mallorca sowohl Chopin als auch George Sand stark mitgenommen. Aber anders als George Sand, die ihre zum Teil negativen Erfahrungen in dem 1842 erschienenen Bericht Un hiver à Majorque (Ein Winter auf Mallorca) aufarbeitete, reagierte Chopin weniger nachtragend. Der oft zitierte Brief vom 3. Dezember 1838 über die ärztliche Kunst der Mallorquiner ist möglicherweise nicht so sehr boshaft gemeint, als vielmehr Zeugnis seiner Selbstironie, deren Chopin sich oft bediente, um mit seiner chronischen Erkrankung umzugehen.
Vor der Abreise hatte Chopin seinen Freund Camille Pleyel gebeten, ihm ein Klavier nach Mallorca zu schicken. Da dieses erst im Januar 1839 eintraf, musste er sich in der Zwischenzeit in Palma und Valldemossa mit einem schlechten Instrument begnügen. Auf Mallorca wurden die 24 Préludes Opus 28 fertiggestellt, zu denen auch die Nummer 15 in Des-Dur, das sogenannte Regentropfen-Prélude zählt. Über den „seltsamen Ort“, in welchem er arbeitete, schrieb Chopin in einem Brief an Julian Fontana vom 28. Dezember 1838

Dieser Brief steht in Kontrast zu dem enthusiastischen Brief, den Chopin aus Palma nach der Ankunft an Fontana in Paris schrieb.
Nach Aussagen von George Sand litt Chopin in jener Zeit oft unter Halluzinationen. Spanische Neurologen kommen zu dem Schluss, dass sich die heftigen Visionen am besten mit der sogenannten Schläfenlappen-Epilepsie erklären lassen.
Nach der Ankunft auf dem Festland hielt sich die Gruppe über eine Woche in Barcelona auf und traf am 24. Februar 1839 mit dem Dampfer in Marseille ein, wo man auf ärztlichen Rat wegen Chopins Gesundheitszustand drei Monate bis zum 22. Mai 1839 zur Erholung blieb. Eine vom 13. bis 18. Mai 1839 dauernde Seefahrt brachte Chopin und George Sand zu einem Ausflug nach Genua, bevor sie auf der Rückreise über Arles und Clermont am 1. Juni 1839 Nohant erreichten. Hier verbrachte Chopin seinen ersten Sommer im Anwesen von George Sand.
| Chopin in Nohant                                                           | Chopin in Nohant |
| -------------------------------------------------------------------------- | --- |
| Die in Nohant entstandenen, beziehungsweise bearbeiteten Werke             | |
| 1. Sommer in Nohant: 1839 (1. Juni – 11. Oktober)                          | Klaviersonate Nr. 2 b-Moll op. 35 Impromptu Nr. 2 Fis-Dur op. 36 Nocturne G-Dur op. 37/2 Scherzo Nr. 3 cis-Moll op. 39 Trois études (Méthode des Méthodes) f-Moll, As-Dur, Des-Dur KK II b,1-3 Drei Mazurkas H-Dur, As-Dur, cis-Moll op. 41/2,3,4 |
| Sommer 1840 Kein Aufenthalt von Chopin und George Sand in Nohant           | In Paris entstehen unter anderem: Walzer (Grande Valse) As-Dur op. 42 Walzer As-Dur op. 64 Mazurka a-Moll (Émile Gaillard) KK IIb,5 Mazurka a-Moll (Notre Temps) KK IIb,4                                                                         |
| 2. Sommer in Nohant 1841 (18. Juni – 31. Oktober)                          | Tarantella As-Dur op. 43 Polonaise fis-Moll op. 44 Prélude cis-Moll op. 45 Ballade Nr. 3 As-Dur op. 47 Zwei Nocturnes c-Moll, fis-Moll op. 48 Fantasie f-Moll op. 49                                                                              |
| 3. Sommer in Nohant 1842 (6. Mai – 28. Juli und 9. August – 27. September) | Drei Mazurkas G-Dur, As-Dur, cis-Moll op. 50 Impromptu Nr. 3 Ges-Dur op. 51 Ballade Nr. 4 f-Moll op. 52 Walzer f-Moll op. 70/2 Polonaise Nr. 6 As-Dur op. 53 Scherzo Nr. 4 E-Dur op. 54                                                           |
| 4. Sommer in Nohant 1843 (22. Mai – 28. November)                          | Zwei Nocturnes f-Moll, Es-Dur op. 55 Drei Mazurkas H-Dur, C-Dur, c-Moll op. 56 Berceuse Des-Dur op. 57 |
| 5. Sommer in Nohant 1844 (31. Mai –28. November)                           | Klaviersonate Nr. 3 h-Moll op.58 |
| 6. Sommer in Nohant 1845 (13. Juni – 1. Dezember)                          | Drei Mazurkas a-Moll, As-Dur, fis-Moll op. 59 Barcarolle Fis-Dur op. 60 Polonaise-Fantaisie As-Dur op. 61 |
| 7. Sommer in Nohant 1846 (7. Mai – 11. November)                           | Zwei Nocturnes H-Dur, e-Moll op. 62 Drei Mazurkas H-Dur, f-Moll, cis-Moll op. 63 Zwei Walzer Des-Dur, cis-Moll op. 64 Sonate für Klavier und Violoncello g-Moll op. 65                                                                            |

### Zwei Lebenszentren: Nohant und Paris

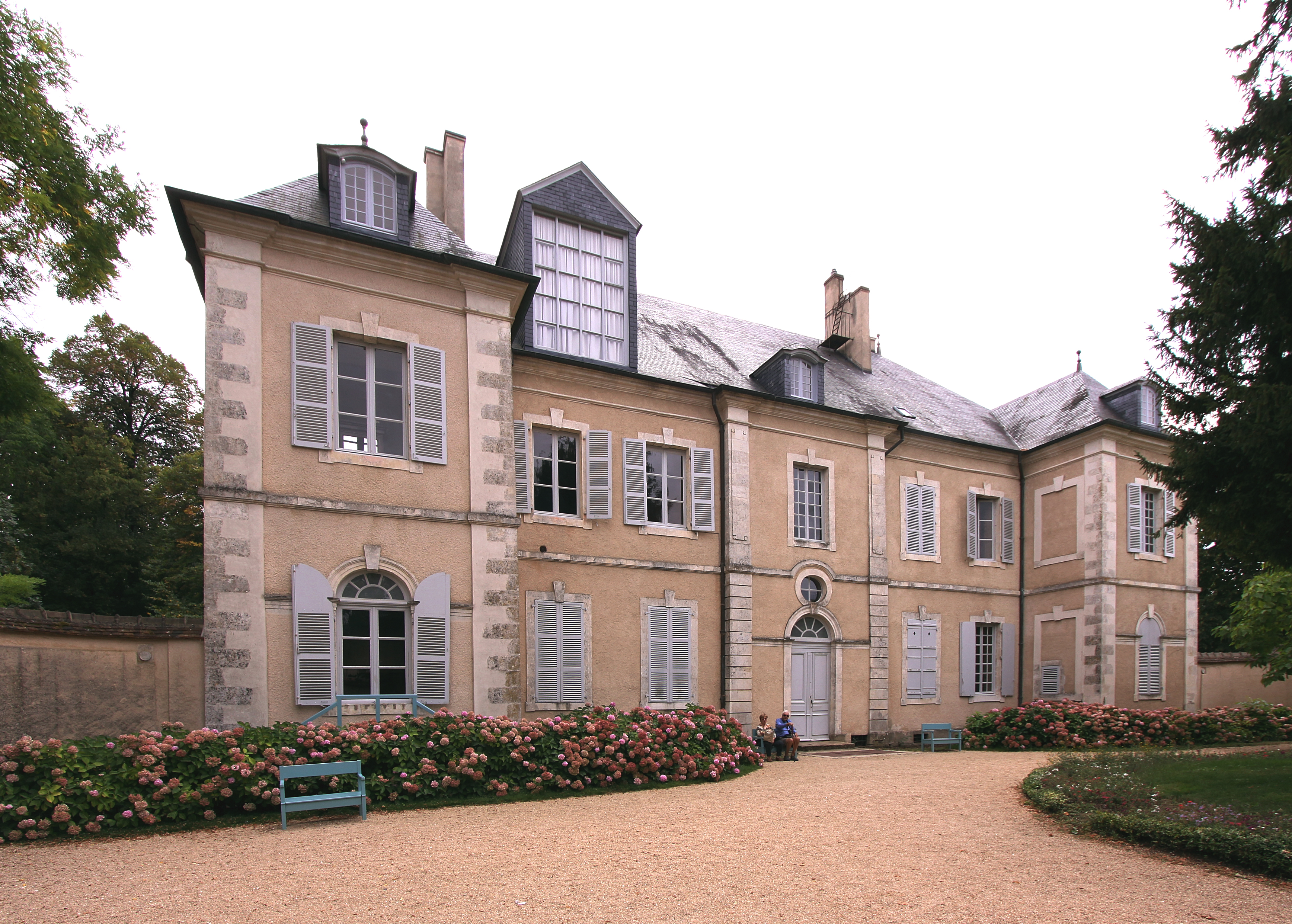
Die Maison de George Sand in Nohant-Vic. Hier verbrachte Chopin mit George Sand sieben Sommer (1839 und 1841–1846) und komponierte einen Teil seiner wichtigsten Klavierwerke.

Nach der Rückkehr von Mallorca nahm Chopins Leben in Paris einen geregelten Verlauf. Die Winter waren dem Unterrichten, den gesellschaftlichen Veranstaltungen, dem Kulturleben, den Salons und den wenigen eigenen Auftritten gewidmet. Die mehrmonatigen Sommeraufenthalte verbrachte das Paar bis einschließlich 1846 meist auf George Sands ererbtem Landsitz in Nohant.
Chopin war insgesamt sieben Sommer Gast in Nohant: 1839 und 1841 bis 1846. Vor allem während der Sommermonate in Nohant fand Chopin die zum Komponieren nötige Zeit. Eine Reihe der wichtigsten Klavierwerke Chopins entstanden in Nohant oder wurden hier bearbeitet. Chopin empfing Freunde, diskutierte mit Delacroix ästhetische Fragen und nahm am Alltagsleben der Familie Sand teil. Er studierte das Belcanto-Repertoire des 18. Jahrhunderts und Luigi Cherubinis Cours de contrepoint et de fugue (deutsch Lehrgang in Kontrapunkt und Fuge).
Ab dem 29. September 1842 wohnte und arbeitete Chopin in Paris am Square d’Orleans Nr. 9, in unmittelbarer Nachbarschaft zu George Sand und deren Freundin, der Gräfin Marliani, Ehefrau des spanischen Konsuls, die die Wohnungen vermittelt hatte.

#### Ende der Beziehung (Juli 1847) und letzte Begegnung (4. April 1848)
Die Beziehung zwischen Chopin und George Sand endete 1847. Am 28. Juli 1847 schrieb George Sand ihren letzten Brief an Chopin.

Der Grund für die Trennung waren die seit Jahren aufgestauten Konflikte zweier grundverschiedener, hochsensibler Charaktere. Aus Briefen von George Sand an Freunde lässt sich entnehmen, dass sie das Leben einer, wie sie es ausdrückt, enthaltsamen Nonne und Krankenschwester eines schwierigen, schwerkranken und launischen Genies nicht länger führen wollte. Die familiären Zwistigkeiten wegen ihrer Tochter waren nur der unmittelbare Anlass. Dass ihre Tochter Solange sich dem mittellosen Bildhauer Auguste Clésinger zugewandt hatte, wollte George Sand nicht akzeptieren. Auch Chopin waren Details zu Clésingers unstetem Leben zu Ohren gekommen. Er riet Solange ebenso eindringlich ab – aber letztlich hielt er an seiner Freundschaft zu ihr fest. Er akzeptierte ihren unbedingten Entschluss, Clésinger zu heiraten und zur Not mit der herrischen Mutter zu brechen. Das war der Auslöser für Familienstreitigkeiten, bei denen es zu Handgreiflichkeiten zwischen dem Sohn Maurice und Clésinger beziehungsweise der dem Sohn beispringenden Mutter kam.
George Sand und Chopin sahen sich noch einmal zufällig am Samstag, dem 4. März 1848. Beim Verlassen der Wohnung von Charlotte Marliani (18, rue de la Ville-Évêque) traf Chopin auf George Sand. Er teilte ihr mit, dass ihre Tochter vier Tage zuvor Mutter geworden war.

### Die letzten Jahre (1847–1849)
Im Laufe des Jahres 1847 verschlechterte sich Chopins Gesundheitszustand ernstlich. Eine wirksame Therapie gegen die Tuberkulose war seinerzeit nicht bekannt. Chopins Schülerin Jane Stirling, die bis zum Zerwürfnis Chopins mit George Sand eher im Hintergrund für Chopin gewirkt hatte, nahm sich nach der Trennung des Paares der Anliegen Chopins an und versuchte dessen immer größer werdende materielle Not zu lindern.
Am 16. Februar 1848 gab Chopin im Konzertsaal der Firma Pleyel in der Rue Rochechouart Nr. 20 sein letztes Konzert in Paris, das vor einem ausgewählten Publikum stattfand. Es gab nur 300 Eintrittskarten. Das Programm enthielt ein Klaviertrio von Mozart, von Chopin die Cellosonate g-Moll op. 65 (ohne den 1. Satz), ein Nocturne, die Berceuse op. 57, die Barcarolle op. 60, dazu eine Auswahl von Etüden, Préludes, Mazurken und Walzer. Die Kritik stellte das Konzert als ein ungewöhnliches Ereignis heraus (Artikel in der Gazette Musicale vom 20. April 1848).

#### Reise nach England und Schottland (19. April 1848 bis 23. November 1848)
Nach dem Ausbruch der Revolution in Paris am 22. Februar 1848, der sogenannten Februarrevolution, die durch die Flucht des Königs nach England und die Proklamation der Republik der Julimonarchie ein Ende setzte, fühlte sich Chopin wegen der anhaltenden Unruhen in Paris immer unwohler. Viele seiner Schüler verließen Paris, seine finanzielle Lage wurde wegen fehlender Einkünfte schlechter.
Unter dem Einfluss seiner Schülerin Jane Stirling, die seit Jahren bei Chopin Unterricht nahm und Zuneigung zu ihrem Lehrer entwickelt hatte, fasste Chopin den Entschluss, für eine Zeitlang nach England und Schottland zu reisen, wobei er sich durchaus vorstellen konnte, sich dauerhaft dort niederzulassen. Er verließ Paris am 19. April 1848 und traf am 20. April in London ein. Jane Stirling war mit ihrer verwitweten Schwester vorweg nach London gereist, um Chopins Ankunft vorzubereiten. Die Reise, die insgesamt etwas über sieben Monate dauerte, war für Chopin äußerst anstrengend und brachte ihn an den Rand des physischen Zusammenbruchs, weil Jane Stirling Chopin ein strapaziöses Besuchsprogramm mit Konzerten bei ihrer Familie auferlegte und so die dringend benötigte Ruhe verhinderte. Jane Stirling, die in Chopin verliebt war, hatte sich vergebens Hoffnungen auf eine Heirat gemacht. Er fand sie unattraktiv und langweilig, war aber dankbar für ihre extreme Fürsorge, wenngleich er sich dadurch unfrei und eingeengt fühlte.
Chopin wurde bald nach seiner Ankunft in die Salons der Londoner Oberschicht eingeladen, wo er bekannte Schriftsteller wie Charles Dickens kennenlernte und Gelegenheit bekam, seine Finanzen durch das Unterrichten adliger Damen aufzubessern. Am 15. Mai 1848 spielte Chopin anlässlich eines Empfanges im Beisein von Königin Victoria. Es folgten Konzerte in London am 23. Juni 1848 (Programm: Berceuse op. 57, Nocturnes, Mazurken, Walzer) und am 7. Juli 1848 (Programm: Berceuse op. 57, Scherzo h-Moll op. 20, eine Ballade, drei Etüden aus op. 25 [Nr. 1 As-Dur, Nr. 2 f-Moll, Nr. 7 cis-Moll] und einige Préludes). Auf Einladung von Jane Stirling fuhr Chopin am 5. August 1848 nach Schottland. Von hier aus musste Chopin am 28. August 1848 zurück zu einem Konzert nach Manchester, wo er in der Concert Hall im Rahmen eines Orchesterkonzertes vor 1500 Zuhörern Solostücke spielte (eine Ballade, die Berceuse op. 57 und weitere Stücke). In Schottland war Chopin in schlechter körperlicher und seelischer Verfassung und litt unter den ihm aufgezwungenen Verpflichtungen. Es folgten Konzerte in Glasgow am 27. September 1848 (Programm: eine Ballade, Berceuse op. 57, Andante spianato aus op. 22, Impromptu Fis-Dur op. 36, eine Auswahl von Etüden und Préludes, Nocturnes op. 27 und 55, Mazurken op. 7 und einige Walzer) und am 4. Oktober 1848 in Edinburgh.
Chopin war von der Reise nach England und Schottland gesundheitlich so mitgenommen und körperlich so schwach, dass er manchmal die Treppen hinaufgetragen werden musste. In mehreren pessimistischen Briefen an Wojciech Grzymała, Marie de Rozière und Solange Clésinger beschreibt er mit drastischen Formulierungen seine körperliche Hinfälligkeit und Ausweglosigkeit seiner Situation. Nach seiner Rückkehr nach London am 31. Oktober 1848 spielte Chopin trotz seines schwer beeinträchtigten Gesundheitszustandes am 16. November 1848 aus Gefälligkeit in der Guild-Hall in einem Benefizkonzert zugunsten polnischer Landsleute.

#### Letzte Zeit in Paris (23. November 1848 – 17. Oktober 1849)

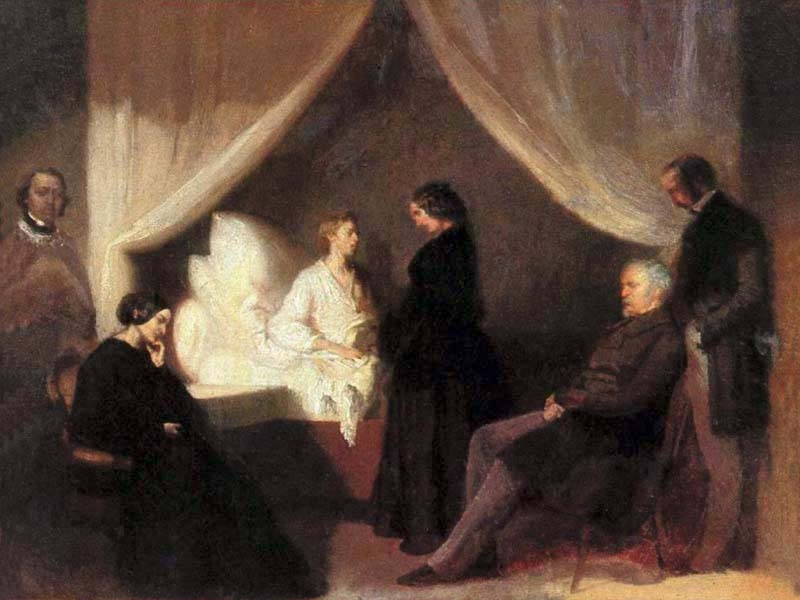
Teofil Kwiatkowski: Chopin auf dem Sterbebett, umgeben von Pater Aleksander Jełowicki, Ludwika Jędrzejewicz, Prinzessin Marcelina Czartoryska, Wojciech Grzymała, Teofil Kwiatkowski (von links nach rechts).

In depressiver Stimmung kehrte Chopin am 23. November 1848 von seiner Englandreise nach Paris zurück. Im Ganzen gesehen war der Aufenthalt in England und Schottland ein Misserfolg. Die schwindenden Kräfte, aber auch die wegen der Unruhen nachlassende Nachfrage erschwerten erheblich eine geregelte Unterrichtstätigkeit. Dies führte zu einem finanziellen Engpass, zumal Chopins Ersparnisse fast aufgebraucht waren. Jane Stirling half mit einer größeren Geldsumme aus. Chopins Erschöpfungszustand hielt an. Die Ärzte empfahlen zur Linderung der Beschwerden einen Aufenthalt auf dem Lande. Ende Mai 1849 zog Chopin in eine Wohnung in der damals noch ländlichen Umgebung von Chaillot (Rue Chaillot 74). Am 22. Juni 1849 erlitt Chopin nachts zwei Blutstürze. Die Hoffnung auf Besserung schwand endgültig, als die Ärzte eine Tuberkulose im Endstadium diagnostizierten. Der Gedanke an den Tod hatte Chopin schon sein ganzes Leben begleitet. Sein Vater, seine jüngste Schwester und zwei engste Freunde waren alle an Tuberkulose verstorben.
In einem erschütternden Brief vom 25. Juni 1849 bat Chopin inständig seine Schwester Ludwika Jędrzejewicz, mit ihrem Mann und ihrer Tochter zu ihm nach Paris zu kommen. „Ich bin schwach und kein Doktor vermag mir so zu helfen wie ihr“. Sie trafen am 9. August 1849 in Chaillot ein. Nach einer kurzen Besserung rieten die Ärzte zu einem Wohnungswechsel. Die Pariser Freunde und Jane Stirling verschafften ihm dann seine letzte Wohnung an der Place Vendôme 12, die aus drei Zimmern und zwei Vorzimmern bestand.. Sie sorgten auch dafür, dass Chopin in seinen letzten Lebensmonaten keinen materiellen Mangel litt, zumal er wegen seines Gesundheitszustandes weder unterrichten noch komponieren konnte und deshalb zuletzt mittellos war.
Am 15. September 1849 empfing er die Sterbesakramente. Am gleichen Tag war Delfina Potocka aus Nizza nach Paris gekommen. Sie sang, sich selbst am Klavier begleitend, zur großen Freude Chopins Arien italienischer Komponisten (Bellini, Stradella, Marcello). Franchomme und Marcelina Czartoryska spielten den Anfang von Chopins Cellosonate op. 65. Ein paar Stunden vor seinem Tod beauftragte Chopin seinen Landsmann Grzymała, nach seinem Ableben alle unvollendeten und noch nicht veröffentlichten Partituren, mit Ausnahme der Skizzen zu einer Klavierschule, zu verbrennen.

#### Tod und Begräbnis (17. und 30. Oktober 1849)

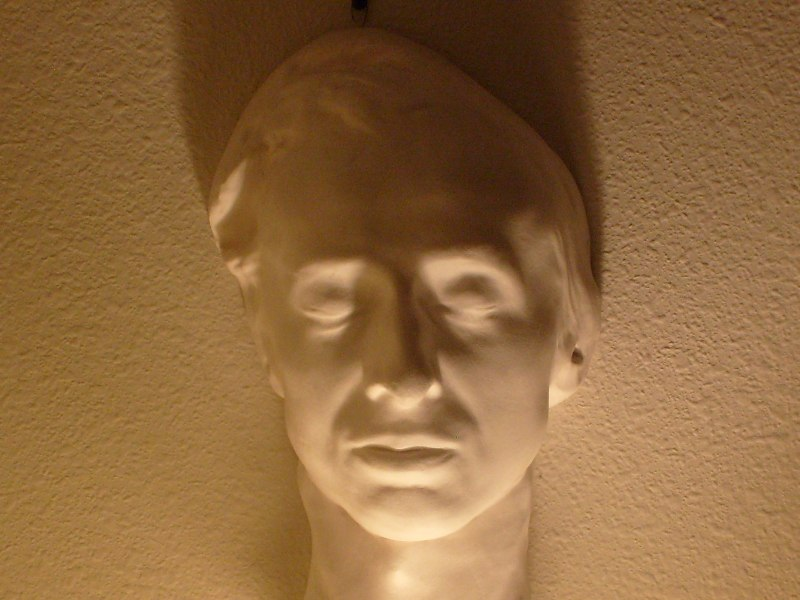
Chopins Totenmaske von Auguste Clésinger. Sammlung von Jack Gibbons

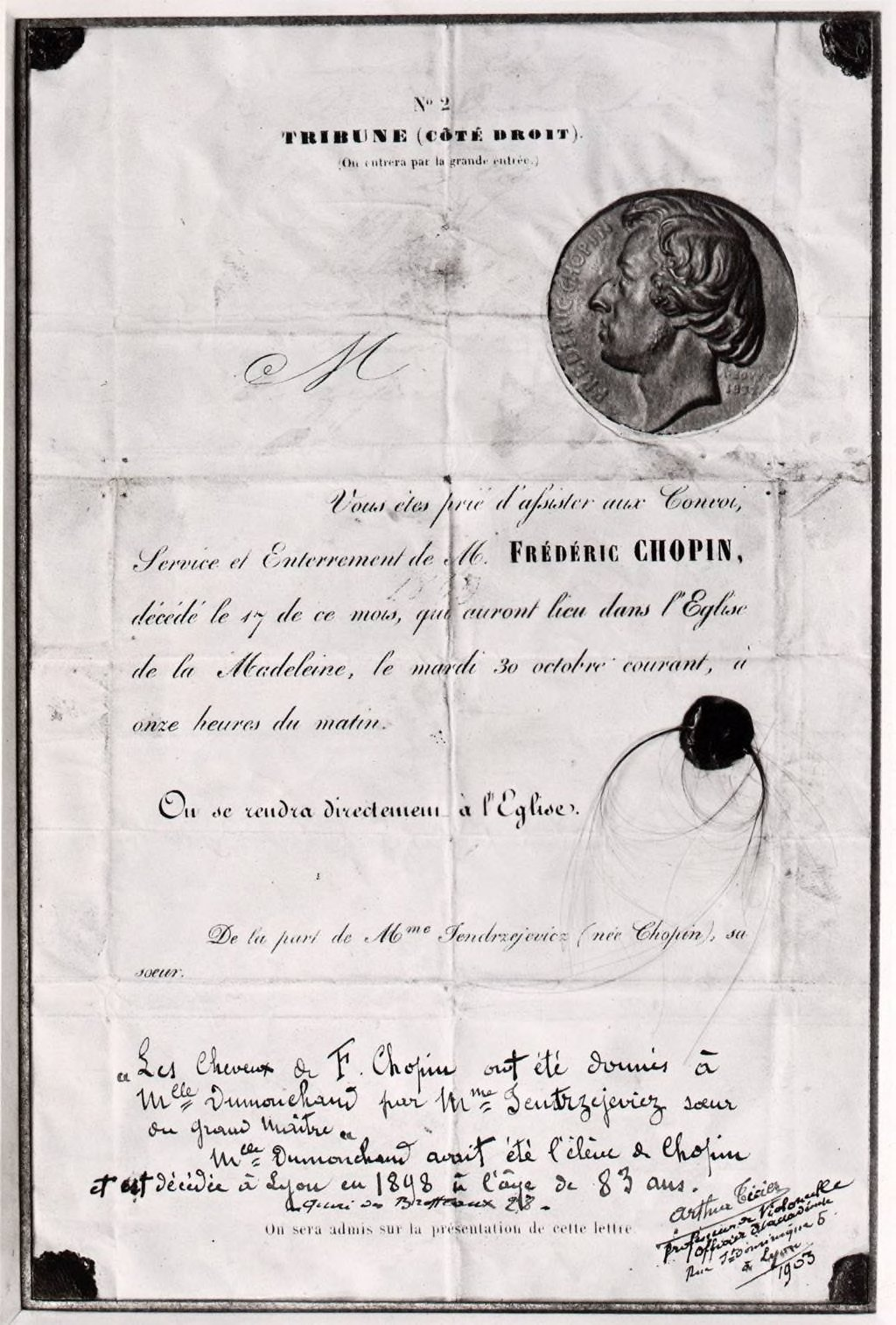
Ankündigung der Beerdigung von Frédéric Chopin, unterzeichnet von seiner Schwester

Chopin starb am 17. Oktober 1849 um zwei Uhr morgens im Alter von 39 Jahren, wahrscheinlich an Tuberkulose. Nach anderer Vermutung könnte auch Mukoviszidose die Ursache gewesen sein. Gegen diese Vermutung spricht, dass an Mukoviszidose Erkrankte in jener Zeit in der Regel bereits in der Kindheit und Jugend gestorben sind. Bei einer 2017 erfolgten Untersuchung des in Cognac eingelegten Herzens stellte man fest, dass Chopin an einer Herzbeutelentzündung (Perikarditis) litt, die infolge einer Tuberkulose entstanden war.
Zum Zeitpunkt seines Todes wachten sechs Personen an Chopins Bett: seine Schwester Ludwika Jędzejewicz, Solange Clésinger, die Tochter von George Sand, der polnische Maler Teofil Kwiatkowski, Abbé Alexander Jełowicki, Chopins Schüler und Freund Adolf Gutmann und der Arzt Jean-Baptiste Cruveilhier. Am darauffolgenden Morgen nahm Auguste Clésinger Chopin die Totenmaske ab und fertigte einen Abguss von dessen linker Hand an. Teofil Kwiatkowski und Albert Graefle malten beziehungsweise zeichneten den Kopf des Verstorbenen. Der Arzt Jean Cruveilher, der Chopin bis zu seinem Ende behandelte, nahm eine teilweise Autopsie vor, bei der er Chopins Herz entnahm. Chopin hatte gebeten, dass sein Herz in die Heimat gebracht werde. Die Leiche Chopins blieb noch zwei Tage in der Wohnung und wurde dann nach der Einbalsamierung in die Krypta der Kirche La Madeleine gebracht.

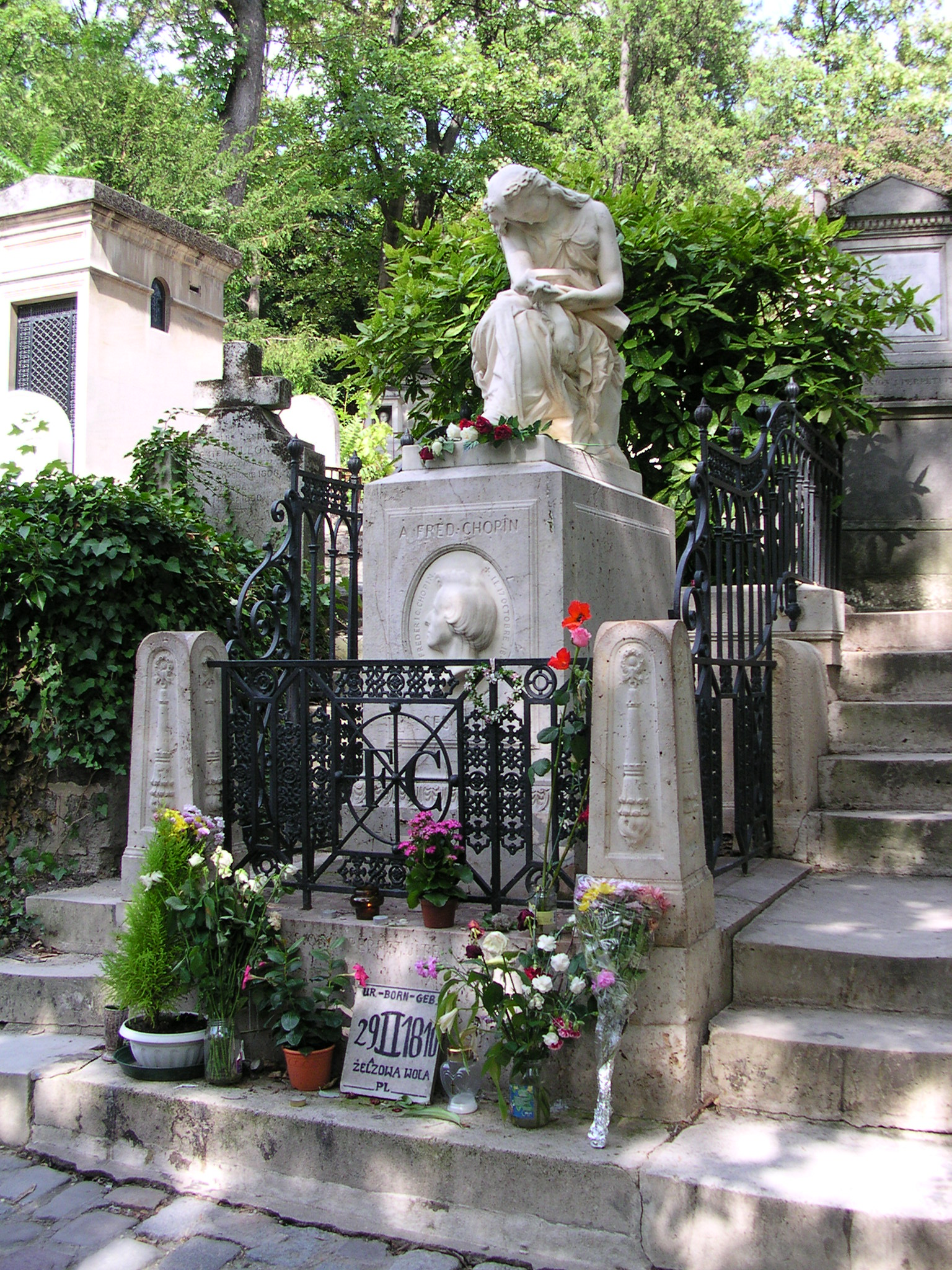
Chopins Grab auf dem Friedhof Père Lachaise (Division 11, Nr. 20) in Paris mit der Muse Euterpe von Auguste Clésinger

Zu Chopins Totenmesse am 30. Oktober um 11 Uhr in der Kirche La Madeleine kamen etwa 3000 Trauergäste. Als der Sarg von der Krypta in die Oberkirche getragen wurde, spielte das Orchester der Société des Concerts du Conservatoire (französisch Konzertgesellschaft des Konservatoriums) unter der Leitung von Narcisse Girard eine von Napoléon-Henri Reber hergestellte Orchesterfassung des Trauermarsches aus Chopins Klaviersonate in b-Moll opus 35. Weiterhin erklangen auf der Orgel, gespielt von Louis James Alfred Lefébure-Wély die Préludes Nr. 4 in e-Moll und Nr. 6 in h-Moll aus opus 28. Den Abschluss bildete Mozarts Requiem, ein Wunsch Chopins. Der Leichenzug zum Friedhof Père-Lachaise wurde von Fürst Adam Czartoryski und Giacomo Meyerbeer angeführt. An der Seite des Sarges schritten Alexander Czartoryski, der Ehemann von Marcelina, Auguste Franchomme, Eugène Delacroix und Camille Pleyel. Hinter dem Sarg gingen Chopins Schwester Ludwika mit ihrer Tochter Ludka, Jane Stirling und viele, die Chopin nahestanden. Auf Chopins ausdrücklichen Wunsch wurde sein Herz von seiner Schwester Ludwika heimlich in die polnische Heimat gebracht, wo sie es in Warschau in ihrer Wohnung aufbewahrte. (Zum weiteren Schicksal von Chopins Herz: siehe unten.)
Die Gesamtkosten der Beerdigung, die von Jane Sterling und Mrs. Erskine übernommen wurden, beliefen sich auf über 4000 Francs. Jane Stirling übernahm auch die Reisekosten von Ludwika und ihrer Tochter Ludka. Sie kaufte den Pleyel-Flügel (Nr. 14810), den Camille Pleyel Chopin zur Verfügung gestellt hatte, die restlichen Möbel und Wertgegenstände Chopins, einschließlich seiner Totenmaske. Aus dem sonstigen Hausrat gestaltete Jane Stirling später in Schottland ein Museumszimmer zum Andenken an Chopin, und sie vererbte diese Gegenstände Jahre später Chopins Mutter nach Warschau. Diese Erinnerungsgegenstände sind zum Teil im Frédéric-Chopin-Museum Warschau (Muzeum Fryderyka Chopina w Warszawie) ausgestellt.
Am Jahrestag von Chopins Tod, am 17. Oktober 1850, enthüllte Auguste Clésinger das von ihm gestaltete Grabmal mit dem Medaillon Fryderyk Chopins. Im Innern des Sockels ließ Jane Stirling eine eiserne Kassette deponieren, die verschiedene Objekte enthielt: ein Blatt Papier mit dem Geburts- und Sterbedatum Chopins und dem Satz: „Wir erwarten die Auferstehung der Toten und das ewige Leben“, ferner polnische Erde, ein silbernes Kreuz, das Chopin gehörte, ein kleines Medaillon von Tellefsen und Münzen aus dem Geburts- und Sterbejahr Chopins. Jane Stirling streute die polnische Erde, die ihr Ludovika gegeben hatte, auf das Grab.
Gedenktafeln
- Gedenktafel in der Kirche des Heiligen Rochus und Johannes des Täufers von Brochów, mit dem Schriftzug:
In diesem Gotteshaus
wurde am 23. April 1810
Fryderyk Chopin getauft
geboren am 22. Februar 1810
in Żelazowa Wola.
- Gedenktafel in Poturzyn. Chopin besuchte Woyciechowski dort auf dessen Hof.
- Gedenktafel für Frédéric Chopin, Wien, Kohlmarkt 9.
- Gedenktafel an Chopins Wohnung am Square d’Orléans: „Frédéric Chopin bewohnte dieses Haus von 1842 bis 1849“. Die Tafel wurde am 26. Oktober 1919 von der Société Chopin in Paris nach einer Initiative von Édouard Ganche angebracht.
- Innenhof der Bibliothèque Polonaise de Paris, dem Sitz der Polnischen historisch-literarischen Gesellschaft auf der Île Saint-Louis am Quai d’Orléans 6 in Paris, mit Namenstafeln verdienter Persönlichkeiten, einschließlich Chopin (linke obere Tafel).

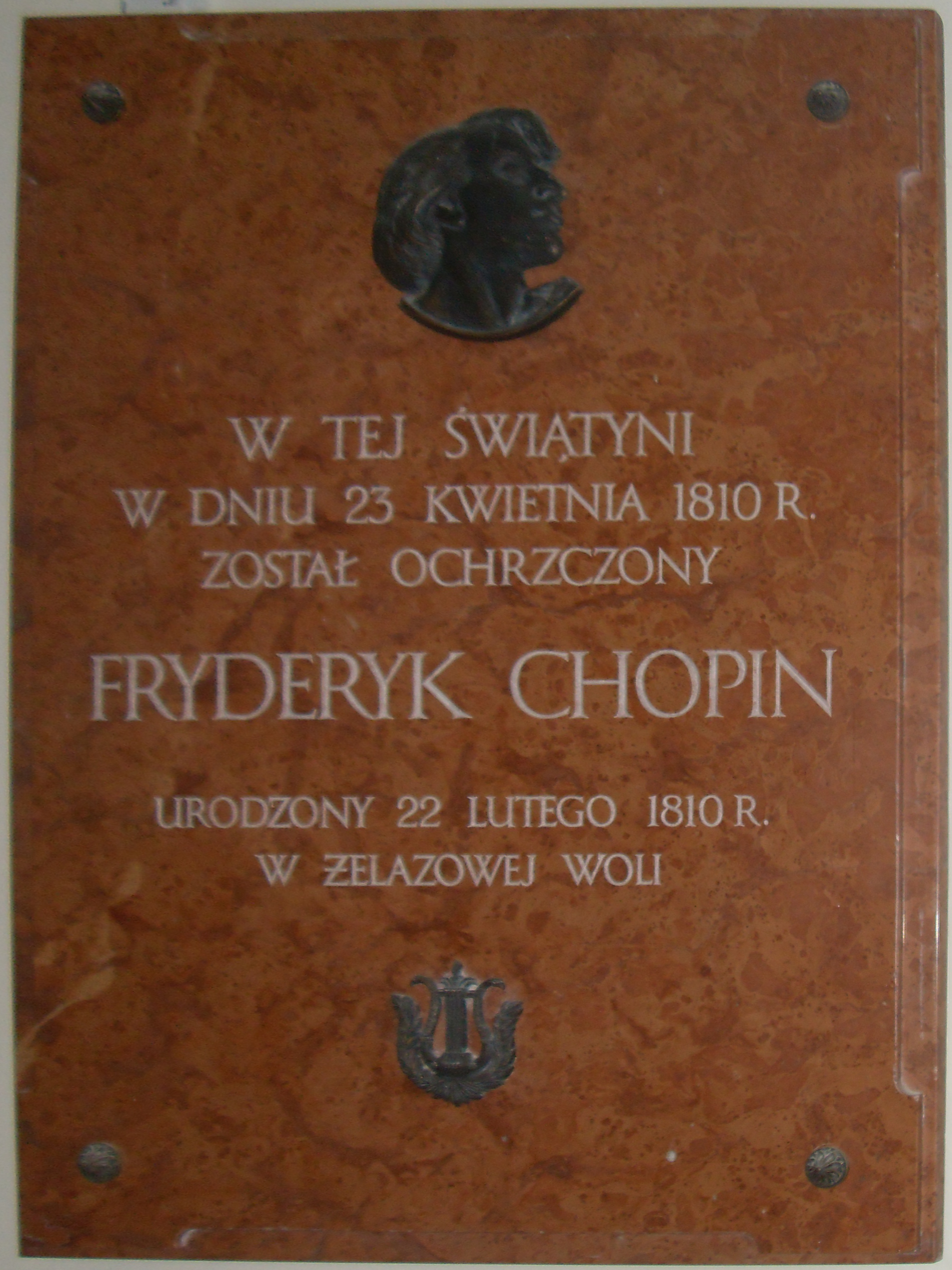
Place Vendôme. Gedenktafel an der Nummer 12 mit dem umstrittenen Geburtsdatum. „Frédéric-François Chopin, geboren in Żelazowa-Wola (Polen) am 22. Februar 1810, ist in diesem Haus am 17. Oktober 1849 gestorben.“Diese Tafel in der Schlossstraße gegenüber dem Kulturpalast erinnert an den Aufenthalt Chopins 1835 in Dresden. Foto Juni 2025
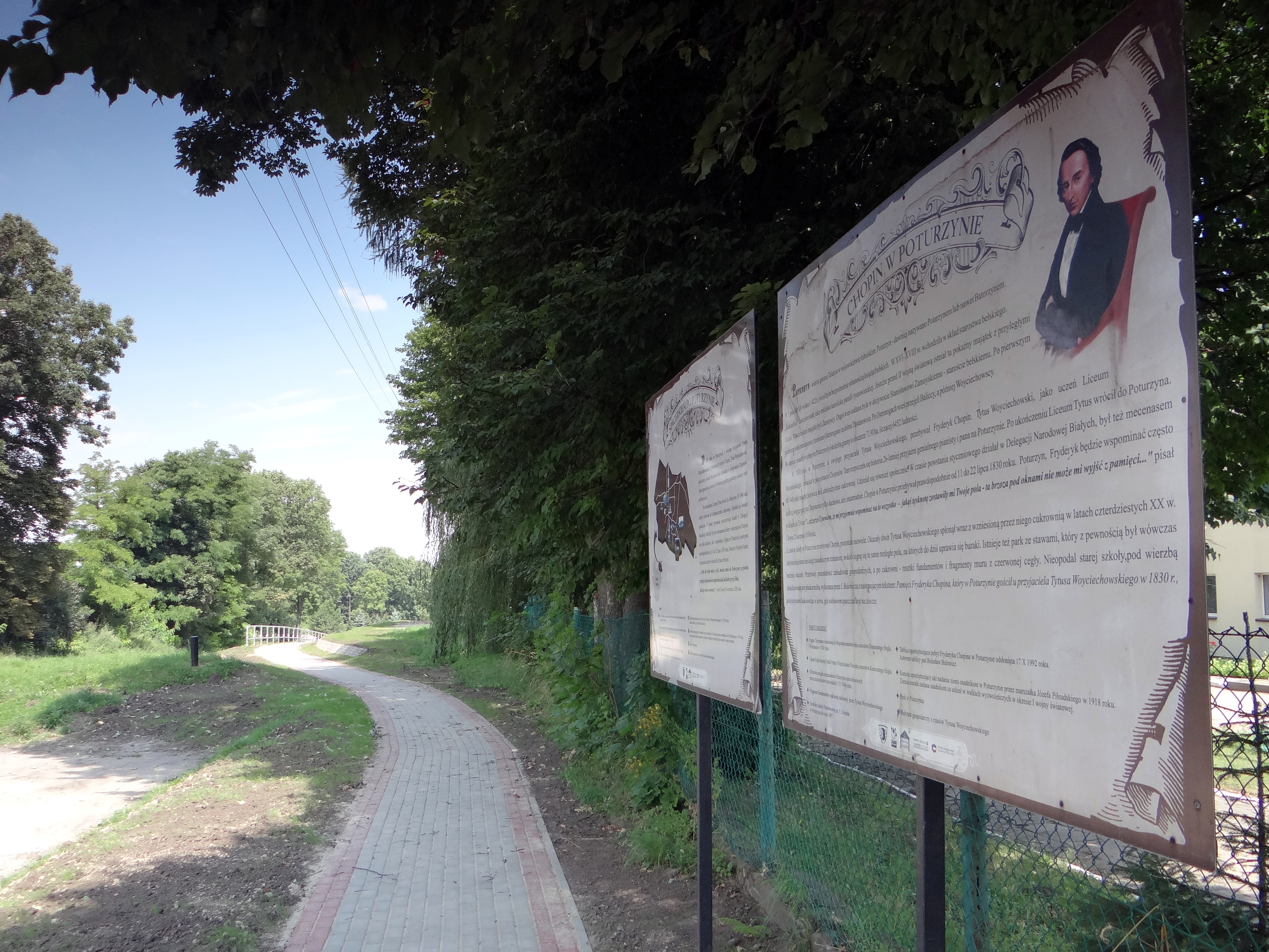
Gedenktafel in Poturzyn. Chopin besuchte Woyciechowski dort auf dessen Hof.
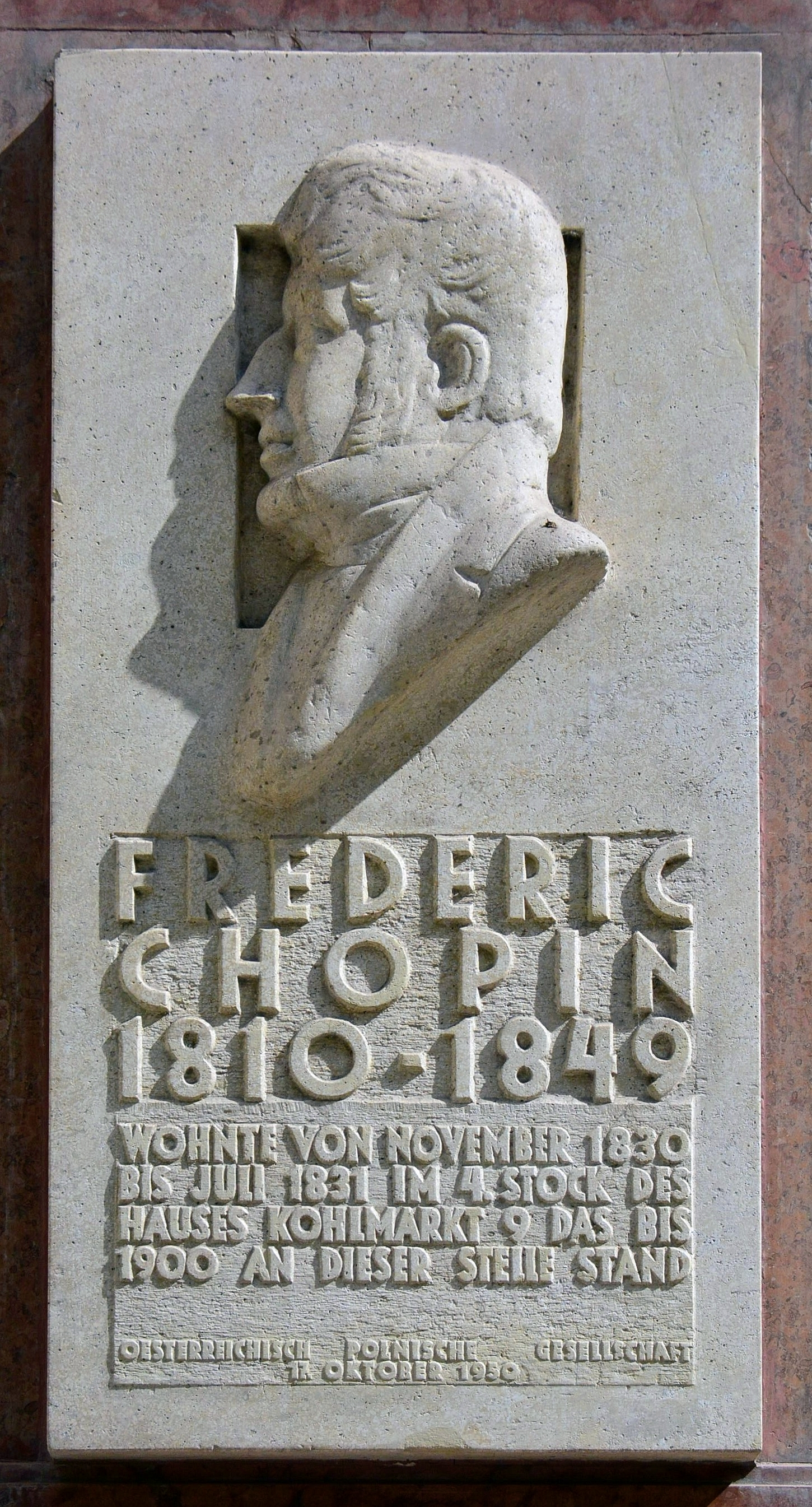
Gedenktafel für Frédéric Chopin, Wien, Kohlmarkt 9.
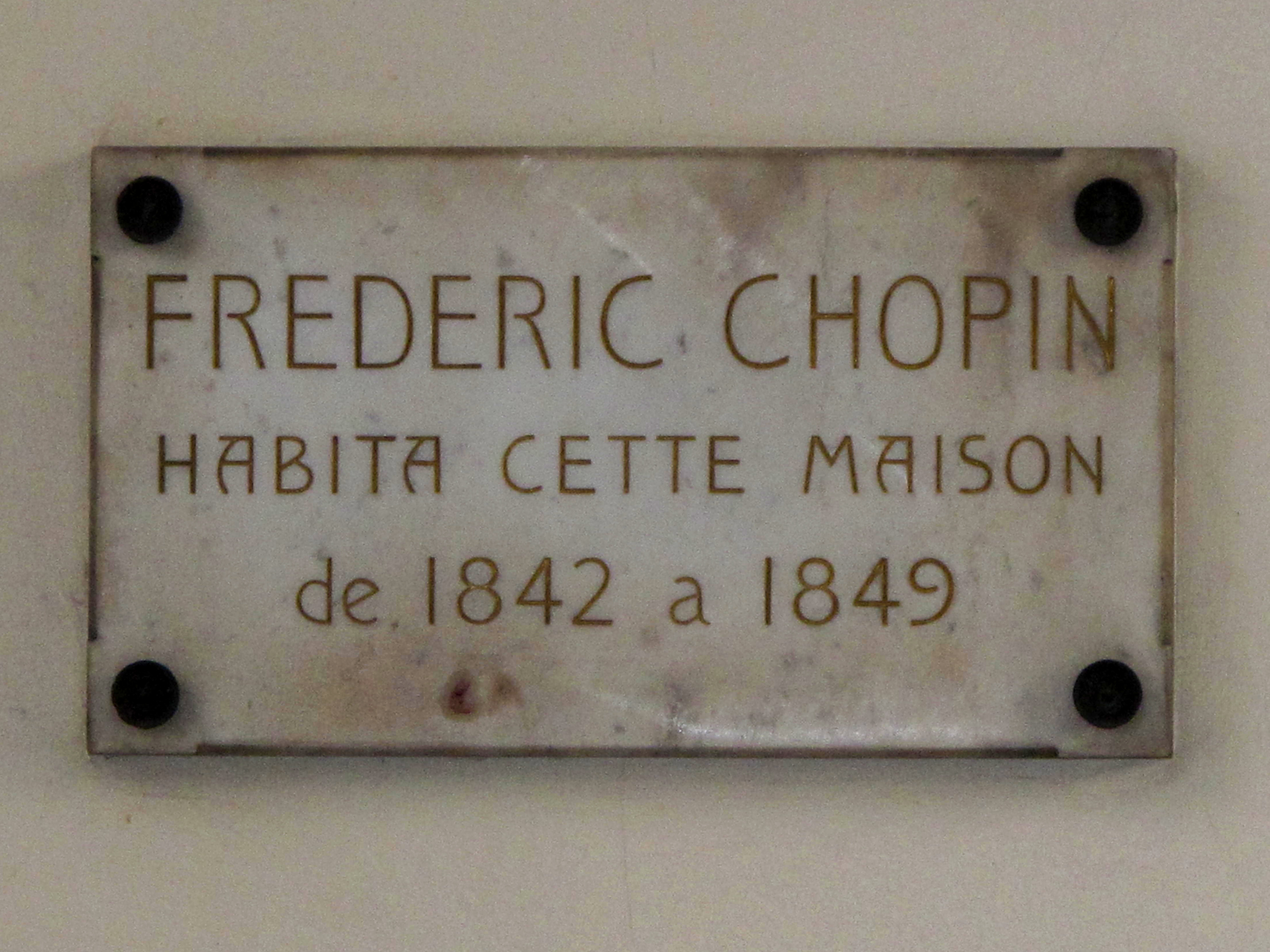
Gedenktafel an Chopins Wohnung am Square d’Orléans: „Frédéric Chopin bewohnte dieses Haus von 1842 bis 1849“. Die Tafel wurde am 26. Oktober 1919 von der Société Chopin in Paris nach einer Initiative von Édouard Ganche angebracht.
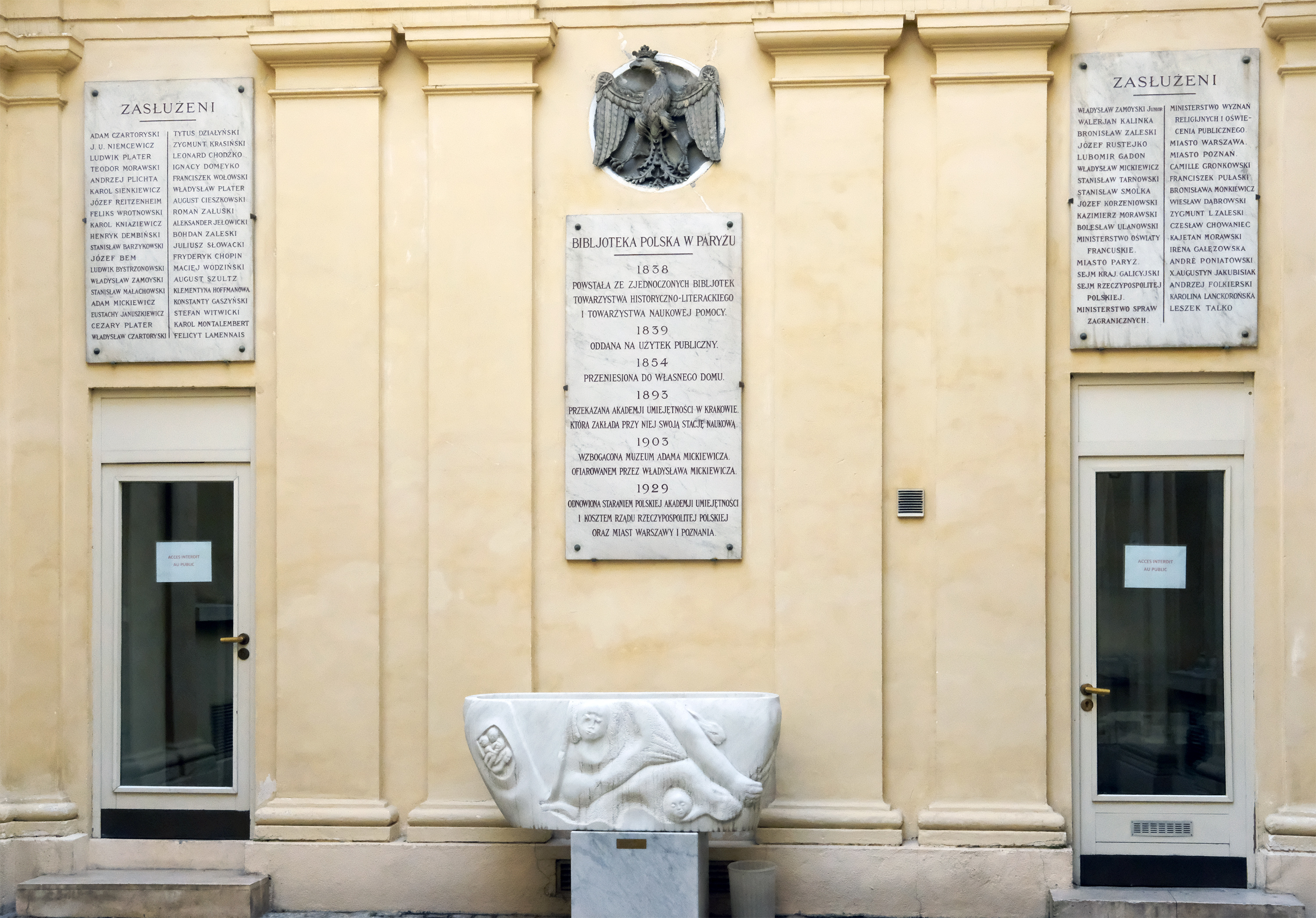
Innenhof der Bibliothèque Polonaise de Paris, dem Sitz der Polnischen historisch-literarischen Gesellschaft auf der Île Saint-Louis am Quai d’Orléans 6 in Paris, mit Namenstafeln verdienter Persönlichkeiten, einschließlich Chopin (linke obere Tafel).
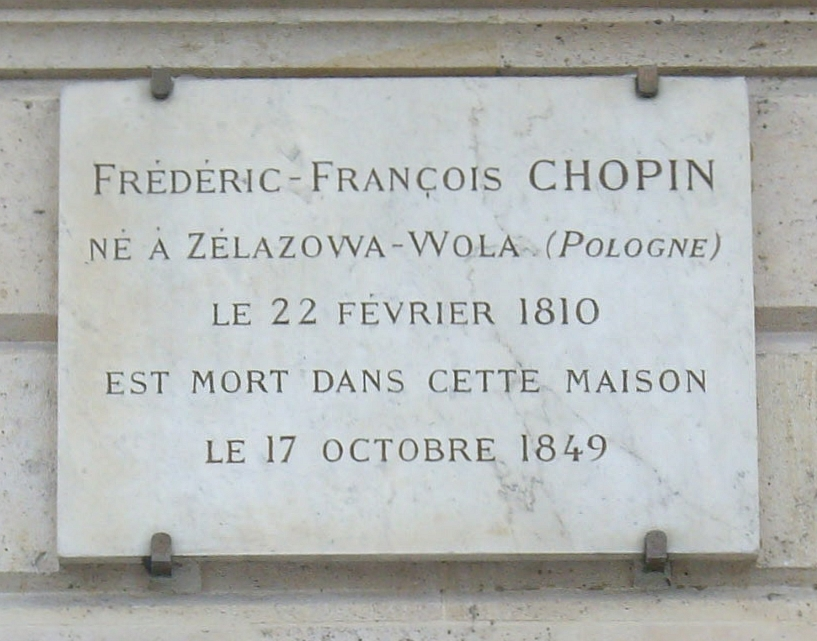
Place Vendôme. Gedenktafel an der Nummer 12 mit dem umstrittenen Geburtsdatum. „Frédéric-François Chopin, geboren in Żelazowa-Wola (Polen) am 22. Februar 1810, ist in diesem Haus am 17. Oktober 1849 gestorben.“

## Chopin als Künstler

Zeichnung von Chopin, 1830

Chopin war vielseitig begabt. Neben seinem Talent als Komponist, Pianist, Improvisateur, Virtuose und Klavierpädagoge war auch seine komödiantische Gabe, Personen zu imitieren, bekannt – eine aus außergewöhnlicher Beobachtungsgabe gespeisten Fähigkeit, mit der er oft Freunde unterhielt. Dies Schauspielertalent blieb eine seiner gesellschaftlichen Domänen: 1829 parodierte er in Wien das Auftreten und Benehmen österreichischer Generäle und hatte damit den gleichen Erfolg wie als Pianist. Er nahm auch Zeichenunterricht bei Zygmunt Vogel und nutzte das Zeichnen nicht nur für die Anfertigungen von Karikaturen.

### Chopin als Komponist
Chopin komponierte fast ausschließlich für das Klavier. Zu den von ihm bevorzugten Formen gehören Mazurken, Walzer, Nocturnes, Polonaisen, Etüden, Impromptus, Scherzi, und Sonaten.
Chopins Kompositionen entwickelten sich häufig aus Improvisationen. George Sand beschreibt die großen Schwierigkeiten, die Chopin hatte, seine auf dem Klavier schon vollständig ausgeführten Ideen auf dem Papier festzuhalten. Das Improvisieren hatte damals einen viel höheren Stellenwert als heute, sowohl in der Ausbildung als auch im Konzertgeschehen. Chopin galt als einer der besten Improvisatoren seiner Zeit.
Neben reiner Klaviermusik und den beiden Klavierkonzerten (Nr. 1 in e-Moll op. 11 (1830, erschienen 1833) und Nr. 2 in f-Moll op. 21 (1829, erschienen 1836)) komponierte Chopin Werke für folgende Gattungen:
- Lieder. Sie wurden erst nach seinem Tod (1849) in den Jahren 1859, 1872 und 1910 größtenteils unter der Opuszahl 74 herausgegeben.
- Kammermusik. Drei Werke für Klavier und Violoncello:
– Introduction et Polonaise brillante C-Dur Op. 3 (1829/30),
– Sonate g-Moll op. 65 (1845/46),
– Grand Duo concertant E-Dur über Themen aus Robert le diable von Giacomo Meyerbeer, ohne Opuszahl (zusammen mit Auguste-Joseph Franchomme komponiert) (1831).
– Trio g-Moll für Klavier, Violine und Violoncello op. 8 (1828/29).

Inspirationsquellen und Einflüsse
Chopin übernahm – und überhöhte – die brillante Virtuosenliteratur. Der Einfluss von Ignaz Moscheles, Friedrich Kalkbrenner, Carl Maria von Weber, Johann Nepomuk Hummel und (der ebenfalls von Elsner ausgebildeten) Maria Szymanowska ist deutlich. Von Elsner in konzentrierter und akribischer Arbeit unterwiesen, feilte Chopin manchmal jahrelang an Kompositionsentwürfen. „Er […] wiederholte und änderte einen Takt hundertmal, schrieb ihn nieder und strich ihn ebenso oft wieder aus, um am nächsten Tag seine Arbeit mit der gleichen minutiösen, verzweifelten Beharrlichkeit fortzusetzen.“
Zur Melodik und zum virtuosen Klaviersatz seiner Kompositionen kommt eine hochexpressive Harmonik, die souverän mit Chromatik, Enharmonik und alterierten Akkorden umgeht und neuartige Wirkungen hervorruft. Sein Lehrer Elsner bestärkte Chopin in der Hinwendung zu polnischen Volkstänzen und Volksliedern. Ihre Elemente finden sich nicht nur in den Polonaisen, Mazurkas und Krakowiaks, sondern auch in anderen Werken ohne namentlichen Hinweis. Chopins Leitbilder waren Johann Sebastian Bach, Domenico Scarlatti, Wolfgang Amadeus Mozart und die dem Belcanto verpflichteten italienischen Komponisten wie zum Beispiel Vincenzo Bellini.
Auf Elsners Vorhaltung, er würde keine Opern schreiben, entgegnete Chopin, dass Komponisten Jahre darauf warten müssten, bis ihre Opern aufgeführt würden.
| • Zitat Frédéric Chopin (polnisch) |
| „Rzucili się do mnie, że zamiast operę narodową, albo symfonię pisać, łaskoczę nerwy po salonach i piszę głupie exercisy. Jeżeli nie operę, to nie powinienem nic innego tworzyć, jak tylko mazury a polonezy, bo jak nie czują, to im polskości palcem w moich nutach nie pokażę.” „Sie stürzten sich auf mich (mit dem Vorwurf), dass ich, anstatt eine Nationaloper oder eine Symphonie zu schreiben, in den Salons die Nerven kitzle und dumme Übungen schreibe. Wenn schon keine Oper, dann sollte ich nichts anderes als Mazurken und Polonaisen schaffen, aber wenn sie es nicht fühlen, dann werde ich sie nicht mit dem Finger auf das Polnische in meinen Noten hinweisen.“ – Frédéric Chopin |

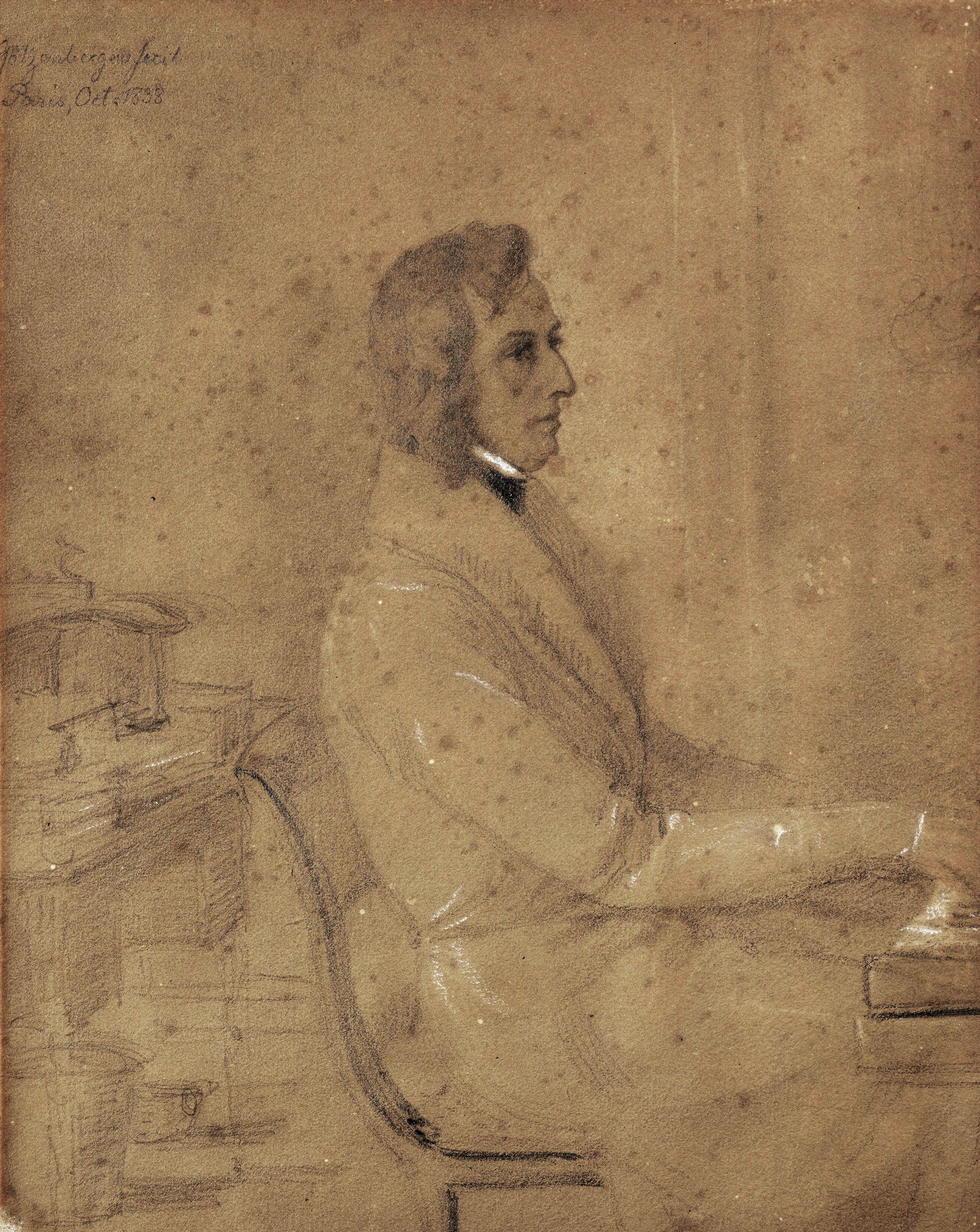
Frédéric Chopin am Klavier, Jakob Götzenberger, 1838. Bleistift, Weißhöhungen mit Kreide (rehauts de craie blanche) auf braunem Papier, 25,5 × 20 cm. Warschau, Frédéric Chopin Museum.

### Chopin als Pianist und Klavierpädagoge
Zeitgenossen Chopins beschreiben sein Spiel beziehungsweise seine Interpretation als veränderlich, niemals fixiert, sondern spontan. „Das gleiche Stück von Chopin zweimal zu hören, war sozusagen zwei verschiedene Stücke zu hören“. Fürstin Maria Anna Czartoryska beschrieb es so:

„So wie er seine Manuskripte ständig korrigieren, verändern, modifizieren musste – bis zu dem Punkt, dass seine unglücklichen Herausgeber das gleiche Werk verwechselten – so präsentierte er sich selten im gleichen Gemüts- und Gefühlszustand: es kam deshalb selten vor, dass er die gleiche Komposition identisch spielte.“

Chopin unterrichtete zwar vorwiegend Schülerinnen und Schüler, die aus Kreisen des wohlhabenden Adels kamen, achtete aber auch bei der Auswahl auf deren Talent. Nur wenige von Chopins Schülern wurden später Konzertpianisten. Einer seiner vielversprechendsten Schüler, Carl Filtsch (1830–1845), starb schon als Jugendlicher. Erfolgreich wurde Marie Moke-Pleyel, die – fast gleichaltrig – zwar nicht direkt als Chopins Schülerin gelten kann, aber als intime Kennerin seiner Musik, und die noch in hohem Alter als Professorin am Königlichen Konservatorium Brüssel lehrte.
Chopin lehrte seine Schüler seine sehr persönliche Auffassung von Musik. Die folgende Aussage, Jean-Jacques Eigeldinger nennt sie eine „profession de foi esthétique“ (deutsch: ästhetisches Glaubensbekenntnis), machte Chopin anlässlich eines Gespräches über ein Konzert, das Liszt am 20. April 1840 bei Érard gab.

« La dernière chose, c’est la simplicité. Après avoir épuisé toutes les difficultés, après avoir joué une immense quantité de notes et de notes, c’est la simplicité qui sort avec tout son charme comme le dernier sceau de l’art. Quiconque veut arriver de suite à cela n’y parviendra jamais; on ne peut commencer par la fin. Il faut avoir étudié beaucoup, même immensément pour atteindre ce but; ce n’est pas une chose facile. »

„Das Letzte ist die Einfachheit. Nachdem alle Schwierigkeiten ausgeschöpft sind, eine immense Menge an Noten gespielt worden ist, ist es die Einfachheit, die mit ihrem Charme hervorkommt, wie das letzte Siegel der Kunst. Jeder, der dies sofort erreichen will, wird niemals Erfolg haben; man kann nicht mit dem Ende beginnen. Man muss viel studiert haben, sogar ungeheuer viel, um dieses Ziel zu erreichen; das ist keine leichte Sache.“

Skizzen zu einer Klavierschule
Chopin hinterließ nur Skizzen zu einer Klavierschule, die erst spät veröffentlicht wurden, zuerst von Alfred Cortot (1877–1962) und in jüngster Zeit von Jean-Jacques Eigeldinger, der auch in seinem Werk Chopin vu par ses élèves (deutsch Chopin aus Sicht seiner Schüler) alle die mit diesem Thema zusammenhängenden Probleme behandelt.

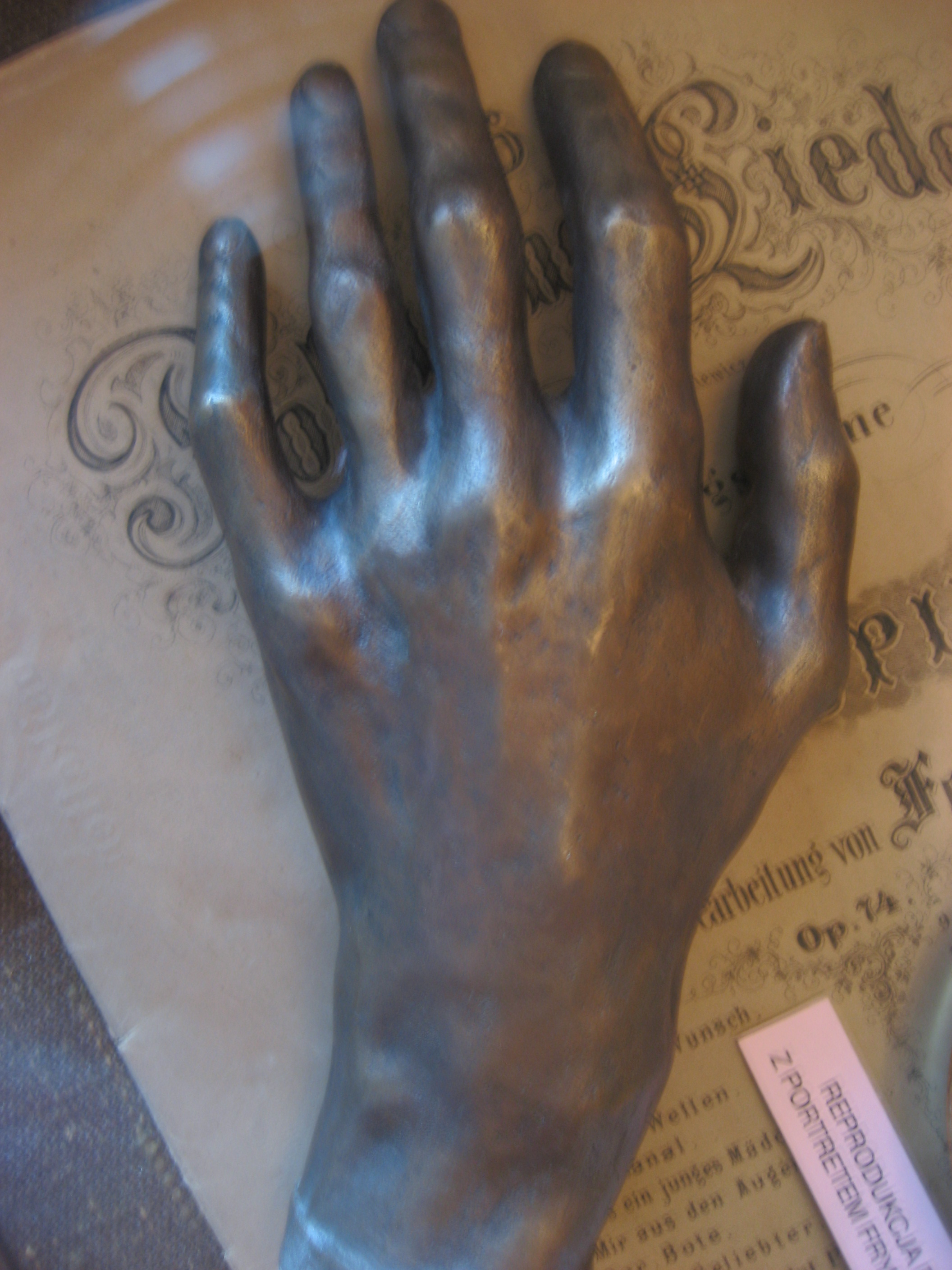
Abguss von Chopins linker Hand, post mortem; Polenmuseum Rapperswil (Schweiz).

Grundhaltung der Hände nach Chopin. (Die spiegelbildlich angeordnete Position der linken Hand wird bei Chopin nicht erwähnt).

Chopin bestand auf einem nach zeitgenössischen Maßstäben niedrigen Klavierstuhl, sodass sich die Ellbogen auf gleicher Höhe mit den weißen Tasten befanden. Der Pianist sollte alle Tasten an den beiden Enden der Klaviatur erreichen können, ohne sich zur Seite zu beugen oder seine Ellbogen bewegen zu müssen. Bei der Ausgangslage der Finger liegt der Daumen der rechten Hand auf „e“, der zweite Finger auf „fis“, der dritte auf „gis“, der vierte auf „ais“ (=„b“) und der fünfte Finger auf „h“. Die Finger wurden bei ruhig und unverkrampft gehaltener Hand aus der Grundposition heraus trainiert.
Oft gebrauchte er die Wendung „dire un morceau de musique“ (französisch „ein Musikstück aufsagen“), ganz im Sinne des barocken Konzeptes der „Klangrede“ der historischen Aufführungspraxis nach Nikolaus Harnoncourt. Voraussetzung dafür war Chopins unkonventionelle Schulung der Finger. Chopin versuchte nicht, wie auch heute vielfach noch üblich, durch Übungen die naturgegebene Ungleichheit der Finger zu beheben, sondern jeder Finger sollte gemäß seiner Eigenheit eingesetzt werden. So schätzte er den Daumen als „stärksten und freiesten Finger“, den Zeigefinger als „wichtigste Stütze“, den Mittelfinger als „großen Sänger“ und den Ringfinger als „seinen schlimmsten Feind“.
Die für einen angemessenen Anschlag notwendige unverkrampfte Handhaltung erklärt Chopins Vorliebe für schwarze Tasten. Sie ermöglicht den längeren Mittelfingern eine angenehme Position als Voraussetzung für ein ebenso virtuoses wie expressives Spiel.
Beim Spiel solle die emotionale Beteiligung in die Interpretation einfließen. Chopin war gegen jegliche Manierismen und pathetische Bewegungen. Ein Pianist solle nicht sich und seine Gefühle den Zuhörern präsentieren und sich damit in den Vordergrund stellen, sondern das Werk. Ebenso lehnte er das auf große und laute Show-Effekte zielende Bühnengeschehen nach Art Niccolò Paganinis und Franz Liszts für sich selbst ab.
Chopin empfahl, ganz im Einklang mit den zeitgenössischen Klavierschulen (Czerny, Hummel, Kalkbrenner) seinen Schülern, die Finger frei und leicht fallen zu lassen, und die Hände in der Luft und ohne Schwere zu halten. Elisabeth Caland wird dies später den „federleichten Arm“ nennen. Beim Spiel der Tonleitern und Übungen sollte zur Erzielung der Gleichmäßigkeit der Akzent auf verschiedene Töne verlagert werden. Hier war Chopin Vorläufer späterer Übepraktiken, zum Beispiel der Klavierpädagogik Alfred Cortots, wo die rhythmischen Varianten bei der Überwindung technischer Probleme empfohlen werden. Chopin gebrauchte oft den Begriff „souplesse“ (französisch „Geschmeidigkeit“). Sie war die Grundlage eines physiologisch richtigen Klavierspiels. Auch hier fußt die moderne Klavierpädagogik auf Chopins Anschauung, indem sie bei der Prävention von Spielschäden Geschmeidigkeit und Unverkrampftheit fordert. Ebenso regte er seine Schüler an, die Stücke zu singen, und empfahl den Besuch der Oper, um sich vom italienischen Belcanto inspirieren zu lassen. Die Übezeit sollte drei Stunden am Tag nicht überschreiten, wobei dem Klavierwerk J. S. Bachs eine besondere Bedeutung zukommen sollte.

#### Probleme der Aufführungspraxis
Im Gegensatz zur Chopininterpretation des ausgehenden neunzehnten und der 1. Hälfte des 20. Jahrhunderts, die weitgehend von der Intuition und dem persönlichen musikalischen Geschmack der Interpreten abhing, hat man sich gleichzeitig mit der Erarbeitung von zuverlässigen Urtexten auch bemüht, grundlegende Elemente der Aufführungspraxis auf eine wissenschaftliche Grundlage zu stellen. Durch das Erforschen der historischen und soziokulturellen Gegebenheiten ist so auch die Aufführungspraxis objektiver geworden, zumal auch die Kenntnis der alten Instrumente, ihres Baues, ihrer Spielart und ihres von den heutigen Instrumenten verschiedenen Klanges, mit einbezogen wird.
Zur stilgemäßen Darstellung der Kompositionen Chopins ist die Kenntnis der barocken Tradition, auf die sich Chopin beruft, notwendig. So sind Elemente der Improvisation mit der Praxis des Auszierens und der Varianten Rückgriffe auf alte Formen des Musizierens beziehungsweise deren Fortführung. Dies gilt auch für den wichtigen Bereich des Belcanto mit dem zentralen Begriff des Rubato.
Tempo rubato

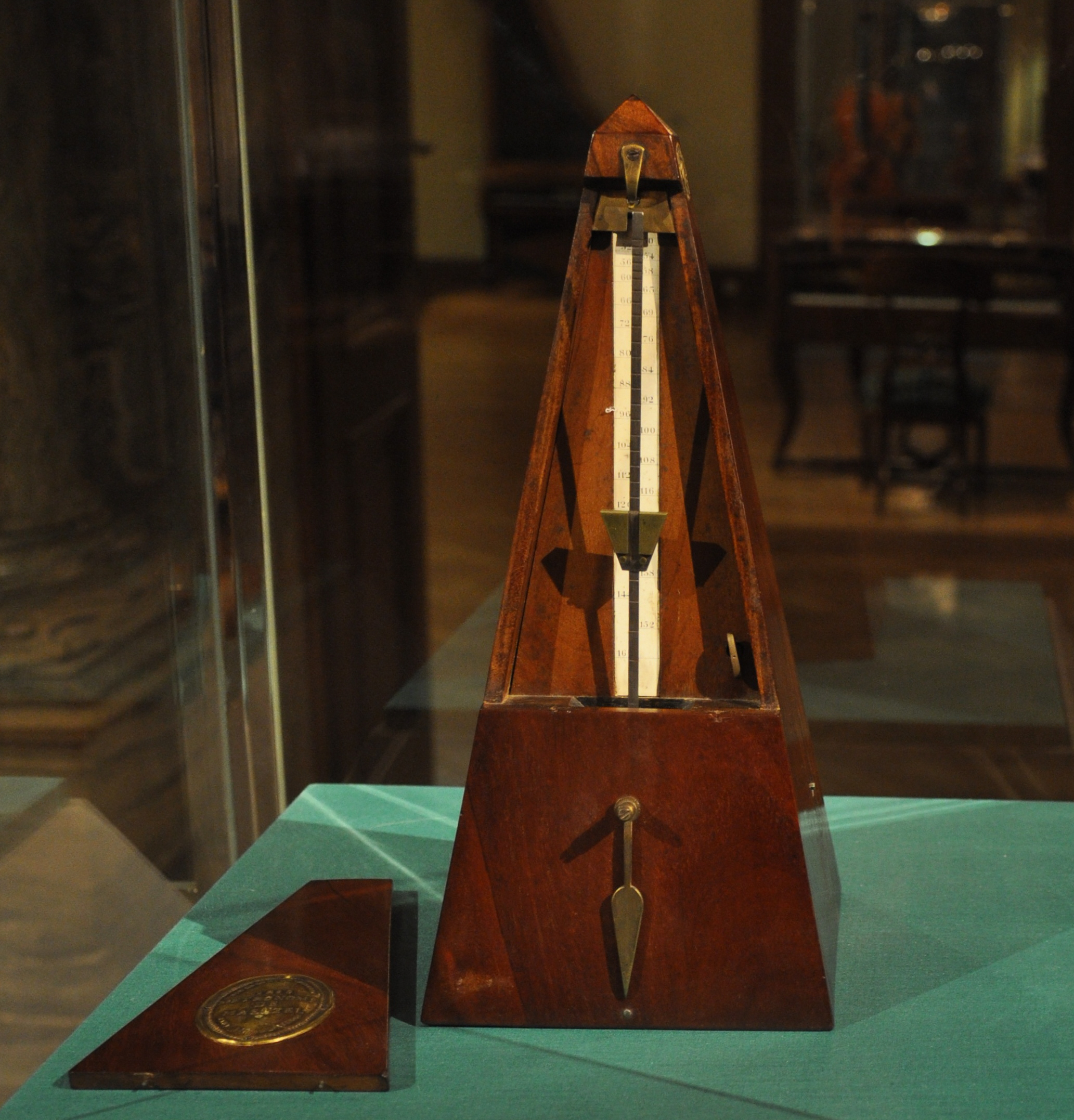
Metronom von Johann Nepomuk Mälzel, Paris 1815; Kunsthistorisches Museum, Wien

Um das tempo rubato (italienisch „geraubte Zeit“), meist abgekürzt rubato zu erklären, sagte Chopin, dass die linke Hand der maître de chapelle (französisch „Kapellmeister“) sei, während die rechte Hand ad libitum (lateinisch für „nach Belieben“) spielen dürfe. Dieses von Chopin oft gebrauchte Bild ist in verschiedenen Varianten überliefert. Er meinte damit das seit dem 17./18. Jahrhundert auch von Mozart beschriebene, sogenannte gebundene rubato: „die Modifizierung einzelner Notenwerte bei gleichbleibender Grundbewegung der Begleitung.“ Um dies zu gewährleisten, stand auf Chopins Klavier immer ein Metronom bereit. Die andere Form des rubato, das sogenannte freie rubato ist eine Veränderung des Tempos im Ganzen (Melodie und Begleitung zusammen) und wird bei Chopin durch die Bezeichnungen ritardando (allmähliche Verlangsamung des Tempos) und rallentando (Nachlassen des Tempos) angezeigt. Carl Czerny beschreibt es in seiner Pianoforte-Schule op. 500 (1838) als ein bewusstes Langsamerwerden und Beschleunigen in beiden Händen. Wenn das Rubato übertrieben wird, besteht die Gefahr, dass die Spielweise unnatürlich wirkt und ins Kitschige oder Sentimentale abgleitet. Dies gilt allgemein auch für die Behandlung der Dynamik (Veränderung der Lautstärke) und Agogik (Veränderung des Tempos).

„Był wielkim nieprzyjacielem tempo rubato. Jego ulubioną formą była równość akompaniamentu przy swobodzie partii śpiewu prowadzącej, a więc niby tempo rubato, ale tylko w jednej ręce. (…) Lekcje jego były bardzo poetyckie.”

„Er war ein großer Feind des tempo rubato. Seine Lieblingsform war die Gleichmäßigkeit der Begleitung bei Freiheit des führenden Gesangsteils, also war es wie Rubato, aber nur in einer Hand. […] Seine Lektionen waren sehr poetisch.“

„Chopin, wie es Mme Camille Dubois so schön sagte, verlangte oft, dass die Begleitpartie der linken Hand streng im Takt gespielt werden sollte, während sich die Gesangspartie Freiheit des Ausdrucks durch Tempomodifikation leistete. Das ist durchaus möglich: Man eilt voraus, man kommt mit Verzögerung – die beiden Hände sind nicht ‚en valeur‘ [etwa: im gleichen Zeitmaß]. Im Ganzen aber kompensieren die beiden Bewegungen einander.“

 Notation und Ornamentik

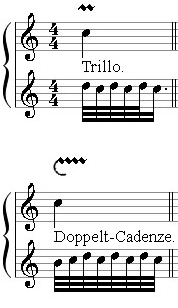
Zwei Verzierungen aus Bachs Verzierungstabelle wie sie auch bei Chopin vorkommen.
Obiges Bild: Triller mit Beginn auf dem Schlag mit der oberen Nebennote.
Unteres Bild: Triller (mit Vorschlag) von unten.

In der Praxis werden die Verzierungen in Chopins Klavierwerken häufig falsch ausgeführt, weil die Zeichen falsch interpretiert werden. Zahlreiche handschriftliche Eintragungen in die Exemplare seiner Schüler, die früheren Pianistengenerationen nicht zur Verfügung standen, haben geholfen, Chopins Intentionen zu verstehen. Bei einigen Verzierungen lehnt sich Chopin an die barocke Tradition an. Es gibt bei Chopin im Wesentlichen folgende Verzierungen:
- der Vorschlag (Appoggiatura, ein- oder mehrtönig): die Ausführung ist volltaktig, das heißt, der Vorschlag wird auf dem Schlag gespielt, die Hauptnote unmittelbar danach.
- der Triller: er beginnt bei Chopin wie in der Barockzeit in der Regel mit der oberen Nebennote. Er beginnt mit der Hauptnote am Anfang eines Stückes wie zum Beispiel in der Etüde F-Dur Opus 10 Nr. 8 oder im Walzer As-Dur Opus 42. Steht vor dem Triller ein Vorschlag mit der gleichen Note wie der Trillerbeginn, so soll der Triller mit dieser Note beginnen, nicht mit der oberen Nebennote. Die Note wird also nicht zweimal gespielt.
- der Triller mit Vorschlag von unten (auch „Triller von unten“ genannt). Er entspricht der aus der Barockmusik bekannten Verzierung. Bach nennt ihn „doppelt-cadence“, oder bei Vorhandenseins eines Nachschlags, „doppelt-cadence und mordant“.

- der Pralltriller: er beginnt wie in der Klassik mit der Hauptnote auf dem Schlag. Manchmal bezeichnet Chopin den Pralltriller mit dem Zeichen „tr“ oder er schreibt ihn aus.
- der Doppelschlag (Gruppetto) Start mit der oberen Nebennote. Notiert durch ein .

Bei einem Arpeggio verband Chopin manchmal den Beginn mittels einer gestrichelten Linie zur Note des anderen Systems (der anderen Hand), um so den Einsatz auf den Schlag zu markieren.
Varianten
Beim Spiel seiner eigenen Stücke war Chopin streng. Er erlaubte anderen normalerweise keine Abweichung von seinem Notensatz. Es ist jedoch bekannt (Beispiele: Nocturne Opus 9 Nr. 2, Berceuse Opus 57), dass Chopin seinen Schülern erlaubte, Varianten in seiner Musik zu spielen. Als der junge Norweger Thomas Tellefsen seine Variante 1840 spielte, hatte Chopin nichts dagegen einzuwenden. Chopin lehnte es ab, dass seine persönliche Art des Spiels nachgeahmt wurde. Er versuchte vielmehr bei seinen Schülern stets den Sinn für eine mitschöpferische Interpretation zu wecken. „Legen Sie doch Ihre ganze Seele hinein“, lautete eine seiner häufigsten Unterrichtsanweisungen, wobei er Wert darauf legte, dass seine Schüler zuvor eine formale Analyse der Komposition vollzogen.
Pedalgebrauch
In der Geschichte der Klaviermusik gab es keinen Komponisten, der dem Pedalgebrauch so viel Aufmerksamkeit gewidmet hat wie Chopin und viele seiner Werke genau mit Pedalzeichen versehen hat. Die Sorgfalt, mit der Chopin vorging, zeigt, dass das Pedal für ihn ein wesentliches Element der Klanggestaltung war. „Das rechte Klavierpedal [aber] war für ihn integrierender Teil der Interpretation.“ Dieses Thema wird heute weder in der Literatur über aufführungspraktische Fragen des Chopinspiels, noch im Unterricht ausreichend behandelt. Der Beginn des Einsatzes des Forte-Pedals wird durch  und das Ende durch  (Pedalaufhebungszeichen) notiert. Es gibt bei Chopin kein eigenes Symbol für den
Pedalwechsel.
Chopins Pedalisierung dient als wichtiger Hinweis für die klangliche Gestaltung des Werkes. Nicht ein dichter, durch ständiges „Nachtreten“ gewährleisteter, lückenloser Pedalgebrauch schwebte Chopin vor, sondern ein punktueller, harmonie- und taktbezogener Pedaleinsatz. Im Gegensatz zur starken Wirkung der Dämpfer des heutigen Klaviers, bei dem der Ton nach Loslassen der Taste oder des Pedals vollständig abgedämpft wird, hatten die Töne des Klaviers der Chopinzeit wegen der kleineren Dämpfer einen Nachklang von etwa einer halben Sekunde. Deshalb kam es beim Aufheben des Pedals vor der neuen Harmonie nicht zu einer störenden größeren klanglichen Lücke, was dem chopinschen Ideal des gebundenen, gesanglichen Spiels im Sinne des Belcanto entgegenkam. Aus Chopins Pedalisierung geht auch hervor, dass er in manchen Fällen Mischklänge beabsichtigte, die auch auf dem damaligen Klavier Mischklänge waren und nicht mit dem Argument vermieden werden dürfen, das Klavier habe sich seit der Chopinzeit stark verändert. In dieser Hinsicht verstoßen Herausgeber einiger Chopinausgaben, die die klangliche Sauberkeit in den Vordergrund stellen, manchmal gegen die Absicht des Komponisten. Trotzdem darf nicht vergessen werden, dass sich Chopins Pedalangaben auf ein Instrument beziehen, das sich vom heutigen Klavier, zumal in klanglicher Hinsicht, sehr unterscheidet und die Originalangaben in manchen Fällen den heutigen Gegebenheiten angepasst werden müssen. Das bedeutet für die Praxis, dass wegen der größeren Klangfülle des modernen Flügels für manche Stellen ein häufigerer Pedalwechsel oder auch die Verwendung des Halbpedals angezeigt sind, um ein völliges Verschwimmen des Klanges zu vermeiden. Wiederholungen hat Chopin oft nicht erneut pedalisiert. Wenn ganze Passagen unbezeichnet bleiben, muss das nicht heißen, dass das Pedal nicht verwendet werden soll.
Viele moderne Pianisten ignorieren die oft subtilen und präzisen Pedalangaben Chopins oder halten sie für nicht verbindlich. Chopin sagte seinen Schülern: „die richtige Anwendung desselben [des Pedals] bleibt ein Studium für das Leben.“. Die Klaviere um 1846 waren weniger resonant und der Spieler konnte das Pedal für eine ganze Phrase gedrückt halten, um der Musik einen schwebenden Klang zu geben. Dies hat sich durch den modernen Klavierbau verändert. Im Jahr 1844 wurde auf der Pariser Ausstellung ein neues Pedal von Xavier Boisselot (1811–1893) vorgestellt, das im Gegensatz zum „rechten Pedal“ nicht alle Dämpfer abhebt. Dieses Pedal wurde „Sostenuto-Pedal“ (italienisch „gehalten“) oder Tonhaltepedal genannt und ermöglicht es, ausgewählte Töne (meistens als Orgelpunkte im Bass) zu halten, während andere davon unbeeinflusst bleiben. Im Klavierwerk Chopins spielt dieses Pedal keine Rolle. Chopin setzte auch das „Una-corda-Pedal“ (italienisch „eine Saite“), das sogenannte „linke Pedal“, ein, ohne es jedoch in seinen Manuskripten anzugeben.
Chopins Technik des Klavierspiels und Klavierbau
Vor seiner Pariser Zeit kannte Chopin nur Flügel mit der „Wiener Mechanik“ (Prellzungenmechanik) und der entsprechenden leichten Spielart. Die Flügel, die er in Paris antraf, hatten die „englische“ Stoßzungenmechanik, die im Prinzip der Mechanik Bartolomeo Cristoforis (1655–1731) entsprach und seit den Anfängen des Klavierbaus im Einsatz war. Die Flügel von Pleyel schätzte Chopin wegen ihrer leichtgängigen Mechanik. Sie kamen mit ihrem, wie Liszt es ausdrückte, „silbrigen, ein wenig verschleierten Ton“ seinem Ideal am nächsten.

« Quand je suis mal disposé, disait un jour Chopin, je joue sur un piano d’Érard et j’y trouve facilement un ton tout fait. Mais quand je me sens en verve et assez fort pour trouver mon propre son à moi, il me faut un piano de Pleyel. »

„Wenn ich schlecht disponiert bin, sagte Chopin eines Tages, spiele ich auf einem Klavier von Érard, weil ich dort einen vorgefertigten Ton vorfinde. Aber wenn ich mich lebendig und stark genug fühle, um meinen eigenen Ton zu finden, brauche ich ein Klavier von Pleyel.“

Ein entscheidender Fortschritt im Klavierbau war die Erfindung und Entwicklung einer Repetitionsmechanik mit doppelter Auslösung (à double échappement französisch „mit doppelter Auslösung“) durch Sébastien Érard ab 1808, die sein Neffe Pierre Érard im Jahr 1821 in England patentieren ließ (Patent Nr. 4631). Sie ermöglichte ein schnelles Repetieren (wiederholtes Anschlagen) von Tönen auch im forte () (deutsch laut, stark). Diese Erfindung, die für die Weiterentwicklung des Klavierspiels von großer Bedeutung werden sollte, war für das Spiel Chopins unerheblich, weil die schnelle Repetition im mittleren dynamischen Bereich (italienisch mezzoforte () ‚mittellaut‘), den Chopin in seinem Spiel bevorzugte, durch die Mechanik der Flügel von Pleyel gewährleistet war. Im Gegensatz zu Érard, verwendete Pleyel weiterhin die einfache Auslösung des englischen Systems. Es gelang ihm aber durch ständige kleinere Verbesserungen seine Mechanik leichtgänger zu machen als das englische Original. Da die Mechanik von Erard eine größere Spieltiefe zuließ, konnte durch einen stärkeren Anschlag ein stärkerer Klang erzeugt werden, was den Erfordernissen der großen Konzertsäle entgegenkam. Die doppelte Auslösung wurde bei Pleyel erst nach 1863 eingeführt.

#### Instrumente
Als Chopin in Warschau lebte, komponierte und spielte er auf einem Klavier von Buchholtz. Später, als er in Paris lebte, stellte ihm die Firma Pleyel ihre Instrumente zur Verfügung. Chopin bewertete sie als das „Non plus ultra“. In dem Buch, das er über seinen Freund Chopin schrieb, verglich Franz Liszt den Klang von Chopins Pleyel mit einer deutschen Harmonika, deren Konstrukteuren es gelang, „Kristall und Wasser zu vermählen“. Während seines Englandaufenthaltes 1848 standen Chopin in seiner vorübergehenden Wohnung in London (48 Dover Street, Picadilly) drei Klaviere zur Verfügung, die er in seinen Briefen erwähnt: „[…] ich habe einen großen Salon mit drei Klavieren – ein Pleyel, ein Broadwood, ein Erard.“
Im Jahr 2018 wurde Paul McNultys Kopie eines Buchholtz-Flügels am Teatr Wielki (polnisch „Großes Theater“) in Warschau erstmals öffentlich bespielt. Auf dieser Kopie wurde während des vom Warschauer Chopin Institut organisierten 1. Internationalen Chopin-Wettbewerb auf historischen Instrumenten gespielt.

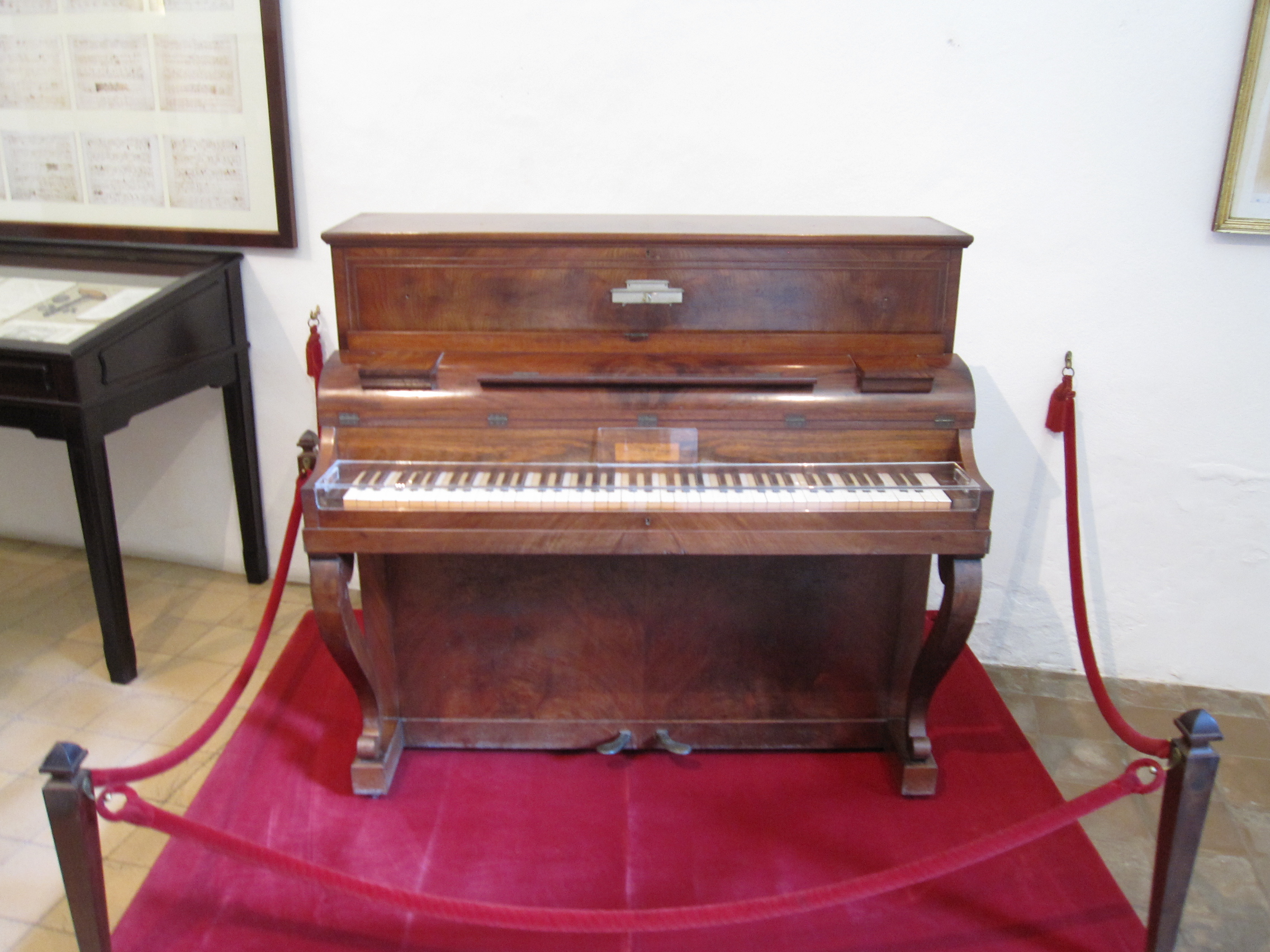
Pianino Pleyel Nr. 6668, heute in der Kartause von Valldemossa, Zelle 4.
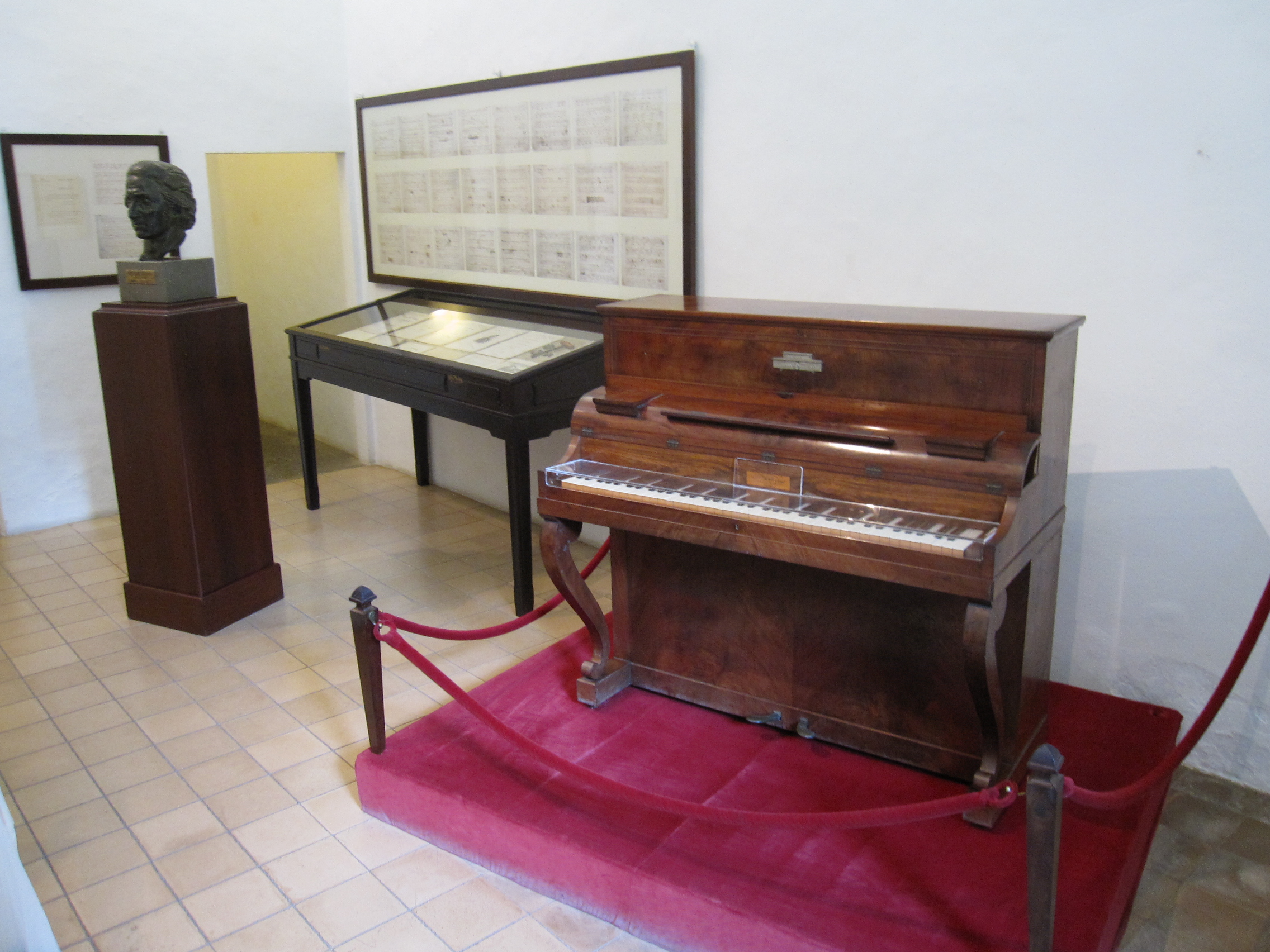
Zelle Nr. 4 im Kartäuserkloster in Valldemossa, Mallorca. Auf dem Pleyel-Klavier (Nr. 6668)[A 29] erklang das Regentropfen-Prélude zum ersten Mal.
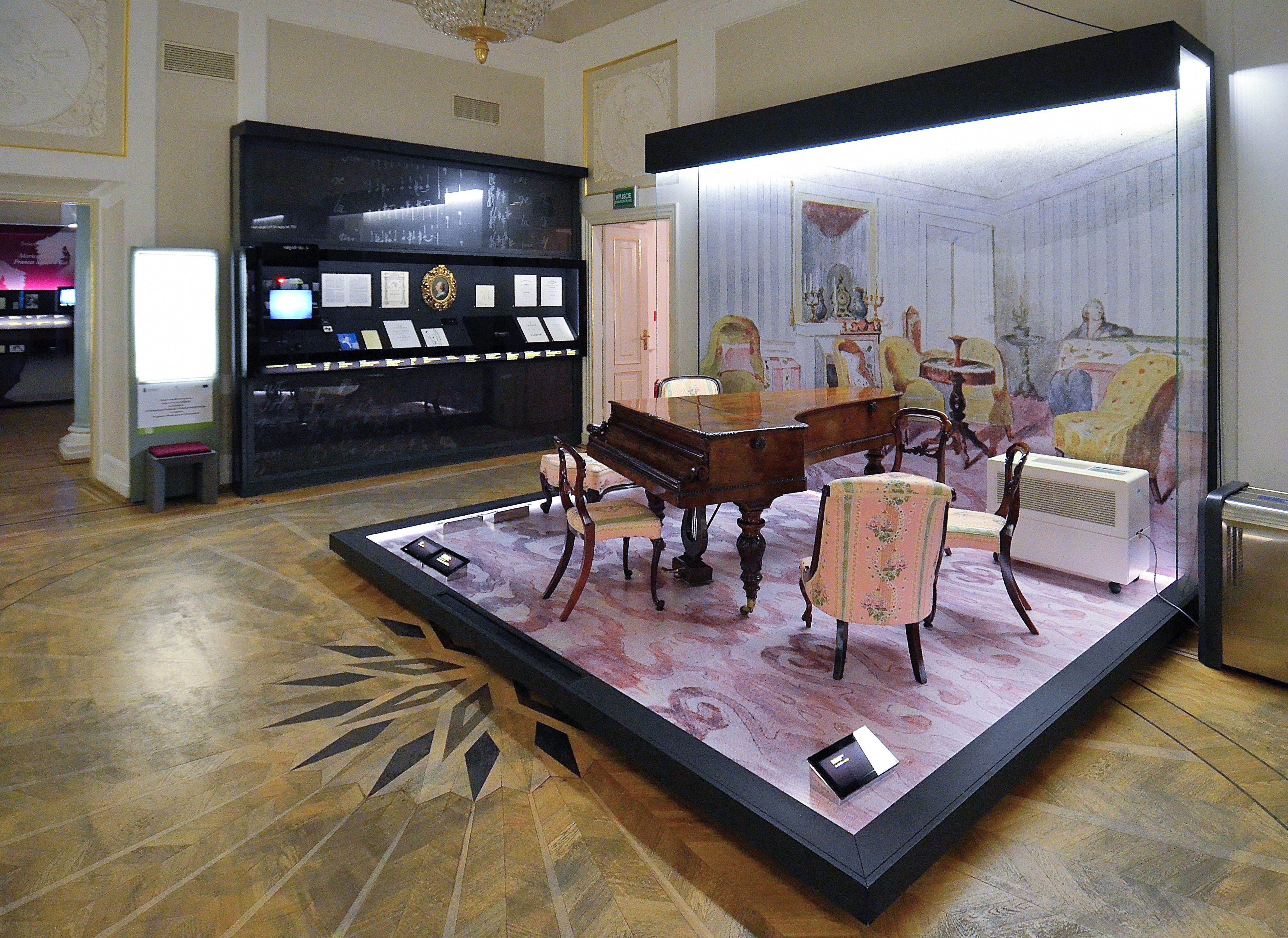
Der letzte Pleyel-Flügel (Nr. 14810), auf dem Chopin ab November 1848 bis zu seinem Tod spielte und komponierte (Frédéric-Chopin-Museum Warschau).
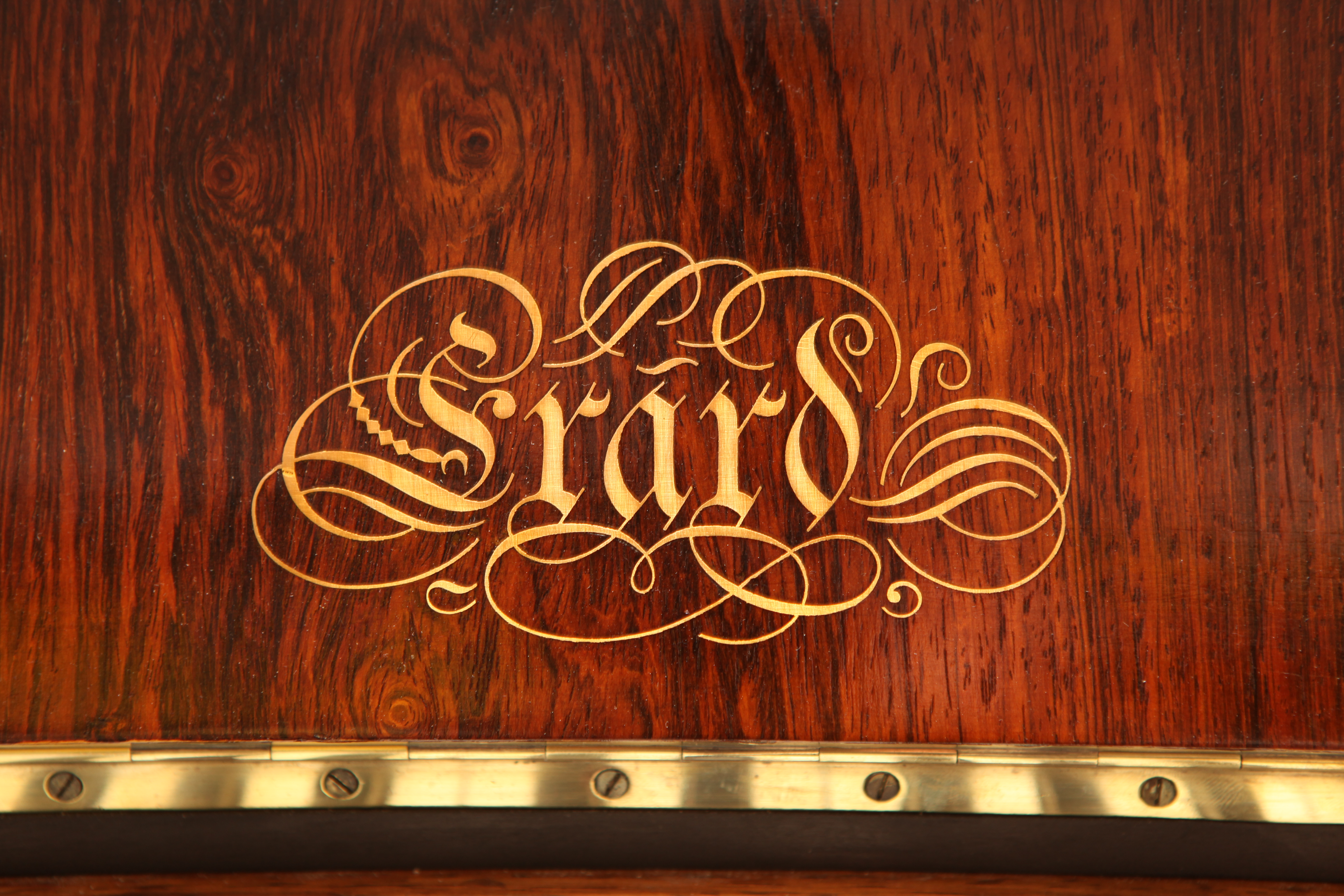
Insignum vom Érard
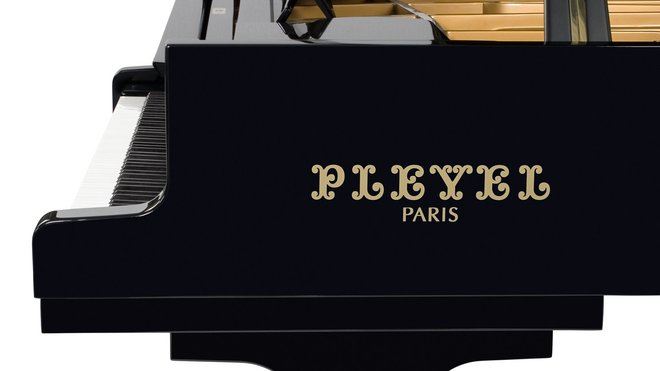
Insignum von Pleyel
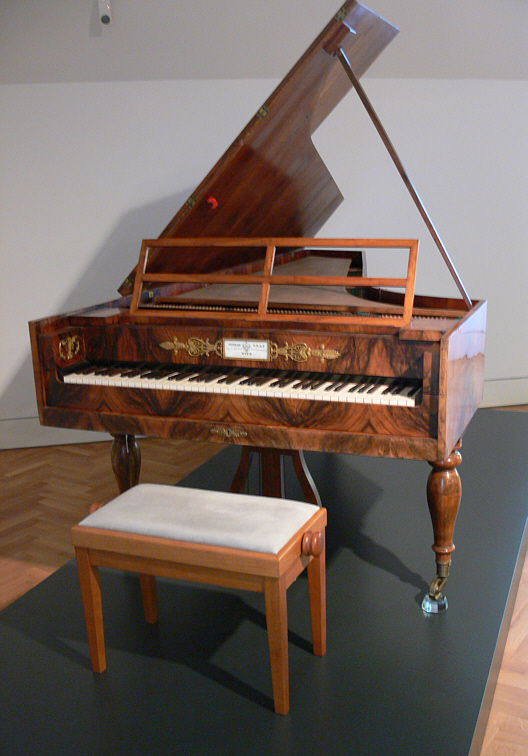
Hammerflügel von Conrad Graf, Reiss-Engelhorn-Museen, Mannheim

## Rezeption

### Kritik an Chopin
François-Joseph Fétis schrieb über Chopins Pariser Début in der Revue Musical vom 3. März 1832 eine im Grundton begeisterte Rezension, in der er – neben beträchtlichem Lob – auch nicht mit Kritik an Chopins eigener Wiedergabe seines e-Moll Klavierkonzerts sparte.
In Deutschland griff der Berliner Kritiker Ludwig Rellstab Chopins Werke, besonders die Mazurken, Nocturnes und Etüden mit der ihm eigenen Aggressivität an. Die Variationen über Là ci darem la mano brandmarkte er als „slawischen Vandalismus“. Nach der Veröffentlichung der Mazurken Opus 7 schrieb Rellstab in seiner Zeitschrift Iris vom 12. Juli 1833 eine vernichtende Kritik. Aber auch Felix Mendelssohn Bartholdy, sonst ein Bewunderer der Kunst Chopins, fand die Mazurken unerträglich manieriert.
Hector Berlioz bemängelte, dass sich bei Chopin das ganze Interesse auf den Klavierpart konzentriere und das Orchester in seinen Klavierkonzerten lediglich eine fast überflüssige Begleitung darstelle. Als Chopin im Wiener Theater am Kärntnertor gastierte, wurde das Ungleichgewicht zwischen Klavier und Orchester auch optisch deutlich. Die Bühne war allein für den Solisten reserviert, das Orchester spielte – wie bei einer Opernaufführung – unten im Orchestergraben
Kritik am Pianisten
Chopin wurde auch als Pianist kritisiert. Weil sich sein Spiel vorwiegend im unteren und mittleren Bereich der Dynamik bewegte, warfen ihm Zeitgenossen, die ihn in einem seiner wenigen Konzerte in größeren Sälen erlebt hatten vor, er würde zu leise spielen. Chopin trat meistens vor einer kleineren Zuhörerschaft in den Salons auf. Sein mehr zurückhaltendes, aber nuancenreiches, dem emotionalen Gehalt der Musik nachspürendes Spiel, stand im Gegensatz zu dem auf äußere Wirkung angelegten Spiel anderer Künstler, wie zum Beispiel Liszt, der die Effekte, die Paganini auf der Geige erzielte, auf das Klavier übertrug. Chopin versagte diesen Künstlern nicht seine Bewunderung, ging aber seinen eigenen Weg des verinnerlichten, auf Effekte verzichtenden Spiels.
Chopin spielte nicht gern vor einem großen anonymen Publikum, das ihn ängstigte. Er befürchtete, dass die breite Masse – im Gegensatz zum aufgeschlossenen Publikum in den Salons – seine Musik verurteilen würde. Hinzu kommt, dass zu seiner Zeit die Konzertflügel noch nicht die Klangfülle moderner Instrumente hatten und den Pianisten, um gehört zu werden, zu einem Spiel zwangen, das seinem Naturell und auch dem Geist des dargestellten Werkes (wie etwa der Berceuse) widersprach. In den achtzehn Jahren seiner Pariser Zeit trat Chopin nur sechzehnmal öffentlich auf.
Kritik am Klavierpädagogen
Normalerweise war Chopin sehr beherrscht. Bei weniger begabten Schülern konnte er aber auch einen Wutausbruch haben, bei dem auch ein Stuhl zu Bruch gehen konnte oder er mit den Füßen zu trampeln anfing. Solche Unterrichtsstunden nannte seine Schülerin Zofia Rosengardt (1824–1868), die heimlich in Chopin verliebt war, „leçons orageuses“ (deutsch stürmische Lektionen). Später war Chopin ihr Trauzeuge bei ihrer Eheschließung mit Józef Bohdan Zaleski (1802–1886). Zofia nahm ab November 1843 regelmäßig wöchentlichen Klavierunterricht. Sie beschreibt in ihrem Tagebuch die Persönlichkeit und das Verhalten ihres Lehrers in alltäglichen Situationen aus der Perspektive einer Schülerin gegenüber dem von ihr verehrten Meister. Indem sie ein farbenfrohes Porträt von Chopin nachzeichnet, bringt sie seine Sensibilität und auch seine Stimmungsschwankungen und sein stürmisches Temperament zum Ausdruck.
Aspekte des Chopin-Spiels
Nach Chopins Tod begann das Ringen um die Bewahrung des stilechten Umgangs mit seinem Werk. Besonders seine Schüler und Enkelschüler, aber auch sonstige Klavierpädagogen, Pianisten und Liebhaber widmeten sich dieser Aufgabe. Verfälschungen und Missverständnisse blieben nicht aus.

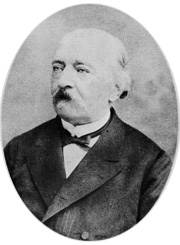
Karol von Mikuli, Schüler Chopins 1844–1848

Karol Mikuli (1819–1897) war von 1844 bis 1847 Schüler Chopins und genoss das besondere Vertrauen seines Lehrers. Die im Unterricht verwendeten Erstausgaben von Chopins Klavierwerken wurden vom Lehrer, wo nötig, korrigiert und teilweise mit Anmerkungen (zum Beispiel Fingersätzen, Hinweisen zur Ausführung von Verzierungen) versehen. Sie dienten Mikuli als Grundlage seiner 1879 veröffentlichten Chopinausgabe. Mikuli ist der Gründer der sogenannten Lemberger Klavierschule. Er galt als absolute Autorität in allen Fragen, die das Klavierwerk Chopins und seine Interpretation betrafen. Bei seinen Schülern verwarf er jegliche rhythmische Nachlässigkeit, die sich hinter einem falsch verstandenen Begriff des Rubato versteckte, und legte in der Tradition seines Lehrers großen Wert auf ein kantables (italienisch gesanglich, liedhaft) Spiel, das einen harten, „klopfenden“ Ton ausschloss. Härte und Grobheit im Spiel wurden nicht geduldet. Nach Mikulis Worten „sang in Chopins Spiel die musikalische Phrase mit solcher Klarheit, dass jede Note zur Silbe wurde, jeder Takt zum Wort, jede Phrase zum Gedanken, eine Sprache ohne Schwulst, einfach und gleichmäßig“. Die wichtigsten Eigenheiten von Chopins Spiel und Bemerkungen, die die stilechte Interpretation seiner Werke betreffen, hat Mikuli im Vorwort seiner Chopin-Ausgabe dargelegt. Sie sind bis heute Richtschnur besonders der polnischen Tradition des Chopin-Spiels.
Bronisław von Poźniak, der ganz in der Lemberger Chopintradition stand, verfasste seine Schriften zum Klavier- beziehungsweise spezifisch zum Chopin-Spiel in der ersten Hälfte des 20. Jahrhunderts. Er betont die Wichtigkeit der Entspannung und das Vermeiden unnötiger Bewegungen. Poźniak sieht sich als Bewahrer der Tradition des polnischen Chopin-Spiels, wie es von Karol von Mikuli in Lwiw (Lemberg) gelehrt wurde.
Poźniak wendet sich gegen die übermäßige Betonung der technischen Seite des Klavierwerks Chopins, wie sie vor allem in den übertriebenen Tempi mancher Chopin-Interpreten zum Ausdruck kommt. Dieses Zurschaustellen der technischen Fertigkeiten, wie es besonders bei der Interpretation der Etüden beobachtet wird, sei eine Verfälschung des Geistes der Chopinschen Musik, die sich nach Poźniak durch Noblesse, Poesie, Natürlichkeit, Fehlen jeglicher Sentimentalität und tief empfundener Liebe und Verbundenheit zur polnischen Heimat und dem polnischen Volk auszeichnet.

## Editionen der Werke Chopins

### Historische Ausgaben (Auswahl)
Eine Dokumentation der historischen Ausgaben findet sich im Werkkatalog von Józef Michał Chomiński und Teresa Dalila Turlo.
Mikuli-Ausgabe:269

Drei Förderinnen Chopins: Eliza Radziwiłłówna, Izabela Czartoryska, Delfina Potocka

- Fr. Chopins Pianoforte-Werke revidiert und mit Fingersatz versehen (zum grössten Theil nach des Autors Notirungen) (sic) von Carl Mikuli. Fr. Kistner, Leipzig 1879.

Die ursprünglich in 17 Bänden im Januar 1880 herausgekommene Ausgabe wurde später teilweise von anderen Verlagen in Einzelausgaben nachgedruckt (G. Schirmer, Hansen u. a.). Die Autorität der Mikuli-Ausgabe beruht auf den Erfahrungen des mehrjährigen Studiums (1844–1848) des Herausgebers bei Chopin in Paris. Er benutzte als Grundlage die vom Komponisten eigenhändig in Mikulis Unterricht mit Anmerkungen versehenen französischen Erstausgaben, auch Exemplare in die Mikuli während des Unterrichts anderer Schüler Chopins Bemerkungen eintrug, sowie die von den Schülerinnen Delfina Potocka, Marcelina Czartoryska und Friederike Streicher-Müller in ihren Noten gemachten Eintragungen. Für die Textgestaltung holte er sich Rat bei Camille Dubois-O’Meara, Vera Rubio, Ferdinand Hiller und Auguste Franchomme. Es wurde kritisiert, dass Mikuli die Originalfingersätze Chopins nicht kenntlich machte oder nicht übernahm, weil er den Fingersatz als eine individuelle Angelegenheit des Pianisten betrachtete, die mit den physiologischen Gegebenheiten der Hand, mit seiner Technik und seinem Interpretationsstil zusammenhängt. Das Vorwort ist die genaueste Quelle, die wir über Chopins Unterricht kennen.
Oxford-Ausgabe:273

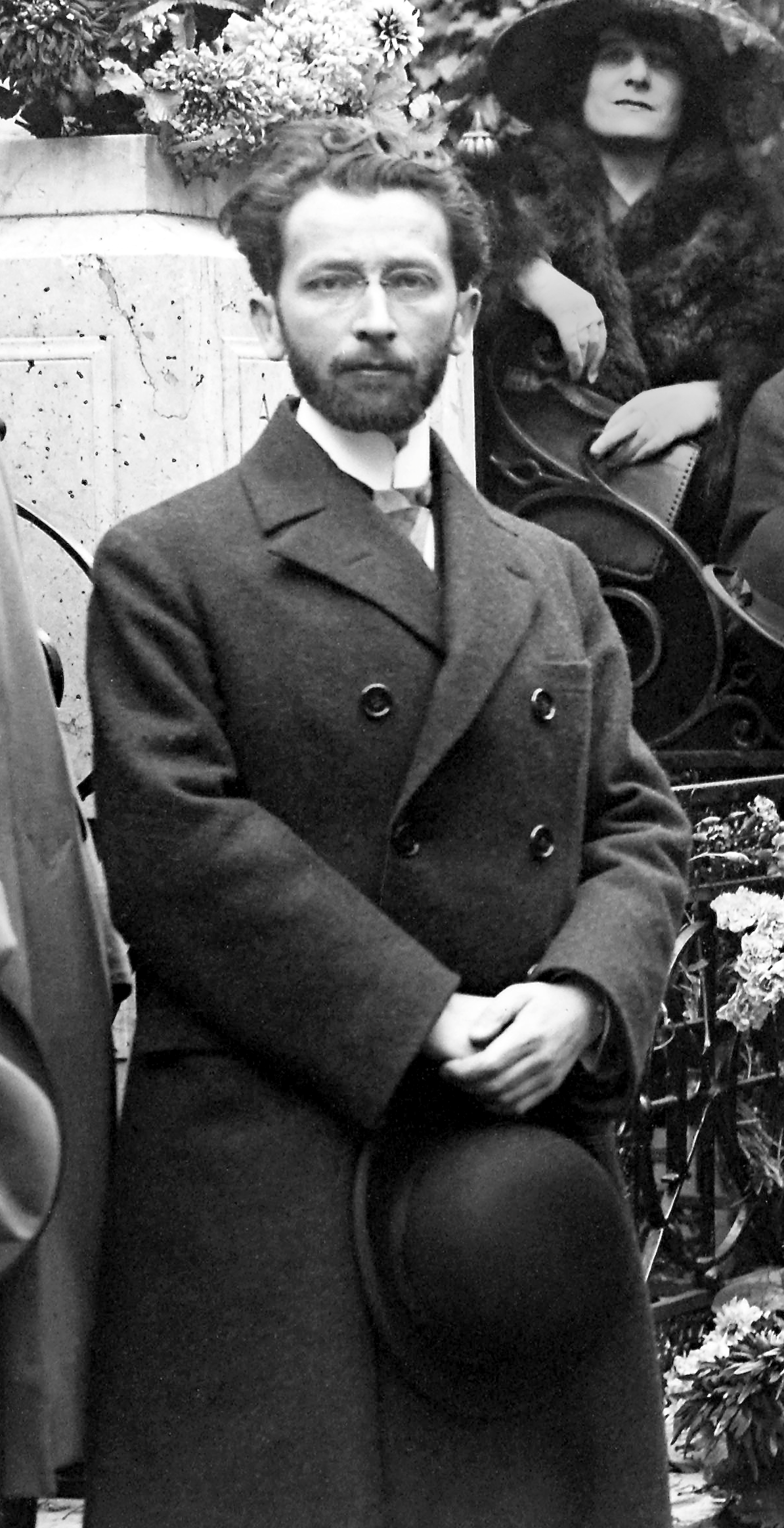
Édouard Ganche 1921, französischer Chopinforscher in der ersten Hälfte des 20. Jahrhunderts

- The Oxford Original Edition of Frédéric Chopin. Edited from the original edition and the manuscripts by Édouard Ganche, président de la Société Frédéric Chopin à Paris. (Publiées d’après l’édition originale et les manuscrits par …). Oxford University Press, London 1932.

Die Ausgabe bezog ihre Autorität aus der Tatsache, dass Edouard Ganche, Autor einiger Werke über Chopin, mit Personen aus dem Umfeld des Schülerkreises Chopins Kontakt hatte und so zu manchen Problemen authentische Auskunft einholen konnte. Der Verlag warb mit dem Satz: L’oeuvre de Chopin comme il l’écrivit (französisch „Das Werk Chopins wie er es schrieb“). Die Ausgabe war ein großer Fortschritt gegenüber den sogenannten instruktiven Ausgaben, die von den willkürlichen und vom persönlichen Geschmack geleiteten Eingriffen in den Originaltext ihrer Herausgeber gekennzeichnet waren. Die Mängel dieser Ausgabe hat Jean-Jacques Eigeldinger aufgezeigt.
Paderewski-Ausgabe:276
- Fryderyk Chopin: Dzieła Wszystkie (polnisch „Sämtliche Werke“). Według autografów i pierwszych wydań z komentarzami krytycznymi (polnisch „Nach den Handschriften und Erstausgaben mit kritischen Kommentaren“). Redakcja Ignacy J. Paderewski. Współudział (polnisch „Mitarbeit“) Ludwik Bronarski i Józef Turczyński. Polskie Wydawnictwo Muzyczne, Krakau, Institut Fryderyka Chopina, Warschau, 1949–1961.

Die Chopin-Ausgabe Paderewskis, eine editorische Pionierleistung, die in verschiedensprachigen Versionen mit Fingersatzbezeichnungen und Kommentaren erschien, hat heute vor allem noch historischen Wert. Sie wurde durch die modernen Urtextausgaben (Henle, PWM, Peters, Wiener Urtext, Bärenreiter) abgelöst.
Cortot-Ausgabe:282
- Alfred Cortot: Édition de Travail des Oeuvres de Chopin (= Édition Nationale de Musique Classique). Édition Salabert, Paris. (Ursprünglich erschienen einige Bände von 1915 bis 1939 in den Êditions Maurice Sénart, Paris. Sie wurden als Teil der „Collection Maurice Senart“ von Salabert übernommen). Die Cortot-Ausgabe ist textlich durch die modernen Urtext-Ausgaben überholt. Sie ist aber mit ihren ausführlichen Kommentaren zum Komponisten und den Werken bis heute eine bei Pianisten beliebte Ausgabe, zumal einige Bände in mehreren Sprachen erschienen sind. Besonders die musikpädagogische Zielsetzung mit detaillierten Anmerkungen zur Spieltechnik und zahlreichen Zusatzübungen zur Überwindung der technischen Probleme sind mit ein Grund für die weite Verbreitung der Ausgabe. Jedem Heft ist als Motto Cortots Forderung vorangestellt: Travailler non seulement le passage difficile, mais la difficulté elle-même en lui restituant son caractère élémentaire (französisch „Man übe nicht nur die schwierige Stelle, sondern die Schwierigkeit selbst, indem man sie auf ihren elementaren Charakter zurückführt“). Die Ausgabe wird heute von der Musikwissenschaft und Klavierpädagogik wegen ihrer Subjektivität kritisch beurteilt. Selbst die Wirksamkeit mancher der vielen Zusatzübungen zur Lösung der technischen Probleme wird bestritten. Der ganzheitliche Ansatz der modernen Klavierpädagogik mit der Einbeziehung des gesamten Spielapparates, zeigt, dass die kleinschrittige Methode Cortots mit der Betonung der Ausbildung der Finger, das gestellte Problem nicht immer löst, sondern auch neue Probleme schafft. (Ein Beispiel sind die zahllosen, aus heutiger Sicht problematischen Übungen zum Daumenuntersatz zur Erzielung der égalité (französisch „Gleichmäßigkeit“), die auch mit anderen Mitteln erreicht werden kann). Cortots Fingersatz gilt als schwierig, weil es ihm nicht darauf ankam, durch Erleichterungen das Stück spielbarer zu machen, sondern durch eine angemessene Fingersetzung die Intentionen des Komponisten zu verwirklichen. Moderne Klavierpädagogen sind der Auffassung, dass dies auch mit einfachen, die Entspannung fördernden Fingersätzen möglich ist. Es bleibt im technischen Bereich das Verdienst Cortots, gezeigt zu haben, dass durch ein lernzielorientiertes, methodisches Vorgehen auch große Schwierigkeiten, wie beispielsweise die der Etüden, zu bewältigen sind. Seine Kommentare zum Verständnis Chopins und zur Interpretation des Chopinschen Klavierwerkes mögen im Einzelnen teilweise nicht mehr modernen Erkenntnissen standhalten, es bleibt aber auch hier die Bedeutung Cortots, mit seiner Ausgabe beigetragen zu haben, das falsche Bild Chopins als eines sentimentalen Salonkomponisten zu revidieren und eine stilgemäße, der réserve aristocratique (französisch „aristokratische(n) Zurückhaltung“) Chopins angemessene Interpretation und natürliche Spielweise zu erreichen. Wie Mikuli, Michałowski, Poźniak und andere der polnischen Tradition verpflichteten Pianisten betont Cortot in seiner Ausgabe immer wieder, dass die Klaviertechnik im Dienste der hochemotionalen Musik Chopins stehen muss und nicht einer Zurschaustellung der Virtuosität des Spielers, eine Forderung, die bis heute immer noch nicht ganz erfüllt ist.

Breitkopf & Härtel-Ausgaben:256
- Oeuvres de piano de Fréd. Chopin. Leipzig 1852–1867.

Die Ausgabe ist eine Zusammenfassung vieler als Erstausgaben bei Breitkopf zu Lebzeiten Chopins erschienenen Werke.
- Werke für das Pianoforte von F. Chopin. Neue Ausgabe. Leipzig 1868–1873.
- Pianoforte-Werke von Fr. Chopin. Neue revidierte Ausgabe mit Fingersatz zum Gebrauch im Conservatorium der Musik zu Leipzig versehen von Carl Reinecke Leipzig 1880–1885.
- Friedrich Chopin’s Werke. Herausgegeben von Woldemar Bargiel, Johannes Brahms, Ernst Rudorff. Erste kritisch durchgesehene Gesamtausgabe. Leipzig 1878–1880.
- Fr. Chopin Pianoforte-Werke. Herausgegeben von Ignaz Friedman. Leipzig 1913.

Diese seinerzeit weitverbreitete, von dem berühmten Chopinspieler Ignaz Friedman als Gesamtausgabe bezeichnete Edition, wurde auf der Grundlage von Original-Manuskripten und der vorhandenen älteren Ausgaben vorgenommen. Es wird aber kein kritischer Kommentar gegeben, aus dem die Auswahl aus den verschiedenen Vorlagen und die Abweichungen ersichtlich wären. Trotz der Bezeichnung Gesamtausgabe fehlen Werke, die Friedmann der Kategorie „Jugendsünden“ und dergleichen zuordnet. Friedman weist darauf hin, dass der Klavierbau seit Chopins Zeiten große Fortschritte gemacht hat, ohne dass die älteren Ausgaben dies berücksichtigt hätten. Pedalisierungen, Fingersätze und Phrasierungen seien oft fragwürdig. Friedmann ist der Auffassung, dass Chopins Fingersatz Neuland und „in mancher Hinsicht doch längst überwunden“ sei (aus dem Vorwort). Bezüglich der Rezeption wendet sich Friedmann streng gegen die Auffassung, Chopin sei lediglich ein Salonkomponist und unterstreicht den Einfluss, den Chopin besonders hinsichtlich der Harmonik auf die Komponisten des 19. und beginnenden 20. Jahrhunderts hatte.
- Fr. Chopins Klavierwerke. Herausgegeben von Raoul von Koczalski.

Diese auf 12 Bände geplante Ausgabe war bis nach 1945 bereits mit den Editionsnummern (ED 5811–5822) angezeigt, ist aber nie erschienen. Es ist auch nicht bekannt, wie weit der Herausgeber mit seiner Arbeit gekommen war. Lediglich einige Werkeinführungen zur Gesamtausgabe aus dem Jahr 1940 sind erhalten Angesichts der weithin anerkannten Authentizität von Koczalskis Chopinspiel, die allerdings auch von namhaften Pianisten (Claudio Arrau, Artur Rubinstein) bezweifelt wurde, hätte diese Ausgabe eines Enkelschülers Chopins Hinweise zur stilgerechten Wiedergabe des Chopinschen Klavierwerkes geben können.
Peters-Ausgaben:274
- Fr Chopin’s Sämmtliche (sic) Pianoforte-Werke. Kritisch revidiert und mit Fingersatz versehen von Hermann Scholtz. C. F. Peters, Leipzig 1879. (Neue Ausgabe 1904–1907).
- Werke von Fr. Chopin kritisch revidiert von Hermann Scholtz. Neue Ausgabe von Bronisław von Poźniak. Neuausgabe zum 100. Todestag Chopins 17. Oktober 1949 in Verbindung mit dem Chopin-Komitee Berlin. C. F. Peters, Leipzig 1948–1950.

Es fand keine größere Revision des Textes der alten Petersausgabe statt. Pożniak versah die Ausgabe mit einem aus der Erfahrung des konzertierenden Pianisten und Pädagogen gewonnenen neuen Fingersatzes, der in bewusster Einfachheit zu manchen Spielerleichterungen führt. Er verzichtet konsequent auf den Fingerwechsel bei repetierten Noten und Verzierungen, wie das schon Ferruccio Busoni praktiziert hatte. Poźniaks sparsame Pedalisierung, die nicht selten im Gegensatz zu Chopins eigenen Angaben steht, hat als Richtlinie die Klarheit in der Harmonik und Linienführung, die nicht verwischt werden soll. Dabei verkennt er jedoch, dass Klangmischungen von nichtverwandten Akkorden von Chopin manchmal beabsichtigt sind und dies auch in der originalen Pedalisierung zum Ausdruck kommt. Pożniak verfolgte mit seiner Ausgabe, wie auch in seinen Schriften, das Ziel, das Chopinsche Klavierwerk einem möglichst großen Kreis von Spielern, auch dem Laienspieler, näherzubringen. Seine Vorgehensweise entspricht ganz dem Chopinschen Ideal der simplicité (französisch „Einfachheit“) und der von ihm oft im Unterricht gebrauchten Spielanweisung facilement (französisch „mit Leichtigkeit, ungezwungen“), wie sie von seinen Schülern überliefert wurde. (s. im Literaturverzeichnis die Werke von Jean-Jacques Eigeldinger).
Askenase-Ausgabe:306
In den Jahren 1946 bis 1969 gab Stefan Askenase (1896–1985) eine Reihe von Klavierwerken Chopins bei der Edition Heuwerkemeijer, Amsterdam heraus:
- Nocturnes (1946, Editions-Nr. 406),
- Valses (1947, Editions-Nr. 401),
- Mazurkas (1947, Editions-Nr. 405),
- Andante spianato aus opus 22 (1969, Editions-Nr. 35)
- Nocturne cis-Moll opus posth. 1969. (Editions-Nr. 496)

Die Ausgabe ist aus der künstlerischen und pädagogischen Praxis Askenases entstanden. Sie trägt deshalb sehr persönliche Züge und ist am ehesten mit den sogenannten instruktiven Ausgaben der früheren Epoche vergleichbar. Ohne den Benutzer zu informieren, wird in den Text eingegriffen (zum Beispiel mit vom Original abweichenden Umverteilungen auf beide Hände) wenn dies dem Herausgeber praktisch erscheint und dadurch Spielerleichterungen erzielt werden. (Askenase hatte relativ kleine Hände.) Die Ausgaben sind mit Ausnahme des cis-Moll-Nocturnes op. posth. mit genauen Fingersätzen versehen und vollständig durchpedalisiert. Die Pedalisierung entspricht meistens nicht den Originalanweisungen Chopins, sie widerspricht ihnen sogar manchmal, weil Askenase nicht die von Chopin oft beabsichtigten Klangmischungen berücksichtigt. Es wird auch das von Chopin nachweislich verwendete Fingerpedal genau bezeichnet. Der Fingersatz ist von großer Einfachheit und setzt auch das Pedal als Bindepedal ein, wo eine Bindung mit den Fingern auf Schwierigkeiten stößt. Diese Verwendung war von Chopin nicht vorgesehen, da bei ihm das Pedal eine klangliche und rhythmische Funktion hat.
- In der Buchreihe Wie Meister üben des Panton Verlages Zürich erschien 1969 die Dokumentation einer Unterrichtsstunde (Text und zwei Langspielplatten) über die Berceuse opus 57, in der viele Aspekte des Chopin-Spiels zur Sprache kommen. Die Beilage des Textes der Berceuse ist mit Fingersätzen und genauer Pedalisierung versehen. Letztere entspricht wie in den anderen Ausgaben meistens nicht den Angaben Chopins.

### Moderne Urtextausgaben
Henle-Ausgabe
- Frédéric Chopin. Werke. Urtext. Nach Eigenschriften, Abschriften und den Erstausgaben herausgegeben von Hermann Keller, Ewald Zimmermann, Ernst Herttrich. Fingersatz von Hermann Keller und Hans Martin Theopold. G. Henle Verlag, München 1956–1990. Eine Neubearbeitung einzelner Bände (Hrsg. Norbert Müllemann) ist im Entstehen.[100]:265

Polnische Nationalausgabe
- Wydanie Narodowe Dzieł Chopina (Polnische Nationalausgabe der Werke Chopins). Herausgeber: Jan Ekier. Polskie Wydawnictwo Muzyczne (PWM), Krakau.[100]:279

Peters-Ausgaben
- Frédéric Chopin. Klavierwerke. Urtextausgabe. Editionsleiter: Paul Badura-Skoda. Edition Peters, Leipzig 1985/86. Erschienen sind:
  - Préludes (Nr. 13178, hrsg. von Paul Badura-Skoda, mit aufführungspraktischen Hinweisen, 1985).
  - Impromptus (Nr. 13355, hrsg. von Akira Imai, 1986).
  - Balladen (Nr. 13363, hrsg. von Herbert Schneider, Fingersatz von Paul Badura-Skoda, 1986).[100]:275
- The complete Chopin: a new critical edition. Series editors: John Rink, Jim Samson, Jean-Jacques Eigeldinger; editorial consultant: Christophe Grabowski. Edition Peters, London u. a.

Bärenreiter-Ausgabe
- Urtextausgabe Bärenreiter, Kassel.[104]

Wiener Urtext Edition
- Frédéric Chopin. [Werke]. Nach den Autographen, Abschriften, Erstdrucke, Originalausgaben. Wiener Urtext Edition, Wien / Mainz 1973–1986. Erschienen sind:
  - 24 Préludes (Nr. 50005, hrsg. von Bernhard Hansen, Fingersatz von Jörg Demus, 1973).
  - Études op. 10 (Nr. 50030, hrsg. von Paul Badura-Skoda, 1973).
  - Études op. 25. Trois Nouvelles Études (Nr. 50031, hrsg. von Paul Badura-Skoda, 1973).
  - Impromptus (Nr. 50058, hrsg. von Jan Ekier, 1977).
  - Scherzos (Nr. 50061, hrsg. von Jan Ekier, 1979).
  - Nocturnes (Nr. 50065, hrsg. von Jan Ekier, 1980).
  - Ballades (Nr. 50100, hrsg. von Jan Ekier, 1986).[100]:323

Budapester Urtext Edition
- Frédéric Chopin, Sämtliche Klavierwerke in 11 Bänden. Könemann Music, Budapest.

## Chopins kompositorisches Werk

### Werkbeschreibungen (Auswahl)
Von Chopin sind etwa 230 Werke überliefert.
Balladen
Barcarolle
Berceuse
Etüden
Impromptus

Vergleich von Ignaz Moscheles, Impromptu op. 89, und Frédéric Chopin, Fantaisie-Impromptu op. 66 (posthum)

Schuberts und Chopins Impromptus (Stücke aus dem Stegreif) sind so wenig Stegreifstücke wie ihre Walzer. Bekannt wurde vor allem das nach Chopins Tod gegen seinen Willen veröffentlichte Fantaisie-Impromptu (komponiert 1834, erschienen 1855 als opus 66). Weitere Impromptus: Impromptu As-Dur Opus 29 (1837/38) Impromptu Fis-Dur Opus 36 (1840), Ges-dur Opus 51 (1843).
Konzerte
Krakowiak
Das Konzertrondo für Klavier und Orchester Opus 14 in F-Dur (1828) und der Schlusssatz beider Klavierkonzerte (e-Moll-Konzert und f-Moll-Konzert) sind Krakowiaks, polnische Volkstänze aus der Region um Krakau.
Lieder
Chopin vertonte neunzehn damals aktuelle, romantische polnische Gedichte. Die Lieder entstanden in den Jahren 1829 bis 1847. Siebzehn davon wurden aus dem Nachlass 1859 (das siebzehnte 1872) von Julian Fontana (1810–1869) als Opus 74 herausgegeben. Zwei Lieder tragen keine Opuszahl. Sie entstanden 1830 und 1840 und wurden erst im Jahr 1910 veröffentlicht. Die Spannweite der Lieder reicht vom launigen Gesellschaftslied bis zur Rhapsodie, von der balladenartigen Dumka bis zur lyrischen Romanze.
Mazurkas
Die Mazurka war, anders als die Polonaise, Anfang des 19. Jahrhunderts eine recht neue Gattung der Klaviermusik, die sich aber schnell in ganz Europa etablierte. Chopin kannte sie als Folklore – Kujawiak ist die langsame, Oberek die schnellere Variante des Mazurek – von seinen Sommeraufenthalten auf dem polnischen Land. Der Begriff leitet sich von der polnischen Landschaft Masowien (polnisch Mazowsze) ab. Mit fünfzehn Jahren schrieb Chopin seine erste Mazurka (B-Dur K. 891–895). Stilistische Merkmale seiner Mazurkas sind Chromatik, modale Wendungen und zuweilen ein Bass mit Quint-Bordun (tiefer Halteton zur Begleitung einer Melodie). Chopin komponierte siebenundfünfzig Mazurkas, die größtenteils in Gruppen zusammengefasst sind (Opus-Zahlen 6, 7, 17, 24, 30, 33, 41, 50, 56, 59, 63, dazu die Mazurken a-Moll „Gaillard“ und a-Moll „France Musicale“). In der Regel markiert das letzte Stück jeder Opuszahl einen größeren Abschluss. Der Mittelteil der fis-Moll-Polonaise und der Schlusssatz des f-Moll-Konzerts haben den Charakter von Mazurken. Die zahlreichen Mazurken verkörpern eine Art musikalisches Tagebuch des Komponisten.
Nocturnes
Polonaisen

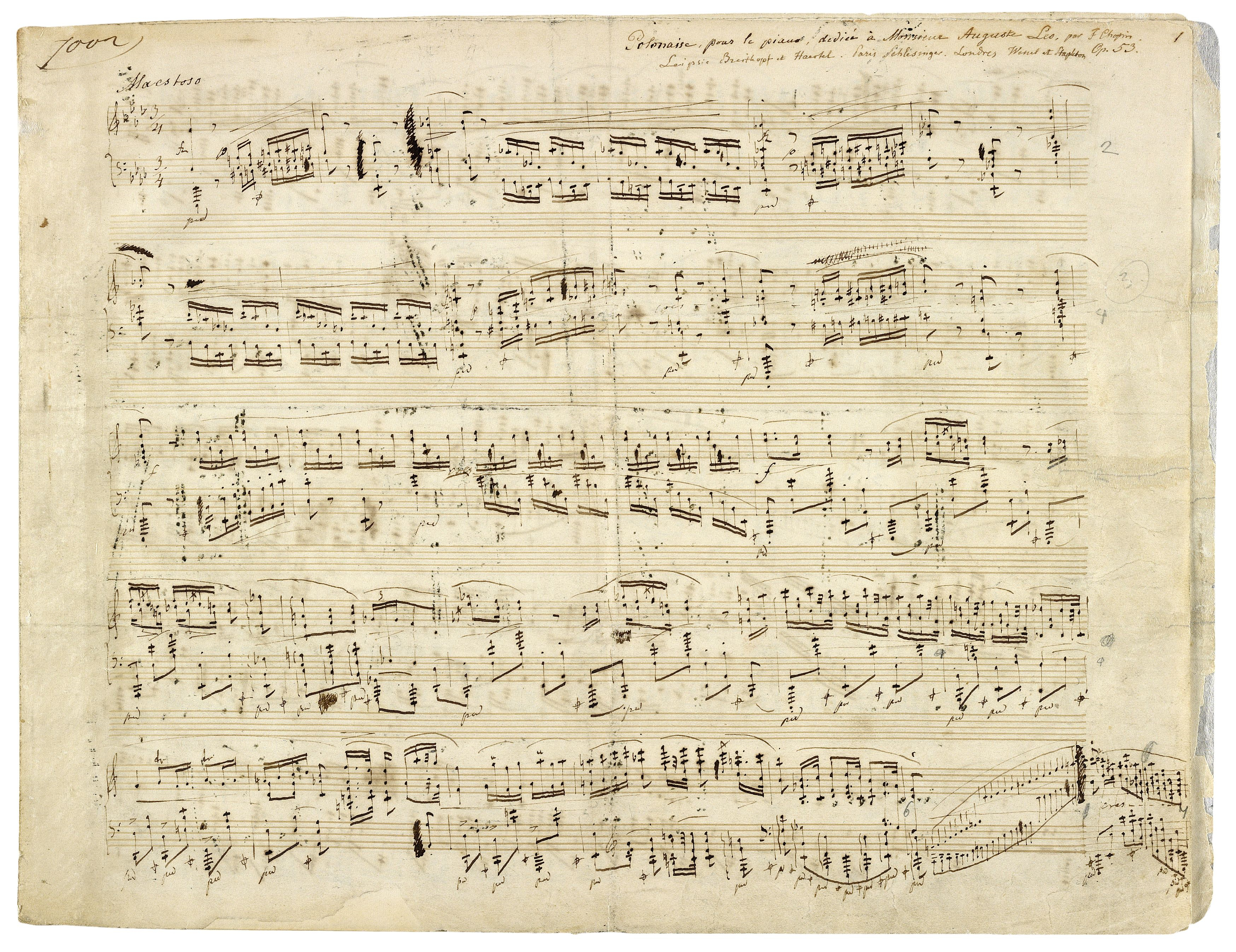
Autograph des Anfangs der Polonaise As-Dur op. 53 (1842) – Morgan Library & Museum

Chopin schuf insgesamt siebzehn Polonaisen (von französisch danse polonaise ‚polnischer Tanz‘). Zunächst orientierte er sich an den Polonaisen Michał Ogińskis (1765–1833), Josef Elsners, Johann Nepomuk Hummels und Carl Maria von Webers. Zum Tempo schreibt Bronisław von Poźniak: „Ich weiß positiv, daß Chopin seinen Schülern beim Studium der Polonaisen ausdrücklich das Zählen des Dreivierteltaktes in der Sechsteiligkeit empfahl. Damit bewies er, daß er das Tempo auf keinen Fall anders haben wollte, als man es beim Tanzen nahm.“ Chopins Polonaisen waren trotzdem nicht zum Tanzen gedacht. Sein frühestes, als Druckwerk erhaltene Stück ist eine Polonaise in g-Moll (K. 889) von 1817. Einige Polonaisen ohne Opuszahl sind Jugendwerke, die Chopin später nicht veröffentlichen wollte, weil sie ihm zu schlicht waren. Seine späteren, in Paris entstandenen Werke dieser Gattung machen sich von den Vorbildern frei.
Préludes
Rondos
Chopin schrieb fünf Rondos: Rondo in c-Moll, Opus 1, Rondo à la mazur in F-Dur, Opus 5, Rondo in Es-Dur, Opus 16 (auch Introduction et Rondeau genannt), Rondo in C-Dur, Opus posth. 73 (Versionen für Piano solo und zwei Pianos) und Rondo à la Krakowiak, Opus 14. Robert Schumann hörte 1836 zum ersten Mal das Rondo à la Mazur und er nannte es „lieblich, enthusiastisch und voller Anmut. Wer Chopin noch nicht kennt, sollte am besten mit diesem Stück mit ihm Bekanntschaft machen“.
Scherzi
Sonaten
Tänze
Als Pole hat Chopin – wie seine Landsleute Karol Kurpiński (1785–1857) und Maria Szymanowska – den heimatlichen Tänzen Polonaise und Mazurka ein Denkmal gesetzt. Als Charakterstücke sind sie wie die Walzer nicht zum Tanzen bestimmt. Bei Chopin sind sie stilisierte Tänze für den konzertanten Vortrag.
Bolero
Das konzertante Opus 19 ist ein Bolero. Trotz des vordergründig spanischen Charakters des Stückes wurde es als verdeckte Polonaise oder als Boléro à la Polonaise beschrieben, da seine Rhythmen eher an den Nationaltanz von Chopins Heimat erinnern als an irgendetwas Spanisches. Chopin schrieb seinen Bolero 1833, fünf Jahre vor seinem ersten Besuch in Spanien.
Bourrée
Frédéric Chopin schrieb seine zwei Bourrées, ursprünglich barocke Hoftänze, 1846 in A-Dur und G-Dur. Sie wurden erst 1968 veröffentlicht, tragen keine Opusnummern und werden nach den Chopin-Werkverzeichnissen (s. Literaturverzeichnis) nummeriert.
Écossaises
Chopin komponierte drei Écossaises (französisch für „schottisch“), Opus 72 Nr. 3/1–3, ursprünglich schottische Rundtänze im 3/2- oder 3/4-Takt, die mit dem Dudelsack begleitet wurden. Es handelt sich um einen in Hofgesellschaften getanzten Kontratanz von lebhafter Bewegung im 2/4-Takt.
Tarantella
Chopin komponierte die Tarantella Opus 43 As-Dur im Juni 1841 und veröffentlichte sie im Oktober 1841.
Walzer
Chopin beschäftigte sich immer wieder mit dieser Gattung und schuf ein breites Spektrum an Formen, von virtuosen Paradestücken – den Grandes Valses Brillantes – bis zu tief melancholischen Stimmungsbildern. Sie waren nicht, wie etwa die Walzer von Franz Schubert, zum Tanzen bestimmt.
Der sogenannte „Minutenwalzer“ (Opus 64 Nr. 1) ist nicht darauf angelegt, möglichst in einer Minute gespielt zu werden.
Für Chopin waren Walzer Impressionen aus dem zeitgenössischen Salon: abendliche Feste, chevalereske Gesten, wirbelnde Paare – alles in der für Chopin typischen vornehmen Distanz.
Im späten Frühjahr 2024 wurde ein Notenmanuskript eines bislang unbekannten Walzers im Morgan Library & Museum in New York entdeckt, der aufgrund gründlicher Untersuchungen des Papiers, der Tinte, der Handschrift und musikalischer Merkmale sowie Konsultationen mit Spezialisten Frédéric Chopin zugeschrieben wird. Dies war der erste Fund dieser Art seit über einem halben Jahrhundert. Die Weltpremiere des Stückes präsentierte Lang Lang als Video.

### Werke mit Opuszahl
Die letzte Opus-Zahl, die Chopin verwendete, war die Nummer 65, die der Cello-Sonate in g-Moll zugeteilt ist. Mit Erlaubnis der Mutter und der Schwestern Chopins aber gegen den Willen des Komponisten, der die Vernichtung der unveröffentlichten Manuskripte angeordnet hatte, wählte Julian Fontana weitere Klavierstücke und Lieder aus und gruppierte sie in neun Opusnummern (Opus 66–74). Diese Arbeiten wurden 1855 (op. 66–73) und 1859, 1872 (op. 74) veröffentlicht.
| Opuszahl | Titel des Werkes                                                                                              | Entstehungszeit           | Erstausgabe                                                                  | Widmungsempfänger                                                   |  |
| 1        | Rondeau c-Moll                                                                                                | 1825                      | 1825                                                                         | Ludwika Linde                                                       |  |
| 2        | Variations sur „Là ci darem la mano“ de „Don Juan“ de Mozart B-Dur für Klavier und Orchester                  | 1827                      | 1833                                                                         | Tytus Woyciechowski                                                 |  |
| 3        | Polonaise brillante C-Dur für Violoncello und Klavier                                                         | 1829/1830                 | 1835                                                                         | Joseph Merk                                                         |  |
| 4        | Sonate Nr. 1 c-Moll                                                                                           | 1827/1828                 | 1851                                                                         | Joseph Elsner                                                       |  |
| 5        | Rondeau à la Mazur F-Dur                                                                                      | 1826                      | 1828                                                                         | Comtesse Alexandrine de Moriolles                                   |  |
| 6        | Cinq Mazurkas fis-Moll, cis-Moll, E-Dur, es-Moll, C-Dur                                                       | 1830/32                   | 1833, eine deutsche Ausgabe Quatre Mazurkas, ohne die in C-Dur erschien 1832 | Comtesse Pauline Plater                                             |  |
| 7        | Quattre Mazurkas B-Dur, a-Moll, f-Moll, As-Dur                                                                | 1824/1832                 | 1833                                                                         | Paul Emile Johns                                                    |  |
| 8        | Trio für Klavier, Violine und Violoncello g-Moll                                                              | 1828/1829                 | 1833                                                                         | Fürst Anton Radziwiłł                                               |  |
| 9        | Trois Nocturnes b-Moll, Es-Dur, H-Dur                                                                         | 1832                      | 1832                                                                         | Marie Pleyel                                                        |  |
| 10       | Douze Études                                                                                                  | 1829–1833                 | 1833                                                                         | Franz Liszt                                                         |  |
| 11       | Klavierkonzert Nr. 1 e-Moll                                                                                   | 1830                      | 1833                                                                         | Friedrich Kalkbrenner                                               |  |
| 12       | Variations brillantes sur le rondeau favori „Je vends des Scapulaires“ de „Ludovic“ de Hérold et Halévy B-Dur | 1833                      | 1833                                                                         | Emma Horsford                                                       |  |
| 13       | Fantaisie sur des airs nationaux polonais A-Dur für Klavier und Orchester                                     | 1828                      | 1834                                                                         | Johann Peter Pixis                                                  |  |
| 14       | Krakowiak. Grand Rondeau de Concert F-Dur für Klavier und Orchester                                           | 1828                      | 1834                                                                         | Fürstin Anna Czartoryska                                            |  |
| 15       | Trois Nocturnes F-Dur, Fis-Dur, g-Moll                                                                        | 1833                      | 1833                                                                         | Ferdinand von Hiller                                                |  |
| 16       | Rondeau Es-Dur                                                                                                | 1833                      | 1833                                                                         | Caroline Hartmann                                                   |  |
| 17       | Quatre Mazurkas B-Dur, e-Moll, As-Dur, a-Moll                                                                 | 1833                      | 1833                                                                         | Madame Lina Freppa                                                  |  |
| 18       | Grande valse brillante Es-Dur                                                                                 | 1833                      | 1834                                                                         | Laura Horsford                                                      |  |
| 19       | Boléro C-Dur                                                                                                  | 1833                      | 1834                                                                         | Comtesse Emilie de Flahault                                         |  |
| 20       | Scherzo Nr. 1 h-Moll                                                                                          | 1833                      | 1835                                                                         | Thomas Albrecht                                                     |  |
| 21       | Klavierkonzert Nr. 2 f-Moll                                                                                   | 1829                      | 1836                                                                         | Gräfin Delfina Potocka                                              |  |
| 22       | Grande polonaise brillante précédée d’un Andante spianato G-Dur u. Es-Dur                                     | 1830–1835                 | 1836                                                                         | Baronesse d’Est                                                     |  |
| 23       | Ballade Nr. 1 g-Moll                                                                                          | 1833                      | 1836                                                                         | Bodo Albrecht von Stockhausen                                       |  |
| 24       | Quatre Mazurkas g-Moll, C-Dur, As-Dur, b-Moll                                                                 | 1833                      | 1835                                                                         | Graf Léon-Amable de Perthuis                                        |  |
| 25       | Douze Études                                                                                                  | 1835–1837                 | 1837                                                                         | Gräfin Marie d’Agoult                                               |  |
| 26       | Deux Polonaises cis-Moll, es-Moll                                                                             | 1835                      | 1836                                                                         | Josef Dessauer                                                      |  |
| 27       | Deux Nocturnes, cis-Moll, Des-Dur                                                                             | 1835                      | 1836                                                                         | Comtesse Thérèse d'Apponyi                                          |  |
| 28       | 24 Préludes Opus 28                                                                                           | 1838–1839                 | 1839                                                                         | Camille Pleyel                                                      |  |
| 29       | Impromptu Nr. 1 As-Dur                                                                                        | 1837                      | 1837                                                                         | Comtesse Caroline de Lobau                                          |  |
| 30       | Quatre Mazurkas c-Moll, h-Moll, Des-Dur, cis-Moll                                                             | 1837                      | 1837                                                                         | Fürstin Maria von Württemberg geb. Fürstin Czartoryska              |  |
| 31       | Scherzo Nr. 2 b-Moll                                                                                          | 1837                      | 1837                                                                         | Comtesse Adèle de Fürstenstein                                      |  |
| 32       | Deux Nocturnes H-Dur, As-Dur                                                                                  | 1837                      | 1837                                                                         | Baronin Camille de Billing née de Courbonne                         |  |
| 33       | Quatre Mazurkas gis-Moll, C-Dur, D-Dur, h-Moll                                                                | 1838                      | 1838                                                                         | Comtesse Róża Mostowska                                             |  |
| 34       | Trois Valses                                                                                                  |                           |                                                                              |                                                                     |  |
| 34/1     | Valse As-Dur                                                                                                  | 1835                      | 1838                                                                         | Gräfin Josephine von Thun-Hohenstein                                |  |
| 34/2     | Valse a-Moll                                                                                                  | 1838                      | 1838                                                                         | Baronesse G. d’Ivry                                                 |  |
| 34/3     | Valse F-Dur                                                                                                   | 1838                      | 1838                                                                         | Mademoiselle la Baronne A. d’Eichthal                               |  |
| 35       | Sonate Nr. 2 b-Moll                                                                                           | 1839                      | 1840                                                                         | ohne Widmung                                                        |  |
| 36       | Impromptu Nr. 2 Fis-Dur                                                                                       | 1839                      | 1840                                                                         | ohne Widmung                                                        |  |
| 37       | Deux Nocturnes g-Moll, G-Dur                                                                                  | 1838: g-Moll, 1839: G-Dur | 1840                                                                         | ohne Widmung                                                        |  |
| 38       | Ballade Nr. 2 F-Dur                                                                                           | 1839                      | 1840                                                                         | Robert Schumann                                                     |  |
| 39       | Scherzo Nr. 3 cis-Moll                                                                                        | 1839                      | 1840                                                                         | Adolf Gutmann                                                       |  |
| 40       | Deux Polonaises A-Dur („Militaire“), c-Moll                                                                   | 1838: A-Dur, 1839: c-Moll | 1840                                                                         | Julian Fontana                                                      |  |
| 41       | Quatre Mazurkas e-Moll, H-Dur, As-Dur, cis-Moll                                                               | 1838: e-Moll, 1839        | 1840                                                                         | Stefan Witwicki                                                     |  |
| 42       | Grande Valse As-Dur                                                                                           | 1840                      | 1840                                                                         | ohne Widmung                                                        |  |
| 43       | Tarantelle As-Dur                                                                                             | 1841                      | 1841                                                                         | ohne Widmung                                                        |  |
| 44       | Polonaise fis-Moll                                                                                            | 1841                      | 1841                                                                         | Fürstin Ludmille de Beauveau geb. Komar                             |  |
| 45       | Prélude cis-Moll                                                                                              | 1841                      | 1841                                                                         | Fürstin Elisabeth Tschernischeff                                    |  |
| 46       | Allegro de Concert A-Dur                                                                                      | 1834–1841                 | 1841                                                                         | Friederike Müller                                                   |  |
| 47       | Ballade Nr. 3 As-Dur                                                                                          | 1841                      | 1841                                                                         | Pauline de Noailles                                                 |  |
| 48       | Deux Nocturnes c-Moll, fis-Moll                                                                               | 1841                      | 1841                                                                         | Laure Duperré                                                       |  |
| 49       | Fantaisie f-Moll                                                                                              | 1841                      | 1841                                                                         | Fürstin Catherine de Souzzo                                         |  |
| 50       | Trois Mazurkas G-Dur, As-Dur, cis-Moll                                                                        | 1842                      | 1842                                                                         | Leon Szmitkowski                                                    |  |
| 51       | Impromptu Nr. 3 Ges-Dur                                                                                       | 1842                      | 1843                                                                         | Gräfin Johanna von Esterházy geb. Gräfin Batthyány                  |  |
| 52       | Ballade Nr. 4 f-Moll                                                                                          | 1842–1843                 | 1843                                                                         | Baronin Charlotte de Rothschild                                     |  |
| 53       | Polonaise As-Dur („Héroïque“)                                                                                 | 1842–1843                 | 1843                                                                         | Auguste Léo                                                         |  |
| 54       | Scherzo Nr. 4 E-Dur                                                                                           | 1842–1843                 | 1843                                                                         | Jeanne de Caraman (dt. Ausgabe), Clothilde de Caraman (fr. Ausgabe) |  |
| 55       | Deux Nocturnes f-Moll, Es-Dur                                                                                 | 1842–1844                 | 1844                                                                         | Jane Stirling                                                       |  |
| 56       | Trois Mazurkas H-Dur, C-Dur, c-Moll                                                                           | 1843–1844                 | 1844                                                                         | Catherine Maberly                                                   |  |
| 57       | Berceuse Des-Dur                                                                                              | 1844                      | 1845                                                                         | Élise Gavard                                                        |  |
| 58       | Sonate Nr. 3 h-Moll                                                                                           | 1844                      | 1845                                                                         | Gräfin Élise de Perthuis                                            |  |
| 59       | Trois Mazurkas a-Moll, As-Dur, fis-Moll                                                                       | 1845                      | 1846                                                                         | ohne Widmung                                                        |  |
| 60       | Barcarolle Fis-Dur                                                                                            | 1845–1846                 | 1846                                                                         | Clotilde von Stockhausen                                            |  |
| 61       | Polonaise Fantaisie As-Dur                                                                                    | 1846                      | 1846                                                                         | Madame A. Veyret                                                    |  |
| 62       | Deux Nocturnes H-Dur, E-Dur                                                                                   | 1846                      | 1846                                                                         | Mademoiselle R. de Könneritz                                        |  |
| 63       | Trois Mazurkas H-Dur, f-Moll, cis-Moll                                                                        | 1846                      | 1847                                                                         | Gräfin Laura Czosnowska                                             |  |
| 64       | Trois Valses                                                                                                  |                           |                                                                              |                                                                     |  |
| 64/1     | Valse Des-Dur („Minutenwalzer“)                                                                               | 1846/47                   | 1847                                                                         | Gräfin Delfina Potocka                                              |  |
| 64/2     | Valse cis-Moll                                                                                                | 1846/47                   | 1847                                                                         | Baronin Charlotte de Rothschild                                     |  |
| 64/3     | Valse As-Dur                                                                                                  | 1846/47                   | 1847                                                                         | Gräfin Katarzyna Branicka                                           |  |
| 65       | Sonate für Violoncello und Klavier g-Moll                                                                     | 1845–1846                 | 1847                                                                         | Auguste-Joseph Franchomme                                           |  |
| 66       | Fantaisie-Impromptu cis-Moll                                                                                  | 1834                      | 1855                                                                         |                                                                     |  |
| 67       | 4 Mazurkas, G-Dur, g-Moll, C-Dur, a-Moll                                                                      | 1835–1848                 | 1855                                                                         |                                                                     |  |
| 68       | 4 Mazurkas C-Dur, a-Moll, F-Dur, f-Moll                                                                       | 1827–1848                 | 1855                                                                         |                                                                     |  |
| 69       | 2 Valses As-Dur, h-Moll                                                                                       | 1829–1835                 | 1855                                                                         |                                                                     |  |
| 70       | 3 Valses Ges-Dur, f-Moll, Des-Dur                                                                             | 1829–1842                 | 1855                                                                         |                                                                     |  |
| 71       | 3 Polonaises d-Moll, B-Dur, f-Moll                                                                            | 1827–1829                 | 1855                                                                         |                                                                     |  |
| 72/1     | Nocturne e-Moll                                                                                               | 1827                      | 1855                                                                         |                                                                     |  |
| 72/2     | Marche funèbre c-Moll                                                                                         | 1826, 1827 oder 1829      | 1855                                                                         |                                                                     |  |
| 72/3     | Trois Écossaises D-Dur, G-Dur, Des-Dur                                                                        | 1826 oder 1830            | 1855                                                                         |                                                                     |  |
| 73       | Rondeau pour deux pianos C-Dur                                                                                | 1828                      | 1855                                                                         |                                                                     |  |
| 74       | Dix-sept mélodies polonaises                                                                                  | 1829–1847                 | 1859, 1872 (Nr. 17)                                                          |                                                                     |  |
| 74/1     | Życzenie (Der Wunsch, Text: Stefan Wiwicki)                                                                   | 1829                      | 1859                                                                         |                                                                     |  |
| 74/2     | Wiosna (Der Frühling, Text: Stefan Witwicki)                                                                  | 1838                      | 1859                                                                         |                                                                     |  |
| 74/3     | Smutna rzeka (Trauriger Fluss, Text: Stefan Witwicki)                                                         | 1831                      | 1859                                                                         |                                                                     |  |
| 74/4     | Hulanka (Trinklied, Text: Stefan Witwicki)                                                                    | 1830                      | 1859                                                                         |                                                                     |  |
| 74/5     | Gdzie lubi (Was sie liebt, Text: Stefan Witwicki)                                                             | 1829                      | 1859                                                                         |                                                                     |  |
| 74/6     | Precz z moich oczu! (Mir aus den Augen! Text: Adam Mickiewicz)                                                | 1827                      | 1859                                                                         |                                                                     |  |
| 74/7     | Poseł (Der Bote, Text: Stefan Witwicki)                                                                       | 1831                      | 1859                                                                         |                                                                     |  |
| 74/8     | Śliczny chłopiec (Hübscher Junge! Text: Josef Zeleski)                                                        | 1841                      | 1859                                                                         |                                                                     |  |
| 74/9     | Melodya (Melodie, Text: Zygmunt Krakiński)                                                                    | 1847                      | 1859                                                                         |                                                                     |  |
| 74/10    | Wojak (Der Krieger, Text: Stefan Witwicki)                                                                    | 1831                      | 1859                                                                         |                                                                     |  |
| 74/11    | Dwojaki koniec (Doppeltes Ende, Text: Josef Zaleski)                                                          | 1845                      | 1859                                                                         |                                                                     |  |
| 74/12    | Moja pieszczotka (Mein Liebling, Text: Adam Mickiewicz)                                                       | 1837                      | 1859                                                                         |                                                                     |  |
| 74/13    | Nie ma czego trzeba (Es besteht keine Notwendigkeit, Text: Josef Zaleski)                                     | 1845                      | 1859                                                                         |                                                                     |  |
| 74/14    | Pierścień (Der Ring, Text: Stefan Witwicki)                                                                   | 1836                      | 1859                                                                         |                                                                     |  |
| 74/15    | Narzeczony (Der Bräutigam, Text: Stefan Witwicki)                                                             | 1831                      | 1859                                                                         |                                                                     |  |
| 74/16    | Piosńka litewska (Litauisches Lied, Text: Ludwig Osiński)                                                     | 1831                      | 1859                                                                         |                                                                     |  |
| 74/17    | Śpiew grobowy (Lied aus dem Grab, Text: Wincenty Pol)                                                         | 1836                      | 1872                                                                         |                                                                     |  |

### Werke ohne Opuszahl
Die Werke sind mit den Nummern der Kataloge von Maurice J. E. Brown (B (1972)), Krystyna Kobylańska (KK (1979)) und Józef Michał Chomiński/Teresa Dalila Turło (Cho (1990)) gekennzeichnet.
| Katalognummern                              | Titel des Werkes                                                                                         | Entstehungszeit        | (Erstausgabe)                                           |  |
| B. 3, KK IVa/1, Cho 160                     | Polonaise B-Dur                                                                                          | 1817                   | 1910                                                    |  |
| B. 1, KK IIa/1, Cho 161                     | Polonaise g-Moll                                                                                         | 1817                   | 1817                                                    |  |
| B. 5, KK IVa/2, Cho 162                     | Polonaise As-Dur                                                                                         | 1821                   | 1901                                                    |  |
| B. 14, KK IVa/4, Cho 227                    | Introduction et Variations sur un air national allemand („Der Schweizerbub“) E-Dur                       | 1824                   | 1851                                                    |  |
| B. 6, KK IVa/3, Cho 163                     | Polonaise gis-Moll                                                                                       | 1822 oder 1824         | 1864                                                    |  |
| B. 16, KK IIa/2, KK IIa/3, Cho 100, Cho 101 | Mazurkas G-Dur und B-Dur                                                                                 | 1826                   | 1826                                                    |  |
| B. 14, KK IVa/6 Cho 228                     | Variations über ein italienisches Lied für Klavier zu 4 Händen D-Dur (Fragment)                          | 1826                   | 1965 mit Rekonstruktion verlorener Seiten von Jan Ekier |  |
| B. 13, KK IVa/5, Cho 164                    | Polonaise b-Moll                                                                                         | 1826                   | 1880                                                    |  |
| KK IV/,8, Cho 128                           | Nocturne c-Moll                                                                                          | 1847 (?) oder Frühwerk | 1938                                                    |  |
| B. 37, KK IVa/10, Cho 229                   | Souvenir de Paganini A-Dur                                                                               | 1829                   | 1881                                                    |  |
| KK IVa/9, Cho 102                           | Lied (als Mazurka) G-Dur: Jakież kwiaty, jakie wianki (deutsch Welche Blumen, welche Kränze)             | 1829                   | 1856                                                    |  |
| B. 44, KK IVa/12, Cho 220                   | Valse E-Dur                                                                                              | 1829 oder 1830         | 1861                                                    |  |
| B. 46, KK IVa/14, Cho – (Seite 246)         | Valse Es-Dur                                                                                             | 1830                   | 1902                                                    |  |
| B. 21, KK IVa/13, Cho 221                   | Valse As-Dur                                                                                             | 1830                   | 1902                                                    |  |
| B. 56, KK IVa/15, Cho 222                   | Valse e-Moll                                                                                             | 1830                   | 1868                                                    |  |
| B. 51, KK IVa/11, Cho 146                   | Czary (deutsch Zauber): Lied für eine Singstimme                                                         | 1830                   | 1912 franz., 1952 poln., 1909 dt.                       |  |
| B. 36, KK IVa/8, Cho 165                    | Polonaise Ges-Dur                                                                                        | 1829                   | 1870                                                    |  |
| B. 49, KK IVa/16 Cho 127                    | Lento con gran espressione cis-Moll (auch „Nocturne“ genannt)                                            | 1830                   | 1875                                                    |  |
| B. 73, KK IVb/1, Cho 103                    | Mazurka B-Dur                                                                                            | 1832                   | 1909                                                    |  |
| B. 31, KK IVa/7 KK IVb/2 Cho – (Seite 245)  | Mazurka D-Dur (Echtheit zweifelhaft)                                                                     | 1829, 2. Version 1832  | 1875                                                    |  |
| B. 70, KK IIb/1, Cho 10                     | Grand Duo concertant pour piano et violoncelle sur des thèmes de „Robert le Diable“ [de Meyerbeer] E-Dur | 1831                   | 1833                                                    |  |
| B. 82, KK IVb/3, Cho – (Seite 246)          | Mazurka C-Dur (Echtheit zweifelhaft)                                                                     | 1833                   | 1869                                                    |  |
| B. 84, KK IVb/6, Cho 9                      | Cantabile B-Dur                                                                                          | 1834                   | 1931                                                    |  |
| B. 85, KK IVb/4, Cho 104                    | Mazurka As-Dur                                                                                           | 1834                   | 1930                                                    |  |
| B. 132, KK IVb/9, Cho 147                   | Dumka (Lied für Singstimme) a-Moll                                                                       | 1840                   | 1910                                                    |  |
| B. 133, KK IVb/10, Cho 223                  | Sostenuto (auch „Walzer“ genannt) Es-Dur                                                                 | 1840                   | 1955                                                    |  |
| B. 130, KK IIb/3, Cho 38–40                 | Trois études pour La Méthode des Méthodes (Trois nouvelles études)                                       | 1839–1840              | 1840                                                    |  |
| B. 144, KK IVc/2, Cho – (Seite 238)         | Fuge in a-Moll                                                                                           | 1827 oder 1841         | 1898                                                    |  |
| B. 151, KK IVb/12, Cho 107                  | Moderato (Feuille d’album) in E-Dur                                                                      | 1843                   | 1910                                                    |  |
| B. 150, KK IVb/11, Cho 224                  | Walzer in a-Moll                                                                                         | 1847                   | 1955                                                    |  |
| KK IVc/13                                   | Galopp in As-Dur                                                                                         | 1846                   |                                                         |  |
| B. 160b/2, KK VIIb,1/2, Cho – (Seite 248)   | Zwei Bourrées G-Dur und A-Dur (Chopin zugeschrieben)                                                     | 1846                   | 1968                                                    |  |
| KK IVb/7, Cho 191                           | Presto con leggierezza (Prélude As-Dur)                                                                  | 1834                   | 1918                                                    |  |
| KK IIb/4, Cho 106                           | Mazurka a-Moll („France Musicale“ oder „Notre Temps“)                                                    | 1841                   | 1841 frz., 1842 dt.                                     |  |
| KK IIb/5, Cho 105                           | Mazurka a-Moll (À Émile Gaillard)                                                                        | 1840                   | 1841                                                    |  |
| KK IVb/6, Cho 49                            | Largo Es-Dur („Modlitwa Polaków“ (polnisch „Gebet der Polen“))                                           | 1847                   | 1938                                                    |  |
| KK Anhang 1a/4, Cho – (Seite 245)           | Contredanse Ges-Dur                                                                                      | 1827                   | 1934                                                    |  |
| KK IIb/2, Cho 230                           | Variation Nr. 6 E-Dur aus Hexaméron über ein Marschthema aus der Oper „I Puritani“ von V. Bellini        | 1837                   | 1838 ital., 1839 dt., 1841 franz.                       |  |

## Chopins Werk in Bearbeitungen und Arrangements
Godowsky-Studien über die Etüden von F. Chopin
Chopiniana

## Exkurse zu Einzelthemen

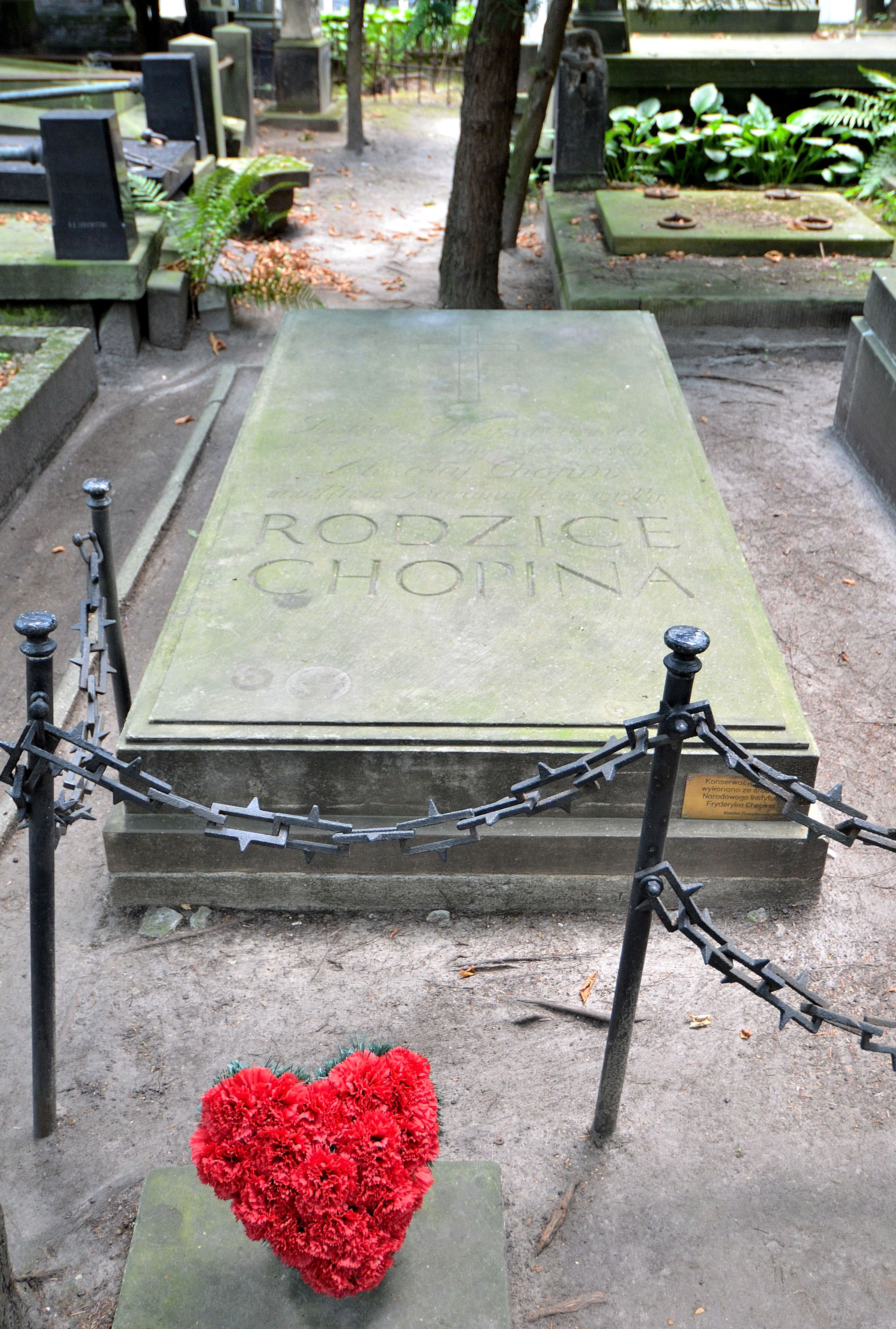
Grab der Eltern von Chopin, Powązki-Friedhof in Warschau

### Stammbaum der Familie Chopin
Der Stammbaum der Familie Chopin ist väterlicherseits bis zu den Ururgroßeltern nachzuverfolgen.
| Stammbaum der Familie Chopin | Stammbaum der Familie Chopin                                                                   | Stammbaum der Familie Chopin                                                                   | Stammbaum der Familie Chopin                                                            | Stammbaum der Familie Chopin                                                            | Stammbaum der Familie Chopin                                                                | Stammbaum der Familie Chopin                                                                | Stammbaum der Familie Chopin                                                            | Stammbaum der Familie Chopin                                                            |
| ---------------------------- | ---------------------------------------------------------------------------------------------- | ---------------------------------------------------------------------------------------------- | --------------------------------------------------------------------------------------- | --------------------------------------------------------------------------------------- | ------------------------------------------------------------------------------------------- | ------------------------------------------------------------------------------------------- | --------------------------------------------------------------------------------------- | --------------------------------------------------------------------------------------- |
| Ururgroßeltern               | François Chapin (1676–28.06.1714) Catherine Oudot (6.03.1682–21.01.1753)                       | Estienne Bastien (1687–1734) Anne Maton (1691–1734)                                            | Jean Deflin (1674–9.12.1754) Catherine Henry (1687–1715)                                | Claude Renard (1667–1729) Anne Barbe                                                    | ?                                                                                           | ?                                                                                           | ?                                                                                       | ?                                                                                       |
| Urgroßeltern                 | Nicolas Chopin (1712–?) Elizabeth Bastien (1712–1747)                                          | Nicolas Chopin (1712–?) Elizabeth Bastien (1712–1747)                                          | Jean Charles Deflin (1705–1738) Suzanne Renard (1709–1774)                              | Jean Charles Deflin (1705–1738) Suzanne Renard (1709–1774)                              | Mikołaj Krzyżanowski Barbara Jeż                                                            | Mikołaj Krzyżanowski Barbara Jeż                                                            | ?                                                                                       | ?                                                                                       |
| Großeltern                   | François Chopin (1738–1814) Marguerite Deflin (1736–1794)                                      | François Chopin (1738–1814) Marguerite Deflin (1736–1794)                                      | François Chopin (1738–1814) Marguerite Deflin (1736–1794)                               | François Chopin (1738–1814) Marguerite Deflin (1736–1794)                               | Jakub Krzyżanowski (1729–29.10.1805) Antonina Kołomińska                                    | Jakub Krzyżanowski (1729–29.10.1805) Antonina Kołomińska                                    | Jakub Krzyżanowski (1729–29.10.1805) Antonina Kołomińska                                | Jakub Krzyżanowski (1729–29.10.1805) Antonina Kołomińska                                |
| Eltern                       | Nicolas Chopin (15.04.1771–3.05.1844) Tekla Justyna Krzyżanowska (14.09.1782–1.10.1861)        | Nicolas Chopin (15.04.1771–3.05.1844) Tekla Justyna Krzyżanowska (14.09.1782–1.10.1861)        | Nicolas Chopin (15.04.1771–3.05.1844) Tekla Justyna Krzyżanowska (14.09.1782–1.10.1861) | Nicolas Chopin (15.04.1771–3.05.1844) Tekla Justyna Krzyżanowska (14.09.1782–1.10.1861) | Nicolas Chopin (15.04.1771–3.05.1844) Tekla Justyna Krzyżanowska (14.09.1782–1.10.1861)     | Nicolas Chopin (15.04.1771–3.05.1844) Tekla Justyna Krzyżanowska (14.09.1782–1.10.1861)     | Nicolas Chopin (15.04.1771–3.05.1844) Tekla Justyna Krzyżanowska (14.09.1782–1.10.1861) | Nicolas Chopin (15.04.1771–3.05.1844) Tekla Justyna Krzyżanowska (14.09.1782–1.10.1861) |
| Kinder                       | Ludwika Marianna Chopinówna (06.04.1807–29.10.1855) Józef Jędrzejewicz (07.07.1803–11.05.1853) | Ludwika Marianna Chopinówna (06.04.1807–29.10.1855) Józef Jędrzejewicz (07.07.1803–11.05.1853) | Fryderyk Franciszek Chopin (22.02.1810–17.10.1849)                                      | Fryderyk Franciszek Chopin (22.02.1810–17.10.1849)                                      | Izabella Chopinówna (09.07.1811–03.06.1881) Feliks Antoni Barciński (28.05.1803–09.05.1878) | Izabella Chopinówna (09.07.1811–03.06.1881) Feliks Antoni Barciński (28.05.1803–09.05.1878) | Emilia Chopinówna (09.11.1812–10.04.1827)                                               | Emilia Chopinówna (09.11.1812–10.04.1827)                                               |

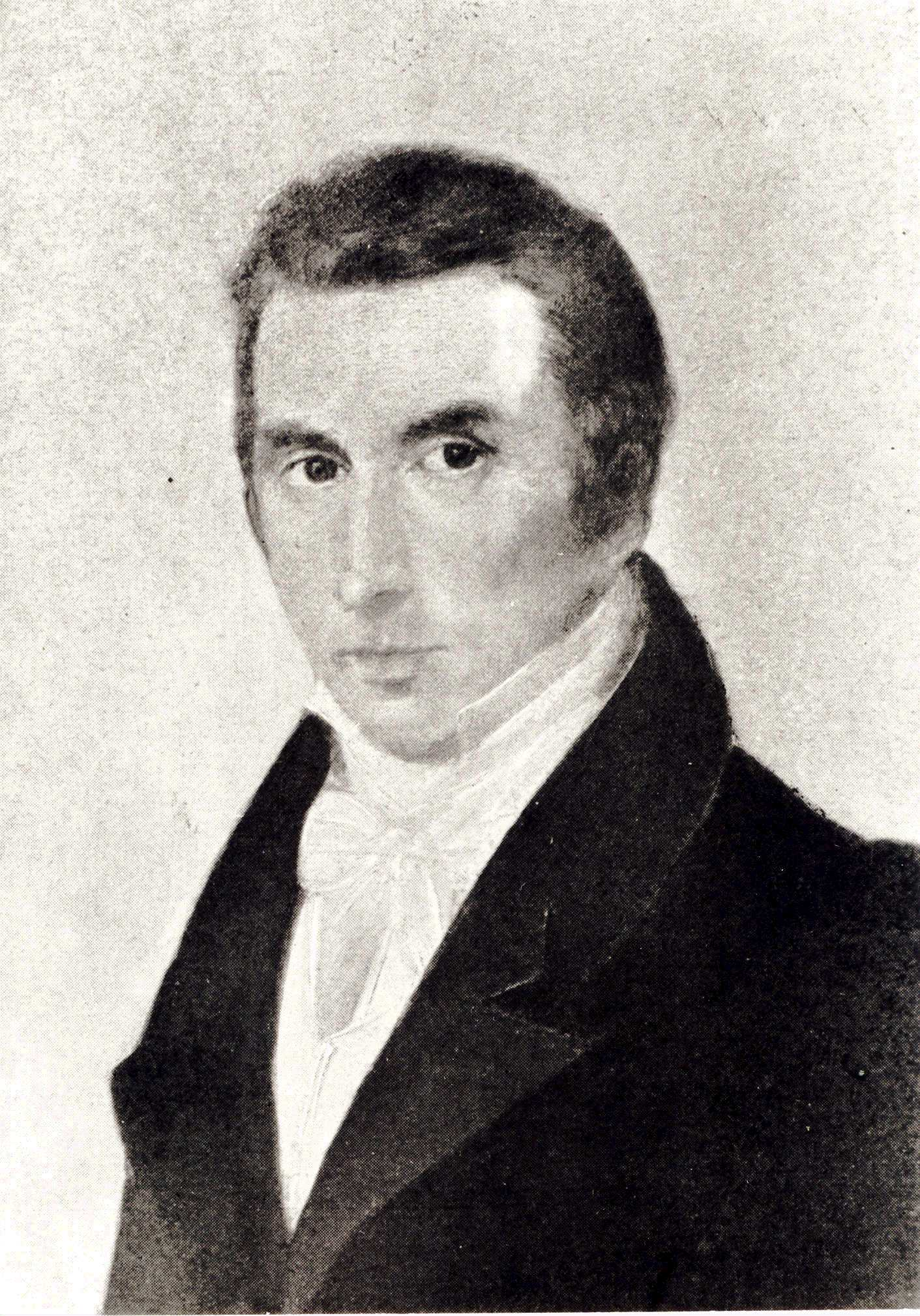
Nicolas Chopin
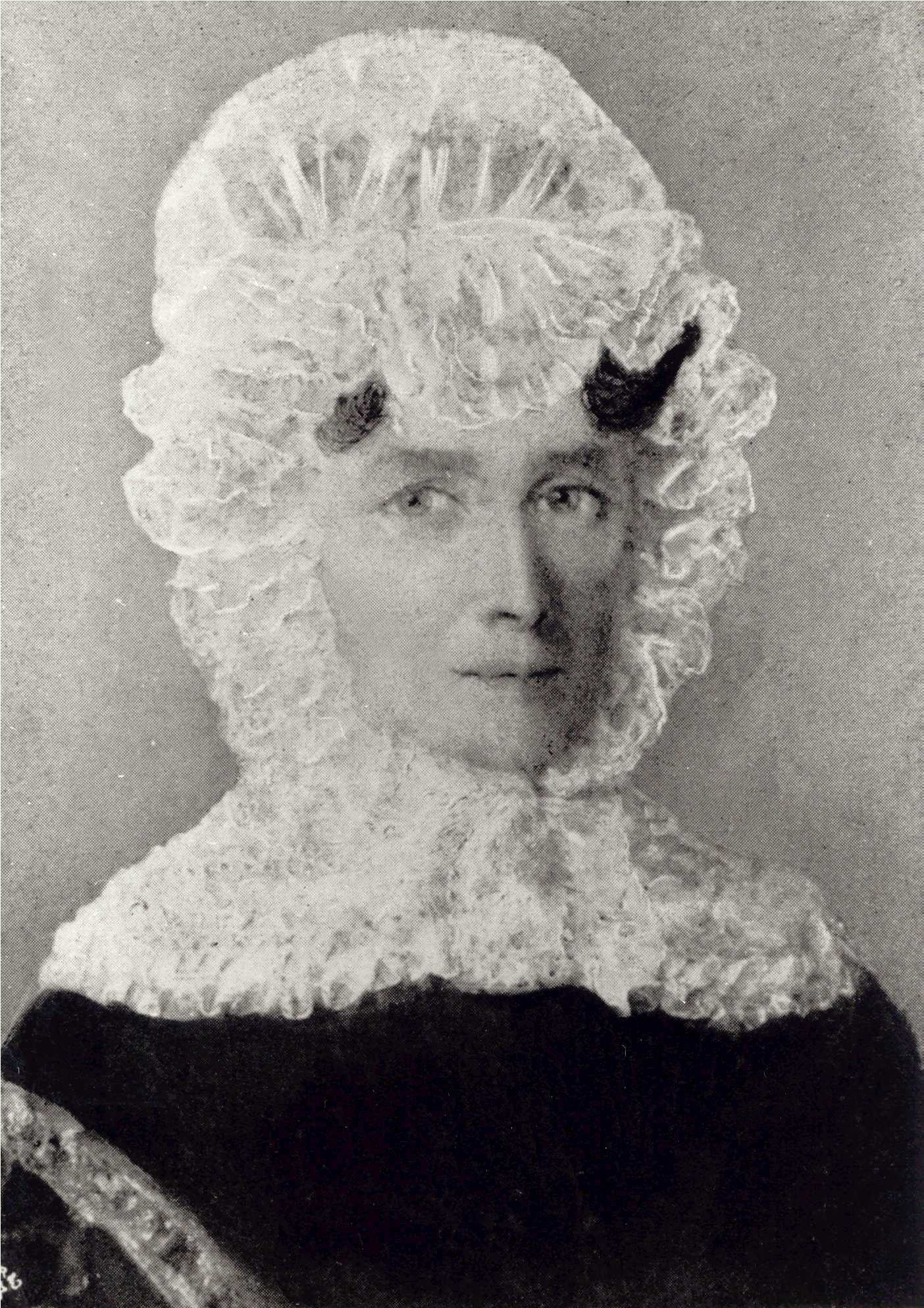
Tekla Justyna Chopin, geb. Krzyżanowska.

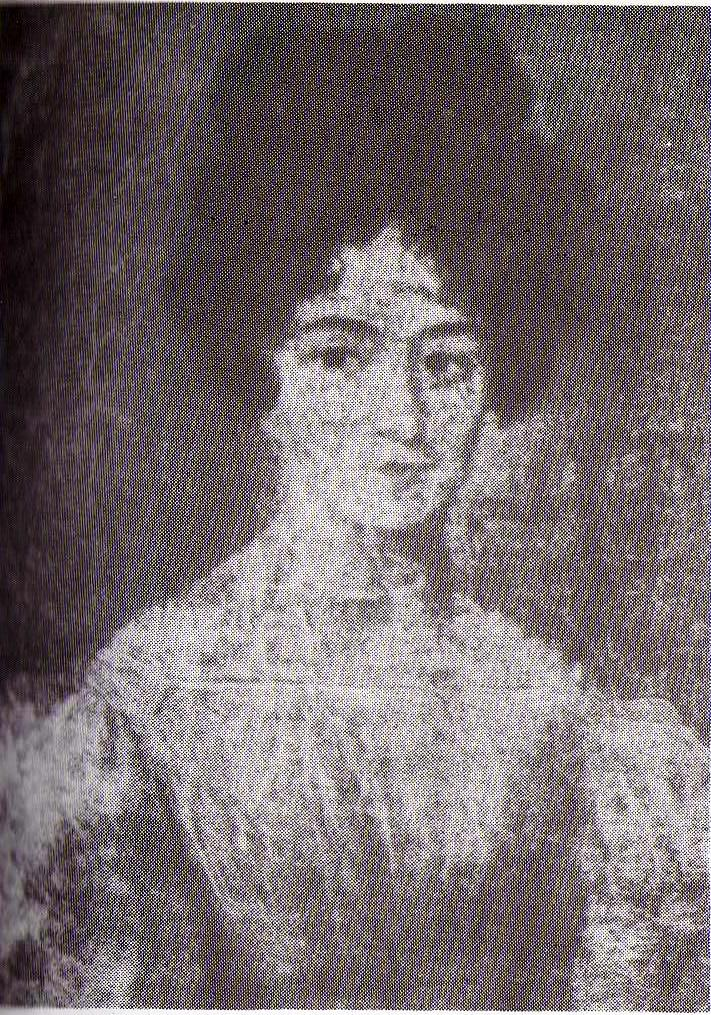
Ludwika Marianna Chopin
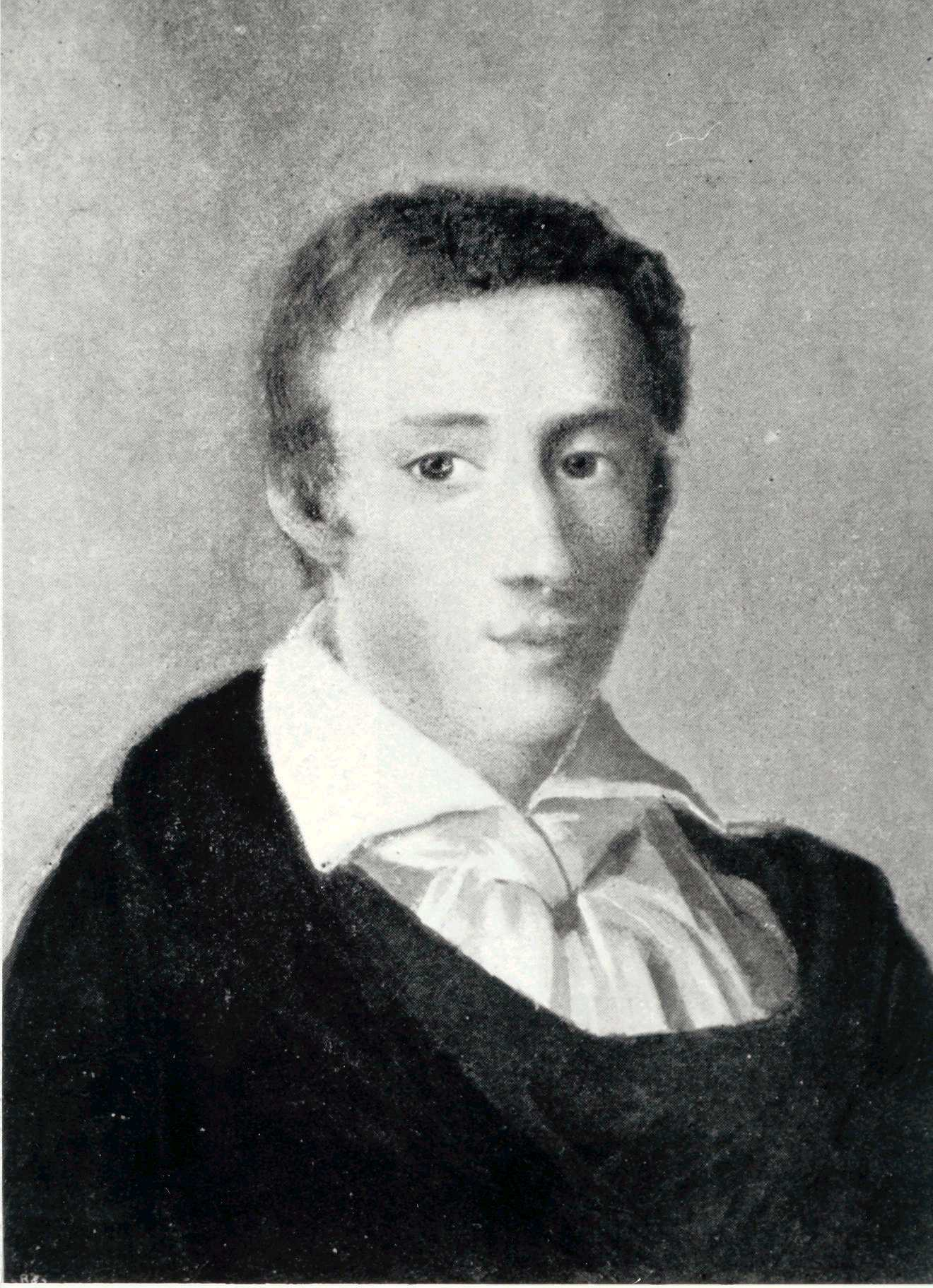
Fryderyk Chopin
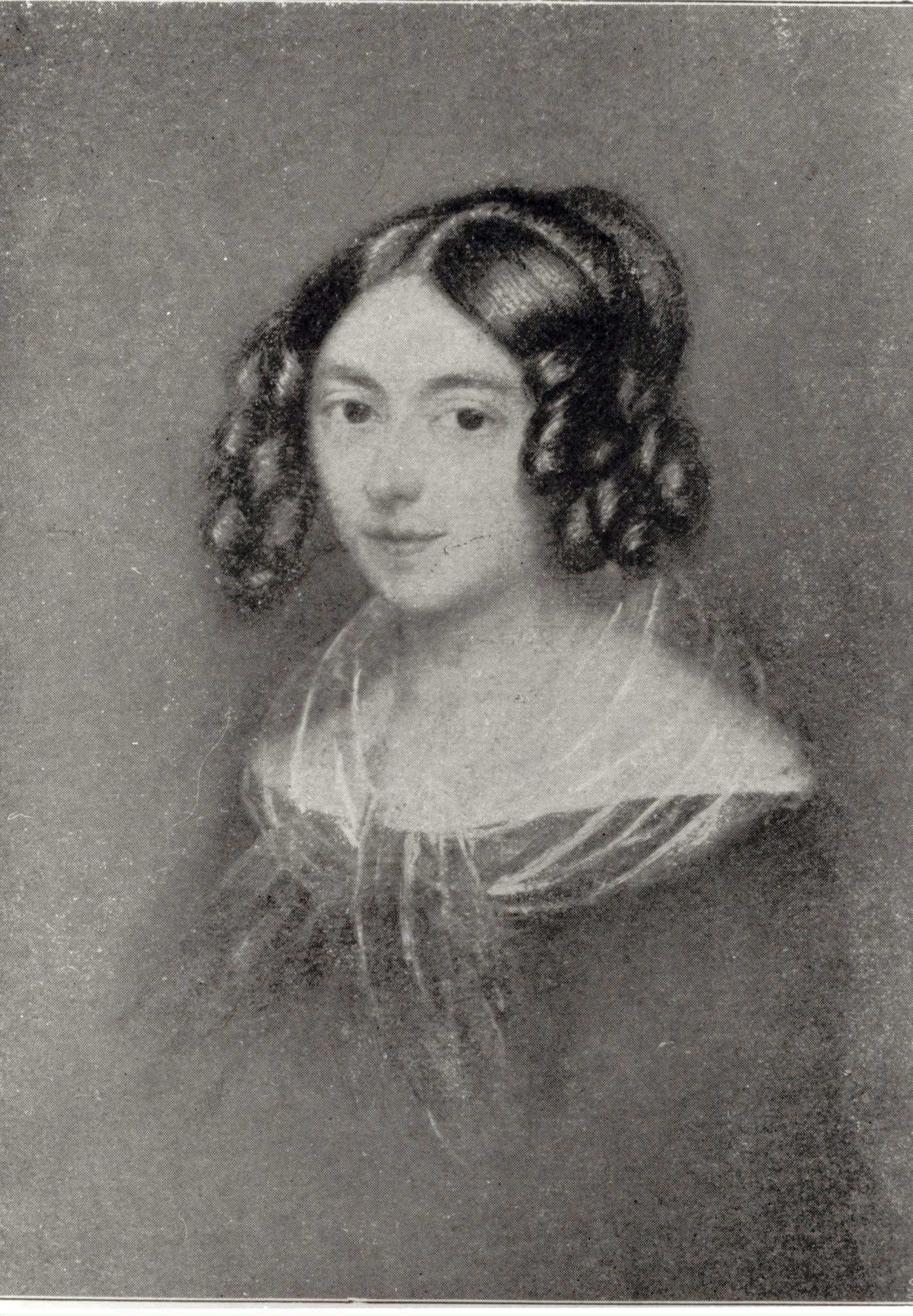
Izabela Chopin
Emilia Chopin

### Französische Staatsbürgerschaft Chopins

Französischer Pass Chopins, der ihm die Ausreise aus Frankreich gestattete, 7. Juli 1837. Gültigkeit ein Jahr.

Chopin hatte durch seinen französischstämmigen Vater einen Anspruch auf die französische Staatsbürgerschaft, die er vier Jahre nach seiner Ankunft in Frankreich zusätzlich erhielt. Der Anspruch leitete sich vom Code Napoléon aus dem Jahre 1804 ab, in dem es in Artikel 10 hieß: „Jedes im Ausland geborene Kind eines Franzosen ist Franzose.“ (französisch Tout enfant né d’un Français à l’étranger est Français.). In Artikel 12 hieß es ferner, dass „der Status einer Ausländerin, die einen Franzosen heiratet, dem Status ihres Ehemannes folge“ (französisch L’étrangère qui a épousé un Français suivra la condition de son mari.). Durch diesen Umstand konnte es Chopin vermeiden, mit einem russischen Pass den Status eines politischen Flüchtlings zu erlangen, denn er war nach dem in Polen geltenden Territorialitätsprinzip Pole mit einem durch den russischen Zaren ausgestellten Pass. Dies hätte auch große verwaltungstechnische Probleme ergeben, Auslandsvisa von der russischen Botschaft zu erlangen. Sein erster französischer Pass wurde am 1. August 1835 ausgestellt.
Juristisch gesehen, besaß der Komponist zwei Staatsbürgerschaften. Nach dem Code civil war er durch den Vater automatisch Franzose, gleichzeitig als Bürger des Herzogtums Warschau auch Pole. Durch Kumulation beider Rechtstitel blieb der Status der doppelten Staatsbürgerschaft zeitlebens wirksam. Insofern war Chopin in Frankreich kein Emigrant wie viele seiner Freunde – auch wenn er sich selbst stets mit der Emigration identifizierte, denn seine persönliche Präferenz war unzweideutig. Als Bürger und Patriot war und blieb er Pole, der am tragischen Schicksal seines Volkes leidenschaftlich Anteil nahm.
Aus Anlass einer Reise von Chopin nach London erhielt dieser am 7. Juli 1837 einen von den französischen Behörden ausgestellten Reisepass. Es ist dort sowohl vermerkt, dass er „grau-blaue Augen“ hat (was nicht mit dem Porträt des Komponisten von Delacroix übereinstimmt), als auch, dass Chopin „von französischen Eltern“ abstammt.

### Chopins Herz

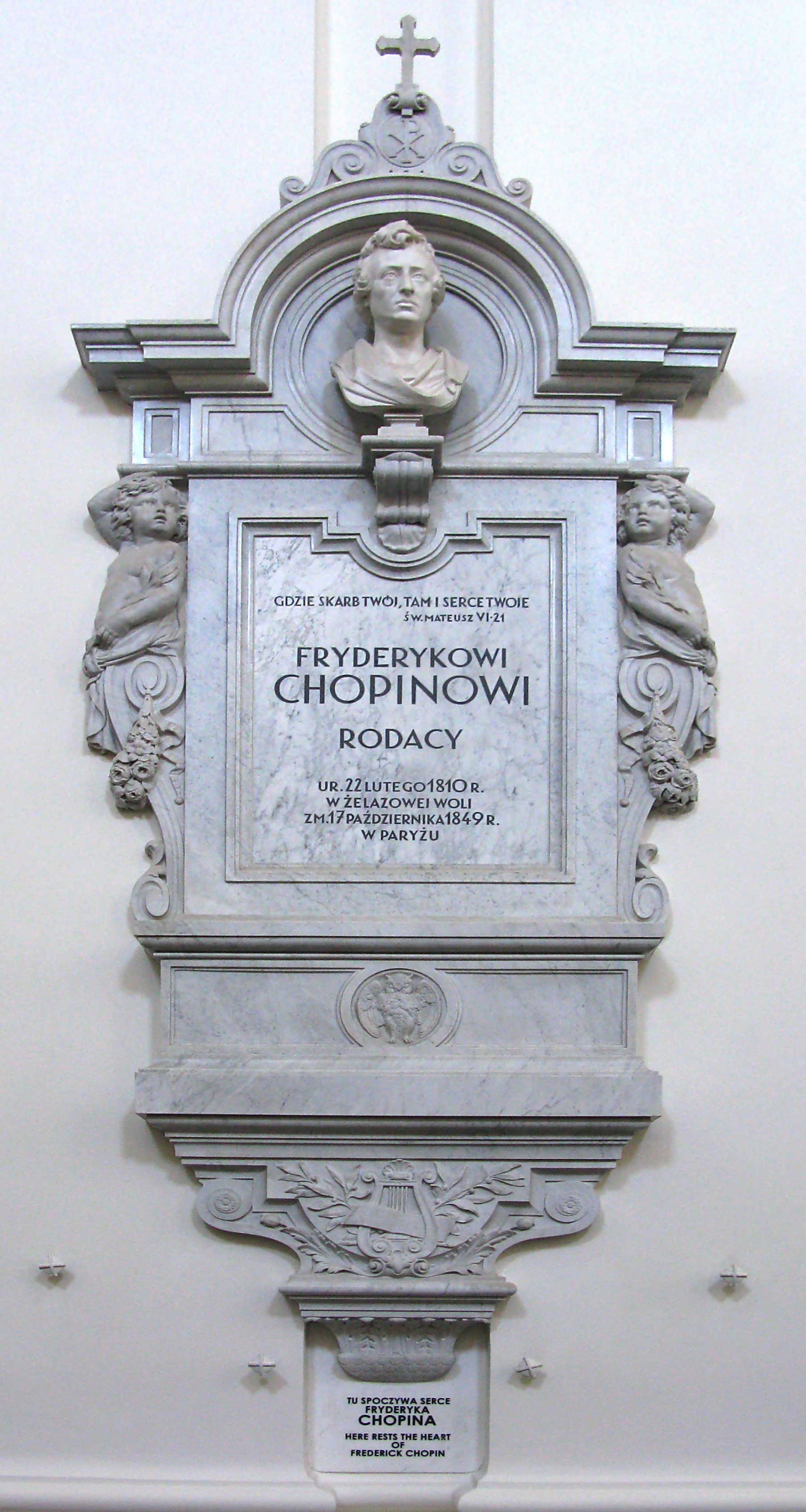
Säule mit dem Herz Chopins in der Heilig-Kreuz-Kirche in Warschau. Epitaph aus Carrara-Marmor (1880) von Leonard Marconi (1835–1899).

Auf seinen ausdrücklichen Wunsch hin wurde Chopins Herz von seiner Schwester Ludwika heimlich in die polnische Heimat gebracht, wo sie es in ihrer Wohnung in der Ul. Podwale in der Warschauer Altstadt aufbewahrte. Nach einigen Wochen wurde das Herz den Priestern der Heilig-Kreuz-Kirche in der Ulica Krakowskie Przedmieście anvertraut, wo es zuerst in der Sakristei und dann in der Krypta der Unterkirche aufbewahrt wurde. Während des Warschauer Aufstands 1944 wurden in der Nähe der Kirche schwere Kämpfe ausgetragen. Der Kaplan der deutschen Truppen, Pfarrer Schulz, überredete den Priester Niedziela, den Deutschen die Urne zu übergeben, um sie vor der Zerstörung zu bewahren. Am 4. September übergaben die Deutschen die Reliquie dem Erzbischof Antoni Władysław Szlagowski und filmten dieses Ereignis zu Propagandazwecken. Die Urne mit Chopins Herz wurde in Milanówek aufbewahrt, wo die Warschauer Bischöfe interniert waren. Sie stand auf dem Klavier in der Salonkapelle im ersten Stock des Presbyteriums der Heiligen-Jadwiga-Kirche bis zum 17. Oktober 1945. An diesem Tag, dem Jahrestag von Chopins Tod, brachten der Pfarrer der Heilig-Kreuz-Kirche, Priester Leopold Petrzyk (1890–1960), der Komponist Bolesław Woytowicz (1899–1980) und der Musikwissenschaftler Bronisław Sydow (1886–1951), begleitet vom polnischen Staatspräsidenten Bolesław Bierut (1892–1956), die Urne zurück zur Heilig-Kreuz-Kirche in Warschau. Die unter lebhafter Anteilnahme der Bevölkerung durchgeführte Aktion führte über Żelazowa Wola, dem Geburtsort Chopins. In der Heilig-Kreuz-Kirche in Warschau enthält die Säule mit dem Herz Chopins die Inschrift: polnisch Gdzie skarb twój, tam i serce twoje ‚„Wo dein Schatz ist, da ist auch dein Herz“‘ (Matthäus 6,21 ). Die Angabe des Geburtsdatums (22. Februar statt 1. März), die sich auch zum Beispiel auf der Plakette an Chopins Sterbehaus in Paris, Place Vendôme 12 befindet, ist umstritten.
Im April 2014 untersuchten der Forensiker Tadeusz Dobosz von der Medizinischen Universität Breslau und der Humangenetiker Michał Witt von der Polnischen Akademie der Wissenschaften in Posen Chopins Herz, das seit mehr als 160 Jahren in einer bernsteinfarbenen Flüssigkeit eingelegt war. Sein Herz war noch immer hervorragend erhalten. Obwohl sie eigentlich beabsichtigten, ihren Mukoviszidose-Verdacht zu erhärten, mussten sie doch die bis dahin angenommene Tuberkulose Diagnose bestätigen.
1926/1928 und nochmals 1929 wurde durch den Marschall Józef Piłsudski der Versuch unternommen, die Gebeine Chopins von Frankreich nach Polen zu überführen und sie in der Wawel-Kathedrale von Krakau an jener Stelle beizusetzen, wo Polens Könige und Freiheitskämpfer ruhen. Die damaligen – und auch späteren – politischen Verhältnisse ließen dies jedoch nicht zu.

### Chopin und die Religion
Chopin fühlte sich zutiefst mit dem Christentum verbunden. In vielen Briefen an seine in Polen verbliebene Familie brachte er seine Sehnsucht nach den in polnisch-katholischer Tradition gefeierten Festen etwa zu Weihnachten oder Ostern zum Ausdruck – mit Bräuchen, die den Franzosen völlig fremd waren, wie Pasterka am Heiligen Abend und dem Weihnachtsessen (polnisch Wigilia) mit polnischen Weihnachtsoblaten und polnischen Weihnachtsliedern (polnisch Bożonarodzeniowe opłatki i kolędy). Dabei werden die Oblaten im Familienkreis gegenseitig gebrochen, wobei man sich Glück und Segen für das kommende Jahr wünscht. Oder die Osterspeisensegnung (polnisch Wielkanocne święcone) am Karsamstag, bei dem die Święconki zur katholischen Pfarrkirche gebracht werden und dort gesegnet und mit Weihwasser besprengt werden, bevor man sie traditionell beim Osterfrühstück am Ostersonntag im Kreis der Familie verzehrt.

### Liste von Chopin-Interpreten
Die Liste von Chopin-Interpreten enthält bekannte Pianisten, die sich überwiegend mit Chopin-Werken befasst oder sich durch besondere Interpretation ausgezeichnet haben.

### Liste bedeutender Chopin-Schüler
Diese Liste enthält Namen von Chopin-Schülern und Enkelschülern, die für die Verbreitung der Lehre Chopins wichtig waren.
- Karol Mikuli (1819–1897)
- Raoul von Koczalski (1885–1948)
- Jane Stirling (1804–1859)
- Marcelina Czartoryska (1817–1894)
- Thomas Dyke Acland Tellefsen (1823–1874)
- Friederike Streicher (1816–1895)
- Vera Rubio (1816–1880)
- Elizavieta Tchernischeff (Czernicheff) (1818–1890)
- Georges-Amédée-Saint-Clair Mathias (1826–1910)
- Adolf Gutmann (1819–1882)
- Emilie von Gretsch (1821–1877)
- Camille Dubois geb. O’Meara[A 39] (1828–1907)
- Wilhelm von Lenz (1808–1883)
- Maria Alexandrowa Harder (1833 – nach 1880)
- Pauline Viardot geb. García (1821–1910)
- Marie Roubaud geb. de Cournand (1822–1916)
- Eliza Peruzzi geb. Eustafiew
- Joseph Schiffmacher (1827–1888)
- Carl Filtsch (1830–1845)
- Zofia Zaleska geb. Rosengardt (1824–1868)

### Rezeption Chopins in der Zeit des Nationalsozialismus
Ab 1934 wünschte sich Adolf Hitler eine Versöhnung mit Polen mit dem Ziel einer außenpolitischen Stärkung. Propagandaminister Joseph Goebbels unterzeichnete ein deutsch-polnisches Medienabkommen. Danach sollte „eine freundschaftliche Atmosphäre geschaffen und die Aussöhnung vorangetrieben werden“. Musikalisch musste dafür Fryderyk Chopin herhalten: Seine Werke wurden in den deutschen Rundfunksendern gespielt. In den deutschen Opernhäusern tanzte man Ballette zu Chopins Musik, Deutschland unterstützte Polen finanziell beim Erwerb kostbarer Chopin-Handschriften.
Mit der britisch-französischen Garantieerklärung vom 31. März 1939 an Polen, welche die Unabhängigkeit Polens zum Gegenstand hatte, kippte die Stimmung. Die Nationalsozialisten unterstellten Chopins Musik revolutionäre Gedanken. Seitdem war es verboten, Musikwerke aufzuführen, die mit der polnischen Nationaltradition zusammenhingen. Dies galt auch im Warschauer Ghetto, von dem der Kritiker Marcel Reich-Ranicki (1920–2013) in seiner Autobiographie berichtet, dass gelegentlich ein Pianist ein weniger bekanntes Werk Chopins als Zugabe spielte und auf die Frage eines Aufsehers, wessen Stück er spiele, zynisch auf Schumann verwies.
Hans Frank (1900–1946), nationalsozialistischer Generalgouverneur von Polen, versuchte Chopin als „Friedrich Schopping" zu germanisieren. Frank wollte zwar den „slawischen Barbaren“ Kultur bringen, hatte aber auch eine Affinität zu ihrer Kultur.
Am 25. September 1939, um 8 Uhr, fand eine Liveübertragung eines Klavierkonzerts im Polnischen Radio statt. Władysław Szpilman (1911–2000) spielte gerade Chopins Nocturne cis-Moll (B. 49, KK IVa/16 Cho 127:Con gran espressione, auch „Nocturne“ genannt), als die ersten deutschen Bomben auf Warschau fielen und der polnische Rundfunk seine Sendung wegen des Angriffs deutscher Truppen auf Warschau unterbrach. Mit demselben Stück nahm der polnische Rundfunk seine Sendungen nach dem Zweiten Weltkrieg wieder auf.
Das Chopin-Denkmal in Warschau wurde 1907 von Wacław Szymanowski (1859–1930) entworfen und sollte ursprünglich zur Wiederkehr Chopins 100. Geburtstag 1910 eingeweiht werden. Durch Kontroversen über das Design und durch den Ersten Weltkrieg bedingt, wurde es erst 1926 im Łazienki-Park errichtet. Es zeigt den sitzenden Chopin unter einer stilisierten Pianistenhand, die in den Adlerkopf des Wappens Polens übergeht. Nach dem Überfall auf Polen sprengte die deutsche Wehrmacht dieses Denkmal am 31. Mai 1940. Nachdem die Gussform den Zweiten Weltkrieg überstand, konnte ein Replikat des Denkmals nach dem Krieg angefertigt werden, das 1958 am ursprünglichen Ort wieder aufgestellt wurde.

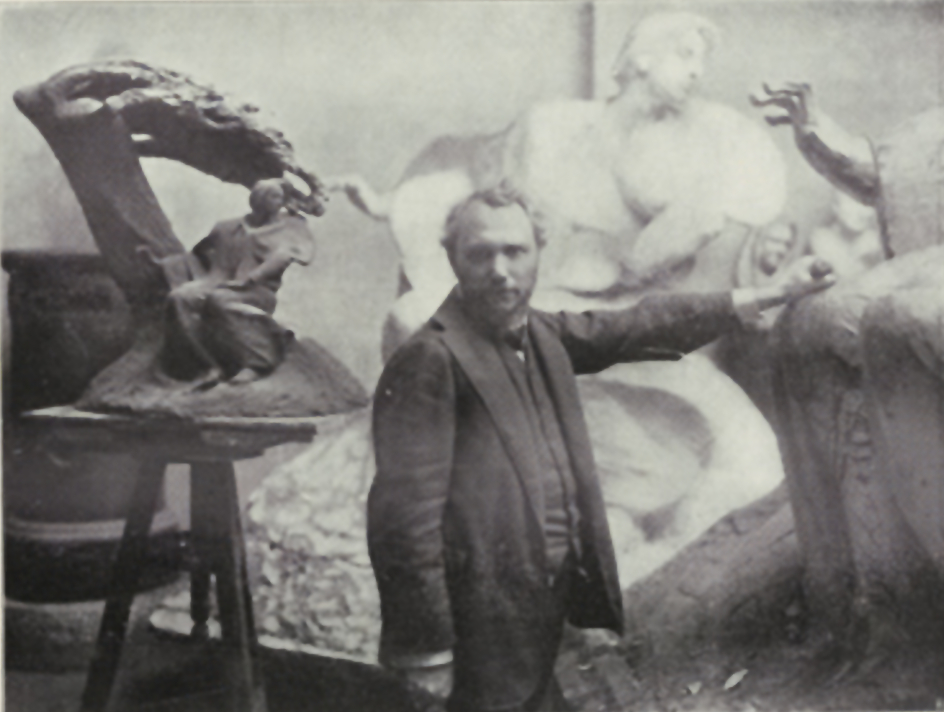
Wacław Szymanowski in seinem Atelier in Krakau während der Arbeit am Denkmal Chopins (1911)
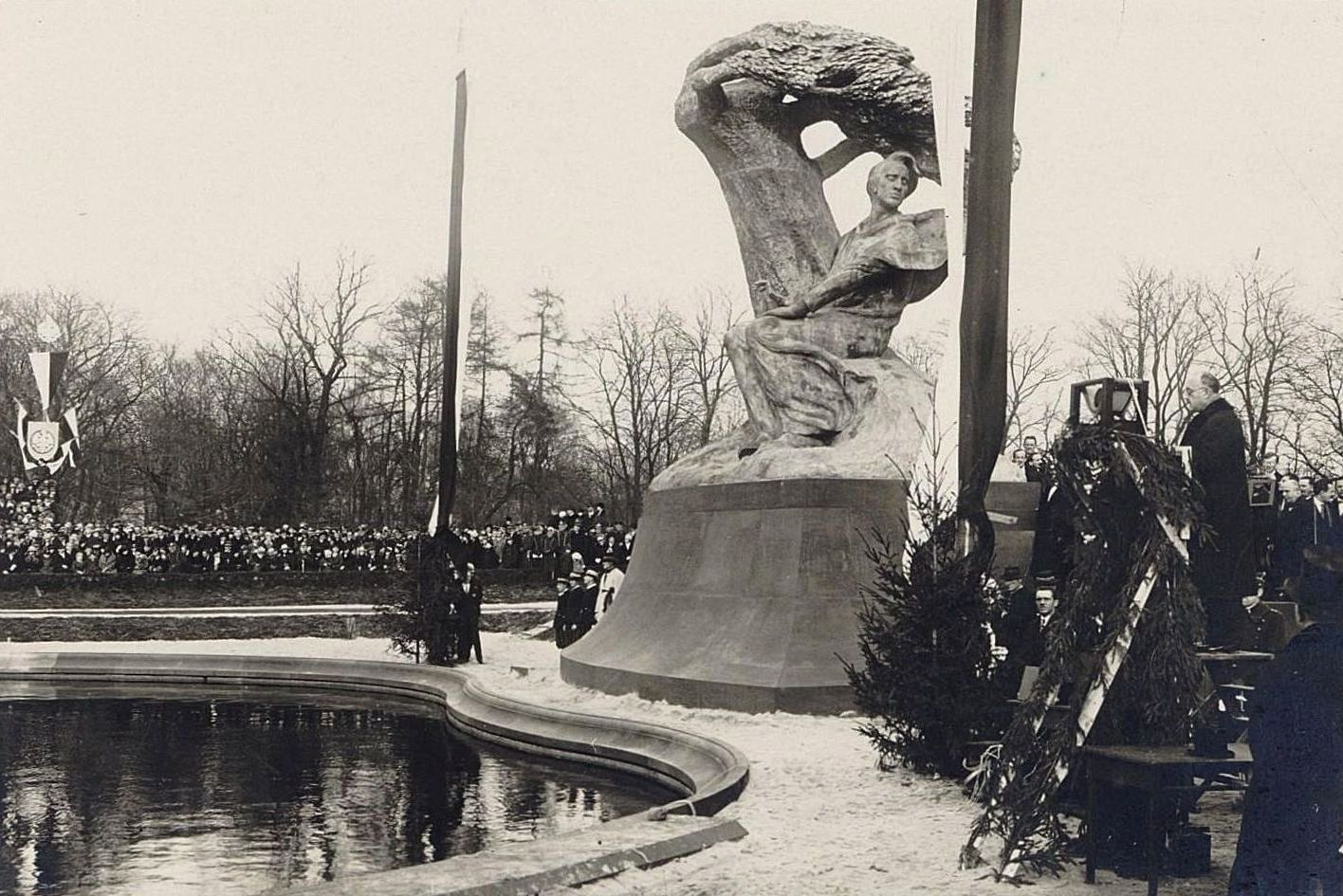
Enthüllung des Warschauer Chopin-Denkmals 1926
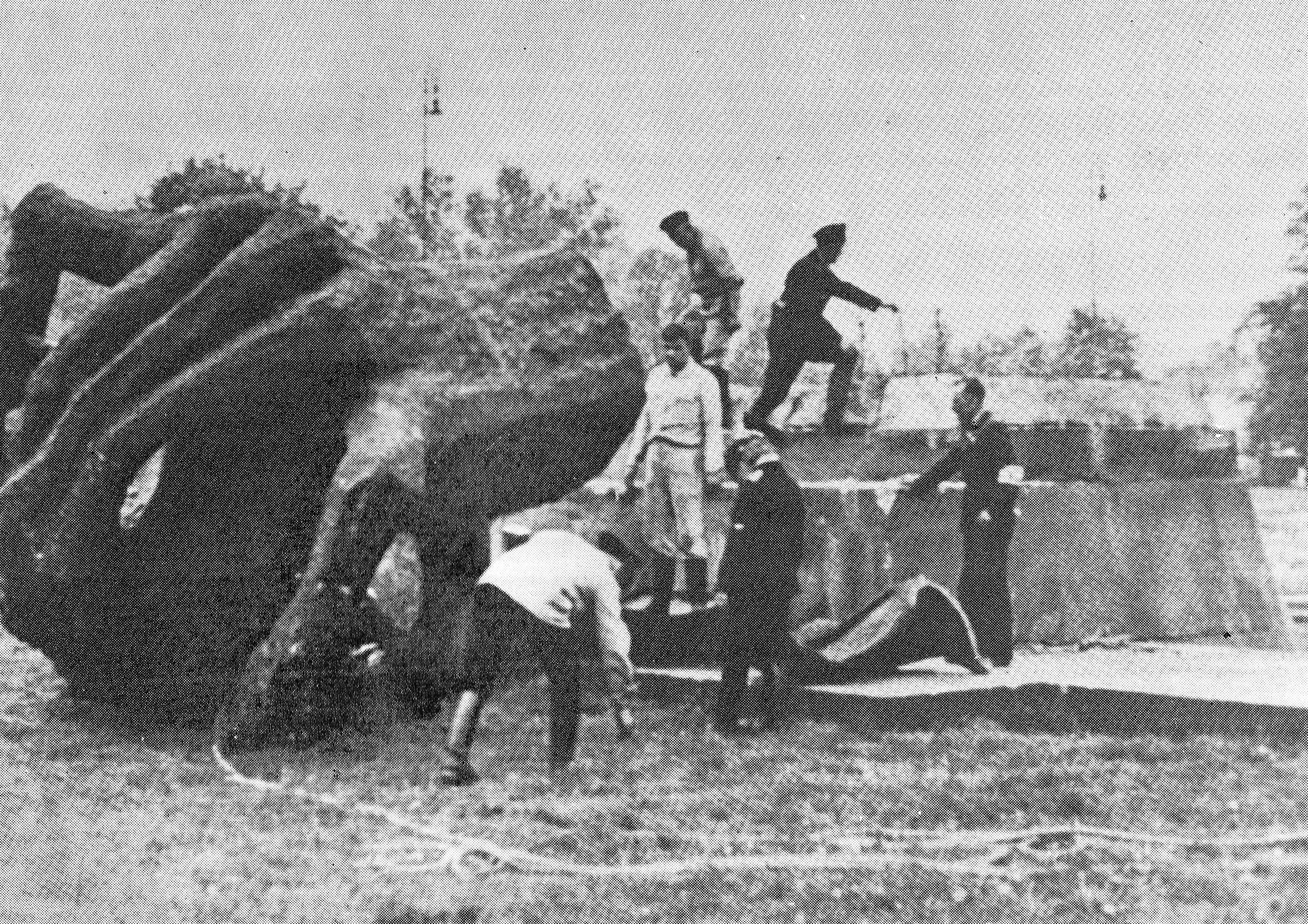
Zerstörung des Chopin-Denkmals durch deutsche Truppen am 31. Mai 1940
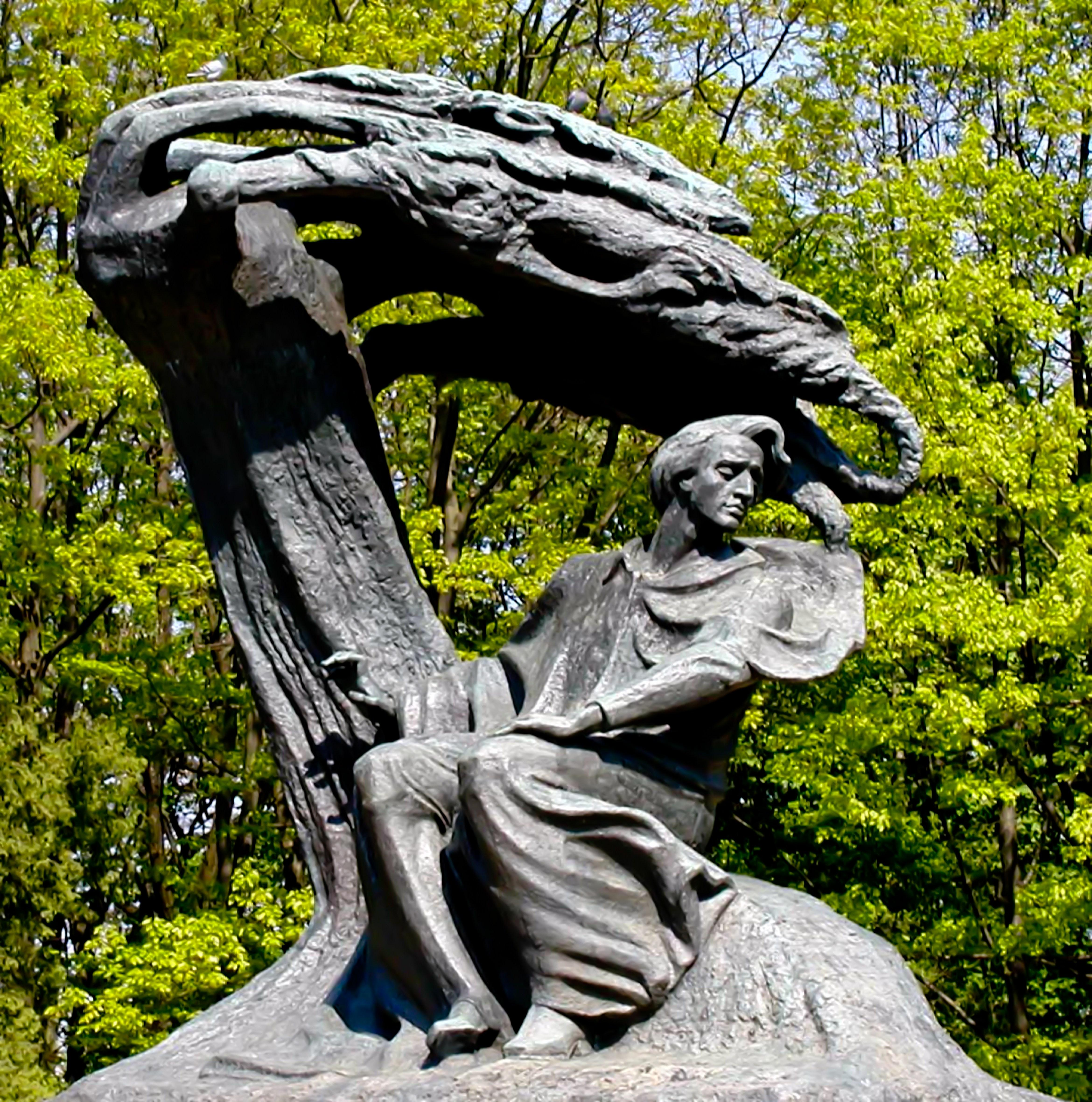
1958 wieder errichtetes Denkmal Chopins in Warschau

### Klaviere und Flügel aus der Zeit Chopins
Es gibt einige originale, noch spielbare Klaviere und Flügel von Pleyel, Érard und Broadwood, die mit Chopin in Verbindung gebracht werden oder auf denen Chopin nachweislich gespielt hat. Chopin hatte zu den drei genannten wichtigen Klavierbauern ein gutes Verhältnis. Camille Pleyel war auch mit Broadwood befreundet und empfahl sogar Chopin, auf dessen Englandreise 1848 sich der Instrumente von Broadwood zu bedienen. Mit Camille Pleyel hatte Chopin ein enges, freundschaftliches Verhältnis, das von gegenseitiger Wertschätzung und von Vertrauen geprägt war. Pleyel stellte Chopin seine besten Instrumente kostenlos zur Verfügung, die dann nach einiger Zeit verkauft wurden, manchmal von Chopin selbst (so zum Beispiel das „pianino“, Pleyel Nr. 6668 von Valldemossa nach dem Aufenthalt auf Mallorca oder der für die Englandreise nach London gebrachte Pleyel-Flügel Nr. 13819).
Es konnten folgende Instrumente von Pleyel und Broadwood nachgewiesen werden, auf denen Chopin mit Sicherheit gespielt hat:
- Klavier („pianino“) Nr. 6668 / Kartause von Valldemossa.
- Flügel („piano à queue“) Nr. 7267 / Musée de la musique, Paris.
- Flügel („piano à queue“) Nr. 12480 / Stiftelsen Musikkulturens Främjande, Stockholm.
- Flügel („piano à queue“) Nr. 13189 / Cobbe Collection, Hatchlands Park, Surrey UK.
- Klavier („pianino“) Nr. 13555 / Narodowy Instytut Fryderyka Chopina, Warschau.
- Flügel („piano à queue“) Nr. 13716 / Museum der Jagiellonen-Universität, Krakau.
- Flügel („piano à queue“) Nr. 13819 / Cobbe Collection, Hatchlands Park, Surrey UK.
- Flügel („piano à queue“) Nr. 13823 / Museum der Jagiellonen-Universität, Krakau.
- Flügel („piano à queue“) Nr. 14810 / Frédéric-Chopin-Museum Warschau.
- Flügel („piano à queue“) Nr. 11265 / Privatbesitz eines deutschen Sammlers.

Im Einzelnen:
- Pleyel-Klavier Nr. 6668. Fertigstellung: 1838.
Das Instrument wurde im Januar 1839 von Pleyel nach Mallorca geschickt. Vor seiner Heimreise im Februar 1839, verkaufte Chopin das Klavier für Pleyel dem Bankier Canut.
Heutiger Standort: Kartause von Valldemossa. Zelle 4, Chopinmuseum.[129]

- Pleyel-Flügel Nr. 7267. Fertigstellung: 1839.
Das Instrument wurde Chopin ab Oktober 1839, als er in Paris in die Rue Tronchet 5 zog, von Pleyel zur Verfügung gestellt. Es wurde im Mai 1841 an Natalia Obreskoff, eine Bewunderin Chopins, verkauft.
Heutiger Standort: Musée de la musique. Paris.[130]

- Pleyel-Flügel Nr. 12480. Fertigstellung: 1845.
Er wurde Chopin ab Dezember 1846 zur Verfügung gestellt und 1847 verkauft.
Heutiger Standort: The Nydahl Collection. Stiftelsen Musikkulturens Främjamde, Stockholm.

- Erard-Flügel Nr. 713. Fertigstellung: 1843.[131]
Jane Stirling, die auch einen Pleyel-Flügel besaß (Nr. 13823), kaufte das Instrument 1843, dem Jahr, in dem sie Schülerin Chopins wurde. Der Flügel befand sich seit 1847 wieder in England und wurde im Oktober 1848 nach Keir House, dem Sitz der Familie Stirling in Schottland gebracht. Hier hielt sich auch Chopin während seiner Schottlandreise auf.
Heutiger Standort: The Cobbe-Collection in Hatchlands Park, East Clandon, Surrey, UK.

- Pleyel-Flügel Nr. 11265.[132] Fertigstellung: 1844.
Er wurde von Chopin gekauft und stand vom 29. November 1844 bis zum 12. Juni 1845 in seiner Wohnung in Paris, Square d’Orléans 9. Eine Restaurierung erfolgte im Jahr 2009 von der Firma Edwin Beunk & Johan Wennink, Enschede, Niederlande.
Heutiger Standort: Privatbesitz eines deutschen Sammlers.

- Pleyel-Flügel Nr. 12342. Fertigstellung: 1845.
Der Flügel wurde 2006 von Madame Migaux der Polnischen Bibliothek in Paris (Bibliothèque Polonaise de Paris, Biblioteca Polska w Paryżu) geschenkt. In einem Begleitbrief wird ausgeführt, dass Chopin bei „réunions musicales“, die von Monsieur de Bantel in Evreux veranstaltet wurden, auf diesem Instrument gespielt haben soll.
Heutiger Standort: Bibliothèque Polonaise de Paris, Salon Chopin.

- Pleyel-Klavier Nr. 13555, Fertigstellung: 1846 oder 1847.
Chopin suchte das Instrument 1848 für seine Schülerin Madame Raymond aus. Auf der Mechanik des Klavieres befindet sich mit Bleistift geschrieben die Signatur Chopins.
Heutiger Standort: Narodowy Instytut Fryderyka Chopina, Warschau.[133]

- Pleyel-Flügel Nr. 13716. Fertigstellung: 1847.
Chopin suchte das Instrument für die Gräfin Katarzyna Potocka aus. Es wurde am 7. Februar 1848 nach Polen verkauft.
Heutiger Standort: Museum der Jagiellonen-Universität (polnisch Universytet Jagielloński), Krakau.

- Pleyel-Flügel Nr. 13819.[134] Fertigstellung: Januar 1848.[A 40]
Chopin nannte diesen Flügel „seinen Eigenen“, er war ihm aber von Pleyel nur zur Verfügung gestellt worden. Das Instrument wurde sehr wahrscheinlich in Chopins letztem Pariser Konzert am 16. Februar 1848 verwendet. Er nahm es im April 1848 mit nach London und gab auf ihm sein erstes Konzert in Gore House, dem Sitz von Lady Blessington und Count d’Orsay. Als er London verließ, verkaufte er es Ende Juli 1848 für Pleyel an Lady Trotter, der Witwe von Sir Coutts Trotter, London.
Heutiger Standort: The Cobbe-Collection. Hatchlands Park, East Clandon, Surrey, UK.[135]

- Pleyel-Flügel Nr. 13823. Fertigstellung: 1847.[136]
Der Flügel wurde am 15. November 1847 für 2500 francs von Jane Stirling in Paris gekauft. Er stand laut einer brieflichen Mitteilung von Chopin an Franchomme vom 11. August 1848 in Chopins Salon. Im Innern des Instrumentes befindet sich eine mit Tinte geschriebene Signatur: „Frédéric Chopin 15 novembre 1848“. Édouard Ganche erhielt den Flügel am 30. Juli 1927 von Anne D. Houston, einer Großnichte von Jane Stirling.[137]
Heutiger Standort: Museum der Jagiellonen-Universität, Grüner Saal (polnisch Muzeum Universytetu Jagiellońskiego, Zielona Sala), Krakau.

- Broadwood-Flügel Nr. 17047. Fertigstellung: 1847.[138]
Das Instrument wurde Chopin für seine Konzerte in London im Mai, Juni, Juli und November 1848, sowie das Konzert in Manchester im August 1848 zur Verfügung gestellt. Chopin gab auf diesem Instrument am 16. November 1848 in der Guildhall in London das letzte öffentliche Konzert seiner Laufbahn. Der Flügel ist Eigentum der Royal Academy of Music und wurde 1991 als Dauerleihgabe in die Cobbe-Collection gebracht. Er wurde von David Hunt restauriert.
Heutiger Standort: The Cobbe-Collection in Hatchlands Park, East Clandon, Surrey, UK.

- Pleyel-Flügel Nr. 14810. „Das letzte Klavier Frédéric Chopins“, Fertigstellung November 1848.
Pleyel stellte den Flügel Chopin von Ende November 1848 bis zu seinem Tod am 17. Oktober 1849 zur Verfügung. Er befand sich in den letzten beiden Pariser Wohnungen Chopins in Chaillot und Place Vendôme Nr. 12. Jane Stirling kaufte nach Chopins Tod das Instrument am 11. Dezember 1849 und schenkte es Chopins älterer Schwester Ludwika Jędrzejewicz. Es wurde im Juni 1850 auf dem Seeweg Le Havre – Danzig in einer gegen die Feuchtigkeit schützenden Kiste aus Weißblech („en fer blanc“) nach Warschau gebracht und blieb in Familienbesitz. Am 3. April 1924 verkaufte Maria Ciechomska, eine Enkelin von Ludwika, den Flügel dem Nationalmuseum Warschau (Muzeum narodowe w Warszawie).[139] Während des Zweiten Weltkrieges wurde das Instrument nach der Niederschlagung des Aufstandes von den deutschen Besatzern nach Österreich gebracht. Am 24. April 1946 kehrte es nach Warschau zurück und wurde eine Zeitlang in Żelazowa Wola ausgestellt. 1958 wurde der Flügel zuerst vom Nationalmuseum verwahrt und dann als Dauerleihgabe der Chopingesellschaft (Towarzystwo im.[=imienia] Fryderyka Chopina) dem Chopin-Museum im Ostrogski-Palast überlassen. Ende der 1950er Jahre wurde der Flügel nach damaligen Vorstellungen und technischen Möglichkeiten restauriert. Aus heutiger Sicht hat die Restaurierung das Instrument ruiniert. Es wurde unter anderem durch den Einbau moderner Stahlsaiten mit starker Spannung und Veränderung der Hämmer seines historischen Klanges beraubt. Eine ungefähre Vorstellung des Klanges dieses Instrumentes gibt eine Aufnahme mit Zbigniew Drzewiecki (Polskie Nagrania, Muza X 0117)[140]
Heutiger Standort: Frédéric-Chopin-Museum Warschau (Muzeum Fryderyka Chopina w Warszawie). Das Narodowy Institut Fryderyku Chopina gab 2018 eine Untersuchung des Instrumentes in Auftrag, deren Ergebnis zu weiteren Restaurierungsarbeiten im Jahre 2021 durch den amerikanischen Experten für historische Tasteninstrumente Paul McNulty führte.[141]

- Pleyel-Klavier Nr. 15025.
Auf diesem heute im Salon des Maison de George Sand in Nohant stehenden Instrument hat Chopin nie gespielt. Es wurde erst am 25. Mai 1849 von George Sand gekauft, also nach der Trennung von Chopin.

### Chopin-Aufnahmen auf historischen Instrumenten
- Alexei Ljubimow. Chopin, Bach, Mozart, Beethoven „At Chopin’s Home Piano“. Pleyel 1843, Hammerflügel.
- Krzysztof Książek. Fryderyk Chopin, Karol Kurpiński „Piano Concerto No. 2 f-moll (solo version), Mazurkas, Ballade; Fugue & Coda B-dur“. Hammerflügel nach Buchholtz von Paul McNulty.
- Viviana Sofronitsky, Sergei Istomin. Fryderyk Chopin „Complete works for cello and piano“. Hammerflügeln nach Pleyel 1830 und Conrad Graf 1819 von Paul McNulty.
- Dina Yoffe. Fryderyk Chopin „Piano Concertos No. 1 & 2, version for one piano“. Pleyel 1848, Erard 1838, Hammerflügel.
- Riko Fukuda, Tomias Koch. Chopin, Mendelssohn, Moscheles, Hiller, Liszt. Œuvres pour duo de pianofortes". Conrad Graf 1830 und 1845, Hammerflügel.
- Tomasz Ritter. Fryderyk Chopin „Sonata in B Minor, Ballade in F minor, Polonaises, Mazurkas“. Karol Kurpinski „Polonaise in D minor“. Hammerflügel Pleyel 1842 und Erard 1837, Hammerflügel nach Buchholtz 1825–1826 von Paul McNulty.
- Frédéric Chopin (1810–1849) und das Fortepiano seiner Zeit. Jean Goverts spielt auf Instrumenten von Érard (1832) und J. B. Streicher (1842). Deutsche Harmonia Mundi, Freiburg 1992, HM 833-2.(Aufgenommen: 19.–22. August 1986. Die Instrumente stammen aus den Sammlungen des Historischen Museums Basel und der Schola Cantorum Basiliensis. Enthält: Sonate b-Moll op. 35, Nocturne c-Moll op. 48/1, Variationen über das Lied „Der Schweizer Bub“ E-Dur op. posth., Cantabile B-Dur op. posth., Moderato E-Dur „Feuille d'Album“ op. posth., Largo Es-Dur op. posth., Fuga a-Moll op. posth., Berceuse Des-Dur op. 57, Andante spianato G-Dur op. 22/1, Nocturne c-Moll op. posth.)

### Schutz des Erbes Chopins
In Polen stellen nach Art. 1 Abs. 1 des Gesetzes vom 3. Februar 2001 über den Schutz des Erbes von Fryderyk Chopin seine Werke und damit zusammenhängenden Gegenstände ein nationales Gut dar, das einem besonderen Schutz unterliegt. Das Gesetz betrifft die Verwendung von Chopins Bild und Nachnamen in Marken, während es jedoch nicht für seine Werke gilt, die öffentlich zugänglich sind.
Das Nationale Fryderyk-Chopin-Institut (NIFC=Narodowy Institut Fryderyka Chopina) befasst sich mit dem Schutz des Erbes des Komponisten, unterstützt vom Patentamt der Republik Polen. Unternehmen, die eine Marke einschließlich des Namens oder der Abbildung von Fryderyk Chopin registrieren möchten, müssen zuvor die Genehmigung des NIFC einholen. Das Institut setzt voraus, dass Produkte, die das Bild oder den Namen eines Komponisten tragen, von hoher Qualität sind und mit Polen assoziiert werden. Um die Verwendung einer solchen Marke für kommerzielle Zwecke zu akzeptieren, erhebt das Institut eine jährliche Gebühr und einen Prozentsatz des erzielten Gewinns.

## Ehrungen (Auswahl)

### Denkmäler
- Chopin-Denkmal in Warschau
- Fryderyk-Chopin-Denkmal in Żelazowa Wola.
- Schon zur Kaiserzeit wurde von seinen Verehrern im schlesischen Bad Reinerz ein Chopin-Denkmal errichtet.
- Bronze-Statue von Józek Nowak, 2010 im Finanzgarten aufgestellt.
- Denkmal La note bleue in Wien, ein Geschenk der polnischen Regierung an die Stadt Wien.[143] Im Schweizergarten, in der Nähe von Schloss Belvedere, erinnert ein 2,4 Meter hohes Denkmal des polnischen Künstlers Krzysztof M. Bednarski (* 1953) an Chopins Wiener Zeit. In der Art eines Scherenschnitts zeigt es die Silhouette des Komponistenkopfes, die mit Löchern durchbrochen ist, die an Klaviertasten erinnern. Dahinter steigt ein großer Vogel in den Himmel auf. Das Denkmal bezieht aus der symbolischen „blauen Note“, die die französische Schriftstellerin George Sand in der Musik ihres Liebhabers Chopin erkannte, seinen Namen.
- Chopin-Denkmal in Hamamatsu (Kopie im Maßstab 1:1 des Denkmals im Łazienki-Park).
- Chopin-Denkmal in Manchester[144]
- Chopin-Denkmal in Tirana[145]

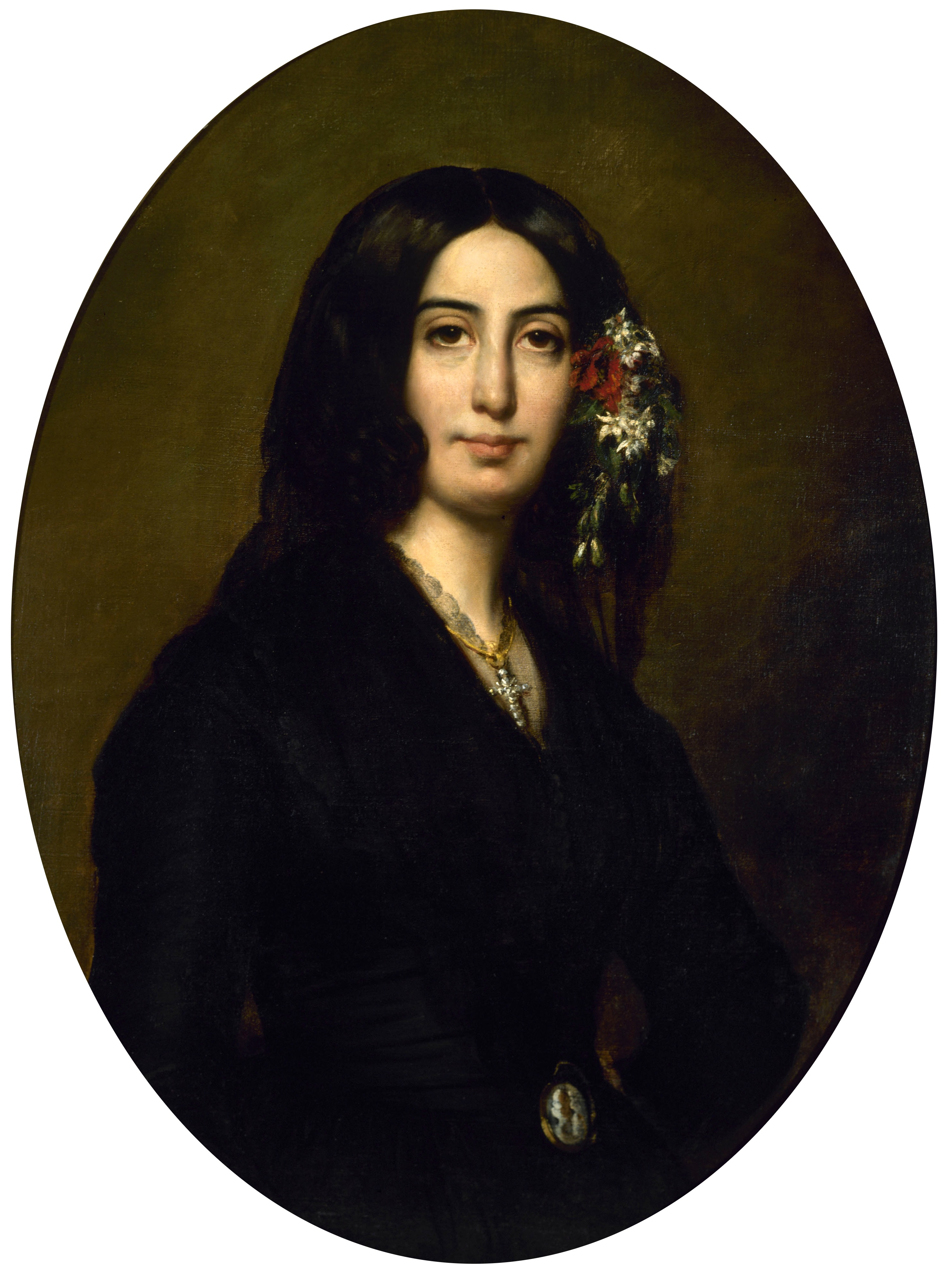
Auguste Charpentier: George Sand, 1838, Öl auf Leinwand, 85 × 64,5 cm, Paris, Musée de la vie romantique

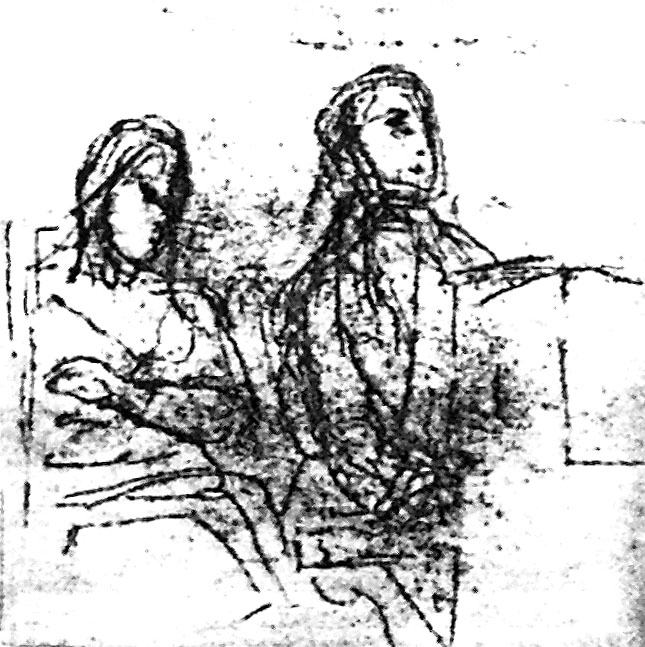
Eugène Delacroix: Dessin préparatoire pour le double portrait de Frédéric Chopin et George Sand („Vorstudie zum Doppelporträt von F. Chopin und G. Sand“), Bleistift auf braunem Papier, 12,6 × 14,3 cm, Paris, Musée du Louvre, Cabinet des dessins

- Chopin-Denkmal in Singapur, Bronze-Skulptur von Frédéric Chopin und George Sand in Singapore Botanic Gardens, 2008.

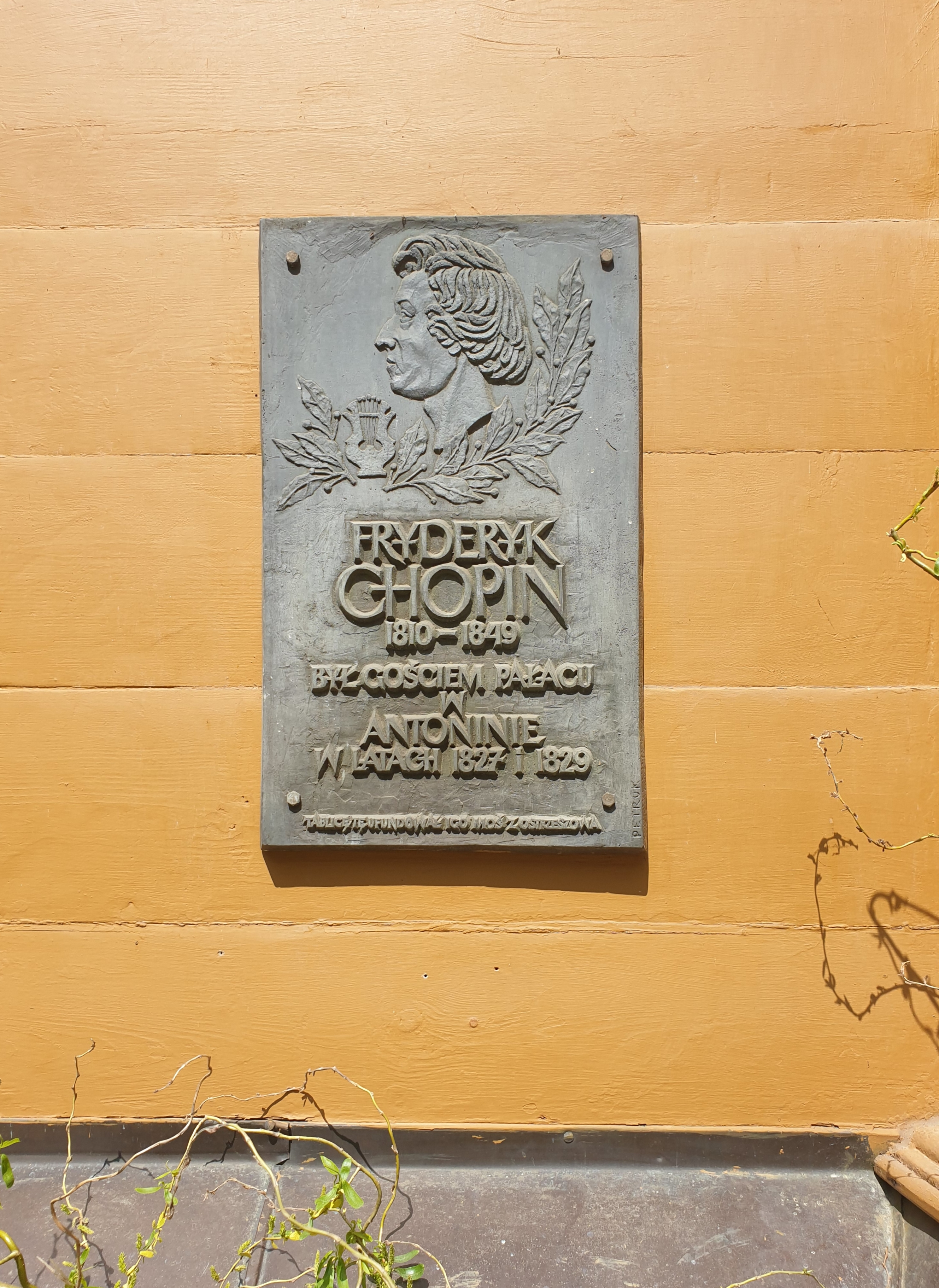
Diese Tafel am Jagdschloss von Antonin erinnert an den mehrfachen Aufenthalt und die Konzerte Chopins beim Fürsten Antoni Henryk Radziwiłł, Foto Mai 2023

- Diese Tafel am Jagdschloss von Antonin erinnert an den mehrfachen Aufenthalt und die Konzerte Chopins beim Fürsten Antoni Henryk Radziwiłł, Foto Mai 2023

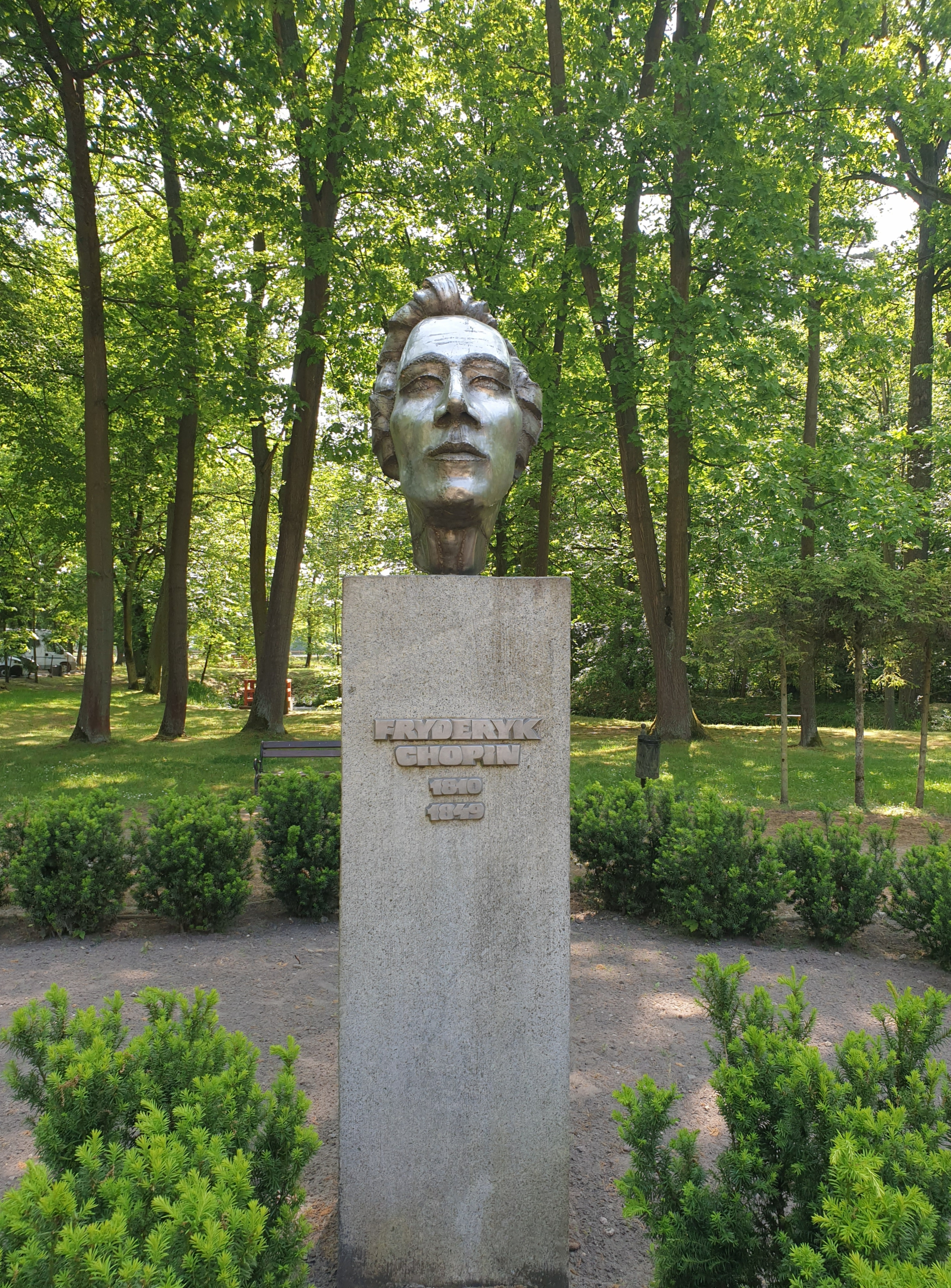
Chopin-Denkmal im Park des Jagdschlosses von Antonin, Foto Mai 2023

### Chopin als Namensgeber
- Die Fryderyk-Chopin-Universität für Musik (polnisch Uniwersytet Muzyczny Fryderyka Chopina (UMFC) (früher: Akademia Muzyczna im. Fryderyka Chopina w Warszawie, PWSM)) in Warschau,
- Die Britische Nordgrönlandexpedition von 1952 bis 1954 gab einem Tal in Ostgrönland den Namen Chopin Dal.[146]
- Das UK Antarctic Place-Names Committee benannte den Chopin Hill am 2. März 1961 nach dem Komponisten.
- 1976 Benennung des Chopin-Kraters auf dem Planeten Merkur.
- Chopin Ridge (polnisch Grań Chopina) wurde 1977/1979 ein 265 m hoher Bergkamm auf King George Island im Archipel der Südlichen Shetlandinseln nach dem Komponisten benannt.
- Eine Rosenart wurde nach Chopin benannt. Sie wurde 1980 von Stanisław Żyła gezüchtet.[147]
- (3784) Chopin ist ein Asteroid des Hauptgürtels, der am 31. Oktober 1986 nach Frédéric Chopin benannt wurde.
- Die Fryderyk Chopin ist eine 1992 gebaute stählerne Brigg, die auf den Namen des Komponisten getauft wurde.
- Der Warschauer Flughafen (Lotnisko Chopina w Warszawie) wurde 2001 nach Fryderyk Chopin benannt.

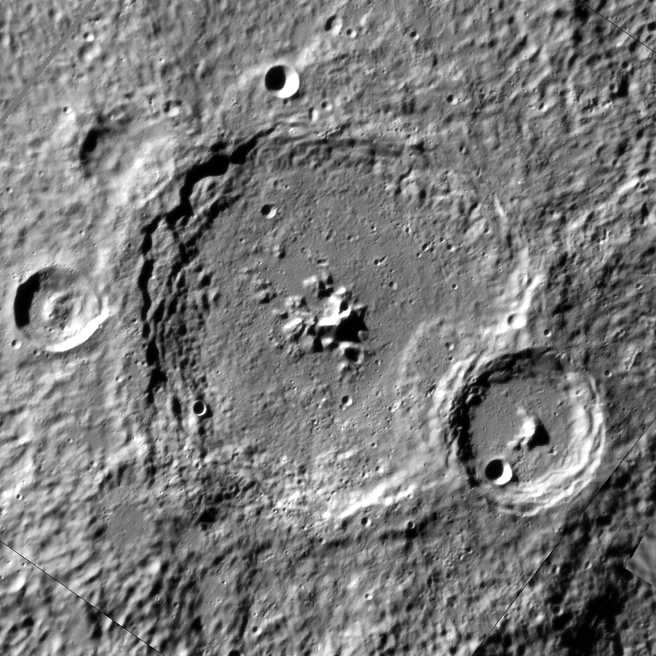
Chopin-Krater auf dem Planeten Merkur, aufgenommen von der NASA-Raumsonde MESSENGER
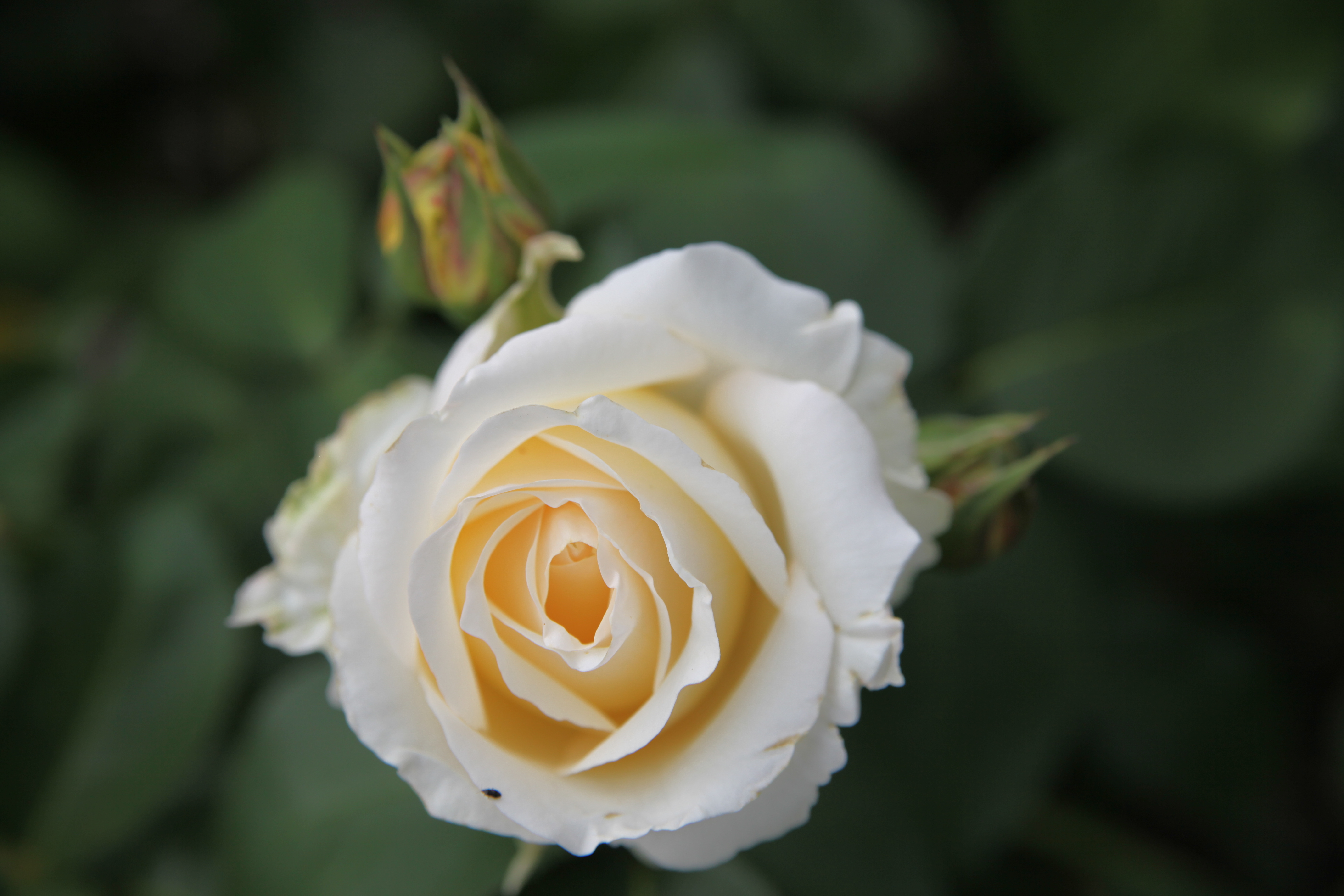
Chopin-Rose
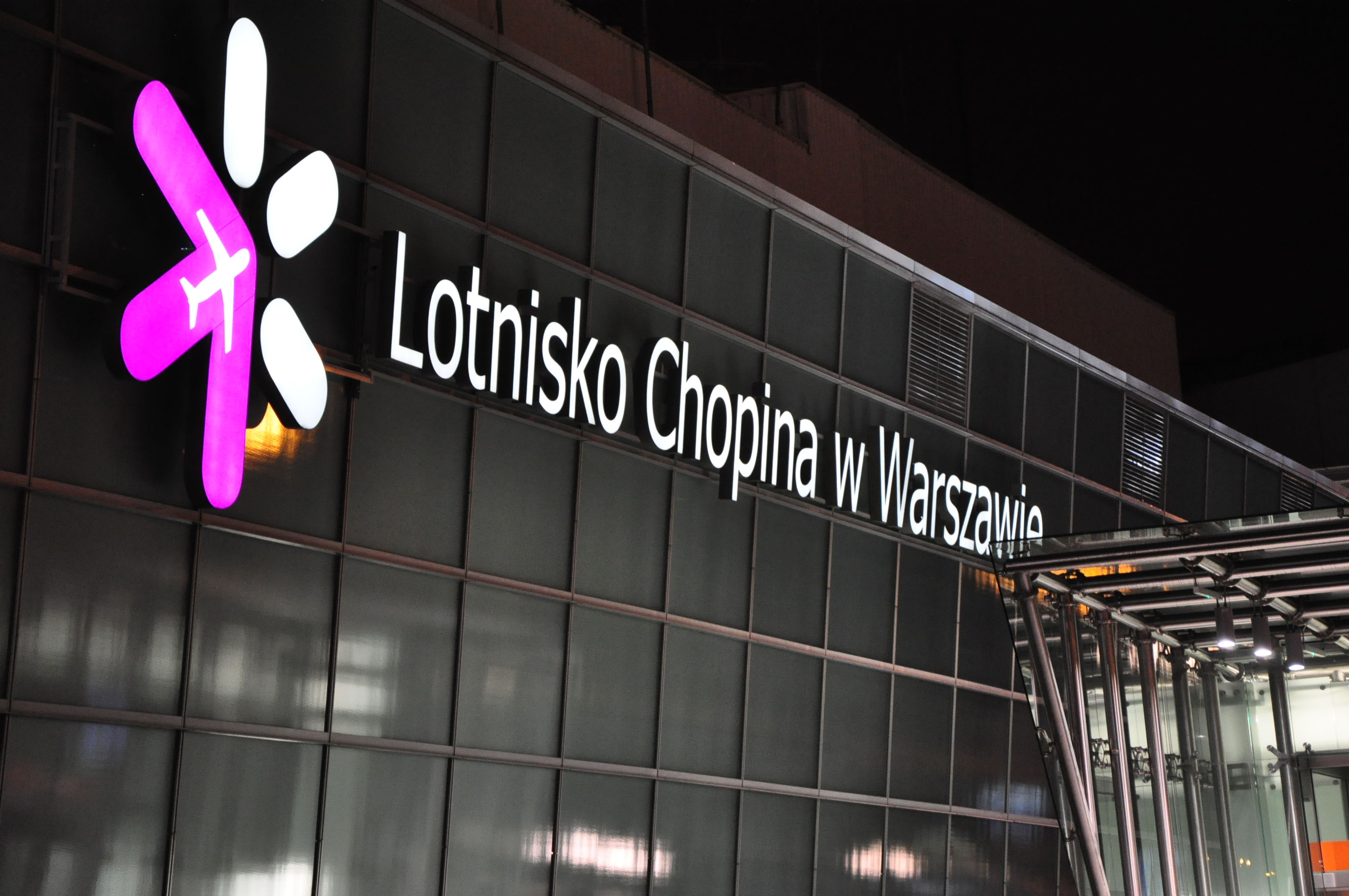
Flughafen Fryderyk Chopin in Warschau

### Sonstiges
- 1935 wurde die Transkription für Gitarre der Mazurka, opus 63, Nr. 3 von Andrés Segovia veröffentlicht.[148]
- 2007 erschien das japanische Computer-Rollenspiel Eternal Sonata für Xbox 360 und PlayStation 3, in dem Frédéric Chopin eine spielbare Figur ist. Das Spiel enthält einige Werke Chopins und informiert den Spieler über einige biografische Daten des Musikers.
- 2010 veröffentlichte Peter Finger das Gitarrenstück Onkel Frédéric auf seinem Album Flow, eine Hommage an den Walzer-Komponisten Chopin.[149]
- Im Chopinjahr 2010 wurde in Warschau (ul. Emilii Plater) Chopin zu Ehren ein Zebrastreifen im Aussehen einer Klaviertastatur angelegt.
- Weltweit erschienen zahlreiche Briefmarken und Münzen mit dem Konterfei Chopins.

## Darstellung Chopins in Film, Kunst und Literatur

### Filme über Frédéric Chopin (Auswahl)
Es gibt fast 300 Titel in der größten Internet-Filmdatenbank, Internet Movie Database (IMDb), unter „Frédéric Chopin“, ein weiteres Dutzend lässt sich durch Links finden. Nur wenige polnische Filme werden aufgeführt, obwohl es etwa 50 solcher abendfüllender Spielfilme gibt.
- 1919: Nocturno der Liebe (Alternativer Name: Chopin) – Spielfilm, Deutschland, Regie: Carl Boese, mit Conrad Veidt als Chopin[151][152][153][154]
- 1934: Abschiedswalzer – Spielfilm, 87 Min., Deutschland, Regie: Géza von Bolváry, mit Wolfgang Liebeneiner als Chopin
- 1945: Polonaise – Spielfilm, 113 Min., USA, Regie: Charles Vidor, mit Cornel Wilde als Chopin
- 1951: Chopins Jugendzeit (Młodość Chopina) – Spielfilm, 1951, 121 Min., Polen, Regie: Aleksander Ford, mit Czesław Wołłejko als Chopin
- 1961: Frédéric Chopin und George Sand, TV-Spielfilm, Deutschland (BR), 40 Min., Regie: Arthur Maria Rabenalt, mit Peter Arens als Chopin[155]
- 1991: Verliebt in Chopin (Impromptu) – Spielfilm, 1991, 103 Min., USA, Frankreich, Großbritannien, Regie: James Lapine, mit Hugh Grant als Chopin
- 1991: Blue Note (La Note bleue) – Spielfilm, 1991, 135 Min., Frankreich, Regie: Andrzej Żuławski, mit Janusz Olejniczak als Chopin
- 1993: Chopin – Bilder einer Trennung – TV-Spielfilm, 1993, 114 Min., Deutschland, Frankreich, Regie: Klaus Kirschner, mit Stephan Wolf-Schönburg als Chopin
- 1999: Chopins Geheimnis. Der seltsame Fall der Delfina Potocka, Spielfilm, Doku-Fiktion, 1999, GB, 109 Min., Regie: Tony Palmer
- 2002: Chopin – Sehnsucht nach Liebe (Chopin. Pragnienie miłości) – Spielfilm, 2002, Polen, 134 Min., Regie: Jerzy Antczak, mit Piotr Adamczyk als Chopin
- 2010: Die Kunst des Frédéric Chopin (L’art de Frédéric Chopin. 200 ans de la naissance de Frédéric Chopin) – Dokumentation, Frankreich, 2010, 52 Min., Regie: Gérald Caillat

### Hörspiele (Auswahl)
- 1948: Hans Sattler: Notturno. Eine Vision um den sterbenden Chopin – Regie: Cläre Schimmel, mit Rudolf Fernau als Chopin (Hörbild, Monolog – Radio Stuttgart; Erstsendung: 21. März 1948, Dauer: 54'40 Minuten)[156]

### Chopin in der Kunst (Auswahl)
„Die meisten Portraitisten malten Chopin en face, um die übergroße Hakennase Chopins zu kaschieren. Portraitierten sie ihn jedoch von der Seite, so gingen sie sehr schonend und diskret mit seiner Nase um, denn das Ebenbild des Menschen sollte auch ein Ebenbild seiner Kunst sein, deren Formvollendung und Ebenmaß Laien und Künstler zu entzücken hatte“, analysiert Ludwig Kusche die Gemälde von Chopin. Das beste Porträt Chopins sei das Ölbild von Delacroix, das im Louvre in Paris hängt und den Kopf halb von vorn und halb von der Seite wiedergibt. Das gemeinsame Porträt, das Delacroix von dem Künstlerpaar anfertigte, wurde 1874 von einem Unbekannten zerschnitten. Heute hängt Chopin allein im Louvre, seine einstige Geliebte im Ordrupgaard im dänischen Charlottenlund.

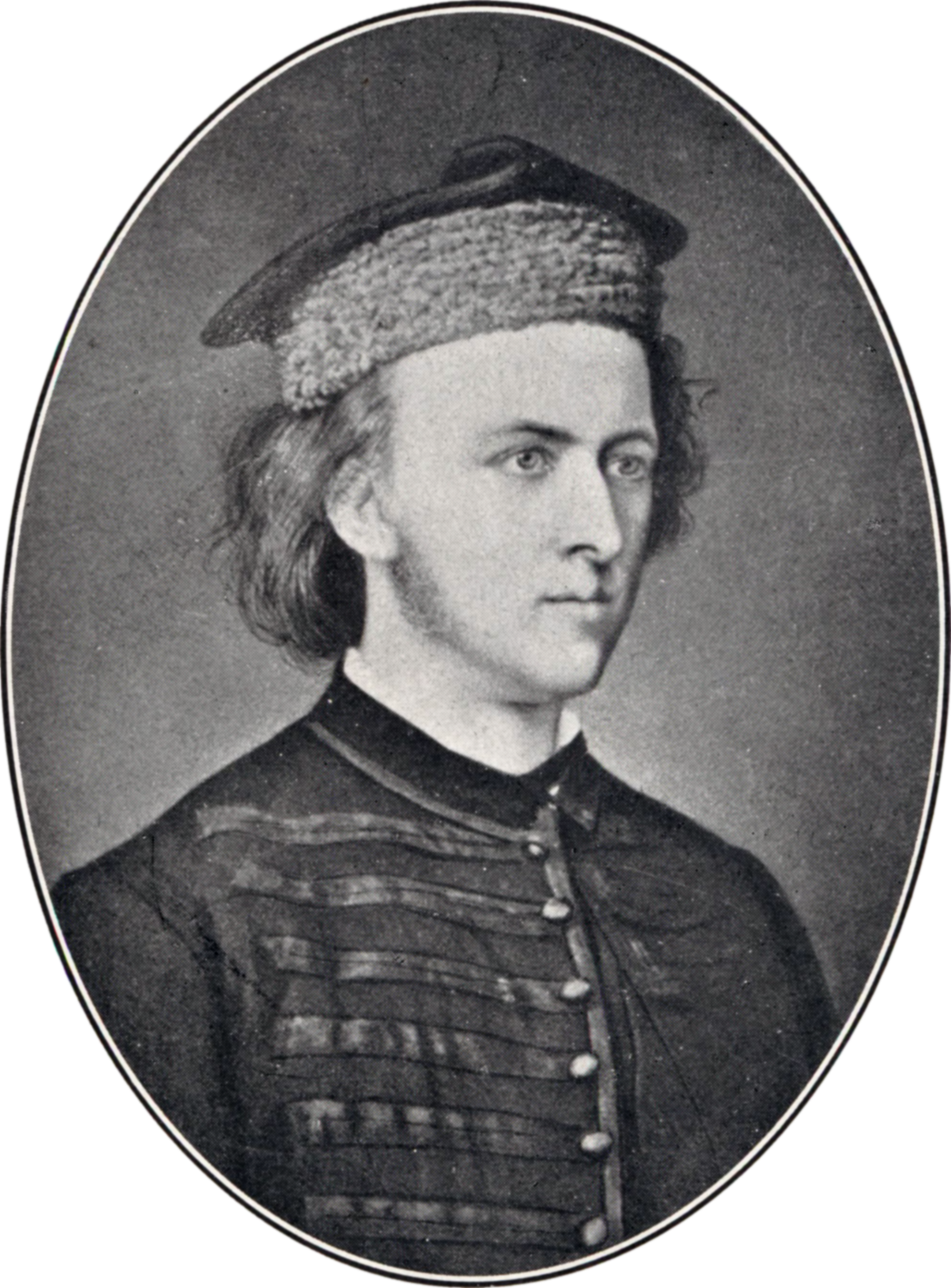
Chopin in polnischer Nationaltracht, Bibliothèque nationale de France
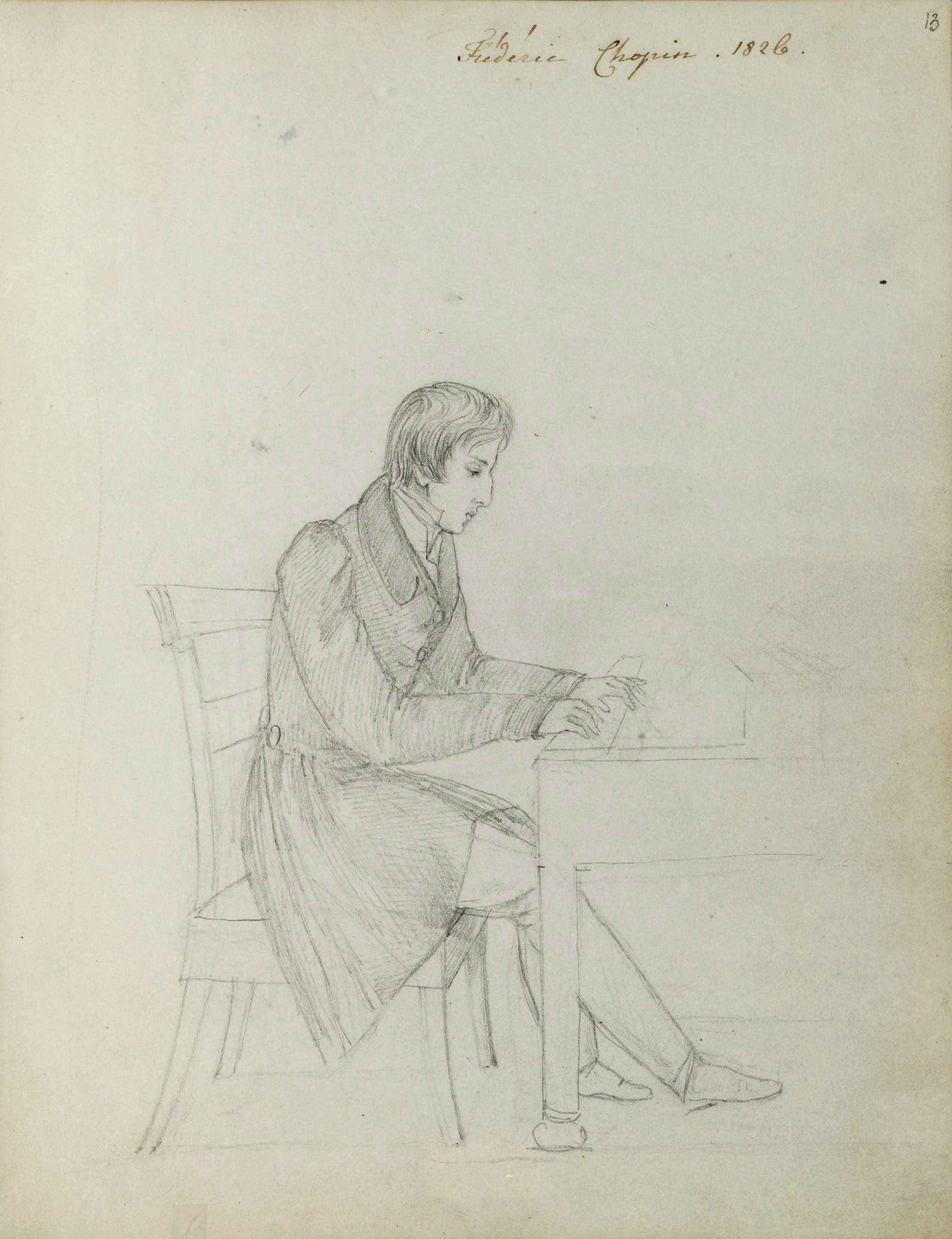
Eliza Radziwiłłówna: Fryderyk Chopin am Klavier, Zeichnung, um 1826, Frédéric-Chopin-Museum Warschau
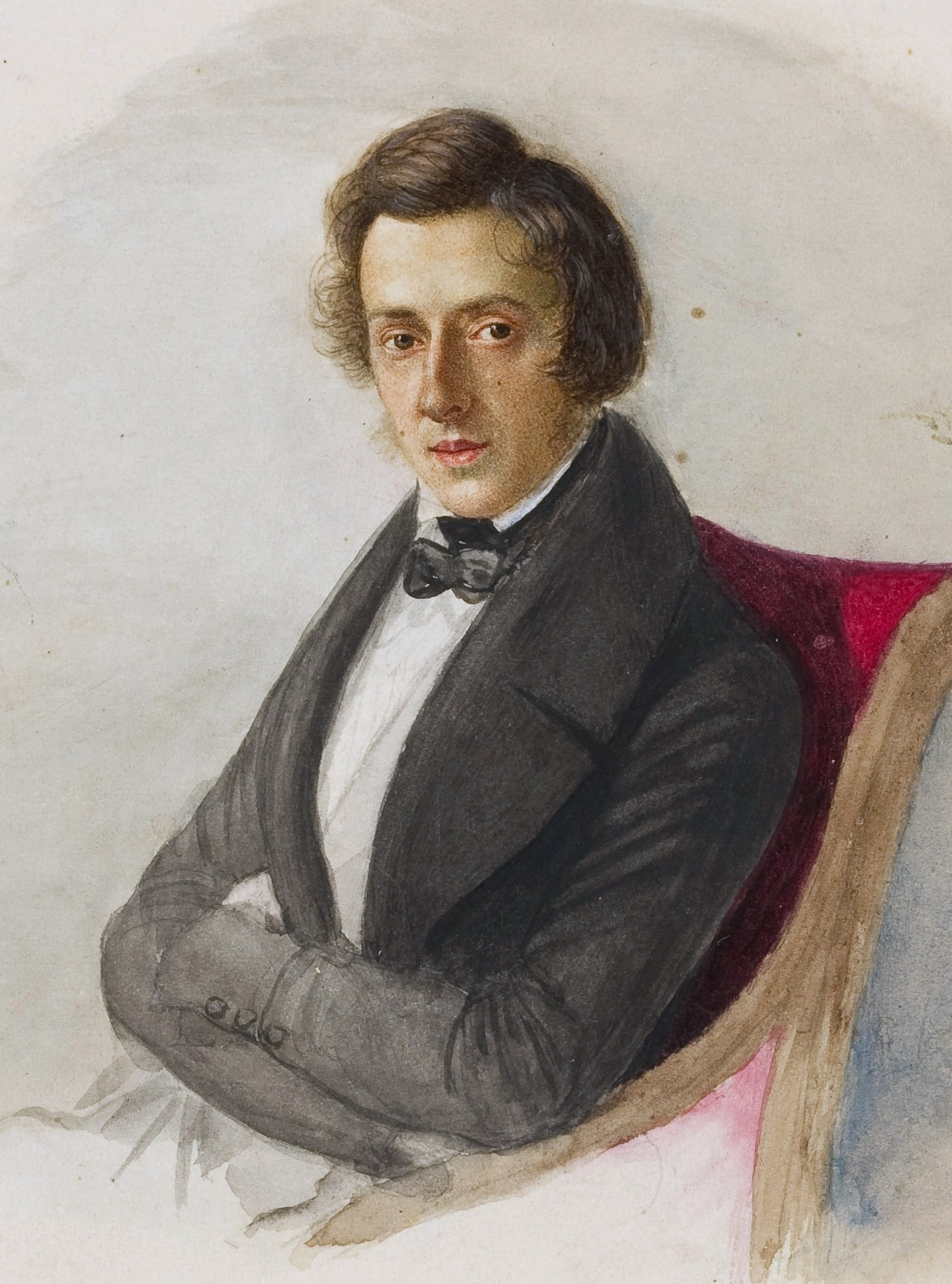
Maria Wodzinska: Fryderyk Chopin, 1836, Nationalmuseum Warschau
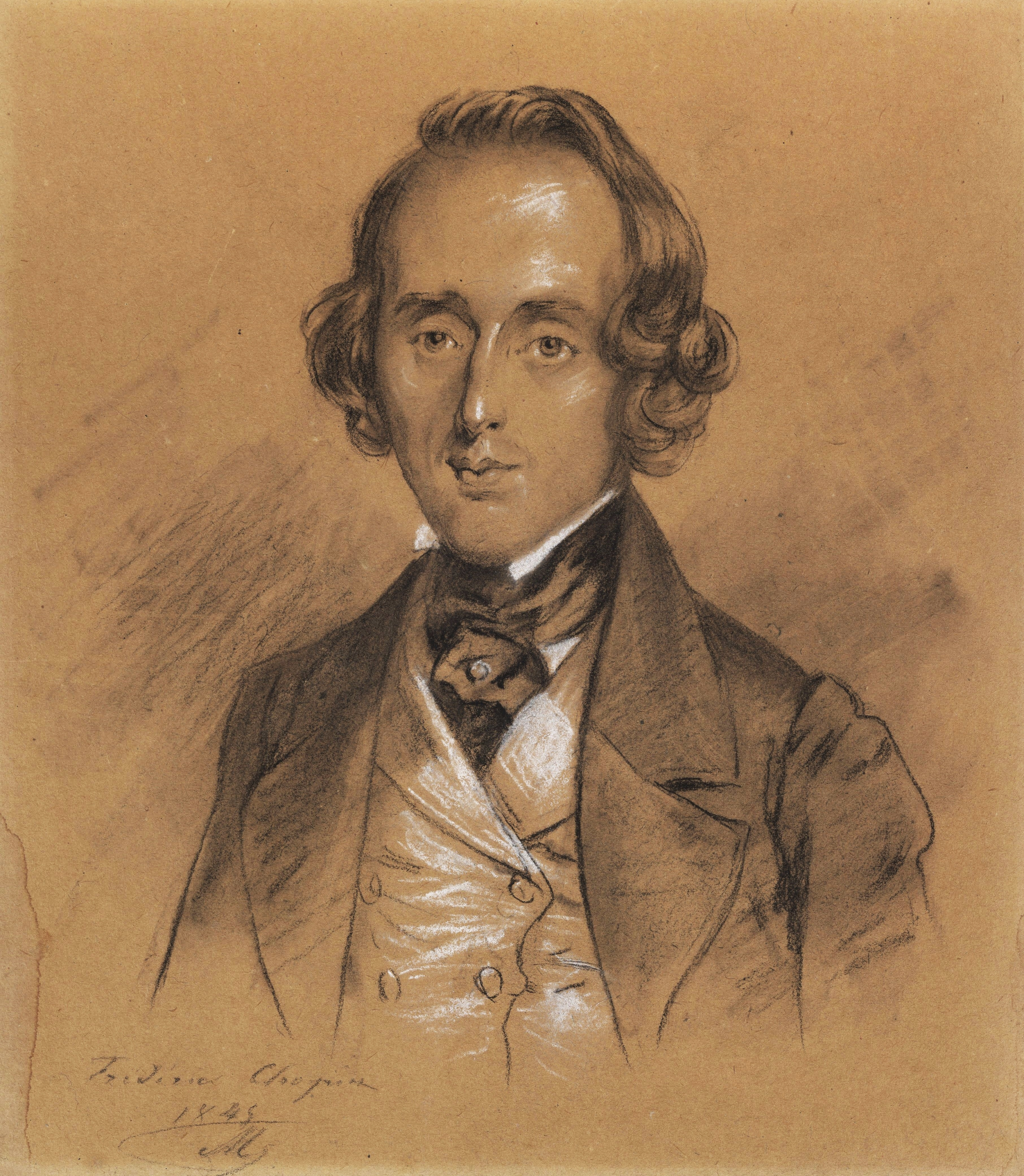
Nicolas-Eustache Maurin: Portrait von Frédéric Chopin, 1845, Frédéric-Chopin-Museum Warschau

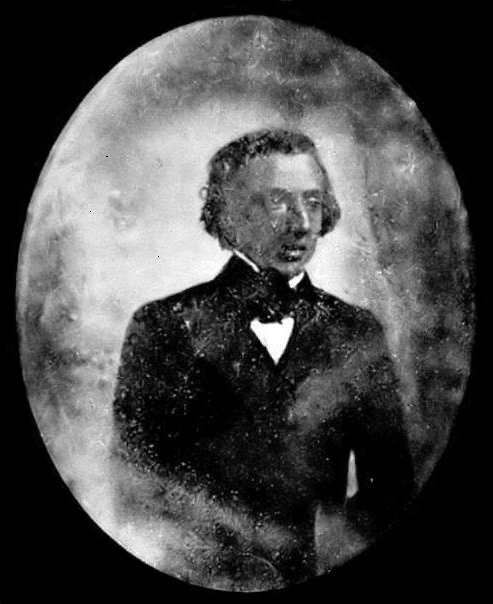
Daguerreotypie von Louis-Auguste Bisson, 1846 (nicht authentifiziert)[A 41]
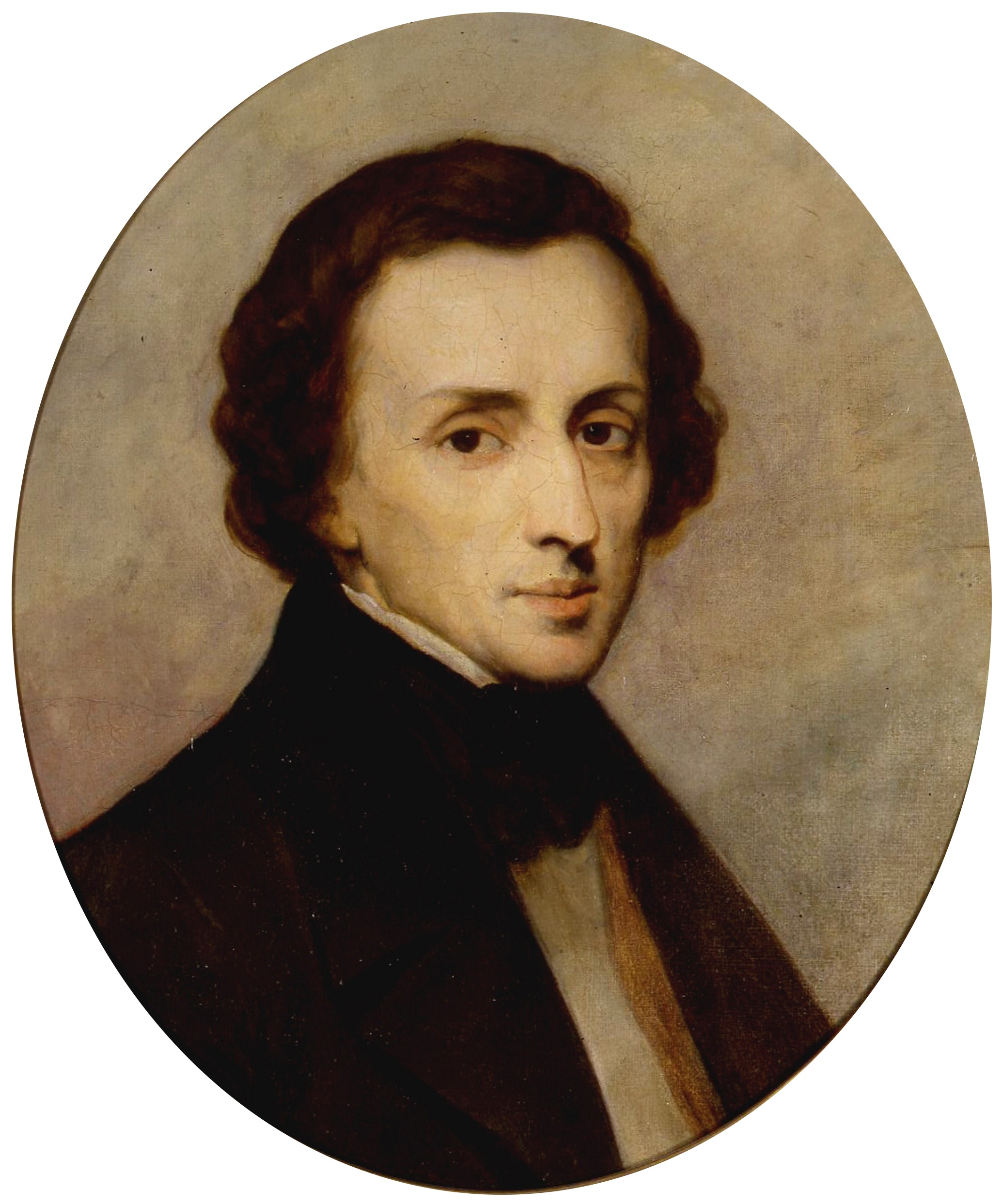
Ary Scheffer: Chopin, 1847, Dordrechts Museum, Amsterdam
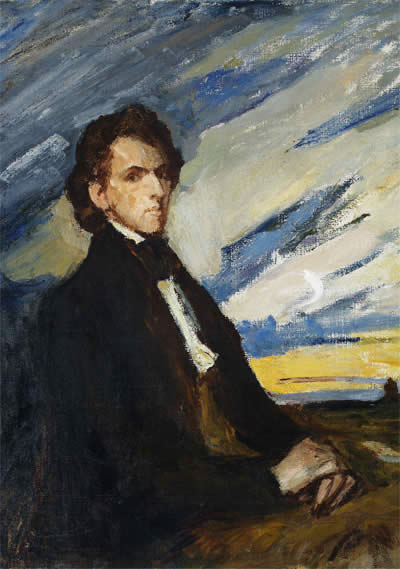
Jan Ciągliński: Portrait von Frédéric Chopin (Scherzo h-Moll), 1909

### Chopin in literarischen Darstellungen (Auswahl)

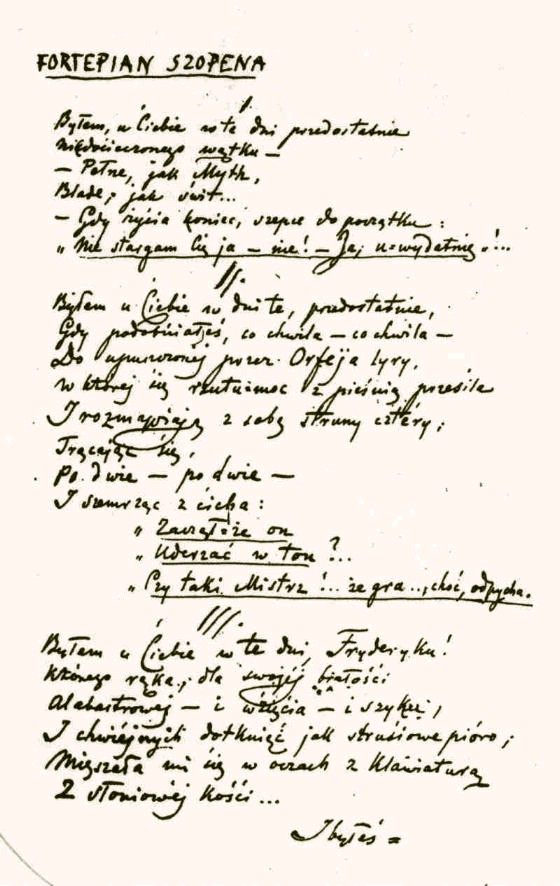
Erste Manuskriptseite des Gedichtes Fortepian Szopena („Das Klavier Chopins“, 1863/64) des polnischen Dichters Cyprian Kamil Norwid

- Cyprian Kamil Norwid: Fortepian Szopena (deutsch Das Klavier Chopins)[158]
- Gottfried Benn: Chopin. In: Gottfried Benn: Sämtliche Gedichte. Klett-Cotta, Stuttgart 2018, ISBN 978-3-608-11054-8, S. 145–146.

| • Gottfried Benn: Chopin |
| Chopin Nicht sehr ergiebig im Gespräch, Ansichten waren nicht seine Stärke, Ansichten reden drum herum, wenn Delacroix Theorien entwickelte, wurde er unruhig, er seinerseits konnte die Notturnos nicht begründen. Schwacher Liebhaber; Schatten in Nohant, wo George Sands Kinder keine erzieherischen Ratschläge von ihm annahmen. Brustkrank in jener Form mit Blutungen und Narbenbildung, die sich lange hinzieht; stiller Tod im Gegensatz zu einem mit Schmerzparoxysmen oder durch Gewehrsalven: Man rückte den Flügel (Erard) an die Tür und Delphine Potocka sang ihm in der letzten Stunde ein Veilchenlied. Nach England reiste er mit drei Flügeln: Pleyel, Erard, Broadwood, spielte für zwanzig Guineen abends eine Viertelstunde bei Rothschilds, Wellingtons, im Strafford House und vor zahlreichen Hosenbändern; verdunkelt von Müdigkeit und Todesnähe kehrte er heim auf den Square d’Orleans. Dann verbrennt er seine Skizzen und Manuskripte, nur keine Restbestände, Fragmente, Notizen, diese verräterischen Einblicke – sagte zum Schluß: „Meine Versuche sind nach Maßgabe dessen vollendet, was mir zu erreichen möglich war.“ Spielen sollte jeder Finger mit der seinem Bau entsprechenden Kraft, der vierte ist der schwächste (nur siamesisch zum Mittelfinger). Wenn er begann, lagen sie auf e, fis, gis, h, c. Wer je bestimmte Präludien von ihm hörte, sei es in Landhäusern oder in einem Höhengelände oder aus offenen Terrassentüren beispielsweise aus einem Sanatorium, wird es schwer vergessen. Nie eine Oper komponiert, keine Symphonie, nur diese tragischen Progressionen aus artistischer Überzeugung und mit einer kleinen Hand. Gottfried Benn |

- André Gide: Notes sur Chopin. Avant-propos de Michaël Levinas. Gallimard, Paris 2010, ISBN 978-2-07-012943-0 (Zuerst erschienen in: La Revue musicale, Paris, Dezember 1931).
- Eva Gesine Baur: Chopin oder Die Sehnsucht: eine Biografie. C. H. Beck, München 2009, ISBN 978-3-406-59056-6.
- Rudolf Thiel: Der Himmel voller Geigen. Das Leben der großen Symphoniker. Paul Neff Verlag, Wien 1951. (Kapitel: Chopin-Préludes in 24 Tonarten, S. 299–339).
- Guy de Pourtalès: Chopin ou le poète (= Vies des hommes illustres. Nr. 7). 40e édition. Librairie Gallimard, Paris 1927.
- Guy de Pourtalès: Der blaue Klang. Frédéric Chopins Leben (= Fischer Bücherei. Nr. 578). Fischer Bücherei, Frankfurt 1964.
- George Sand: Un hiver à Majorque. Première édition. Hippolyte Souverain, Paris 1842.
  - Ediciones la Cartuja, Palma de Mallorca, Clumba 1971.
- Antoni Wodzinski: Les trois romans de Frédéric Chopin. Calmann-Lévy, Paris 1886.[159]
- Yolande van de Weerd: Wiosna. Poëtische evocatie rond de muziek en het leven van Frédérik Chopin. Selbstverlag, 1999, ISBN 90-805086-1-6.
- Roberto Cotroneo: Die verlorene Partitur. 3. Auflage. Aus dem Italienischen übersetzt von Burkhart Kroeber. Suhrkamp 1999, ISBN 3-518-39526-2.
- Benita Eisler: Chopin’s Funeral. Vintage Books, New York 2004, ISBN 0-375-70868-5.
- Éric-Emmanuel Schmitt: Madame Pylinska et le secret de Chopin. Albin Michel, Paris 2018.

### Werkverzeichnisse
- Maurice John Edwin Brown: Chopin. An index of his works in chronological order. 2. Auflage. Macmillan, London 1972, ISBN 0-333-13535-0 / Da Capo Press, New York 1972, ISBN 0-306-70500-1.
- Józef Michal Chomiński, Teresa Dalila Turlo: A catalogue of the works of Frederick Chopin. Polskie Wydawnictwo Muzyczne (PWM), Kraków 1990, ISBN 83-224-0407-7.
- Krystyna Kobylańska: Frédéric Chopin. Thematisch-bibliographisches Werkverzeichnis. Henle, München 1979, ISBN 3-87328-029-9.
- Christophe Grabowski, John Rink: Annotated catalogue of Chopin’s first editions. Cambridge University Press, Cambridge 2010, ISBN 978-0-521-81917-6.
- Christophe Grabowski, John Rink: AC online. Annotated catalogue of Chopin’s first editions. chopinonline.ac.uk.

### Briefe und Dokumente
- Moritz Karasowski: Friedrich Chopin. Sein Leben und seine Briefe. 2. Auflage. Ries, Dresden; Schirmer, New York 1878 (Textarchiv – Internet Archive).
- Souvenirs inédits de Frédéric Chopin. Lettres de Chopin à sa famille et de sa famille à lui. Lettres des Wodzinski. Lettres des élèves et des connaissances de Chopin. Correspondance de Mlle Stirling. Mélanges. Übersetzt von Laure Disière, hrsg. von Mieczysław Karłowicz, H. Welter, Paris / Leipzig 1904 (Digitalisat)
- Correspondance de Frédéric Chopin. Recueillie, réviséé, annotée et traduite par Bronislaw Édouard Sydow en collaboration avec Suzanne et Denise Chainaye. Édition définitive, revue et corrigée. Vol. 1: L’aube 1816–1831. Vol. 2: L’ascension (1831–1840). Vol. 3: La gloire 1840–1849. Richard Massé, Paris 1981.
- Krystyna Kobylańska (Hrsg.): Frédéric Chopin. Briefe. S. Fischer, Frankfurt am Main 1984, ISBN 3-10-010704-7.
- Zofia Helman, Zbigniew Skowron, Hanna Wróblewska-Straus (Hrsg.): Korespondencja Fryderyka Chopina. Band 1: 1816–1831, Band 2/1: 1831–1838, Band 2/2: 1838–1839. Wydawnictwa Uniwersytetu Warszawskiego, Warschau 2009, ISBN 978-83-235-0481-8 (Band 1), ISBN 978-83-235-3100-5 (Band 2/1 und Band 2/2).
- John Comber (Hrsg.): Chopin‘s Polish Letters. Translated by David Frick. Preface by Jeffrey Kallberg. The Frederyk Chopin Institute, Warschau 2016, ISBN 978-83-64823-19-0.(Moderne englische Übersetzung sämtlicher polnischer Briefe Chopins).
- Krystyna Kobylańska: Chopin in der Heimat. Urkunden und Andenken. Polskie Wydawnictwo Muzyczne, Krakau 1955 (Dokumente von 1771 bis 1830, Text auf Deutsch).
- Hans Werner Wüst: Frédéric Chopin – Briefe und Zeitzeugnisse. Ein Portrait. Bouvier, Bonn 2007, ISBN 978-3-416-03164-6.
- Uta Goebl-Streicher: Friederike Müller, eine Lieblingsschülerin Chopins, in ihren unbekannten Briefen aus Paris (1839–1841, 1844–1845). In: Notations 1985–2015. Hrsg. von Karin Wagner und Anton Voigt. Universal Edition, Wien 2015, S. 263–276.
- Uta Goebl-Streicher: Frédéric Chopin. Einblicke in Unterricht und Umfeld. Die Briefe seiner Lieblingsschülerin Friederike Müller Paris 1839–1845 (= Musikwissenschaftliche Schriften. 51). Katzbichler, München / Salzburg 2018, ISBN 978-3-87397-214-8.